# Cien famosas vistas de Edo
Cien famosas vistas de Edo (名所江戸百景 Meisho Edo Hyakkei?) consiste en una serie de grabados realizados por el pintor japonés Utagawa Hiroshige entre 1856 y 1858. A pesar del título de la obra, que indica una cantidad de 100 trabajos, en total se cuentan 119 grabados, confeccionados todos ellos mediante la técnica de la xilografía (grabado en madera). La colección pertenece al estilo ukiyo-e, un género de grabados sobre temas populares destinados a la clase media urbana japonesa que se desarrolló en el Período Edo (1603-1868). Algunas de las estampas fueron finalizadas por su discípulo, Utagawa Hiroshige II, que durante un tiempo usó dicho seudónimo para firmar algunas de sus obras y que además era también hijo adoptivo del maestro.

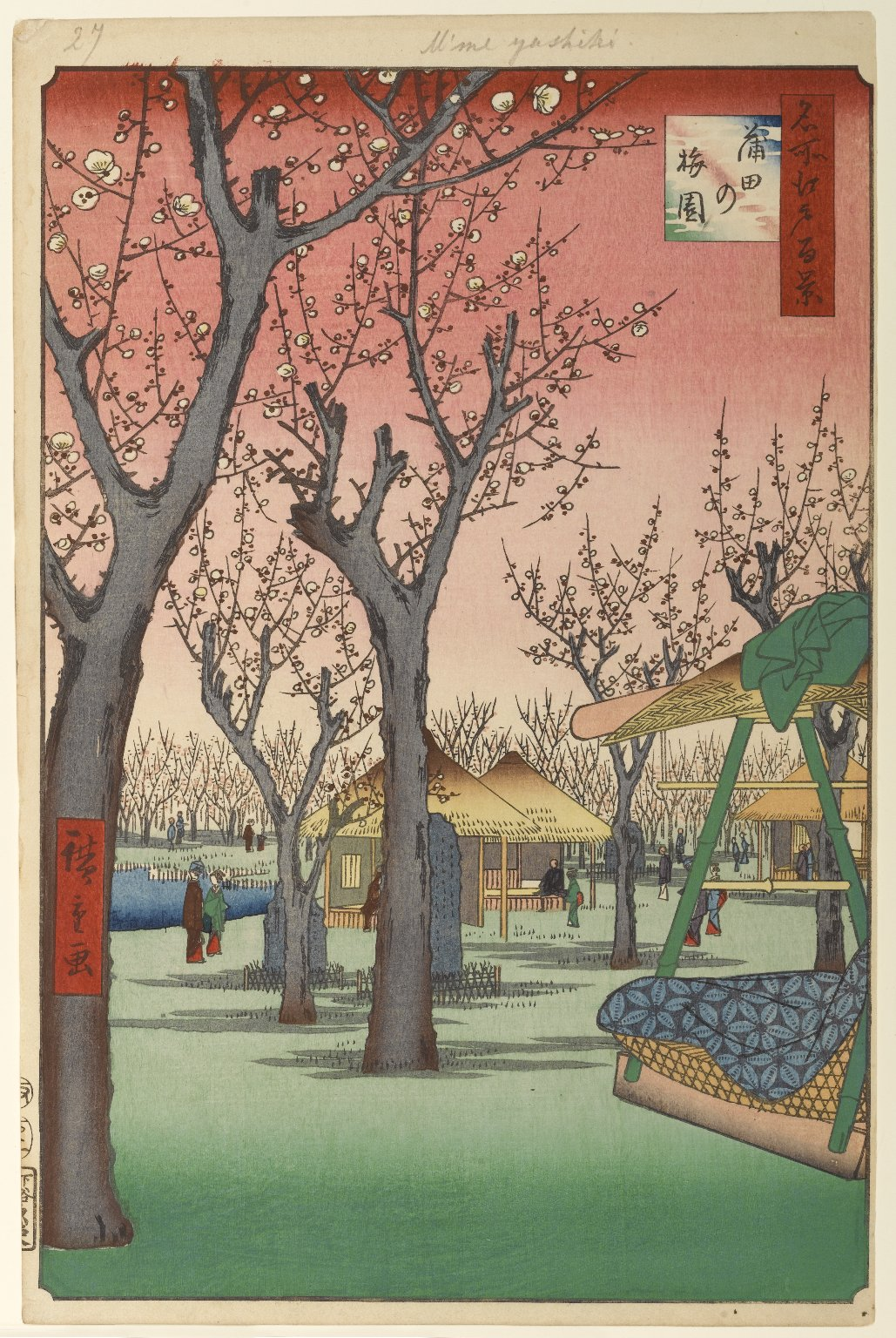
Jardín de ciruelos en Kamada (1857), de la serie "Cien famosas vistas de Edo", obra de Utagawa Hiroshige.

Hiroshige fue un gran paisajista, uno de los mejores de su tiempo, plasmando en imágenes de forma lírica y emotiva los lugares más bellos y renombrados de Japón, especialmente de su capital, Edo —actual Tokio—. En esta serie de obras presentó a los lugares más emblemáticos de la ciudad, recientemente reconstruida tras un devastador terremoto acaecido en 1855. Sin embargo, Hiroshige no mostró los efectos de la destrucción, sino que mostró la urbe de forma idealizada y optimista, pretendiendo infundir a la población un estado de ánimo vitalista y jovial. Al mismo tiempo, la serie ofrecía al público un aspecto de actualidad, de gaceta donde vislumbrar las novedades en la reconstrucción de la ciudad. Las estampas presentan también escenas sociales, ritos y costumbres de la población local, aunando el paisaje con la descripción pormenorizada de personas y ambientes locales de gran diversidad.

Sobre todo, quise reproducir con exactitud las famosas regiones de Edo... y pintar paisajes tal y como los puede ver el observador con sus propios ojos.
Utagawa Hiroshige, Recuerdos ilustrados de Edo.

## Historia

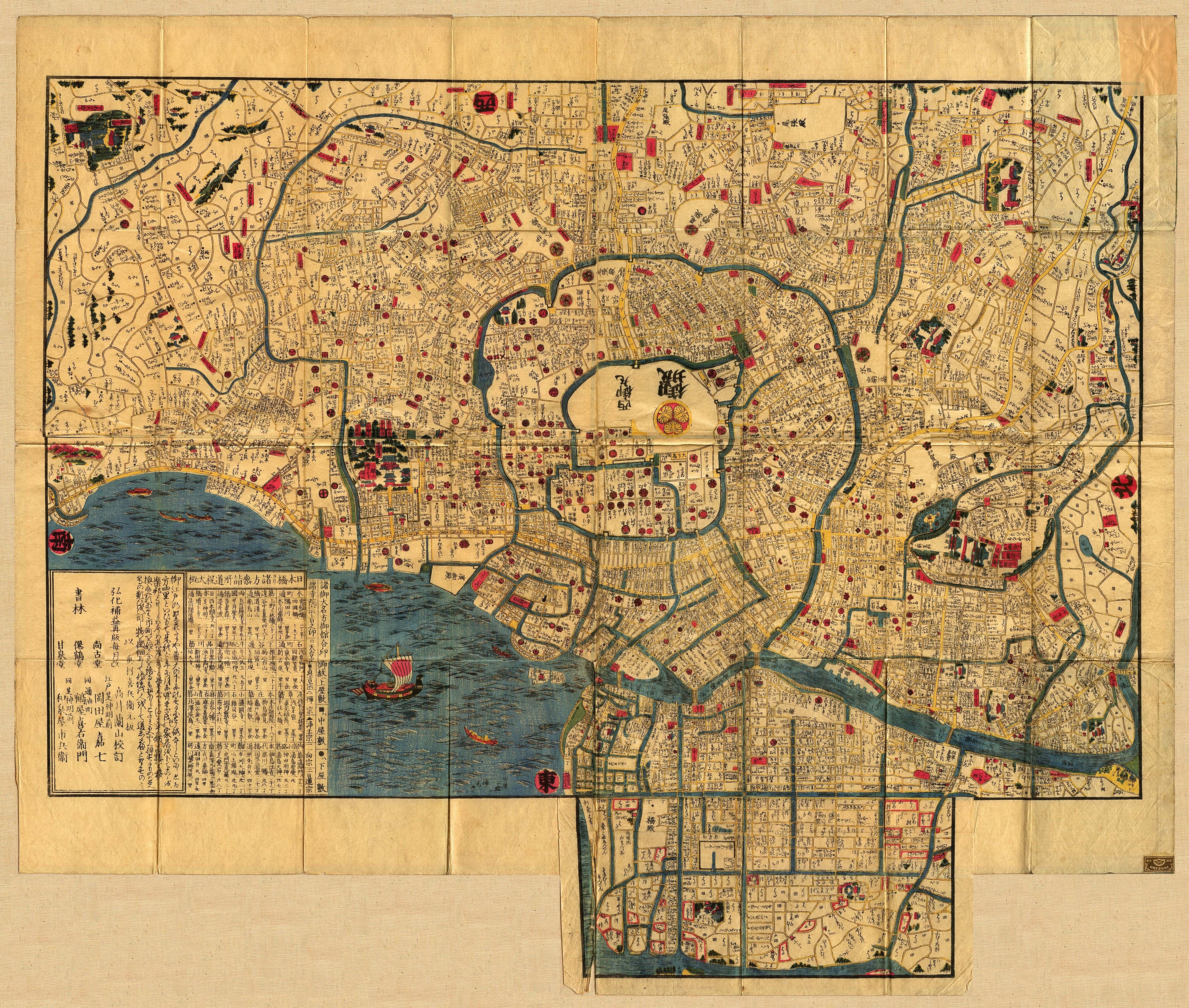
Mapa de Edo (hacia 1840).

Durante el período Edo, Japón estuvo gobernado por el Shogunato Tokugawa, que cerró el país a todo contacto exterior a través del sakoku: los cristianos fueron perseguidos y los comerciantes europeos, expulsados. Este período supuso una etapa de paz y prosperidad tras las guerras civiles acaecidas en él durante los siglos XV y XVI: entre 1573 y 1603 (Período Azuchi-Momoyama), quedando unificado por Oda Nobunaga, Toyotomi Hideyoshi y Tokugawa Ieyasu, que eliminaron a los daimyō (señores de la guerra de origen feudal) y crearon un estado centralizado. La capital se estableció en Edo (江戸 estuario?) —el anterior nombre que recibía la ciudad de Tokio—, que creció con gran rapidez, especialmente tras su reconstrucción en 1657 debido a un gran incendio que la destruyó casi por completo. En 1725 era la ciudad más populosa del mundo, con más de un millón de habitantes. En el momento de la publicación de la serie de Hiroshige,  contaba con una población de casi dos millones de censados, así como con una superficie de unos 80 km² de extensión.
Edo se convirtió en el núcleo de una próspera clase media: pese al sistema de vasallaje, proliferó el comercio y la artesanía, dando lugar a la aparición de una clase burguesa que fue creciendo en poder e influencia, y que se dedicó al fomento de las artes, especialmente grabados, cerámica, lacas y productos textiles. Así, cobró un gran auge el grabado en madera, surgiendo una importante industria en núcleos urbanos especializada en textos ilustrados y estampas. Inicialmente eran grabados en tinta negra sobre papel coloreado a mano, pero a mediados del siglo XVIII surgió la impresión en color (nishiki-e).

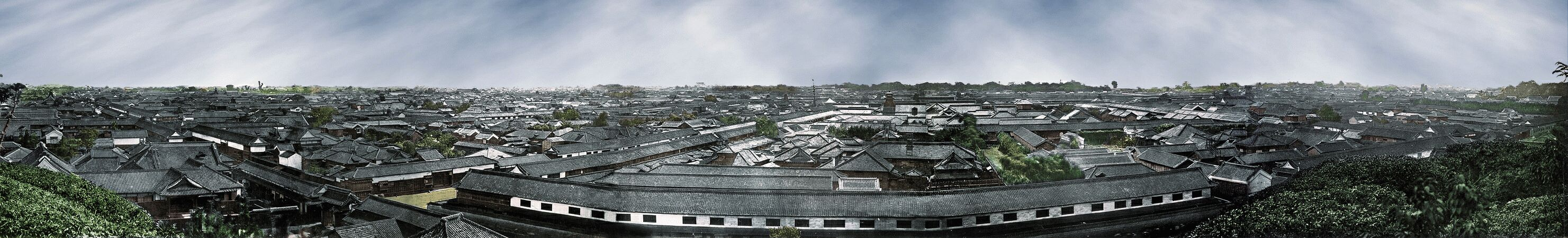
Panorama de Edo, 1865 o 1866. Fotografía de Felice Beato.

## Estilo

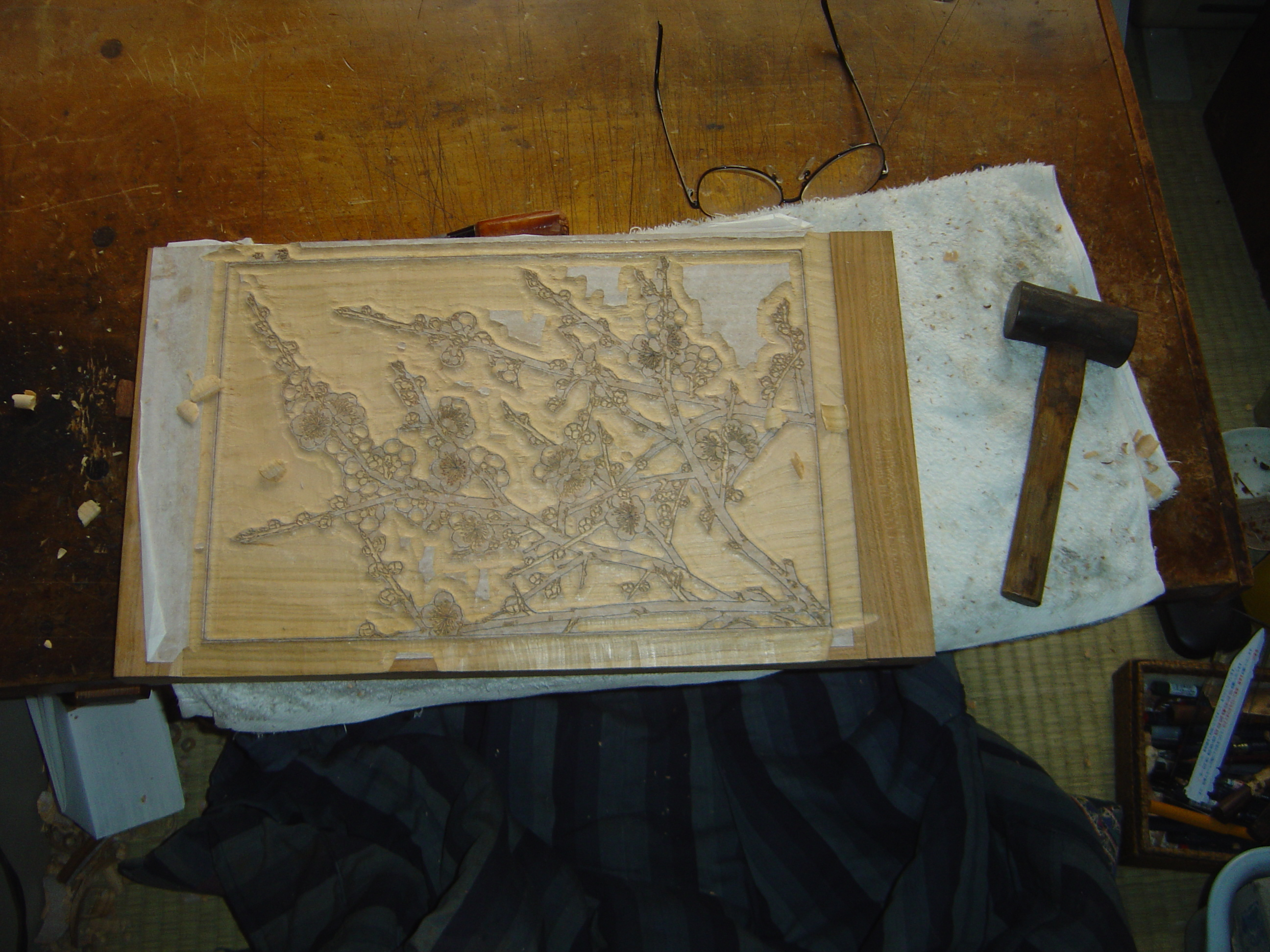
Plancha de madera para la elaboración de una xilografía estilo ukiyo-e.

La escuela ukiyo-e (浮世絵 «estampas del mundo flotante»?) destacó por la representación de tipos y escenas populares. Desarrollada alrededor de la técnica del grabado –principalmente xilografía–, fue un estilo de corte laico y plebeyo, eminentemente urbano, que inspirándose en temas anecdóticos y escenas de género les otorgaba un lirismo y una belleza extraordinaria, con una sutil sensibilidad y un gusto refinado de gran modernidad. Con la llegada de la paz tras las guerras civiles y el auge de una clase burguesa en las grandes ciudades —principalmente en Edo—, la nueva prosperidad se tradujo en un aumento del consumo de arte, especialmente de las estampas que retrataban la vida urbana y los ambientes de ocio y entretenimiento: casas de té, geishas, actores de kabuki, luchadores de sumo, etc. Fue una época lúdica, donde se valoraba el esparcimiento, la diversión y la relajación, y todo aquello que hiciese la vida agradable. La sensación de flotar en una nube, de dejarse llevar por el placer, marcó el sentimiento de hedonismo que afloró en la gente, de ahí el nombre ukiyo-e: «estampas del mundo flotante». Este estilo tuvo un gran éxito entre las clases medias de Edo, que consumían con avidez las estampas que retrataban de forma sencilla y amena, pero a la vez artística y estética, a la ciudad, los ambientes y a las personas que conocían y que les resultaban agradables. 
Su fundador fue Hishikawa Moronobu, al que siguieron figuras como Okumura Masanobu, Suzuki Harunobu, Isoda Koryūsai y Torii Kiyonobu, fundador de la escuela Torii. Varios artistas se especializaron en la reproducción de los actores del teatro popular japonés kabuki –yakusha-e (役者絵 «cuadros de actores»?)–, entre ellos Torii Kiyomasu, Torii Kiyomitsu y, sobre todo, Tōshūsai Sharaku. Otro género bastante corriente fue el bijin-ga (美人画 «cuadros de mujeres hermosas»?), que representaba a geishas y cortesanas en actitudes íntimas y escenas de tocador, con gran detallismo, principalmente en sus ropajes, como se denota en la obra de Torii Kiyonaga, Kitagawa Utamaro y Keisai Eisen. Otra variante fue el shunga (春画 «estampas primaverales»?), de contenido más explícitamente erótico. El paisajismo fue introducido por Utagawa Toyoharu –fundador de la escuela Utagawa, a la que perteneció Hiroshige–, que aplicó la perspectiva occidental al paisaje japonés, seguido por la excepcional obra de Katsushika Hokusai.

## El autor
Utagawa Hiroshige (歌川広重?) (1797-1858) fue uno de los últimos y mejores representantes de la escuela ukiyo-e. Discípulo de Utagawa Toyohiro, se inició en los géneros yakusha-e y bijin-ga, aunque posteriormente se especializó en el paisajismo, generalmente en formato de grabado. También aprendió los estilos de las escuelas Kanō y Maruyama-Shijō. Su estilo se caracterizó por un gran realismo y por el reflejo de la vida cotidiana y de la gente popular, así como por la aplicación de una gran sensibilidad en el tratamiento atmosférico de sus obras y de la plasmación en imágenes de estados de ánimo. Supo captar de forma magistral la luz de diferentes horas del día, y los cambios sucedidos en la naturaleza en el transcurso de las estaciones. Reflejó a la naturaleza de una forma lírica y evocadora, con un cierto romanticismo y con una gran sensibilidad para plasmar su belleza efímera. A menudo introdujo poemas en sus imágenes –con una delicada caligrafía–, reflejo de su excelente formación tanto literaria como artística. Trabajó preferentemente en series de grabados, como Cincuenta y tres etapas de la ruta de Tōkaidō (1833), Famosas vistas de Kyōto (1834) y Sesenta y nueve estaciones del Kisokaidō (1839). A lo largo de toda su vida realizó unas 5.400 xilografías, que le convirtieron en un maestro indiscutible del ukiyo-e.

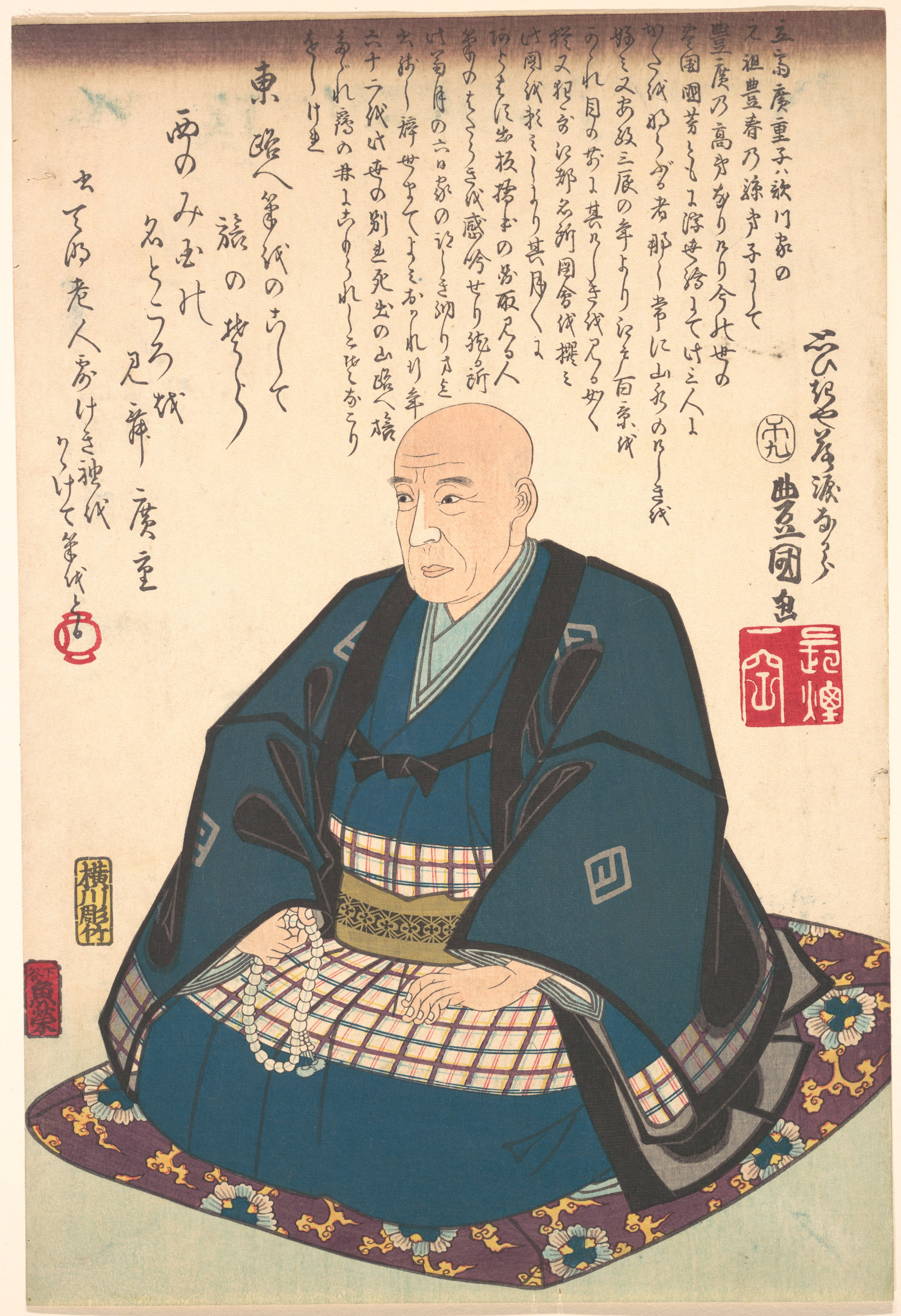
Retrato póstumo a la memoria de Hiroshige, pintado por su amigo, el también pintor Utagawa Kunisada.

Las estampas de Hiroshige tuvieron una gran acogida en Occidente –donde surgió la moda del japonismo–, llegando a influir en la obra de varios artistas: queda evidenciado en algunas obras de los años 1870 de James Abbott McNeill Whistler, como Thames set y Pinturas nocturnas. También impresionó en gran medida al pintor holandés Vincent van Gogh, que realizó copias de varias obras de Hiroshige, como Japonaiserie: Puente bajo la lluvia (1887) –copia de El puente Ōhashi en Atake bajo una lluvia repentina– y  Japonaiserie: Ciruelo en flor (1887) –copia de Jardín de ciruelos en Kameido–. Van Gogh llegó a decir en 1888: «con ojos japoneses se ve más; se siente el color de un modo distinto». La obra de Hiroshige fue asimismo ampliamente difundida por la revista Le Japon Artistique (1888-1891), editada por Samuel Bing.

Hiroshige es un impresionista maravilloso. Monet, Rodin y yo estamos entusiasmados. ¡Cuánto me ha alegrado ver pintado el efecto de la nieve y de las inundaciones. Estos artistas japoneses me confirman en nuestro juicio visual!
Camille Pissarro.

## La serie
La serie Cien famosas vistas de Edo fue realizada por Hiroshige entre 1856 y 1858 –años Ansei 3 a Ansei 5 en el calendario japonés–. Comprende un total de 119 estampas sobre paisajes y lugares emblemáticos de Edo –el antiguo nombre de Tokio–. Este proyecto fue uno de los más ambiciosos y el último en relevancia de la producción de este artista. Con él, el afamado seguidor de la escuela ukiyo-e pretendió reflejar los cambios sufridos por la capital nipona durante esos últimos años, en que el progreso y la modernidad avanzaban vertiginosamente destruyendo las costumbres y tradiciones ancestrales de Japón. En 1853, el bloqueo naval del comodoro estadounidense Matthew Perry obligó al emperador a abrir Japón a Occidente. Posteriormente, en 1855, Edo sufrió un gran terremoto (de magnitud 7,1), que provocó una gran destrucción, con un saldo de 10.000 fallecidos y unos 16.000 edificios destruidos. Estos cambios en la fisonomía de la ciudad fueron los que quiso reflejar Hiroshige en su serie.
En el momento de realizar esta obra, Hiroshige se hallaba en la cumbre de su carrera: en 1856, al cumplir sesenta años, realizó el ritual budista de afeitarse la cabeza, iniciando la vida de monje. Recibió el encargo de Sakanaya Eikichi, un editor que quiso reflejar los cambios acaecidos en Edo tras el terremoto. Hiroshige plasmó esta idea en más de cien vistas sobre los lugares más conocidos y pintorescos de la ciudad. Buscó sobre todo imágenes insólitas, enfoques novedosos, con perspectivas poco usuales, como imágenes partidas por un marco vertical, o bien medio tapadas por un objeto cotidiano que se sitúa entre el fondo y la vista del espectador. Estas vistas tuvieron una exitosa acogida –de cada grabado se realizaron de 10.000 a 15.000 ejemplares–, aunque desgraciadamente la serie quedó interrumpida por la muerte del autor en una epidemia de cólera, en 1858. Finalmente, algunos de los grabados que no llegaron a ser finalizados por el maestro, fueron terminados por su discípulo Utagawa Hiroshige II.
La serie la realizó en formato ōban –formato grande, aproximadamente 39,5 x 26,8 cm–, y empleó la técnica nishiki-e, un tipo de cromoxilografía introducido en el siglo XVIII (hacia 1765) que permitió el grabado en color. Dentro de la normativa gubernamental, tuvo que ajustar sus trabajos para que pasasen la censura –según un edicto de 1790 todas las obras debían cumplir la política de limitación del lujo, así como no contener material políticamente sensible– en diversas fases: el primer año (1856) presentó 37 estampas; en 1857, 71; y, en 1858, el año de su muerte, 7. Según parece, la idea del autor y el editor era finalizar la serie en julio de 1858, y dos estampas de ese mes llevan el título de Complementos entretenidos de las cien vistas de Edo (Edo hyakkei yokyō); pero al mes siguiente presentaron otras tres estampas bajo el título habitual. Estas 115 xilografías se completaron en octubre de 1858 con otras tres estampas, aprobadas por los censores tras la muerte del artista, probablemente obras de Hiroshige II a petición del editor. Se encargó entonces el índice a Baisotei Gengyo (1817-1880), afamado diseñador de portadas. Por último, en 1859 Hiroshige II realizó una última lámina para celebrar su ascenso a la categoría de maestro, sellado ante el censor en abril de 1859.
Las estampas fueron agrupadas según las estaciones del año, como se indica en el índice: 42 estampas de primavera, 30 de verano, 26 de otoño y 20 de invierno. Aunque con la edad había perdido cierta fuerza expresiva presente en obras anteriores, esta serie rebosa de un intenso colorido y una gran sensibilidad emotiva, muestra de la vinculación especial con el paisaje de su ciudad natal. A lo largo de las diversas estampas empleó numerosas técnicas que había ido aprendiendo a lo largo de su vida: karazuri, técnica de grabado realzado en que se imprime sobre el papel una plancha sin tinta, para que quede impreso el relieve; atenashi-bokashi, técnica que mezcla un líquido con la tinta y se reparte por toda la superficie, ideal para el agua y las nubes; kimekomi, técnica por la que se presiona una plancha sobre el papel, para líneas y contornos; y kirakake, grabado brillante, realizado con dos planchas, una de color y otra de cola de huesos, sobre las que se coloca el papel, que posteriormente es rociado con polvo de mica.
En estas imágenes Hiroshige presenta el paisaje bajo el prisma de la emotividad, describiendo la realidad de una forma subjetiva, interpretada según la visión del artista. Es una naturaleza evocadora, que muestra el transcurso del tiempo y lo efímero de la vida y la belleza, siguiendo el concepto zen de transitoriedad (mujō). Para los japoneses existe una innata relación entre el arte y la naturaleza, que es reflejo de su vida interior, y la sienten con un delicado sentimiento de melancolía, casi de tristeza (mono-no-aware), como queda patente en la fiesta del Hanami, basada en la contemplación de los cerezos en flor. El autor engloba los paisajes en encuadres insólitos, que favorecen una cierta sensación de perspectiva, aunque sin usar la perspectiva lineal occidental –que sin embargo conocía y usó esporádicamente, sobre todo en la recreación de teatros kabuki–. Generalmente incluye pequeñas figuras humanas inmersas en la grandiosidad de su entorno, junto a animales y objetos en forma de elementos anecdóticos, a veces con un cierto tono satírico y humorístico, pero denotando un gran respeto por el pueblo llano y por la vida y las costumbres ancestrales de Japón.
Por lo general, todas las xilografías contienen tres cartelas: en la esquina superior derecha, en rojo, el título de la serie (Meisho Edo hyakkei), en el mismo formato que una hoja de poesía tanzaku; al lado, el título de cada estampa, en formato de hoja de poesía shikishi; y en la esquina inferior izquierda, también en rojo, el nombre del autor, Hiroshige. Fuera del marco de la estampa, en el margen inferior izquierdo, aparece frecuentemente el sello del editor, Sakanaya Eikichi, a veces con su dirección (Shitaya Shinkuromonchō), y a veces abreviado como «Shitaya Uoei» (donde Uoei corresponde a Uoya Eikichi, un nombre alternativo por el que era también conocido el editor). También fuera del marco, pero arriba a la derecha, se suele situar el sello del censor, aratame («examinado»), generalmente con la fecha, representada por el signo del año: 1856 fue el año del dragón (tatsu), 1857 de la serpiente (hebi) y 1858 del caballo (uma).

### Primavera
| Primavera | | | | | | | | | |
|           | 0. Índice | 0. Índice | 0. Índice | Fue obra de Baisotei Gengyo, a petición del editor tras la muerte del artista –su sello, de forma romboidal, se encuentra situado en la parte inferior a la derecha–. En la parte superior aparecen dos rectángulos donde figuran los títulos de las láminas dedicadas a la primavera, los más numerosos (42); debajo, en forma de abanico, aparecen las estampas del verano (30); los dos rectángulos inferiores se refieren al otoño (26) y al invierno (20). En la cartela roja de la izquierda aparece el título de la serie y el nombre Ichiryūsai Hiroshige –uno de los primeros nombres artísticos del maestro–, y se dice que es su obra más representativa (issei ichidai); también aparece el nombre del editor, Sakanaya Eikichi, y su dirección, Tōeizan Hirokōji. El fondo presenta motivos alusivos a las estaciones: un ciruelo en flor para la primavera, un pájaro hototogisu («cucú japonés») y la luna para el verano, y un pajar con siete tipos de hierbas para el otoño y el invierno. La caligrafía está elaborada con un tipo de escritura dispersa denominado chirashigaki, propio de las antologías poéticas.                                                                                        | Fue obra de Baisotei Gengyo, a petición del editor tras la muerte del artista –su sello, de forma romboidal, se encuentra situado en la parte inferior a la derecha–. En la parte superior aparecen dos rectángulos donde figuran los títulos de las láminas dedicadas a la primavera, los más numerosos (42); debajo, en forma de abanico, aparecen las estampas del verano (30); los dos rectángulos inferiores se refieren al otoño (26) y al invierno (20). En la cartela roja de la izquierda aparece el título de la serie y el nombre Ichiryūsai Hiroshige –uno de los primeros nombres artísticos del maestro–, y se dice que es su obra más representativa (issei ichidai); también aparece el nombre del editor, Sakanaya Eikichi, y su dirección, Tōeizan Hirokōji. El fondo presenta motivos alusivos a las estaciones: un ciruelo en flor para la primavera, un pájaro hototogisu («cucú japonés») y la luna para el verano, y un pajar con siete tipos de hierbas para el otoño y el invierno. La caligrafía está elaborada con un tipo de escritura dispersa denominado chirashigaki, propio de las antologías poéticas.                                                                                        | Fue obra de Baisotei Gengyo, a petición del editor tras la muerte del artista –su sello, de forma romboidal, se encuentra situado en la parte inferior a la derecha–. En la parte superior aparecen dos rectángulos donde figuran los títulos de las láminas dedicadas a la primavera, los más numerosos (42); debajo, en forma de abanico, aparecen las estampas del verano (30); los dos rectángulos inferiores se refieren al otoño (26) y al invierno (20). En la cartela roja de la izquierda aparece el título de la serie y el nombre Ichiryūsai Hiroshige –uno de los primeros nombres artísticos del maestro–, y se dice que es su obra más representativa (issei ichidai); también aparece el nombre del editor, Sakanaya Eikichi, y su dirección, Tōeizan Hirokōji. El fondo presenta motivos alusivos a las estaciones: un ciruelo en flor para la primavera, un pájaro hototogisu («cucú japonés») y la luna para el verano, y un pajar con siete tipos de hierbas para el otoño y el invierno. La caligrafía está elaborada con un tipo de escritura dispersa denominado chirashigaki, propio de las antologías poéticas.                                                                                        | Fue obra de Baisotei Gengyo, a petición del editor tras la muerte del artista –su sello, de forma romboidal, se encuentra situado en la parte inferior a la derecha–. En la parte superior aparecen dos rectángulos donde figuran los títulos de las láminas dedicadas a la primavera, los más numerosos (42); debajo, en forma de abanico, aparecen las estampas del verano (30); los dos rectángulos inferiores se refieren al otoño (26) y al invierno (20). En la cartela roja de la izquierda aparece el título de la serie y el nombre Ichiryūsai Hiroshige –uno de los primeros nombres artísticos del maestro–, y se dice que es su obra más representativa (issei ichidai); también aparece el nombre del editor, Sakanaya Eikichi, y su dirección, Tōeizan Hirokōji. El fondo presenta motivos alusivos a las estaciones: un ciruelo en flor para la primavera, un pájaro hototogisu («cucú japonés») y la luna para el verano, y un pajar con siete tipos de hierbas para el otoño y el invierno. La caligrafía está elaborada con un tipo de escritura dispersa denominado chirashigaki, propio de las antologías poéticas.                                                                                        | Fue obra de Baisotei Gengyo, a petición del editor tras la muerte del artista –su sello, de forma romboidal, se encuentra situado en la parte inferior a la derecha–. En la parte superior aparecen dos rectángulos donde figuran los títulos de las láminas dedicadas a la primavera, los más numerosos (42); debajo, en forma de abanico, aparecen las estampas del verano (30); los dos rectángulos inferiores se refieren al otoño (26) y al invierno (20). En la cartela roja de la izquierda aparece el título de la serie y el nombre Ichiryūsai Hiroshige –uno de los primeros nombres artísticos del maestro–, y se dice que es su obra más representativa (issei ichidai); también aparece el nombre del editor, Sakanaya Eikichi, y su dirección, Tōeizan Hirokōji. El fondo presenta motivos alusivos a las estaciones: un ciruelo en flor para la primavera, un pájaro hototogisu («cucú japonés») y la luna para el verano, y un pajar con siete tipos de hierbas para el otoño y el invierno. La caligrafía está elaborada con un tipo de escritura dispersa denominado chirashigaki, propio de las antologías poéticas.                                                                                        | Fue obra de Baisotei Gengyo, a petición del editor tras la muerte del artista –su sello, de forma romboidal, se encuentra situado en la parte inferior a la derecha–. En la parte superior aparecen dos rectángulos donde figuran los títulos de las láminas dedicadas a la primavera, los más numerosos (42); debajo, en forma de abanico, aparecen las estampas del verano (30); los dos rectángulos inferiores se refieren al otoño (26) y al invierno (20). En la cartela roja de la izquierda aparece el título de la serie y el nombre Ichiryūsai Hiroshige –uno de los primeros nombres artísticos del maestro–, y se dice que es su obra más representativa (issei ichidai); también aparece el nombre del editor, Sakanaya Eikichi, y su dirección, Tōeizan Hirokōji. El fondo presenta motivos alusivos a las estaciones: un ciruelo en flor para la primavera, un pájaro hototogisu («cucú japonés») y la luna para el verano, y un pajar con siete tipos de hierbas para el otoño y el invierno. La caligrafía está elaborada con un tipo de escritura dispersa denominado chirashigaki, propio de las antologías poéticas.                                                                                        |
|           | 1. El puente Nihonbashi: aclarado después de la nevada (日本橋雪晴 Nihonbashi yukibare?) (5-1856) | 1. El puente Nihonbashi: aclarado después de la nevada (日本橋雪晴 Nihonbashi yukibare?) (5-1856) | 1. El puente Nihonbashi: aclarado después de la nevada (日本橋雪晴 Nihonbashi yukibare?) (5-1856) | En esta primera estampa –que se inicia con la primavera– Hiroshige muestra ya lo más característico de su estilo, una amplia visión que se pierde en la lejanía, con múltiples elementos tanto naturales como arquitectónicos y pequeñas figuras de personas atareadas en su quehacer cotidiano. El centro de la lámina lo ocupa el puente Nihonbashi («puente de Japón»), uno de los más grandes y representativos de la ciudad, construido en 1603, que servía de kilómetro cero para medir las distancias del país. En segundo término aparece el Palacio del Shōgun y, al fondo, el monte Fuji. Cabe destacar el efecto de bokashi en la gradación de los diversos tonos de azul del río. | En esta primera estampa –que se inicia con la primavera– Hiroshige muestra ya lo más característico de su estilo, una amplia visión que se pierde en la lejanía, con múltiples elementos tanto naturales como arquitectónicos y pequeñas figuras de personas atareadas en su quehacer cotidiano. El centro de la lámina lo ocupa el puente Nihonbashi («puente de Japón»), uno de los más grandes y representativos de la ciudad, construido en 1603, que servía de kilómetro cero para medir las distancias del país. En segundo término aparece el Palacio del Shōgun y, al fondo, el monte Fuji. Cabe destacar el efecto de bokashi en la gradación de los diversos tonos de azul del río. | En esta primera estampa –que se inicia con la primavera– Hiroshige muestra ya lo más característico de su estilo, una amplia visión que se pierde en la lejanía, con múltiples elementos tanto naturales como arquitectónicos y pequeñas figuras de personas atareadas en su quehacer cotidiano. El centro de la lámina lo ocupa el puente Nihonbashi («puente de Japón»), uno de los más grandes y representativos de la ciudad, construido en 1603, que servía de kilómetro cero para medir las distancias del país. En segundo término aparece el Palacio del Shōgun y, al fondo, el monte Fuji. Cabe destacar el efecto de bokashi en la gradación de los diversos tonos de azul del río. | En esta primera estampa –que se inicia con la primavera– Hiroshige muestra ya lo más característico de su estilo, una amplia visión que se pierde en la lejanía, con múltiples elementos tanto naturales como arquitectónicos y pequeñas figuras de personas atareadas en su quehacer cotidiano. El centro de la lámina lo ocupa el puente Nihonbashi («puente de Japón»), uno de los más grandes y representativos de la ciudad, construido en 1603, que servía de kilómetro cero para medir las distancias del país. En segundo término aparece el Palacio del Shōgun y, al fondo, el monte Fuji. Cabe destacar el efecto de bokashi en la gradación de los diversos tonos de azul del río. | En esta primera estampa –que se inicia con la primavera– Hiroshige muestra ya lo más característico de su estilo, una amplia visión que se pierde en la lejanía, con múltiples elementos tanto naturales como arquitectónicos y pequeñas figuras de personas atareadas en su quehacer cotidiano. El centro de la lámina lo ocupa el puente Nihonbashi («puente de Japón»), uno de los más grandes y representativos de la ciudad, construido en 1603, que servía de kilómetro cero para medir las distancias del país. En segundo término aparece el Palacio del Shōgun y, al fondo, el monte Fuji. Cabe destacar el efecto de bokashi en la gradación de los diversos tonos de azul del río. | En esta primera estampa –que se inicia con la primavera– Hiroshige muestra ya lo más característico de su estilo, una amplia visión que se pierde en la lejanía, con múltiples elementos tanto naturales como arquitectónicos y pequeñas figuras de personas atareadas en su quehacer cotidiano. El centro de la lámina lo ocupa el puente Nihonbashi («puente de Japón»), uno de los más grandes y representativos de la ciudad, construido en 1603, que servía de kilómetro cero para medir las distancias del país. En segundo término aparece el Palacio del Shōgun y, al fondo, el monte Fuji. Cabe destacar el efecto de bokashi en la gradación de los diversos tonos de azul del río. |
|           | 2. Kasumigaseki (霞が関 Kasumigaseki?) (1-1857) | 2. Kasumigaseki (霞が関 Kasumigaseki?) (1-1857) | 2. Kasumigaseki (霞が関 Kasumigaseki?) (1-1857) | Esta es una composición de acusada verticalidad, donde sobre un eje de una populosa calle de la ciudad se superpone un amplio cielo con diversas tonalidades de color. Se sugiere una cierta perspectiva lineal, en la calle que fluye hacia la bahía de Edo, pero ésta queda mitigada por el intenso cromatismo. En los dos extremos de la calle se encuentran dos residencias de señores terratenientes (daimyō): a la izquierda, los Asano de Hiroshima, y a la derecha, los Kuroda de Fukuoka. En los márgenes destacan también dos grandes pinos (kadomatsu). Entre la gente pueden reconocerse unos danzarines, un sacerdote y varios samuráis. En el cielo vuela una cometa que contiene el símbolo sakana («pez»), primer elemento del apellido del editor Sakanaya. | Esta es una composición de acusada verticalidad, donde sobre un eje de una populosa calle de la ciudad se superpone un amplio cielo con diversas tonalidades de color. Se sugiere una cierta perspectiva lineal, en la calle que fluye hacia la bahía de Edo, pero ésta queda mitigada por el intenso cromatismo. En los dos extremos de la calle se encuentran dos residencias de señores terratenientes (daimyō): a la izquierda, los Asano de Hiroshima, y a la derecha, los Kuroda de Fukuoka. En los márgenes destacan también dos grandes pinos (kadomatsu). Entre la gente pueden reconocerse unos danzarines, un sacerdote y varios samuráis. En el cielo vuela una cometa que contiene el símbolo sakana («pez»), primer elemento del apellido del editor Sakanaya. | Esta es una composición de acusada verticalidad, donde sobre un eje de una populosa calle de la ciudad se superpone un amplio cielo con diversas tonalidades de color. Se sugiere una cierta perspectiva lineal, en la calle que fluye hacia la bahía de Edo, pero ésta queda mitigada por el intenso cromatismo. En los dos extremos de la calle se encuentran dos residencias de señores terratenientes (daimyō): a la izquierda, los Asano de Hiroshima, y a la derecha, los Kuroda de Fukuoka. En los márgenes destacan también dos grandes pinos (kadomatsu). Entre la gente pueden reconocerse unos danzarines, un sacerdote y varios samuráis. En el cielo vuela una cometa que contiene el símbolo sakana («pez»), primer elemento del apellido del editor Sakanaya. | Esta es una composición de acusada verticalidad, donde sobre un eje de una populosa calle de la ciudad se superpone un amplio cielo con diversas tonalidades de color. Se sugiere una cierta perspectiva lineal, en la calle que fluye hacia la bahía de Edo, pero ésta queda mitigada por el intenso cromatismo. En los dos extremos de la calle se encuentran dos residencias de señores terratenientes (daimyō): a la izquierda, los Asano de Hiroshima, y a la derecha, los Kuroda de Fukuoka. En los márgenes destacan también dos grandes pinos (kadomatsu). Entre la gente pueden reconocerse unos danzarines, un sacerdote y varios samuráis. En el cielo vuela una cometa que contiene el símbolo sakana («pez»), primer elemento del apellido del editor Sakanaya. | Esta es una composición de acusada verticalidad, donde sobre un eje de una populosa calle de la ciudad se superpone un amplio cielo con diversas tonalidades de color. Se sugiere una cierta perspectiva lineal, en la calle que fluye hacia la bahía de Edo, pero ésta queda mitigada por el intenso cromatismo. En los dos extremos de la calle se encuentran dos residencias de señores terratenientes (daimyō): a la izquierda, los Asano de Hiroshima, y a la derecha, los Kuroda de Fukuoka. En los márgenes destacan también dos grandes pinos (kadomatsu). Entre la gente pueden reconocerse unos danzarines, un sacerdote y varios samuráis. En el cielo vuela una cometa que contiene el símbolo sakana («pez»), primer elemento del apellido del editor Sakanaya. | Esta es una composición de acusada verticalidad, donde sobre un eje de una populosa calle de la ciudad se superpone un amplio cielo con diversas tonalidades de color. Se sugiere una cierta perspectiva lineal, en la calle que fluye hacia la bahía de Edo, pero ésta queda mitigada por el intenso cromatismo. En los dos extremos de la calle se encuentran dos residencias de señores terratenientes (daimyō): a la izquierda, los Asano de Hiroshima, y a la derecha, los Kuroda de Fukuoka. En los márgenes destacan también dos grandes pinos (kadomatsu). Entre la gente pueden reconocerse unos danzarines, un sacerdote y varios samuráis. En el cielo vuela una cometa que contiene el símbolo sakana («pez»), primer elemento del apellido del editor Sakanaya. |
|           | 3. Vista de Hibiya y Soto-Sakurada desde Yamashita-chō (山下町日比谷外さくら田 Yamashita-chō, Hibiya Soto-Sakurada?) (12-1857) | 3. Vista de Hibiya y Soto-Sakurada desde Yamashita-chō (山下町日比谷外さくら田 Yamashita-chō, Hibiya Soto-Sakurada?) (12-1857) | 3. Vista de Hibiya y Soto-Sakurada desde Yamashita-chō (山下町日比谷外さくら田 Yamashita-chō, Hibiya Soto-Sakurada?) (12-1857) | De nuevo una composición vertical con un paisaje de profunda visión con el monte Fuji al fondo. Está representado el cambio de estación, con los símbolos que representan el Año Nuevo. A la derecha se percibe un muro perteneciente al Palacio de Edo. En ambos márgenes aparecen dos raquetas de hagoita, propias del juego de volante hanetsuki, que se vendían en Año Nuevo en el templo Sensōji de Asakusa; más arriba, en el cielo, aparece el volante impulsado por las raquetas. Estas raquetas eran de bambú, y en el reverso tenían pintado un yakusha-e o un bijin-ga. También figuran en los dos costados ramas de pino. Como en la lámina anterior, también aparecen varias cometas en el cielo, destacando la superior, una cometa yakko con forma de kimono. Al fondo aparece la residencia del daimyō Nabeshima Kansō, un fabricante de artillería, con la puerta adornada con una banda de paja de arroz. | De nuevo una composición vertical con un paisaje de profunda visión con el monte Fuji al fondo. Está representado el cambio de estación, con los símbolos que representan el Año Nuevo. A la derecha se percibe un muro perteneciente al Palacio de Edo. En ambos márgenes aparecen dos raquetas de hagoita, propias del juego de volante hanetsuki, que se vendían en Año Nuevo en el templo Sensōji de Asakusa; más arriba, en el cielo, aparece el volante impulsado por las raquetas. Estas raquetas eran de bambú, y en el reverso tenían pintado un yakusha-e o un bijin-ga. También figuran en los dos costados ramas de pino. Como en la lámina anterior, también aparecen varias cometas en el cielo, destacando la superior, una cometa yakko con forma de kimono. Al fondo aparece la residencia del daimyō Nabeshima Kansō, un fabricante de artillería, con la puerta adornada con una banda de paja de arroz. | De nuevo una composición vertical con un paisaje de profunda visión con el monte Fuji al fondo. Está representado el cambio de estación, con los símbolos que representan el Año Nuevo. A la derecha se percibe un muro perteneciente al Palacio de Edo. En ambos márgenes aparecen dos raquetas de hagoita, propias del juego de volante hanetsuki, que se vendían en Año Nuevo en el templo Sensōji de Asakusa; más arriba, en el cielo, aparece el volante impulsado por las raquetas. Estas raquetas eran de bambú, y en el reverso tenían pintado un yakusha-e o un bijin-ga. También figuran en los dos costados ramas de pino. Como en la lámina anterior, también aparecen varias cometas en el cielo, destacando la superior, una cometa yakko con forma de kimono. Al fondo aparece la residencia del daimyō Nabeshima Kansō, un fabricante de artillería, con la puerta adornada con una banda de paja de arroz. | De nuevo una composición vertical con un paisaje de profunda visión con el monte Fuji al fondo. Está representado el cambio de estación, con los símbolos que representan el Año Nuevo. A la derecha se percibe un muro perteneciente al Palacio de Edo. En ambos márgenes aparecen dos raquetas de hagoita, propias del juego de volante hanetsuki, que se vendían en Año Nuevo en el templo Sensōji de Asakusa; más arriba, en el cielo, aparece el volante impulsado por las raquetas. Estas raquetas eran de bambú, y en el reverso tenían pintado un yakusha-e o un bijin-ga. También figuran en los dos costados ramas de pino. Como en la lámina anterior, también aparecen varias cometas en el cielo, destacando la superior, una cometa yakko con forma de kimono. Al fondo aparece la residencia del daimyō Nabeshima Kansō, un fabricante de artillería, con la puerta adornada con una banda de paja de arroz. | De nuevo una composición vertical con un paisaje de profunda visión con el monte Fuji al fondo. Está representado el cambio de estación, con los símbolos que representan el Año Nuevo. A la derecha se percibe un muro perteneciente al Palacio de Edo. En ambos márgenes aparecen dos raquetas de hagoita, propias del juego de volante hanetsuki, que se vendían en Año Nuevo en el templo Sensōji de Asakusa; más arriba, en el cielo, aparece el volante impulsado por las raquetas. Estas raquetas eran de bambú, y en el reverso tenían pintado un yakusha-e o un bijin-ga. También figuran en los dos costados ramas de pino. Como en la lámina anterior, también aparecen varias cometas en el cielo, destacando la superior, una cometa yakko con forma de kimono. Al fondo aparece la residencia del daimyō Nabeshima Kansō, un fabricante de artillería, con la puerta adornada con una banda de paja de arroz. | De nuevo una composición vertical con un paisaje de profunda visión con el monte Fuji al fondo. Está representado el cambio de estación, con los símbolos que representan el Año Nuevo. A la derecha se percibe un muro perteneciente al Palacio de Edo. En ambos márgenes aparecen dos raquetas de hagoita, propias del juego de volante hanetsuki, que se vendían en Año Nuevo en el templo Sensōji de Asakusa; más arriba, en el cielo, aparece el volante impulsado por las raquetas. Estas raquetas eran de bambú, y en el reverso tenían pintado un yakusha-e o un bijin-ga. También figuran en los dos costados ramas de pino. Como en la lámina anterior, también aparecen varias cometas en el cielo, destacando la superior, una cometa yakko con forma de kimono. Al fondo aparece la residencia del daimyō Nabeshima Kansō, un fabricante de artillería, con la puerta adornada con una banda de paja de arroz. |
|           | 4. Tsukudajima y el puente Eitaibashi (永代橋佃しま Eitaibashi Tsukudajima?) (2-1857) | 4. Tsukudajima y el puente Eitaibashi (永代橋佃しま Eitaibashi Tsukudajima?) (2-1857) | 4. Tsukudajima y el puente Eitaibashi (永代橋佃しま Eitaibashi Tsukudajima?) (2-1857) | Aquí se introduce una visión nocturna, donde se percibe un muelle de la pequeña isla de Tsukuda, en la bahía de Edo, vista desde el puente Eitaibashi («Puente de la Eternidad»), perceptible en un amplio pilar que ocupa el lateral izquierdo. Este puente, construido en 1698, era el más largo de Edo, y atravesaba el río Sumida, el principal río de la ciudad. La isla era un puerto pesquero que tenía el encargo oficial de suministrar pescado fresco al shōgun. En las noches de invierno y primavera se pescaba shirauo («pez blanco»), al que atraían con antorchas, como la que se puede ver en este cuadro. | Aquí se introduce una visión nocturna, donde se percibe un muelle de la pequeña isla de Tsukuda, en la bahía de Edo, vista desde el puente Eitaibashi («Puente de la Eternidad»), perceptible en un amplio pilar que ocupa el lateral izquierdo. Este puente, construido en 1698, era el más largo de Edo, y atravesaba el río Sumida, el principal río de la ciudad. La isla era un puerto pesquero que tenía el encargo oficial de suministrar pescado fresco al shōgun. En las noches de invierno y primavera se pescaba shirauo («pez blanco»), al que atraían con antorchas, como la que se puede ver en este cuadro. | Aquí se introduce una visión nocturna, donde se percibe un muelle de la pequeña isla de Tsukuda, en la bahía de Edo, vista desde el puente Eitaibashi («Puente de la Eternidad»), perceptible en un amplio pilar que ocupa el lateral izquierdo. Este puente, construido en 1698, era el más largo de Edo, y atravesaba el río Sumida, el principal río de la ciudad. La isla era un puerto pesquero que tenía el encargo oficial de suministrar pescado fresco al shōgun. En las noches de invierno y primavera se pescaba shirauo («pez blanco»), al que atraían con antorchas, como la que se puede ver en este cuadro. | Aquí se introduce una visión nocturna, donde se percibe un muelle de la pequeña isla de Tsukuda, en la bahía de Edo, vista desde el puente Eitaibashi («Puente de la Eternidad»), perceptible en un amplio pilar que ocupa el lateral izquierdo. Este puente, construido en 1698, era el más largo de Edo, y atravesaba el río Sumida, el principal río de la ciudad. La isla era un puerto pesquero que tenía el encargo oficial de suministrar pescado fresco al shōgun. En las noches de invierno y primavera se pescaba shirauo («pez blanco»), al que atraían con antorchas, como la que se puede ver en este cuadro. | Aquí se introduce una visión nocturna, donde se percibe un muelle de la pequeña isla de Tsukuda, en la bahía de Edo, vista desde el puente Eitaibashi («Puente de la Eternidad»), perceptible en un amplio pilar que ocupa el lateral izquierdo. Este puente, construido en 1698, era el más largo de Edo, y atravesaba el río Sumida, el principal río de la ciudad. La isla era un puerto pesquero que tenía el encargo oficial de suministrar pescado fresco al shōgun. En las noches de invierno y primavera se pescaba shirauo («pez blanco»), al que atraían con antorchas, como la que se puede ver en este cuadro. | Aquí se introduce una visión nocturna, donde se percibe un muelle de la pequeña isla de Tsukuda, en la bahía de Edo, vista desde el puente Eitaibashi («Puente de la Eternidad»), perceptible en un amplio pilar que ocupa el lateral izquierdo. Este puente, construido en 1698, era el más largo de Edo, y atravesaba el río Sumida, el principal río de la ciudad. La isla era un puerto pesquero que tenía el encargo oficial de suministrar pescado fresco al shōgun. En las noches de invierno y primavera se pescaba shirauo («pez blanco»), al que atraían con antorchas, como la que se puede ver en este cuadro. |
|           | 5. El templo Ekōin de Ryōgoku y el puente Moto-Yanagi (両ごく回向院元柳橋 Ryōgoku Ekōin Moto-Yanagibashi?) (i5-1857) | 5. El templo Ekōin de Ryōgoku y el puente Moto-Yanagi (両ごく回向院元柳橋 Ryōgoku Ekōin Moto-Yanagibashi?) (i5-1857) | 5. El templo Ekōin de Ryōgoku y el puente Moto-Yanagi (両ごく回向院元柳橋 Ryōgoku Ekōin Moto-Yanagibashi?) (i5-1857) | Se ve de nuevo una vista vertical con el monte Fuji y un amplio cielo azulado, desde una insólita perspectiva que, aunque se realiza desde el templo indicado en el título, éste no aparece, figurando en cambio en el lateral izquierdo un alto andamio de madera con un tambor en su cima, que muestra el gusto de Hiroshige por los elementos anecdóticos. Desde este andamio se tocaban los tambores en las competiciones de sumo celebradas en el templo –aquí se celebró el primer torneo de sumo en 1768–. El templo Ekōin, construido en 1657, pertenecía a la secta budista de la Tierra Pura (Jōdo), y fue construido para conmemorar a las 100.000 víctimas del incendio que arrasó la ciudad. Detrás del río Sumida, surcado de barcas y transbordadores, aparece la residencia Matsudaira, del señor feudal de Tanba, junto al puente Moto-Yanagi y un gran sauce llorón. | Se ve de nuevo una vista vertical con el monte Fuji y un amplio cielo azulado, desde una insólita perspectiva que, aunque se realiza desde el templo indicado en el título, éste no aparece, figurando en cambio en el lateral izquierdo un alto andamio de madera con un tambor en su cima, que muestra el gusto de Hiroshige por los elementos anecdóticos. Desde este andamio se tocaban los tambores en las competiciones de sumo celebradas en el templo –aquí se celebró el primer torneo de sumo en 1768–. El templo Ekōin, construido en 1657, pertenecía a la secta budista de la Tierra Pura (Jōdo), y fue construido para conmemorar a las 100.000 víctimas del incendio que arrasó la ciudad. Detrás del río Sumida, surcado de barcas y transbordadores, aparece la residencia Matsudaira, del señor feudal de Tanba, junto al puente Moto-Yanagi y un gran sauce llorón. | Se ve de nuevo una vista vertical con el monte Fuji y un amplio cielo azulado, desde una insólita perspectiva que, aunque se realiza desde el templo indicado en el título, éste no aparece, figurando en cambio en el lateral izquierdo un alto andamio de madera con un tambor en su cima, que muestra el gusto de Hiroshige por los elementos anecdóticos. Desde este andamio se tocaban los tambores en las competiciones de sumo celebradas en el templo –aquí se celebró el primer torneo de sumo en 1768–. El templo Ekōin, construido en 1657, pertenecía a la secta budista de la Tierra Pura (Jōdo), y fue construido para conmemorar a las 100.000 víctimas del incendio que arrasó la ciudad. Detrás del río Sumida, surcado de barcas y transbordadores, aparece la residencia Matsudaira, del señor feudal de Tanba, junto al puente Moto-Yanagi y un gran sauce llorón. | Se ve de nuevo una vista vertical con el monte Fuji y un amplio cielo azulado, desde una insólita perspectiva que, aunque se realiza desde el templo indicado en el título, éste no aparece, figurando en cambio en el lateral izquierdo un alto andamio de madera con un tambor en su cima, que muestra el gusto de Hiroshige por los elementos anecdóticos. Desde este andamio se tocaban los tambores en las competiciones de sumo celebradas en el templo –aquí se celebró el primer torneo de sumo en 1768–. El templo Ekōin, construido en 1657, pertenecía a la secta budista de la Tierra Pura (Jōdo), y fue construido para conmemorar a las 100.000 víctimas del incendio que arrasó la ciudad. Detrás del río Sumida, surcado de barcas y transbordadores, aparece la residencia Matsudaira, del señor feudal de Tanba, junto al puente Moto-Yanagi y un gran sauce llorón. | Se ve de nuevo una vista vertical con el monte Fuji y un amplio cielo azulado, desde una insólita perspectiva que, aunque se realiza desde el templo indicado en el título, éste no aparece, figurando en cambio en el lateral izquierdo un alto andamio de madera con un tambor en su cima, que muestra el gusto de Hiroshige por los elementos anecdóticos. Desde este andamio se tocaban los tambores en las competiciones de sumo celebradas en el templo –aquí se celebró el primer torneo de sumo en 1768–. El templo Ekōin, construido en 1657, pertenecía a la secta budista de la Tierra Pura (Jōdo), y fue construido para conmemorar a las 100.000 víctimas del incendio que arrasó la ciudad. Detrás del río Sumida, surcado de barcas y transbordadores, aparece la residencia Matsudaira, del señor feudal de Tanba, junto al puente Moto-Yanagi y un gran sauce llorón. | Se ve de nuevo una vista vertical con el monte Fuji y un amplio cielo azulado, desde una insólita perspectiva que, aunque se realiza desde el templo indicado en el título, éste no aparece, figurando en cambio en el lateral izquierdo un alto andamio de madera con un tambor en su cima, que muestra el gusto de Hiroshige por los elementos anecdóticos. Desde este andamio se tocaban los tambores en las competiciones de sumo celebradas en el templo –aquí se celebró el primer torneo de sumo en 1768–. El templo Ekōin, construido en 1657, pertenecía a la secta budista de la Tierra Pura (Jōdo), y fue construido para conmemorar a las 100.000 víctimas del incendio que arrasó la ciudad. Detrás del río Sumida, surcado de barcas y transbordadores, aparece la residencia Matsudaira, del señor feudal de Tanba, junto al puente Moto-Yanagi y un gran sauce llorón. |
|           | 6. El picadero de Hatsune no baba en Bakuro-chō (馬喰町初音の馬場 Bakuro-chō Hatsune no baba?) (9-1857) | 6. El picadero de Hatsune no baba en Bakuro-chō (馬喰町初音の馬場 Bakuro-chō Hatsune no baba?) (9-1857) | 6. El picadero de Hatsune no baba en Bakuro-chō (馬喰町初音の馬場 Bakuro-chō Hatsune no baba?) (9-1857) | El picadero de Hatsune no baba –el más antiguo de Edo– se ve a través de una insólita perspectiva, a través de unas telas puestas a secar por los tintoreros del vecino barrio de Kon'ya, cuyos colores blanco, ocre y violeta armonizan con el cielo de fondo. Sobre los pabellones del picadero sobresale una torre de bomberos que daba servicio a toda la zona, un elemento familiar para Hiroshige, que había heredado el cargo de capitán de bomberos de su padre en 1809, y que a su vez legó a su hijo en 1832 para dedicarse de lleno a la pintura. | El picadero de Hatsune no baba –el más antiguo de Edo– se ve a través de una insólita perspectiva, a través de unas telas puestas a secar por los tintoreros del vecino barrio de Kon'ya, cuyos colores blanco, ocre y violeta armonizan con el cielo de fondo. Sobre los pabellones del picadero sobresale una torre de bomberos que daba servicio a toda la zona, un elemento familiar para Hiroshige, que había heredado el cargo de capitán de bomberos de su padre en 1809, y que a su vez legó a su hijo en 1832 para dedicarse de lleno a la pintura. | El picadero de Hatsune no baba –el más antiguo de Edo– se ve a través de una insólita perspectiva, a través de unas telas puestas a secar por los tintoreros del vecino barrio de Kon'ya, cuyos colores blanco, ocre y violeta armonizan con el cielo de fondo. Sobre los pabellones del picadero sobresale una torre de bomberos que daba servicio a toda la zona, un elemento familiar para Hiroshige, que había heredado el cargo de capitán de bomberos de su padre en 1809, y que a su vez legó a su hijo en 1832 para dedicarse de lleno a la pintura. | El picadero de Hatsune no baba –el más antiguo de Edo– se ve a través de una insólita perspectiva, a través de unas telas puestas a secar por los tintoreros del vecino barrio de Kon'ya, cuyos colores blanco, ocre y violeta armonizan con el cielo de fondo. Sobre los pabellones del picadero sobresale una torre de bomberos que daba servicio a toda la zona, un elemento familiar para Hiroshige, que había heredado el cargo de capitán de bomberos de su padre en 1809, y que a su vez legó a su hijo en 1832 para dedicarse de lleno a la pintura. | El picadero de Hatsune no baba –el más antiguo de Edo– se ve a través de una insólita perspectiva, a través de unas telas puestas a secar por los tintoreros del vecino barrio de Kon'ya, cuyos colores blanco, ocre y violeta armonizan con el cielo de fondo. Sobre los pabellones del picadero sobresale una torre de bomberos que daba servicio a toda la zona, un elemento familiar para Hiroshige, que había heredado el cargo de capitán de bomberos de su padre en 1809, y que a su vez legó a su hijo en 1832 para dedicarse de lleno a la pintura. | El picadero de Hatsune no baba –el más antiguo de Edo– se ve a través de una insólita perspectiva, a través de unas telas puestas a secar por los tintoreros del vecino barrio de Kon'ya, cuyos colores blanco, ocre y violeta armonizan con el cielo de fondo. Sobre los pabellones del picadero sobresale una torre de bomberos que daba servicio a toda la zona, un elemento familiar para Hiroshige, que había heredado el cargo de capitán de bomberos de su padre en 1809, y que a su vez legó a su hijo en 1832 para dedicarse de lleno a la pintura. |
|           | 7. Comercios con artículos de algodón en Ōdenma-chō (大てんま町木綿店 Ōdenma-chō momendana?) (4-1858) | 7. Comercios con artículos de algodón en Ōdenma-chō (大てんま町木綿店 Ōdenma-chō momendana?) (4-1858) | 7. Comercios con artículos de algodón en Ōdenma-chō (大てんま町木綿店 Ōdenma-chō momendana?) (4-1858) | El barrio de Ōdenma-chō («gran barrio de caballos de correos») era una estación postal que centralizaba la mayor parte del transporte de mercancías en la capital nipona. Aquí se muestra una calle con un punto de fuga hacia la izquierda, jalonada de comercios dedicados al algodón, algunos de cuyos nombres se muestran en las inscripciones de las puertas: Tahataya, Masuya, Shimaya. En los tejados se vislumbran los soportes de unos recipientes que almacenaban agua de lluvia para sofocar posibles incendios. Por la calle transitan unas geishas, con unos kimonos grises decorados con libélulas, y rostros apenas perfilados con unos rasgos esenciales. En la composición general destaca la utilización del color azul en diversas gradaciones, empleado con gran maestría para conseguir efectos de sombreado. | El barrio de Ōdenma-chō («gran barrio de caballos de correos») era una estación postal que centralizaba la mayor parte del transporte de mercancías en la capital nipona. Aquí se muestra una calle con un punto de fuga hacia la izquierda, jalonada de comercios dedicados al algodón, algunos de cuyos nombres se muestran en las inscripciones de las puertas: Tahataya, Masuya, Shimaya. En los tejados se vislumbran los soportes de unos recipientes que almacenaban agua de lluvia para sofocar posibles incendios. Por la calle transitan unas geishas, con unos kimonos grises decorados con libélulas, y rostros apenas perfilados con unos rasgos esenciales. En la composición general destaca la utilización del color azul en diversas gradaciones, empleado con gran maestría para conseguir efectos de sombreado. | El barrio de Ōdenma-chō («gran barrio de caballos de correos») era una estación postal que centralizaba la mayor parte del transporte de mercancías en la capital nipona. Aquí se muestra una calle con un punto de fuga hacia la izquierda, jalonada de comercios dedicados al algodón, algunos de cuyos nombres se muestran en las inscripciones de las puertas: Tahataya, Masuya, Shimaya. En los tejados se vislumbran los soportes de unos recipientes que almacenaban agua de lluvia para sofocar posibles incendios. Por la calle transitan unas geishas, con unos kimonos grises decorados con libélulas, y rostros apenas perfilados con unos rasgos esenciales. En la composición general destaca la utilización del color azul en diversas gradaciones, empleado con gran maestría para conseguir efectos de sombreado. | El barrio de Ōdenma-chō («gran barrio de caballos de correos») era una estación postal que centralizaba la mayor parte del transporte de mercancías en la capital nipona. Aquí se muestra una calle con un punto de fuga hacia la izquierda, jalonada de comercios dedicados al algodón, algunos de cuyos nombres se muestran en las inscripciones de las puertas: Tahataya, Masuya, Shimaya. En los tejados se vislumbran los soportes de unos recipientes que almacenaban agua de lluvia para sofocar posibles incendios. Por la calle transitan unas geishas, con unos kimonos grises decorados con libélulas, y rostros apenas perfilados con unos rasgos esenciales. En la composición general destaca la utilización del color azul en diversas gradaciones, empleado con gran maestría para conseguir efectos de sombreado. | El barrio de Ōdenma-chō («gran barrio de caballos de correos») era una estación postal que centralizaba la mayor parte del transporte de mercancías en la capital nipona. Aquí se muestra una calle con un punto de fuga hacia la izquierda, jalonada de comercios dedicados al algodón, algunos de cuyos nombres se muestran en las inscripciones de las puertas: Tahataya, Masuya, Shimaya. En los tejados se vislumbran los soportes de unos recipientes que almacenaban agua de lluvia para sofocar posibles incendios. Por la calle transitan unas geishas, con unos kimonos grises decorados con libélulas, y rostros apenas perfilados con unos rasgos esenciales. En la composición general destaca la utilización del color azul en diversas gradaciones, empleado con gran maestría para conseguir efectos de sombreado. | El barrio de Ōdenma-chō («gran barrio de caballos de correos») era una estación postal que centralizaba la mayor parte del transporte de mercancías en la capital nipona. Aquí se muestra una calle con un punto de fuga hacia la izquierda, jalonada de comercios dedicados al algodón, algunos de cuyos nombres se muestran en las inscripciones de las puertas: Tahataya, Masuya, Shimaya. En los tejados se vislumbran los soportes de unos recipientes que almacenaban agua de lluvia para sofocar posibles incendios. Por la calle transitan unas geishas, con unos kimonos grises decorados con libélulas, y rostros apenas perfilados con unos rasgos esenciales. En la composición general destaca la utilización del color azul en diversas gradaciones, empleado con gran maestría para conseguir efectos de sombreado. |
|           | 8. Suruga-chō (する賀てふ Suruga-chō?) (9-1856) | 8. Suruga-chō (する賀てふ Suruga-chō?) (9-1856) | 8. Suruga-chō (する賀てふ Suruga-chō?) (9-1856) | En esta lámina el autor utiliza nuevamente la perspectiva lineal occidental, desde una postura elevada que muestra una concurrida calle cuyo fondo se pierde entre neblinas, surgiendo detrás la imponente figura del monte Fuji. El barrio de Suruga-chō debe su nombre a la antigua denominación de la provincia donde se encuentra el monte Fuji, y estaba jalonado de comercios dedicados a la industria textil. A ambos lados de la calle se aprecian los caracteres de los almacenes Mitsui: mittsu («tres») e i («pozo»); en la actualidad son los grandes almacenes Mitsukoshi. | En esta lámina el autor utiliza nuevamente la perspectiva lineal occidental, desde una postura elevada que muestra una concurrida calle cuyo fondo se pierde entre neblinas, surgiendo detrás la imponente figura del monte Fuji. El barrio de Suruga-chō debe su nombre a la antigua denominación de la provincia donde se encuentra el monte Fuji, y estaba jalonado de comercios dedicados a la industria textil. A ambos lados de la calle se aprecian los caracteres de los almacenes Mitsui: mittsu («tres») e i («pozo»); en la actualidad son los grandes almacenes Mitsukoshi. | En esta lámina el autor utiliza nuevamente la perspectiva lineal occidental, desde una postura elevada que muestra una concurrida calle cuyo fondo se pierde entre neblinas, surgiendo detrás la imponente figura del monte Fuji. El barrio de Suruga-chō debe su nombre a la antigua denominación de la provincia donde se encuentra el monte Fuji, y estaba jalonado de comercios dedicados a la industria textil. A ambos lados de la calle se aprecian los caracteres de los almacenes Mitsui: mittsu («tres») e i («pozo»); en la actualidad son los grandes almacenes Mitsukoshi. | En esta lámina el autor utiliza nuevamente la perspectiva lineal occidental, desde una postura elevada que muestra una concurrida calle cuyo fondo se pierde entre neblinas, surgiendo detrás la imponente figura del monte Fuji. El barrio de Suruga-chō debe su nombre a la antigua denominación de la provincia donde se encuentra el monte Fuji, y estaba jalonado de comercios dedicados a la industria textil. A ambos lados de la calle se aprecian los caracteres de los almacenes Mitsui: mittsu («tres») e i («pozo»); en la actualidad son los grandes almacenes Mitsukoshi. | En esta lámina el autor utiliza nuevamente la perspectiva lineal occidental, desde una postura elevada que muestra una concurrida calle cuyo fondo se pierde entre neblinas, surgiendo detrás la imponente figura del monte Fuji. El barrio de Suruga-chō debe su nombre a la antigua denominación de la provincia donde se encuentra el monte Fuji, y estaba jalonado de comercios dedicados a la industria textil. A ambos lados de la calle se aprecian los caracteres de los almacenes Mitsui: mittsu («tres») e i («pozo»); en la actualidad son los grandes almacenes Mitsukoshi. | En esta lámina el autor utiliza nuevamente la perspectiva lineal occidental, desde una postura elevada que muestra una concurrida calle cuyo fondo se pierde entre neblinas, surgiendo detrás la imponente figura del monte Fuji. El barrio de Suruga-chō debe su nombre a la antigua denominación de la provincia donde se encuentra el monte Fuji, y estaba jalonado de comercios dedicados a la industria textil. A ambos lados de la calle se aprecian los caracteres de los almacenes Mitsui: mittsu («tres») e i («pozo»); en la actualidad son los grandes almacenes Mitsukoshi. |
|           | 9. La calle Yatsukōji en el recinto de la puerta Sujikai (筋違内八ツ小路 ※ Sujikai uchi Yatsukōji?) (11-1857) | 9. La calle Yatsukōji en el recinto de la puerta Sujikai (筋違内八ツ小路 ※ Sujikai uchi Yatsukōji?) (11-1857) | 9. La calle Yatsukōji en el recinto de la puerta Sujikai (筋違内八ツ小路 ※ Sujikai uchi Yatsukōji?) (11-1857) | Se percibe una amplia panorámica a vista de pájaro, repleta de pequeñas figuras donde destaca en la esquina inferior izquierda una caravana de los múltiples viajes que los daimyō solían efectuar del campo a la ciudad y viceversa. La calle Yatsukōji («Ocho Caminos») se presenta diagonalmente, y era uno de los principales ejes de comunicaciones de la ciudad. El gran espacio vacío en medio de la calle está sutilmente trazado con tonalidades marrones, verdes y grises, mientras que el cielo se muestra nuevamente con variantes de azul hasta el blanco y el rojo. Al fondo se vislumbra el santuario de Kanda Myōjin, sobre una bruma rojiza que cubre el río Kandagawa. | Se percibe una amplia panorámica a vista de pájaro, repleta de pequeñas figuras donde destaca en la esquina inferior izquierda una caravana de los múltiples viajes que los daimyō solían efectuar del campo a la ciudad y viceversa. La calle Yatsukōji («Ocho Caminos») se presenta diagonalmente, y era uno de los principales ejes de comunicaciones de la ciudad. El gran espacio vacío en medio de la calle está sutilmente trazado con tonalidades marrones, verdes y grises, mientras que el cielo se muestra nuevamente con variantes de azul hasta el blanco y el rojo. Al fondo se vislumbra el santuario de Kanda Myōjin, sobre una bruma rojiza que cubre el río Kandagawa. | Se percibe una amplia panorámica a vista de pájaro, repleta de pequeñas figuras donde destaca en la esquina inferior izquierda una caravana de los múltiples viajes que los daimyō solían efectuar del campo a la ciudad y viceversa. La calle Yatsukōji («Ocho Caminos») se presenta diagonalmente, y era uno de los principales ejes de comunicaciones de la ciudad. El gran espacio vacío en medio de la calle está sutilmente trazado con tonalidades marrones, verdes y grises, mientras que el cielo se muestra nuevamente con variantes de azul hasta el blanco y el rojo. Al fondo se vislumbra el santuario de Kanda Myōjin, sobre una bruma rojiza que cubre el río Kandagawa. | Se percibe una amplia panorámica a vista de pájaro, repleta de pequeñas figuras donde destaca en la esquina inferior izquierda una caravana de los múltiples viajes que los daimyō solían efectuar del campo a la ciudad y viceversa. La calle Yatsukōji («Ocho Caminos») se presenta diagonalmente, y era uno de los principales ejes de comunicaciones de la ciudad. El gran espacio vacío en medio de la calle está sutilmente trazado con tonalidades marrones, verdes y grises, mientras que el cielo se muestra nuevamente con variantes de azul hasta el blanco y el rojo. Al fondo se vislumbra el santuario de Kanda Myōjin, sobre una bruma rojiza que cubre el río Kandagawa. | Se percibe una amplia panorámica a vista de pájaro, repleta de pequeñas figuras donde destaca en la esquina inferior izquierda una caravana de los múltiples viajes que los daimyō solían efectuar del campo a la ciudad y viceversa. La calle Yatsukōji («Ocho Caminos») se presenta diagonalmente, y era uno de los principales ejes de comunicaciones de la ciudad. El gran espacio vacío en medio de la calle está sutilmente trazado con tonalidades marrones, verdes y grises, mientras que el cielo se muestra nuevamente con variantes de azul hasta el blanco y el rojo. Al fondo se vislumbra el santuario de Kanda Myōjin, sobre una bruma rojiza que cubre el río Kandagawa. | Se percibe una amplia panorámica a vista de pájaro, repleta de pequeñas figuras donde destaca en la esquina inferior izquierda una caravana de los múltiples viajes que los daimyō solían efectuar del campo a la ciudad y viceversa. La calle Yatsukōji («Ocho Caminos») se presenta diagonalmente, y era uno de los principales ejes de comunicaciones de la ciudad. El gran espacio vacío en medio de la calle está sutilmente trazado con tonalidades marrones, verdes y grises, mientras que el cielo se muestra nuevamente con variantes de azul hasta el blanco y el rojo. Al fondo se vislumbra el santuario de Kanda Myōjin, sobre una bruma rojiza que cubre el río Kandagawa. |
|           | 10. Amanecer en el santuario Kanda Myōjin (神田明神曙之景 Kanda Myōjin akebono no-kei?) (9-1857) | 10. Amanecer en el santuario Kanda Myōjin (神田明神曙之景 Kanda Myōjin akebono no-kei?) (9-1857) | 10. Amanecer en el santuario Kanda Myōjin (神田明神曙之景 Kanda Myōjin akebono no-kei?) (9-1857) | Si en la lámina anterior se veía el santuario a lo lejos, ahora el autor se sitúa en su propio recinto, en una terraza que ofrece una panorámica de los tejados de la ciudad, inmersos todavía en la oscuridad, mientras al fondo amanece. En primer plano se sitúa un alto y majestuoso cedro, que da una visión de verticalidad a la composición. Tras él se perciben las figuras de un sacerdote, una sirvienta del templo y su ayudante, con vestidos de vivos colores. El santuario Kanda Myōjin fue construido en 730, y era sede de unas fiestas patronales en las que la población de Edo entraba en procesión en el palacio del shōgun. | Si en la lámina anterior se veía el santuario a lo lejos, ahora el autor se sitúa en su propio recinto, en una terraza que ofrece una panorámica de los tejados de la ciudad, inmersos todavía en la oscuridad, mientras al fondo amanece. En primer plano se sitúa un alto y majestuoso cedro, que da una visión de verticalidad a la composición. Tras él se perciben las figuras de un sacerdote, una sirvienta del templo y su ayudante, con vestidos de vivos colores. El santuario Kanda Myōjin fue construido en 730, y era sede de unas fiestas patronales en las que la población de Edo entraba en procesión en el palacio del shōgun. | Si en la lámina anterior se veía el santuario a lo lejos, ahora el autor se sitúa en su propio recinto, en una terraza que ofrece una panorámica de los tejados de la ciudad, inmersos todavía en la oscuridad, mientras al fondo amanece. En primer plano se sitúa un alto y majestuoso cedro, que da una visión de verticalidad a la composición. Tras él se perciben las figuras de un sacerdote, una sirvienta del templo y su ayudante, con vestidos de vivos colores. El santuario Kanda Myōjin fue construido en 730, y era sede de unas fiestas patronales en las que la población de Edo entraba en procesión en el palacio del shōgun. | Si en la lámina anterior se veía el santuario a lo lejos, ahora el autor se sitúa en su propio recinto, en una terraza que ofrece una panorámica de los tejados de la ciudad, inmersos todavía en la oscuridad, mientras al fondo amanece. En primer plano se sitúa un alto y majestuoso cedro, que da una visión de verticalidad a la composición. Tras él se perciben las figuras de un sacerdote, una sirvienta del templo y su ayudante, con vestidos de vivos colores. El santuario Kanda Myōjin fue construido en 730, y era sede de unas fiestas patronales en las que la población de Edo entraba en procesión en el palacio del shōgun. | Si en la lámina anterior se veía el santuario a lo lejos, ahora el autor se sitúa en su propio recinto, en una terraza que ofrece una panorámica de los tejados de la ciudad, inmersos todavía en la oscuridad, mientras al fondo amanece. En primer plano se sitúa un alto y majestuoso cedro, que da una visión de verticalidad a la composición. Tras él se perciben las figuras de un sacerdote, una sirvienta del templo y su ayudante, con vestidos de vivos colores. El santuario Kanda Myōjin fue construido en 730, y era sede de unas fiestas patronales en las que la población de Edo entraba en procesión en el palacio del shōgun. | Si en la lámina anterior se veía el santuario a lo lejos, ahora el autor se sitúa en su propio recinto, en una terraza que ofrece una panorámica de los tejados de la ciudad, inmersos todavía en la oscuridad, mientras al fondo amanece. En primer plano se sitúa un alto y majestuoso cedro, que da una visión de verticalidad a la composición. Tras él se perciben las figuras de un sacerdote, una sirvienta del templo y su ayudante, con vestidos de vivos colores. El santuario Kanda Myōjin fue construido en 730, y era sede de unas fiestas patronales en las que la población de Edo entraba en procesión en el palacio del shōgun. |
|           | 11. El pabellón Kiyomizudō y el estanque Shinobazu no ike en Ueno (上野清水堂不忍ノ池 Ueno Kiyomizudō Shinobazu no ike?) (4-1856) | 11. El pabellón Kiyomizudō y el estanque Shinobazu no ike en Ueno (上野清水堂不忍ノ池 Ueno Kiyomizudō Shinobazu no ike?) (4-1856) | 11. El pabellón Kiyomizudō y el estanque Shinobazu no ike en Ueno (上野清水堂不忍ノ池 Ueno Kiyomizudō Shinobazu no ike?) (4-1856) | De nuevo una insólita perspectiva del pabellón Kiyomizudō, ubicado en los terrenos del templo de Kan'ei-ji. Del pabellón se percibe la terraza, situada entre unos cerezos en flor, cuya efímera belleza admiran notablemente los japoneses, como denota la fiesta del Hanami. La terraza domina el estanque Shinobazu no ike, situado en el Parque Ueno, de un azul esta vez muy suave. Frente a los cerezos crecen unos altos pinos donde destaca por su curiosa forma el llamado «pino de luna», que aparece con más detalle en la lámina 89. | De nuevo una insólita perspectiva del pabellón Kiyomizudō, ubicado en los terrenos del templo de Kan'ei-ji. Del pabellón se percibe la terraza, situada entre unos cerezos en flor, cuya efímera belleza admiran notablemente los japoneses, como denota la fiesta del Hanami. La terraza domina el estanque Shinobazu no ike, situado en el Parque Ueno, de un azul esta vez muy suave. Frente a los cerezos crecen unos altos pinos donde destaca por su curiosa forma el llamado «pino de luna», que aparece con más detalle en la lámina 89. | De nuevo una insólita perspectiva del pabellón Kiyomizudō, ubicado en los terrenos del templo de Kan'ei-ji. Del pabellón se percibe la terraza, situada entre unos cerezos en flor, cuya efímera belleza admiran notablemente los japoneses, como denota la fiesta del Hanami. La terraza domina el estanque Shinobazu no ike, situado en el Parque Ueno, de un azul esta vez muy suave. Frente a los cerezos crecen unos altos pinos donde destaca por su curiosa forma el llamado «pino de luna», que aparece con más detalle en la lámina 89. | De nuevo una insólita perspectiva del pabellón Kiyomizudō, ubicado en los terrenos del templo de Kan'ei-ji. Del pabellón se percibe la terraza, situada entre unos cerezos en flor, cuya efímera belleza admiran notablemente los japoneses, como denota la fiesta del Hanami. La terraza domina el estanque Shinobazu no ike, situado en el Parque Ueno, de un azul esta vez muy suave. Frente a los cerezos crecen unos altos pinos donde destaca por su curiosa forma el llamado «pino de luna», que aparece con más detalle en la lámina 89. | De nuevo una insólita perspectiva del pabellón Kiyomizudō, ubicado en los terrenos del templo de Kan'ei-ji. Del pabellón se percibe la terraza, situada entre unos cerezos en flor, cuya efímera belleza admiran notablemente los japoneses, como denota la fiesta del Hanami. La terraza domina el estanque Shinobazu no ike, situado en el Parque Ueno, de un azul esta vez muy suave. Frente a los cerezos crecen unos altos pinos donde destaca por su curiosa forma el llamado «pino de luna», que aparece con más detalle en la lámina 89. | De nuevo una insólita perspectiva del pabellón Kiyomizudō, ubicado en los terrenos del templo de Kan'ei-ji. Del pabellón se percibe la terraza, situada entre unos cerezos en flor, cuya efímera belleza admiran notablemente los japoneses, como denota la fiesta del Hanami. La terraza domina el estanque Shinobazu no ike, situado en el Parque Ueno, de un azul esta vez muy suave. Frente a los cerezos crecen unos altos pinos donde destaca por su curiosa forma el llamado «pino de luna», que aparece con más detalle en la lámina 89. |
|           | 12. Ueno Yamashita (上野山した Ueno Yamashita?) (10-1858) | 12. Ueno Yamashita (上野山した Ueno Yamashita?) (10-1858) | 12. Ueno Yamashita (上野山した Ueno Yamashita?) (10-1858) | El principal foco de atención es el establecimiento de la derecha, un restaurante de comidas rápidas llamado Iseya, escrito en katakana y hiragana. Se percibe también en el cartel la inscripción shisomeshi, un plato de arroz con hojas de shiso. En la esquina inferior izquierda aparece un conjunto de elegantes damas con grandes sombrillas, que quizá se dirigen al cercano santuario de Ueno. En el cielo destaca una bandada de cuervos, que eran muy abundantes en esta región. Esta estampa se cree realizada por Hiroshige II, tras la muerte del gran maestro, aunque seguramente sobre algún boceto suyo, pues el nombre del autor de la serie aparece en la cartela roja de la esquina superior derecha. | El principal foco de atención es el establecimiento de la derecha, un restaurante de comidas rápidas llamado Iseya, escrito en katakana y hiragana. Se percibe también en el cartel la inscripción shisomeshi, un plato de arroz con hojas de shiso. En la esquina inferior izquierda aparece un conjunto de elegantes damas con grandes sombrillas, que quizá se dirigen al cercano santuario de Ueno. En el cielo destaca una bandada de cuervos, que eran muy abundantes en esta región. Esta estampa se cree realizada por Hiroshige II, tras la muerte del gran maestro, aunque seguramente sobre algún boceto suyo, pues el nombre del autor de la serie aparece en la cartela roja de la esquina superior derecha. | El principal foco de atención es el establecimiento de la derecha, un restaurante de comidas rápidas llamado Iseya, escrito en katakana y hiragana. Se percibe también en el cartel la inscripción shisomeshi, un plato de arroz con hojas de shiso. En la esquina inferior izquierda aparece un conjunto de elegantes damas con grandes sombrillas, que quizá se dirigen al cercano santuario de Ueno. En el cielo destaca una bandada de cuervos, que eran muy abundantes en esta región. Esta estampa se cree realizada por Hiroshige II, tras la muerte del gran maestro, aunque seguramente sobre algún boceto suyo, pues el nombre del autor de la serie aparece en la cartela roja de la esquina superior derecha. | El principal foco de atención es el establecimiento de la derecha, un restaurante de comidas rápidas llamado Iseya, escrito en katakana y hiragana. Se percibe también en el cartel la inscripción shisomeshi, un plato de arroz con hojas de shiso. En la esquina inferior izquierda aparece un conjunto de elegantes damas con grandes sombrillas, que quizá se dirigen al cercano santuario de Ueno. En el cielo destaca una bandada de cuervos, que eran muy abundantes en esta región. Esta estampa se cree realizada por Hiroshige II, tras la muerte del gran maestro, aunque seguramente sobre algún boceto suyo, pues el nombre del autor de la serie aparece en la cartela roja de la esquina superior derecha. | El principal foco de atención es el establecimiento de la derecha, un restaurante de comidas rápidas llamado Iseya, escrito en katakana y hiragana. Se percibe también en el cartel la inscripción shisomeshi, un plato de arroz con hojas de shiso. En la esquina inferior izquierda aparece un conjunto de elegantes damas con grandes sombrillas, que quizá se dirigen al cercano santuario de Ueno. En el cielo destaca una bandada de cuervos, que eran muy abundantes en esta región. Esta estampa se cree realizada por Hiroshige II, tras la muerte del gran maestro, aunque seguramente sobre algún boceto suyo, pues el nombre del autor de la serie aparece en la cartela roja de la esquina superior derecha. | El principal foco de atención es el establecimiento de la derecha, un restaurante de comidas rápidas llamado Iseya, escrito en katakana y hiragana. Se percibe también en el cartel la inscripción shisomeshi, un plato de arroz con hojas de shiso. En la esquina inferior izquierda aparece un conjunto de elegantes damas con grandes sombrillas, que quizá se dirigen al cercano santuario de Ueno. En el cielo destaca una bandada de cuervos, que eran muy abundantes en esta región. Esta estampa se cree realizada por Hiroshige II, tras la muerte del gran maestro, aunque seguramente sobre algún boceto suyo, pues el nombre del autor de la serie aparece en la cartela roja de la esquina superior derecha. |
|           | 13. Shitaya Hirokōji (下谷広小路 Shitaya Hirokōji?) (9-1856) | 13. Shitaya Hirokōji (下谷広小路 Shitaya Hirokōji?) (9-1856) | 13. Shitaya Hirokōji (下谷広小路 Shitaya Hirokōji?) (9-1856) | Se ve una panorámica de la calle Hirokōji («Calle ancha»), que conducía al templo de Kan'ei-ji en Ueno, cuyo recinto se vislumbra en el punto de fuga de la calle, en un bosque inmerso en la neblina. Entre la gente de la calle destaca un grupo de samuráis y una larga procesión de mujeres cubiertas con sombrilla. En primer plano de la calle, en el lado derecho, destaca el edificio de los almacenes Matsuzakaya –aún existente en el mismo sitio–, dedicado al comercio textil, recién reconstruido tras su completa destrucción en el terremoto de 1855. | Se ve una panorámica de la calle Hirokōji («Calle ancha»), que conducía al templo de Kan'ei-ji en Ueno, cuyo recinto se vislumbra en el punto de fuga de la calle, en un bosque inmerso en la neblina. Entre la gente de la calle destaca un grupo de samuráis y una larga procesión de mujeres cubiertas con sombrilla. En primer plano de la calle, en el lado derecho, destaca el edificio de los almacenes Matsuzakaya –aún existente en el mismo sitio–, dedicado al comercio textil, recién reconstruido tras su completa destrucción en el terremoto de 1855. | Se ve una panorámica de la calle Hirokōji («Calle ancha»), que conducía al templo de Kan'ei-ji en Ueno, cuyo recinto se vislumbra en el punto de fuga de la calle, en un bosque inmerso en la neblina. Entre la gente de la calle destaca un grupo de samuráis y una larga procesión de mujeres cubiertas con sombrilla. En primer plano de la calle, en el lado derecho, destaca el edificio de los almacenes Matsuzakaya –aún existente en el mismo sitio–, dedicado al comercio textil, recién reconstruido tras su completa destrucción en el terremoto de 1855. | Se ve una panorámica de la calle Hirokōji («Calle ancha»), que conducía al templo de Kan'ei-ji en Ueno, cuyo recinto se vislumbra en el punto de fuga de la calle, en un bosque inmerso en la neblina. Entre la gente de la calle destaca un grupo de samuráis y una larga procesión de mujeres cubiertas con sombrilla. En primer plano de la calle, en el lado derecho, destaca el edificio de los almacenes Matsuzakaya –aún existente en el mismo sitio–, dedicado al comercio textil, recién reconstruido tras su completa destrucción en el terremoto de 1855. | Se ve una panorámica de la calle Hirokōji («Calle ancha»), que conducía al templo de Kan'ei-ji en Ueno, cuyo recinto se vislumbra en el punto de fuga de la calle, en un bosque inmerso en la neblina. Entre la gente de la calle destaca un grupo de samuráis y una larga procesión de mujeres cubiertas con sombrilla. En primer plano de la calle, en el lado derecho, destaca el edificio de los almacenes Matsuzakaya –aún existente en el mismo sitio–, dedicado al comercio textil, recién reconstruido tras su completa destrucción en el terremoto de 1855. | Se ve una panorámica de la calle Hirokōji («Calle ancha»), que conducía al templo de Kan'ei-ji en Ueno, cuyo recinto se vislumbra en el punto de fuga de la calle, en un bosque inmerso en la neblina. Entre la gente de la calle destaca un grupo de samuráis y una larga procesión de mujeres cubiertas con sombrilla. En primer plano de la calle, en el lado derecho, destaca el edificio de los almacenes Matsuzakaya –aún existente en el mismo sitio–, dedicado al comercio textil, recién reconstruido tras su completa destrucción en el terremoto de 1855. |
|           | 14. Jardines de un templo de Nippori (日暮里寺院の林泉 Nippori jiin no rinsen?) (2-1857) | 14. Jardines de un templo de Nippori (日暮里寺院の林泉 Nippori jiin no rinsen?) (2-1857) | 14. Jardines de un templo de Nippori (日暮里寺院の林泉 Nippori jiin no rinsen?) (2-1857) | En esta composición trazada nuevamente desde una perspectiva aérea se perciben unos jardines pertenecientes al templo de Shūshōin, donde destacan los cerezos en flor, elaborados en suaves tonalidades de rosa. El autor se permite la licencia de hacer coincidir la floración de los cerezos y las azaleas, que no sucede en la naturaleza. En algunas tiradas de esta lámina el color rosa de los dos cerezos de primer plano aparece cortado debido a un error de impresión. En el recinto de Nippori se encontraban templos budistas y sintoístas, en una pacífica convivencia que fue truncada con la abolición del budismo y la implantación del sintoísmo como religión oficial en 1868. | En esta composición trazada nuevamente desde una perspectiva aérea se perciben unos jardines pertenecientes al templo de Shūshōin, donde destacan los cerezos en flor, elaborados en suaves tonalidades de rosa. El autor se permite la licencia de hacer coincidir la floración de los cerezos y las azaleas, que no sucede en la naturaleza. En algunas tiradas de esta lámina el color rosa de los dos cerezos de primer plano aparece cortado debido a un error de impresión. En el recinto de Nippori se encontraban templos budistas y sintoístas, en una pacífica convivencia que fue truncada con la abolición del budismo y la implantación del sintoísmo como religión oficial en 1868. | En esta composición trazada nuevamente desde una perspectiva aérea se perciben unos jardines pertenecientes al templo de Shūshōin, donde destacan los cerezos en flor, elaborados en suaves tonalidades de rosa. El autor se permite la licencia de hacer coincidir la floración de los cerezos y las azaleas, que no sucede en la naturaleza. En algunas tiradas de esta lámina el color rosa de los dos cerezos de primer plano aparece cortado debido a un error de impresión. En el recinto de Nippori se encontraban templos budistas y sintoístas, en una pacífica convivencia que fue truncada con la abolición del budismo y la implantación del sintoísmo como religión oficial en 1868. | En esta composición trazada nuevamente desde una perspectiva aérea se perciben unos jardines pertenecientes al templo de Shūshōin, donde destacan los cerezos en flor, elaborados en suaves tonalidades de rosa. El autor se permite la licencia de hacer coincidir la floración de los cerezos y las azaleas, que no sucede en la naturaleza. En algunas tiradas de esta lámina el color rosa de los dos cerezos de primer plano aparece cortado debido a un error de impresión. En el recinto de Nippori se encontraban templos budistas y sintoístas, en una pacífica convivencia que fue truncada con la abolición del budismo y la implantación del sintoísmo como religión oficial en 1868. | En esta composición trazada nuevamente desde una perspectiva aérea se perciben unos jardines pertenecientes al templo de Shūshōin, donde destacan los cerezos en flor, elaborados en suaves tonalidades de rosa. El autor se permite la licencia de hacer coincidir la floración de los cerezos y las azaleas, que no sucede en la naturaleza. En algunas tiradas de esta lámina el color rosa de los dos cerezos de primer plano aparece cortado debido a un error de impresión. En el recinto de Nippori se encontraban templos budistas y sintoístas, en una pacífica convivencia que fue truncada con la abolición del budismo y la implantación del sintoísmo como religión oficial en 1868. | En esta composición trazada nuevamente desde una perspectiva aérea se perciben unos jardines pertenecientes al templo de Shūshōin, donde destacan los cerezos en flor, elaborados en suaves tonalidades de rosa. El autor se permite la licencia de hacer coincidir la floración de los cerezos y las azaleas, que no sucede en la naturaleza. En algunas tiradas de esta lámina el color rosa de los dos cerezos de primer plano aparece cortado debido a un error de impresión. En el recinto de Nippori se encontraban templos budistas y sintoístas, en una pacífica convivencia que fue truncada con la abolición del budismo y la implantación del sintoísmo como religión oficial en 1868. |
|           | 15. La cuesta de Suwa en Nippori (日暮里諏訪の台 Nippori Suwanodai?) (5-1856) | 15. La cuesta de Suwa en Nippori (日暮里諏訪の台 Nippori Suwanodai?) (5-1856) | 15. La cuesta de Suwa en Nippori (日暮里諏訪の台 Nippori Suwanodai?) (5-1856) | El autor nos muestra la zona ajardinada del recinto del templo de Suwa Myōjin, situado en plena naturaleza pero cerca de los barrios de Nippori, Ueno y Asakusa, por lo que recibía numerosas visitas, que disfrutaban de la vista mientras tomaban el té. Destacan nuevamente por su colorido los cerezos en flor, mientras en el eje central se yerguen dos magníficos cedros. En el margen derecho de la línea del fondo se percibe la silueta del monte Tsukubasan, con su doble cima, bajo un cielo confeccionado nuevamente en rojo, blanco y azul, así como un violeta oscuro en la parte superior. | El autor nos muestra la zona ajardinada del recinto del templo de Suwa Myōjin, situado en plena naturaleza pero cerca de los barrios de Nippori, Ueno y Asakusa, por lo que recibía numerosas visitas, que disfrutaban de la vista mientras tomaban el té. Destacan nuevamente por su colorido los cerezos en flor, mientras en el eje central se yerguen dos magníficos cedros. En el margen derecho de la línea del fondo se percibe la silueta del monte Tsukubasan, con su doble cima, bajo un cielo confeccionado nuevamente en rojo, blanco y azul, así como un violeta oscuro en la parte superior. | El autor nos muestra la zona ajardinada del recinto del templo de Suwa Myōjin, situado en plena naturaleza pero cerca de los barrios de Nippori, Ueno y Asakusa, por lo que recibía numerosas visitas, que disfrutaban de la vista mientras tomaban el té. Destacan nuevamente por su colorido los cerezos en flor, mientras en el eje central se yerguen dos magníficos cedros. En el margen derecho de la línea del fondo se percibe la silueta del monte Tsukubasan, con su doble cima, bajo un cielo confeccionado nuevamente en rojo, blanco y azul, así como un violeta oscuro en la parte superior. | El autor nos muestra la zona ajardinada del recinto del templo de Suwa Myōjin, situado en plena naturaleza pero cerca de los barrios de Nippori, Ueno y Asakusa, por lo que recibía numerosas visitas, que disfrutaban de la vista mientras tomaban el té. Destacan nuevamente por su colorido los cerezos en flor, mientras en el eje central se yerguen dos magníficos cedros. En el margen derecho de la línea del fondo se percibe la silueta del monte Tsukubasan, con su doble cima, bajo un cielo confeccionado nuevamente en rojo, blanco y azul, así como un violeta oscuro en la parte superior. | El autor nos muestra la zona ajardinada del recinto del templo de Suwa Myōjin, situado en plena naturaleza pero cerca de los barrios de Nippori, Ueno y Asakusa, por lo que recibía numerosas visitas, que disfrutaban de la vista mientras tomaban el té. Destacan nuevamente por su colorido los cerezos en flor, mientras en el eje central se yerguen dos magníficos cedros. En el margen derecho de la línea del fondo se percibe la silueta del monte Tsukubasan, con su doble cima, bajo un cielo confeccionado nuevamente en rojo, blanco y azul, así como un violeta oscuro en la parte superior. | El autor nos muestra la zona ajardinada del recinto del templo de Suwa Myōjin, situado en plena naturaleza pero cerca de los barrios de Nippori, Ueno y Asakusa, por lo que recibía numerosas visitas, que disfrutaban de la vista mientras tomaban el té. Destacan nuevamente por su colorido los cerezos en flor, mientras en el eje central se yerguen dos magníficos cedros. En el margen derecho de la línea del fondo se percibe la silueta del monte Tsukubasan, con su doble cima, bajo un cielo confeccionado nuevamente en rojo, blanco y azul, así como un violeta oscuro en la parte superior. |
|           | 16. Parque floral y ladera de Dangozaka en Sendagi (千駄木団子坂花屋敷 Sendagi Dangozaka hanayashiki?) (5-1856) | 16. Parque floral y ladera de Dangozaka en Sendagi (千駄木団子坂花屋敷 Sendagi Dangozaka hanayashiki?) (5-1856) | 16. Parque floral y ladera de Dangozaka en Sendagi (千駄木団子坂花屋敷 Sendagi Dangozaka hanayashiki?) (5-1856) | Nueva muestra de la maestría del autor en las amplias panorámicas con conjunción de elementos naturales y arquitectónicos, y el concurso de pequeñas figuras para otorgar un factor humano al conjunto. La parte inferior está nuevamente dominada por los cerezos en flor, en un parque público donde la gente pasea, conversa y toma el té. Los árboles están cubiertos por una bruma blanca con tonos azules y rojizos, sobre la que se yergue al fondo la estructura del Shisentei («Pabellón de la fuente violeta»), que ofrecía una panorámica sobre el barrio de Ueno y el estanque Shinobazu no ike. El jardín había sido diseñado tan solo cuatro años antes por el jardinero Kusuda Uheiji. | Nueva muestra de la maestría del autor en las amplias panorámicas con conjunción de elementos naturales y arquitectónicos, y el concurso de pequeñas figuras para otorgar un factor humano al conjunto. La parte inferior está nuevamente dominada por los cerezos en flor, en un parque público donde la gente pasea, conversa y toma el té. Los árboles están cubiertos por una bruma blanca con tonos azules y rojizos, sobre la que se yergue al fondo la estructura del Shisentei («Pabellón de la fuente violeta»), que ofrecía una panorámica sobre el barrio de Ueno y el estanque Shinobazu no ike. El jardín había sido diseñado tan solo cuatro años antes por el jardinero Kusuda Uheiji. | Nueva muestra de la maestría del autor en las amplias panorámicas con conjunción de elementos naturales y arquitectónicos, y el concurso de pequeñas figuras para otorgar un factor humano al conjunto. La parte inferior está nuevamente dominada por los cerezos en flor, en un parque público donde la gente pasea, conversa y toma el té. Los árboles están cubiertos por una bruma blanca con tonos azules y rojizos, sobre la que se yergue al fondo la estructura del Shisentei («Pabellón de la fuente violeta»), que ofrecía una panorámica sobre el barrio de Ueno y el estanque Shinobazu no ike. El jardín había sido diseñado tan solo cuatro años antes por el jardinero Kusuda Uheiji. | Nueva muestra de la maestría del autor en las amplias panorámicas con conjunción de elementos naturales y arquitectónicos, y el concurso de pequeñas figuras para otorgar un factor humano al conjunto. La parte inferior está nuevamente dominada por los cerezos en flor, en un parque público donde la gente pasea, conversa y toma el té. Los árboles están cubiertos por una bruma blanca con tonos azules y rojizos, sobre la que se yergue al fondo la estructura del Shisentei («Pabellón de la fuente violeta»), que ofrecía una panorámica sobre el barrio de Ueno y el estanque Shinobazu no ike. El jardín había sido diseñado tan solo cuatro años antes por el jardinero Kusuda Uheiji. | Nueva muestra de la maestría del autor en las amplias panorámicas con conjunción de elementos naturales y arquitectónicos, y el concurso de pequeñas figuras para otorgar un factor humano al conjunto. La parte inferior está nuevamente dominada por los cerezos en flor, en un parque público donde la gente pasea, conversa y toma el té. Los árboles están cubiertos por una bruma blanca con tonos azules y rojizos, sobre la que se yergue al fondo la estructura del Shisentei («Pabellón de la fuente violeta»), que ofrecía una panorámica sobre el barrio de Ueno y el estanque Shinobazu no ike. El jardín había sido diseñado tan solo cuatro años antes por el jardinero Kusuda Uheiji. | Nueva muestra de la maestría del autor en las amplias panorámicas con conjunción de elementos naturales y arquitectónicos, y el concurso de pequeñas figuras para otorgar un factor humano al conjunto. La parte inferior está nuevamente dominada por los cerezos en flor, en un parque público donde la gente pasea, conversa y toma el té. Los árboles están cubiertos por una bruma blanca con tonos azules y rojizos, sobre la que se yergue al fondo la estructura del Shisentei («Pabellón de la fuente violeta»), que ofrecía una panorámica sobre el barrio de Ueno y el estanque Shinobazu no ike. El jardín había sido diseñado tan solo cuatro años antes por el jardinero Kusuda Uheiji. |
|           | 17. Vista hacia el norte desde el monte Asukayama (飛鳥山北の眺望 Asukayama kita no chōbō?) (5-1856) | 17. Vista hacia el norte desde el monte Asukayama (飛鳥山北の眺望 Asukayama kita no chōbō?) (5-1856) | 17. Vista hacia el norte desde el monte Asukayama (飛鳥山北の眺望 Asukayama kita no chōbō?) (5-1856) | Como en las dos láminas anteriores, se ve gente tomando el té bajo los cerezos en flor, sobre un amplio campo de arrozales apenas esbozado en un tono verde claro, mientras que al fondo se yergue la característica silueta del Tsukubasan. Este terreno pertenecía al templo Kinrinji, aunque era de acceso público por ser así estipulado en 1737 por el shōgun Tokugawa Yoshimune; en 1873 se convirtió en el primer parque público del moderno Japón. Hirohige realizó esta estampa poco después de que el shōgun Tokugawa Iesada visitara la zona en 1856, siendo ejemplo del carácter documental de muchas de las estampas de esta serie. | Como en las dos láminas anteriores, se ve gente tomando el té bajo los cerezos en flor, sobre un amplio campo de arrozales apenas esbozado en un tono verde claro, mientras que al fondo se yergue la característica silueta del Tsukubasan. Este terreno pertenecía al templo Kinrinji, aunque era de acceso público por ser así estipulado en 1737 por el shōgun Tokugawa Yoshimune; en 1873 se convirtió en el primer parque público del moderno Japón. Hirohige realizó esta estampa poco después de que el shōgun Tokugawa Iesada visitara la zona en 1856, siendo ejemplo del carácter documental de muchas de las estampas de esta serie. | Como en las dos láminas anteriores, se ve gente tomando el té bajo los cerezos en flor, sobre un amplio campo de arrozales apenas esbozado en un tono verde claro, mientras que al fondo se yergue la característica silueta del Tsukubasan. Este terreno pertenecía al templo Kinrinji, aunque era de acceso público por ser así estipulado en 1737 por el shōgun Tokugawa Yoshimune; en 1873 se convirtió en el primer parque público del moderno Japón. Hirohige realizó esta estampa poco después de que el shōgun Tokugawa Iesada visitara la zona en 1856, siendo ejemplo del carácter documental de muchas de las estampas de esta serie. | Como en las dos láminas anteriores, se ve gente tomando el té bajo los cerezos en flor, sobre un amplio campo de arrozales apenas esbozado en un tono verde claro, mientras que al fondo se yergue la característica silueta del Tsukubasan. Este terreno pertenecía al templo Kinrinji, aunque era de acceso público por ser así estipulado en 1737 por el shōgun Tokugawa Yoshimune; en 1873 se convirtió en el primer parque público del moderno Japón. Hirohige realizó esta estampa poco después de que el shōgun Tokugawa Iesada visitara la zona en 1856, siendo ejemplo del carácter documental de muchas de las estampas de esta serie. | Como en las dos láminas anteriores, se ve gente tomando el té bajo los cerezos en flor, sobre un amplio campo de arrozales apenas esbozado en un tono verde claro, mientras que al fondo se yergue la característica silueta del Tsukubasan. Este terreno pertenecía al templo Kinrinji, aunque era de acceso público por ser así estipulado en 1737 por el shōgun Tokugawa Yoshimune; en 1873 se convirtió en el primer parque público del moderno Japón. Hirohige realizó esta estampa poco después de que el shōgun Tokugawa Iesada visitara la zona en 1856, siendo ejemplo del carácter documental de muchas de las estampas de esta serie. | Como en las dos láminas anteriores, se ve gente tomando el té bajo los cerezos en flor, sobre un amplio campo de arrozales apenas esbozado en un tono verde claro, mientras que al fondo se yergue la característica silueta del Tsukubasan. Este terreno pertenecía al templo Kinrinji, aunque era de acceso público por ser así estipulado en 1737 por el shōgun Tokugawa Yoshimune; en 1873 se convirtió en el primer parque público del moderno Japón. Hirohige realizó esta estampa poco después de que el shōgun Tokugawa Iesada visitara la zona en 1856, siendo ejemplo del carácter documental de muchas de las estampas de esta serie. |
|           | 18. El santuario de Ōji Inari (王子稲荷の社 Ōji Inari no yashiro?) (9-1857) | 18. El santuario de Ōji Inari (王子稲荷の社 Ōji Inari no yashiro?) (9-1857) | 18. El santuario de Ōji Inari (王子稲荷の社 Ōji Inari no yashiro?) (9-1857) | Este santuario era una filial del de Fushimi Inari de Kyōto, situado en una colina cerca de Ōji, un pueblo cercano a Edo. Inari era el dios del arroz, por lo que este lugar era centro de peregrinaje de campesinos que pedían una buena cosecha. Hiroshige ha escogido de nuevo una inusual perspectiva que muestra únicamente un saledizo de la estructura del templo, dominado por la frondosidad del bosque de cedros que lo envuelve. Destaca el intenso color rojo de la madera del templo, ya que según el sintoísmo este color espanta a los demonios. Al fondo se yergue nuevamente la doble silueta del Tsukubasan. | Este santuario era una filial del de Fushimi Inari de Kyōto, situado en una colina cerca de Ōji, un pueblo cercano a Edo. Inari era el dios del arroz, por lo que este lugar era centro de peregrinaje de campesinos que pedían una buena cosecha. Hiroshige ha escogido de nuevo una inusual perspectiva que muestra únicamente un saledizo de la estructura del templo, dominado por la frondosidad del bosque de cedros que lo envuelve. Destaca el intenso color rojo de la madera del templo, ya que según el sintoísmo este color espanta a los demonios. Al fondo se yergue nuevamente la doble silueta del Tsukubasan. | Este santuario era una filial del de Fushimi Inari de Kyōto, situado en una colina cerca de Ōji, un pueblo cercano a Edo. Inari era el dios del arroz, por lo que este lugar era centro de peregrinaje de campesinos que pedían una buena cosecha. Hiroshige ha escogido de nuevo una inusual perspectiva que muestra únicamente un saledizo de la estructura del templo, dominado por la frondosidad del bosque de cedros que lo envuelve. Destaca el intenso color rojo de la madera del templo, ya que según el sintoísmo este color espanta a los demonios. Al fondo se yergue nuevamente la doble silueta del Tsukubasan. | Este santuario era una filial del de Fushimi Inari de Kyōto, situado en una colina cerca de Ōji, un pueblo cercano a Edo. Inari era el dios del arroz, por lo que este lugar era centro de peregrinaje de campesinos que pedían una buena cosecha. Hiroshige ha escogido de nuevo una inusual perspectiva que muestra únicamente un saledizo de la estructura del templo, dominado por la frondosidad del bosque de cedros que lo envuelve. Destaca el intenso color rojo de la madera del templo, ya que según el sintoísmo este color espanta a los demonios. Al fondo se yergue nuevamente la doble silueta del Tsukubasan. | Este santuario era una filial del de Fushimi Inari de Kyōto, situado en una colina cerca de Ōji, un pueblo cercano a Edo. Inari era el dios del arroz, por lo que este lugar era centro de peregrinaje de campesinos que pedían una buena cosecha. Hiroshige ha escogido de nuevo una inusual perspectiva que muestra únicamente un saledizo de la estructura del templo, dominado por la frondosidad del bosque de cedros que lo envuelve. Destaca el intenso color rojo de la madera del templo, ya que según el sintoísmo este color espanta a los demonios. Al fondo se yergue nuevamente la doble silueta del Tsukubasan. | Este santuario era una filial del de Fushimi Inari de Kyōto, situado en una colina cerca de Ōji, un pueblo cercano a Edo. Inari era el dios del arroz, por lo que este lugar era centro de peregrinaje de campesinos que pedían una buena cosecha. Hiroshige ha escogido de nuevo una inusual perspectiva que muestra únicamente un saledizo de la estructura del templo, dominado por la frondosidad del bosque de cedros que lo envuelve. Destaca el intenso color rojo de la madera del templo, ya que según el sintoísmo este color espanta a los demonios. Al fondo se yergue nuevamente la doble silueta del Tsukubasan. |
|           | 19. El dique del río Otonashigawa en Ōji (王子音無川堰棣 Ōji Otonashigawa entai?) (2-1857) | 19. El dique del río Otonashigawa en Ōji (王子音無川堰棣 Ōji Otonashigawa entai?) (2-1857) | 19. El dique del río Otonashigawa en Ōji (王子音無川堰棣 Ōji Otonashigawa entai?) (2-1857) | Este dique era conocido con el nombre de Ōtaki («La gran catarata»). El autor lo sitúa entre unos jardines donde destacan nuevamente los cerezos en flor. De la catarata parte el río Otonashigawa («Río silencioso»), trazado con dos tonalidades de azul, claro y fuerte, para señalar la mayor profundidad de la zona central. En la catarata y en el río se perciben unas pequeñas figuras de bañistas apenas esbozadas. En el bosque, bajo unos altos cedros, aparece el pabellón del Buda Amida, perteneciente al templo de Kinrinji. Hiroshige realizó esta estampa nuevamente tras una excursión del shōgun Iesada a la zona, en 1857. | Este dique era conocido con el nombre de Ōtaki («La gran catarata»). El autor lo sitúa entre unos jardines donde destacan nuevamente los cerezos en flor. De la catarata parte el río Otonashigawa («Río silencioso»), trazado con dos tonalidades de azul, claro y fuerte, para señalar la mayor profundidad de la zona central. En la catarata y en el río se perciben unas pequeñas figuras de bañistas apenas esbozadas. En el bosque, bajo unos altos cedros, aparece el pabellón del Buda Amida, perteneciente al templo de Kinrinji. Hiroshige realizó esta estampa nuevamente tras una excursión del shōgun Iesada a la zona, en 1857. | Este dique era conocido con el nombre de Ōtaki («La gran catarata»). El autor lo sitúa entre unos jardines donde destacan nuevamente los cerezos en flor. De la catarata parte el río Otonashigawa («Río silencioso»), trazado con dos tonalidades de azul, claro y fuerte, para señalar la mayor profundidad de la zona central. En la catarata y en el río se perciben unas pequeñas figuras de bañistas apenas esbozadas. En el bosque, bajo unos altos cedros, aparece el pabellón del Buda Amida, perteneciente al templo de Kinrinji. Hiroshige realizó esta estampa nuevamente tras una excursión del shōgun Iesada a la zona, en 1857. | Este dique era conocido con el nombre de Ōtaki («La gran catarata»). El autor lo sitúa entre unos jardines donde destacan nuevamente los cerezos en flor. De la catarata parte el río Otonashigawa («Río silencioso»), trazado con dos tonalidades de azul, claro y fuerte, para señalar la mayor profundidad de la zona central. En la catarata y en el río se perciben unas pequeñas figuras de bañistas apenas esbozadas. En el bosque, bajo unos altos cedros, aparece el pabellón del Buda Amida, perteneciente al templo de Kinrinji. Hiroshige realizó esta estampa nuevamente tras una excursión del shōgun Iesada a la zona, en 1857. | Este dique era conocido con el nombre de Ōtaki («La gran catarata»). El autor lo sitúa entre unos jardines donde destacan nuevamente los cerezos en flor. De la catarata parte el río Otonashigawa («Río silencioso»), trazado con dos tonalidades de azul, claro y fuerte, para señalar la mayor profundidad de la zona central. En la catarata y en el río se perciben unas pequeñas figuras de bañistas apenas esbozadas. En el bosque, bajo unos altos cedros, aparece el pabellón del Buda Amida, perteneciente al templo de Kinrinji. Hiroshige realizó esta estampa nuevamente tras una excursión del shōgun Iesada a la zona, en 1857. | Este dique era conocido con el nombre de Ōtaki («La gran catarata»). El autor lo sitúa entre unos jardines donde destacan nuevamente los cerezos en flor. De la catarata parte el río Otonashigawa («Río silencioso»), trazado con dos tonalidades de azul, claro y fuerte, para señalar la mayor profundidad de la zona central. En la catarata y en el río se perciben unas pequeñas figuras de bañistas apenas esbozadas. En el bosque, bajo unos altos cedros, aparece el pabellón del Buda Amida, perteneciente al templo de Kinrinji. Hiroshige realizó esta estampa nuevamente tras una excursión del shōgun Iesada a la zona, en 1857. |
|           | 20. La barca de Kawaguchi y el templo de Zenkōji (川口のわたし善光寺 Kawaguchi no watashi Zenkōji?) (2-1857) | 20. La barca de Kawaguchi y el templo de Zenkōji (川口のわたし善光寺 Kawaguchi no watashi Zenkōji?) (2-1857) | 20. La barca de Kawaguchi y el templo de Zenkōji (川口のわたし善光寺 Kawaguchi no watashi Zenkōji?) (2-1857) | Domina la composición el río Sumida –llamado frecuentemente en este tramo Arakawa («Río Bravo»)–, que suponía el límite septentrional de Edo. El río aparece en diagonal, con una tonalidad más oscura en el centro, como la lámina anterior. Surcan sus aguas varias balsas madereras y una barca que ejercía de ferry. La nota de color la ponen los tejados amarillos de las cabañas, mientras que en el fondo derecho aparece el templo de Zenkōji, famoso por su hibutsu («Buda secreto»), que se mostraba tan solo cada 17 años. Quizá fue este efecto de secretismo el que buscó el autor al tapar parcialmente el templo con la cartela del título. | Domina la composición el río Sumida –llamado frecuentemente en este tramo Arakawa («Río Bravo»)–, que suponía el límite septentrional de Edo. El río aparece en diagonal, con una tonalidad más oscura en el centro, como la lámina anterior. Surcan sus aguas varias balsas madereras y una barca que ejercía de ferry. La nota de color la ponen los tejados amarillos de las cabañas, mientras que en el fondo derecho aparece el templo de Zenkōji, famoso por su hibutsu («Buda secreto»), que se mostraba tan solo cada 17 años. Quizá fue este efecto de secretismo el que buscó el autor al tapar parcialmente el templo con la cartela del título. | Domina la composición el río Sumida –llamado frecuentemente en este tramo Arakawa («Río Bravo»)–, que suponía el límite septentrional de Edo. El río aparece en diagonal, con una tonalidad más oscura en el centro, como la lámina anterior. Surcan sus aguas varias balsas madereras y una barca que ejercía de ferry. La nota de color la ponen los tejados amarillos de las cabañas, mientras que en el fondo derecho aparece el templo de Zenkōji, famoso por su hibutsu («Buda secreto»), que se mostraba tan solo cada 17 años. Quizá fue este efecto de secretismo el que buscó el autor al tapar parcialmente el templo con la cartela del título. | Domina la composición el río Sumida –llamado frecuentemente en este tramo Arakawa («Río Bravo»)–, que suponía el límite septentrional de Edo. El río aparece en diagonal, con una tonalidad más oscura en el centro, como la lámina anterior. Surcan sus aguas varias balsas madereras y una barca que ejercía de ferry. La nota de color la ponen los tejados amarillos de las cabañas, mientras que en el fondo derecho aparece el templo de Zenkōji, famoso por su hibutsu («Buda secreto»), que se mostraba tan solo cada 17 años. Quizá fue este efecto de secretismo el que buscó el autor al tapar parcialmente el templo con la cartela del título. | Domina la composición el río Sumida –llamado frecuentemente en este tramo Arakawa («Río Bravo»)–, que suponía el límite septentrional de Edo. El río aparece en diagonal, con una tonalidad más oscura en el centro, como la lámina anterior. Surcan sus aguas varias balsas madereras y una barca que ejercía de ferry. La nota de color la ponen los tejados amarillos de las cabañas, mientras que en el fondo derecho aparece el templo de Zenkōji, famoso por su hibutsu («Buda secreto»), que se mostraba tan solo cada 17 años. Quizá fue este efecto de secretismo el que buscó el autor al tapar parcialmente el templo con la cartela del título. | Domina la composición el río Sumida –llamado frecuentemente en este tramo Arakawa («Río Bravo»)–, que suponía el límite septentrional de Edo. El río aparece en diagonal, con una tonalidad más oscura en el centro, como la lámina anterior. Surcan sus aguas varias balsas madereras y una barca que ejercía de ferry. La nota de color la ponen los tejados amarillos de las cabañas, mientras que en el fondo derecho aparece el templo de Zenkōji, famoso por su hibutsu («Buda secreto»), que se mostraba tan solo cada 17 años. Quizá fue este efecto de secretismo el que buscó el autor al tapar parcialmente el templo con la cartela del título. |
|           | 21. El monte Atagoyama en Shiba (芝愛宕山 Shiba Atagoyama?) (8-1857) | 21. El monte Atagoyama en Shiba (芝愛宕山 Shiba Atagoyama?) (8-1857) | 21. El monte Atagoyama en Shiba (芝愛宕山 Shiba Atagoyama?) (8-1857) | El monte Atagoyama se encuentra al sur del Palacio de Edo, a tan solo 26 metros de altura sobre el nivel de la bahía de la ciudad. En su cima se encuentra el santuario de Atago, apenas esbozado en el pilar del margen izquierdo y en un trozo de tejado en la esquina superior izquierda. En Año Nuevo se celebraba en este templo una ceremonia para pedir suerte, salud y prosperidad, así como alejar el hambre y la enfermedad. Aparece así un sacerdote con un tocado ceremonial con ruedas blancas budistas, que lleva en la mano derecha una gran cuchara de arroz, símbolo de exuberancia, y en la izquierda una maza, símbolo de la violencia que puede desatar para defender la doctrina budista. Lleva como collar hojas de alga, que tras la ceremonia se preparan como infusión para los fieles. Esta es una de las figuras humanas de mayor tamaño y con mejor descripción fisonómica que Hiroshige plasmó en toda la serie. Al fondo, se ven las casas del barrio portuario de Edo, y la bahía con varias velas en el horizonte, teñido de rojo por el amanecer. En la cartela amarilla del lado izquierdo se lee: shōgatsu mikka, Bishamon tsukai («el tercer día del primer mes, un enviado de Bishamon»). | El monte Atagoyama se encuentra al sur del Palacio de Edo, a tan solo 26 metros de altura sobre el nivel de la bahía de la ciudad. En su cima se encuentra el santuario de Atago, apenas esbozado en el pilar del margen izquierdo y en un trozo de tejado en la esquina superior izquierda. En Año Nuevo se celebraba en este templo una ceremonia para pedir suerte, salud y prosperidad, así como alejar el hambre y la enfermedad. Aparece así un sacerdote con un tocado ceremonial con ruedas blancas budistas, que lleva en la mano derecha una gran cuchara de arroz, símbolo de exuberancia, y en la izquierda una maza, símbolo de la violencia que puede desatar para defender la doctrina budista. Lleva como collar hojas de alga, que tras la ceremonia se preparan como infusión para los fieles. Esta es una de las figuras humanas de mayor tamaño y con mejor descripción fisonómica que Hiroshige plasmó en toda la serie. Al fondo, se ven las casas del barrio portuario de Edo, y la bahía con varias velas en el horizonte, teñido de rojo por el amanecer. En la cartela amarilla del lado izquierdo se lee: shōgatsu mikka, Bishamon tsukai («el tercer día del primer mes, un enviado de Bishamon»). | El monte Atagoyama se encuentra al sur del Palacio de Edo, a tan solo 26 metros de altura sobre el nivel de la bahía de la ciudad. En su cima se encuentra el santuario de Atago, apenas esbozado en el pilar del margen izquierdo y en un trozo de tejado en la esquina superior izquierda. En Año Nuevo se celebraba en este templo una ceremonia para pedir suerte, salud y prosperidad, así como alejar el hambre y la enfermedad. Aparece así un sacerdote con un tocado ceremonial con ruedas blancas budistas, que lleva en la mano derecha una gran cuchara de arroz, símbolo de exuberancia, y en la izquierda una maza, símbolo de la violencia que puede desatar para defender la doctrina budista. Lleva como collar hojas de alga, que tras la ceremonia se preparan como infusión para los fieles. Esta es una de las figuras humanas de mayor tamaño y con mejor descripción fisonómica que Hiroshige plasmó en toda la serie. Al fondo, se ven las casas del barrio portuario de Edo, y la bahía con varias velas en el horizonte, teñido de rojo por el amanecer. En la cartela amarilla del lado izquierdo se lee: shōgatsu mikka, Bishamon tsukai («el tercer día del primer mes, un enviado de Bishamon»). | El monte Atagoyama se encuentra al sur del Palacio de Edo, a tan solo 26 metros de altura sobre el nivel de la bahía de la ciudad. En su cima se encuentra el santuario de Atago, apenas esbozado en el pilar del margen izquierdo y en un trozo de tejado en la esquina superior izquierda. En Año Nuevo se celebraba en este templo una ceremonia para pedir suerte, salud y prosperidad, así como alejar el hambre y la enfermedad. Aparece así un sacerdote con un tocado ceremonial con ruedas blancas budistas, que lleva en la mano derecha una gran cuchara de arroz, símbolo de exuberancia, y en la izquierda una maza, símbolo de la violencia que puede desatar para defender la doctrina budista. Lleva como collar hojas de alga, que tras la ceremonia se preparan como infusión para los fieles. Esta es una de las figuras humanas de mayor tamaño y con mejor descripción fisonómica que Hiroshige plasmó en toda la serie. Al fondo, se ven las casas del barrio portuario de Edo, y la bahía con varias velas en el horizonte, teñido de rojo por el amanecer. En la cartela amarilla del lado izquierdo se lee: shōgatsu mikka, Bishamon tsukai («el tercer día del primer mes, un enviado de Bishamon»). | El monte Atagoyama se encuentra al sur del Palacio de Edo, a tan solo 26 metros de altura sobre el nivel de la bahía de la ciudad. En su cima se encuentra el santuario de Atago, apenas esbozado en el pilar del margen izquierdo y en un trozo de tejado en la esquina superior izquierda. En Año Nuevo se celebraba en este templo una ceremonia para pedir suerte, salud y prosperidad, así como alejar el hambre y la enfermedad. Aparece así un sacerdote con un tocado ceremonial con ruedas blancas budistas, que lleva en la mano derecha una gran cuchara de arroz, símbolo de exuberancia, y en la izquierda una maza, símbolo de la violencia que puede desatar para defender la doctrina budista. Lleva como collar hojas de alga, que tras la ceremonia se preparan como infusión para los fieles. Esta es una de las figuras humanas de mayor tamaño y con mejor descripción fisonómica que Hiroshige plasmó en toda la serie. Al fondo, se ven las casas del barrio portuario de Edo, y la bahía con varias velas en el horizonte, teñido de rojo por el amanecer. En la cartela amarilla del lado izquierdo se lee: shōgatsu mikka, Bishamon tsukai («el tercer día del primer mes, un enviado de Bishamon»). | El monte Atagoyama se encuentra al sur del Palacio de Edo, a tan solo 26 metros de altura sobre el nivel de la bahía de la ciudad. En su cima se encuentra el santuario de Atago, apenas esbozado en el pilar del margen izquierdo y en un trozo de tejado en la esquina superior izquierda. En Año Nuevo se celebraba en este templo una ceremonia para pedir suerte, salud y prosperidad, así como alejar el hambre y la enfermedad. Aparece así un sacerdote con un tocado ceremonial con ruedas blancas budistas, que lleva en la mano derecha una gran cuchara de arroz, símbolo de exuberancia, y en la izquierda una maza, símbolo de la violencia que puede desatar para defender la doctrina budista. Lleva como collar hojas de alga, que tras la ceremonia se preparan como infusión para los fieles. Esta es una de las figuras humanas de mayor tamaño y con mejor descripción fisonómica que Hiroshige plasmó en toda la serie. Al fondo, se ven las casas del barrio portuario de Edo, y la bahía con varias velas en el horizonte, teñido de rojo por el amanecer. En la cartela amarilla del lado izquierdo se lee: shōgatsu mikka, Bishamon tsukai («el tercer día del primer mes, un enviado de Bishamon»). |
|           | 22. Hiroo a orillas del río Furukawa (渋谷区広尾 Hiroo Furukawa?) (7-1856) | 22. Hiroo a orillas del río Furukawa (渋谷区広尾 Hiroo Furukawa?) (7-1856) | 22. Hiroo a orillas del río Furukawa (渋谷区広尾 Hiroo Furukawa?) (7-1856) | El río Furukawa transcurre sinuosamente entre colinas de color verde con tonos marrón, cruzado por un puente curvo sobre el que transitan pequeñas figuras, algunas con sombrillas. El río es de un azul claro, con tonos más oscuros en las orillas. En el lado izquierdo se ve la posada Kitsune («El zorro»), famosa por su especialidad de unagi (anguila de agua dulce asada). El cielo es de tono rosáceo, característico del amanecer. Este idílico paisaje no existe actualmente, ya que el río fue canalizado y la zona urbanizada, siendo en la actualidad uno de los barrios más elegantes de Tōkyō. | El río Furukawa transcurre sinuosamente entre colinas de color verde con tonos marrón, cruzado por un puente curvo sobre el que transitan pequeñas figuras, algunas con sombrillas. El río es de un azul claro, con tonos más oscuros en las orillas. En el lado izquierdo se ve la posada Kitsune («El zorro»), famosa por su especialidad de unagi (anguila de agua dulce asada). El cielo es de tono rosáceo, característico del amanecer. Este idílico paisaje no existe actualmente, ya que el río fue canalizado y la zona urbanizada, siendo en la actualidad uno de los barrios más elegantes de Tōkyō. | El río Furukawa transcurre sinuosamente entre colinas de color verde con tonos marrón, cruzado por un puente curvo sobre el que transitan pequeñas figuras, algunas con sombrillas. El río es de un azul claro, con tonos más oscuros en las orillas. En el lado izquierdo se ve la posada Kitsune («El zorro»), famosa por su especialidad de unagi (anguila de agua dulce asada). El cielo es de tono rosáceo, característico del amanecer. Este idílico paisaje no existe actualmente, ya que el río fue canalizado y la zona urbanizada, siendo en la actualidad uno de los barrios más elegantes de Tōkyō. | El río Furukawa transcurre sinuosamente entre colinas de color verde con tonos marrón, cruzado por un puente curvo sobre el que transitan pequeñas figuras, algunas con sombrillas. El río es de un azul claro, con tonos más oscuros en las orillas. En el lado izquierdo se ve la posada Kitsune («El zorro»), famosa por su especialidad de unagi (anguila de agua dulce asada). El cielo es de tono rosáceo, característico del amanecer. Este idílico paisaje no existe actualmente, ya que el río fue canalizado y la zona urbanizada, siendo en la actualidad uno de los barrios más elegantes de Tōkyō. | El río Furukawa transcurre sinuosamente entre colinas de color verde con tonos marrón, cruzado por un puente curvo sobre el que transitan pequeñas figuras, algunas con sombrillas. El río es de un azul claro, con tonos más oscuros en las orillas. En el lado izquierdo se ve la posada Kitsune («El zorro»), famosa por su especialidad de unagi (anguila de agua dulce asada). El cielo es de tono rosáceo, característico del amanecer. Este idílico paisaje no existe actualmente, ya que el río fue canalizado y la zona urbanizada, siendo en la actualidad uno de los barrios más elegantes de Tōkyō. | El río Furukawa transcurre sinuosamente entre colinas de color verde con tonos marrón, cruzado por un puente curvo sobre el que transitan pequeñas figuras, algunas con sombrillas. El río es de un azul claro, con tonos más oscuros en las orillas. En el lado izquierdo se ve la posada Kitsune («El zorro»), famosa por su especialidad de unagi (anguila de agua dulce asada). El cielo es de tono rosáceo, característico del amanecer. Este idílico paisaje no existe actualmente, ya que el río fue canalizado y la zona urbanizada, siendo en la actualidad uno de los barrios más elegantes de Tōkyō. |
|           | 23. El estanque de Chiyogaike en Meguro (目黒千代か池 Meguro Chiyogaike?) (7-1856) | 23. El estanque de Chiyogaike en Meguro (目黒千代か池 Meguro Chiyogaike?) (7-1856) | 23. El estanque de Chiyogaike en Meguro (目黒千代か池 Meguro Chiyogaike?) (7-1856) | Chiyogaike («estanque de Chiyo») es un lugar con una famosa leyenda: en él se quitó la vida la dama Chiyo (siglo XIV), desesperada por la muerte de su marido, el guerrero Nitta Yoshioki. Aquí el artista compone un cuadro idílico con un jardín de cerezos en flor, envuelto en una bruma blanca y rojiza, y por donde transcurren diversos saltos de agua, que desembocan en el estanque. Se ven las figuras de dos damas y una niña en una isla cercana a la orilla. Cabe remarcar el efecto de la sombra de los árboles sobre el agua, raras veces tratado por Hiroshige, y realizado con la influencia de técnicas pictóricas occidentales. | Chiyogaike («estanque de Chiyo») es un lugar con una famosa leyenda: en él se quitó la vida la dama Chiyo (siglo XIV), desesperada por la muerte de su marido, el guerrero Nitta Yoshioki. Aquí el artista compone un cuadro idílico con un jardín de cerezos en flor, envuelto en una bruma blanca y rojiza, y por donde transcurren diversos saltos de agua, que desembocan en el estanque. Se ven las figuras de dos damas y una niña en una isla cercana a la orilla. Cabe remarcar el efecto de la sombra de los árboles sobre el agua, raras veces tratado por Hiroshige, y realizado con la influencia de técnicas pictóricas occidentales. | Chiyogaike («estanque de Chiyo») es un lugar con una famosa leyenda: en él se quitó la vida la dama Chiyo (siglo XIV), desesperada por la muerte de su marido, el guerrero Nitta Yoshioki. Aquí el artista compone un cuadro idílico con un jardín de cerezos en flor, envuelto en una bruma blanca y rojiza, y por donde transcurren diversos saltos de agua, que desembocan en el estanque. Se ven las figuras de dos damas y una niña en una isla cercana a la orilla. Cabe remarcar el efecto de la sombra de los árboles sobre el agua, raras veces tratado por Hiroshige, y realizado con la influencia de técnicas pictóricas occidentales. | Chiyogaike («estanque de Chiyo») es un lugar con una famosa leyenda: en él se quitó la vida la dama Chiyo (siglo XIV), desesperada por la muerte de su marido, el guerrero Nitta Yoshioki. Aquí el artista compone un cuadro idílico con un jardín de cerezos en flor, envuelto en una bruma blanca y rojiza, y por donde transcurren diversos saltos de agua, que desembocan en el estanque. Se ven las figuras de dos damas y una niña en una isla cercana a la orilla. Cabe remarcar el efecto de la sombra de los árboles sobre el agua, raras veces tratado por Hiroshige, y realizado con la influencia de técnicas pictóricas occidentales. | Chiyogaike («estanque de Chiyo») es un lugar con una famosa leyenda: en él se quitó la vida la dama Chiyo (siglo XIV), desesperada por la muerte de su marido, el guerrero Nitta Yoshioki. Aquí el artista compone un cuadro idílico con un jardín de cerezos en flor, envuelto en una bruma blanca y rojiza, y por donde transcurren diversos saltos de agua, que desembocan en el estanque. Se ven las figuras de dos damas y una niña en una isla cercana a la orilla. Cabe remarcar el efecto de la sombra de los árboles sobre el agua, raras veces tratado por Hiroshige, y realizado con la influencia de técnicas pictóricas occidentales. | Chiyogaike («estanque de Chiyo») es un lugar con una famosa leyenda: en él se quitó la vida la dama Chiyo (siglo XIV), desesperada por la muerte de su marido, el guerrero Nitta Yoshioki. Aquí el artista compone un cuadro idílico con un jardín de cerezos en flor, envuelto en una bruma blanca y rojiza, y por donde transcurren diversos saltos de agua, que desembocan en el estanque. Se ven las figuras de dos damas y una niña en una isla cercana a la orilla. Cabe remarcar el efecto de la sombra de los árboles sobre el agua, raras veces tratado por Hiroshige, y realizado con la influencia de técnicas pictóricas occidentales. |
|           | 24. El nuevo Monte Fuji en Meguro (目黒新富士 Meguro Shin-Fuji?) (4-1857) | 24. El nuevo Monte Fuji en Meguro (目黒新富士 Meguro Shin-Fuji?) (4-1857) | 24. El nuevo Monte Fuji en Meguro (目黒新富士 Meguro Shin-Fuji?) (4-1857) | El título hace referencia a una réplica del Monte Fuji, realizada en 1829 en unos terrenos de Kondō Jūzō, un vasallo del shōgun. Esta costumbre se inició en 1780 con la primera copia en Takata-chō, y respondía al culto a la montaña sagrada (Fuji shinkō). En la parte inferior serpentean las aguas del acueducto de Mita, entre verdes praderas y cerezos en flor. Varias personas pasean por los jardines, mientras otras ascienden por un camino a la colina y varias más se encuentran ya en la cima, disfrutando del panorama. En término medio se extienden amplios campos y bosques, cubiertos por una niebla rosa y amarilla, mientras al fondo destaca el auténtico monte Fuji. El cielo es también de un rosa pálido, sugiriendo una hora temprana. | El título hace referencia a una réplica del Monte Fuji, realizada en 1829 en unos terrenos de Kondō Jūzō, un vasallo del shōgun. Esta costumbre se inició en 1780 con la primera copia en Takata-chō, y respondía al culto a la montaña sagrada (Fuji shinkō). En la parte inferior serpentean las aguas del acueducto de Mita, entre verdes praderas y cerezos en flor. Varias personas pasean por los jardines, mientras otras ascienden por un camino a la colina y varias más se encuentran ya en la cima, disfrutando del panorama. En término medio se extienden amplios campos y bosques, cubiertos por una niebla rosa y amarilla, mientras al fondo destaca el auténtico monte Fuji. El cielo es también de un rosa pálido, sugiriendo una hora temprana. | El título hace referencia a una réplica del Monte Fuji, realizada en 1829 en unos terrenos de Kondō Jūzō, un vasallo del shōgun. Esta costumbre se inició en 1780 con la primera copia en Takata-chō, y respondía al culto a la montaña sagrada (Fuji shinkō). En la parte inferior serpentean las aguas del acueducto de Mita, entre verdes praderas y cerezos en flor. Varias personas pasean por los jardines, mientras otras ascienden por un camino a la colina y varias más se encuentran ya en la cima, disfrutando del panorama. En término medio se extienden amplios campos y bosques, cubiertos por una niebla rosa y amarilla, mientras al fondo destaca el auténtico monte Fuji. El cielo es también de un rosa pálido, sugiriendo una hora temprana. | El título hace referencia a una réplica del Monte Fuji, realizada en 1829 en unos terrenos de Kondō Jūzō, un vasallo del shōgun. Esta costumbre se inició en 1780 con la primera copia en Takata-chō, y respondía al culto a la montaña sagrada (Fuji shinkō). En la parte inferior serpentean las aguas del acueducto de Mita, entre verdes praderas y cerezos en flor. Varias personas pasean por los jardines, mientras otras ascienden por un camino a la colina y varias más se encuentran ya en la cima, disfrutando del panorama. En término medio se extienden amplios campos y bosques, cubiertos por una niebla rosa y amarilla, mientras al fondo destaca el auténtico monte Fuji. El cielo es también de un rosa pálido, sugiriendo una hora temprana. | El título hace referencia a una réplica del Monte Fuji, realizada en 1829 en unos terrenos de Kondō Jūzō, un vasallo del shōgun. Esta costumbre se inició en 1780 con la primera copia en Takata-chō, y respondía al culto a la montaña sagrada (Fuji shinkō). En la parte inferior serpentean las aguas del acueducto de Mita, entre verdes praderas y cerezos en flor. Varias personas pasean por los jardines, mientras otras ascienden por un camino a la colina y varias más se encuentran ya en la cima, disfrutando del panorama. En término medio se extienden amplios campos y bosques, cubiertos por una niebla rosa y amarilla, mientras al fondo destaca el auténtico monte Fuji. El cielo es también de un rosa pálido, sugiriendo una hora temprana. | El título hace referencia a una réplica del Monte Fuji, realizada en 1829 en unos terrenos de Kondō Jūzō, un vasallo del shōgun. Esta costumbre se inició en 1780 con la primera copia en Takata-chō, y respondía al culto a la montaña sagrada (Fuji shinkō). En la parte inferior serpentean las aguas del acueducto de Mita, entre verdes praderas y cerezos en flor. Varias personas pasean por los jardines, mientras otras ascienden por un camino a la colina y varias más se encuentran ya en la cima, disfrutando del panorama. En término medio se extienden amplios campos y bosques, cubiertos por una niebla rosa y amarilla, mientras al fondo destaca el auténtico monte Fuji. El cielo es también de un rosa pálido, sugiriendo una hora temprana. |
|           | 25. El Fuji original en Meguro (目黒元不二 Meguro Moto-Fuji?) (4-1857) | 25. El Fuji original en Meguro (目黒元不二 Meguro Moto-Fuji?) (4-1857) | 25. El Fuji original en Meguro (目黒元不二 Meguro Moto-Fuji?) (4-1857) | Esta es una visión análoga a la lámina anterior, donde el monte Fuji se ve desde una ladera de su falsa réplica. Esta imitación no es la misma que la anterior, sino una de 12 metros de altura erigida en 1812, y que por ser la primera era llamada «original». La vertiente de la colina domina el lado derecho e inferior de la estampa, de donde surge un alto pino cuyas ramas ocupan toda la parte superior derecha. Estos elementos dan paso a un plano medio con un jardín de cerezos donde un grupo de gente efectúa un pícnic campestre, mientras en el horizonte se yergue el majestuoso volcán considerado como un dios por los japoneses. Hay que remarcar que los cerezos no están en flor, sino que tienen hojas otoñales, confeccionadas en color tan (cinabrio); sin embargo, por su conexión temática con la estampa anterior fue englobada dentro del conjunto dedicado a la primavera. El cielo tiene una sutil gradación desde el tono rojizo, pasando por el blanco y el amarillo, hasta un límpido azul que se vuelve más oscuro en la parte superior. | Esta es una visión análoga a la lámina anterior, donde el monte Fuji se ve desde una ladera de su falsa réplica. Esta imitación no es la misma que la anterior, sino una de 12 metros de altura erigida en 1812, y que por ser la primera era llamada «original». La vertiente de la colina domina el lado derecho e inferior de la estampa, de donde surge un alto pino cuyas ramas ocupan toda la parte superior derecha. Estos elementos dan paso a un plano medio con un jardín de cerezos donde un grupo de gente efectúa un pícnic campestre, mientras en el horizonte se yergue el majestuoso volcán considerado como un dios por los japoneses. Hay que remarcar que los cerezos no están en flor, sino que tienen hojas otoñales, confeccionadas en color tan (cinabrio); sin embargo, por su conexión temática con la estampa anterior fue englobada dentro del conjunto dedicado a la primavera. El cielo tiene una sutil gradación desde el tono rojizo, pasando por el blanco y el amarillo, hasta un límpido azul que se vuelve más oscuro en la parte superior. | Esta es una visión análoga a la lámina anterior, donde el monte Fuji se ve desde una ladera de su falsa réplica. Esta imitación no es la misma que la anterior, sino una de 12 metros de altura erigida en 1812, y que por ser la primera era llamada «original». La vertiente de la colina domina el lado derecho e inferior de la estampa, de donde surge un alto pino cuyas ramas ocupan toda la parte superior derecha. Estos elementos dan paso a un plano medio con un jardín de cerezos donde un grupo de gente efectúa un pícnic campestre, mientras en el horizonte se yergue el majestuoso volcán considerado como un dios por los japoneses. Hay que remarcar que los cerezos no están en flor, sino que tienen hojas otoñales, confeccionadas en color tan (cinabrio); sin embargo, por su conexión temática con la estampa anterior fue englobada dentro del conjunto dedicado a la primavera. El cielo tiene una sutil gradación desde el tono rojizo, pasando por el blanco y el amarillo, hasta un límpido azul que se vuelve más oscuro en la parte superior. | Esta es una visión análoga a la lámina anterior, donde el monte Fuji se ve desde una ladera de su falsa réplica. Esta imitación no es la misma que la anterior, sino una de 12 metros de altura erigida en 1812, y que por ser la primera era llamada «original». La vertiente de la colina domina el lado derecho e inferior de la estampa, de donde surge un alto pino cuyas ramas ocupan toda la parte superior derecha. Estos elementos dan paso a un plano medio con un jardín de cerezos donde un grupo de gente efectúa un pícnic campestre, mientras en el horizonte se yergue el majestuoso volcán considerado como un dios por los japoneses. Hay que remarcar que los cerezos no están en flor, sino que tienen hojas otoñales, confeccionadas en color tan (cinabrio); sin embargo, por su conexión temática con la estampa anterior fue englobada dentro del conjunto dedicado a la primavera. El cielo tiene una sutil gradación desde el tono rojizo, pasando por el blanco y el amarillo, hasta un límpido azul que se vuelve más oscuro en la parte superior. | Esta es una visión análoga a la lámina anterior, donde el monte Fuji se ve desde una ladera de su falsa réplica. Esta imitación no es la misma que la anterior, sino una de 12 metros de altura erigida en 1812, y que por ser la primera era llamada «original». La vertiente de la colina domina el lado derecho e inferior de la estampa, de donde surge un alto pino cuyas ramas ocupan toda la parte superior derecha. Estos elementos dan paso a un plano medio con un jardín de cerezos donde un grupo de gente efectúa un pícnic campestre, mientras en el horizonte se yergue el majestuoso volcán considerado como un dios por los japoneses. Hay que remarcar que los cerezos no están en flor, sino que tienen hojas otoñales, confeccionadas en color tan (cinabrio); sin embargo, por su conexión temática con la estampa anterior fue englobada dentro del conjunto dedicado a la primavera. El cielo tiene una sutil gradación desde el tono rojizo, pasando por el blanco y el amarillo, hasta un límpido azul que se vuelve más oscuro en la parte superior. | Esta es una visión análoga a la lámina anterior, donde el monte Fuji se ve desde una ladera de su falsa réplica. Esta imitación no es la misma que la anterior, sino una de 12 metros de altura erigida en 1812, y que por ser la primera era llamada «original». La vertiente de la colina domina el lado derecho e inferior de la estampa, de donde surge un alto pino cuyas ramas ocupan toda la parte superior derecha. Estos elementos dan paso a un plano medio con un jardín de cerezos donde un grupo de gente efectúa un pícnic campestre, mientras en el horizonte se yergue el majestuoso volcán considerado como un dios por los japoneses. Hay que remarcar que los cerezos no están en flor, sino que tienen hojas otoñales, confeccionadas en color tan (cinabrio); sin embargo, por su conexión temática con la estampa anterior fue englobada dentro del conjunto dedicado a la primavera. El cielo tiene una sutil gradación desde el tono rojizo, pasando por el blanco y el amarillo, hasta un límpido azul que se vuelve más oscuro en la parte superior. |
|           | 26. El «pino para colgar una armadura» y la cuesta de Hakkeizaka (八景坂鎧掛松 Hakkeizaka yoroikakematsu?) (5-1856) | 26. El «pino para colgar una armadura» y la cuesta de Hakkeizaka (八景坂鎧掛松 Hakkeizaka yoroikakematsu?) (5-1856) | 26. El «pino para colgar una armadura» y la cuesta de Hakkeizaka (八景坂鎧掛松 Hakkeizaka yoroikakematsu?) (5-1856) | Hakkeizaka («cuesta de las ocho vistas») era una famosa loma situada sobre la bahía de Edo, desde donde se podían contemplar ocho panorámicas de bellos paisajes de los alrededores. El nombre proviene de las Ocho vistas de Xiao y Xiang (en japonés Shōshō hakkei), un famoso tema poético introducido en el siglo XIV que servía de base iconográfica para la representación de paisajes pintorescos. Sobre la loma se situaba un pino de curiosa forma: según la leyenda, el guerrero Minamoto no Yoshiie colgó su armadura en este árbol, antes de someter a un clan rival en la provincia de Mutsu (actual prefectura de Aomori). El pino domina toda la parte central de la composición, sobre la bahía donde navegan varios veleros. En la línea de la costa se sitúa el Tōkaidō, el camino de Edo a Kyōto, que era muy transitado, como se puede ver en la lámina. Alrededor del pino se sitúan varias figuras más, que contemplan el panorama mientras toman té o sake. | Hakkeizaka («cuesta de las ocho vistas») era una famosa loma situada sobre la bahía de Edo, desde donde se podían contemplar ocho panorámicas de bellos paisajes de los alrededores. El nombre proviene de las Ocho vistas de Xiao y Xiang (en japonés Shōshō hakkei), un famoso tema poético introducido en el siglo XIV que servía de base iconográfica para la representación de paisajes pintorescos. Sobre la loma se situaba un pino de curiosa forma: según la leyenda, el guerrero Minamoto no Yoshiie colgó su armadura en este árbol, antes de someter a un clan rival en la provincia de Mutsu (actual prefectura de Aomori). El pino domina toda la parte central de la composición, sobre la bahía donde navegan varios veleros. En la línea de la costa se sitúa el Tōkaidō, el camino de Edo a Kyōto, que era muy transitado, como se puede ver en la lámina. Alrededor del pino se sitúan varias figuras más, que contemplan el panorama mientras toman té o sake. | Hakkeizaka («cuesta de las ocho vistas») era una famosa loma situada sobre la bahía de Edo, desde donde se podían contemplar ocho panorámicas de bellos paisajes de los alrededores. El nombre proviene de las Ocho vistas de Xiao y Xiang (en japonés Shōshō hakkei), un famoso tema poético introducido en el siglo XIV que servía de base iconográfica para la representación de paisajes pintorescos. Sobre la loma se situaba un pino de curiosa forma: según la leyenda, el guerrero Minamoto no Yoshiie colgó su armadura en este árbol, antes de someter a un clan rival en la provincia de Mutsu (actual prefectura de Aomori). El pino domina toda la parte central de la composición, sobre la bahía donde navegan varios veleros. En la línea de la costa se sitúa el Tōkaidō, el camino de Edo a Kyōto, que era muy transitado, como se puede ver en la lámina. Alrededor del pino se sitúan varias figuras más, que contemplan el panorama mientras toman té o sake. | Hakkeizaka («cuesta de las ocho vistas») era una famosa loma situada sobre la bahía de Edo, desde donde se podían contemplar ocho panorámicas de bellos paisajes de los alrededores. El nombre proviene de las Ocho vistas de Xiao y Xiang (en japonés Shōshō hakkei), un famoso tema poético introducido en el siglo XIV que servía de base iconográfica para la representación de paisajes pintorescos. Sobre la loma se situaba un pino de curiosa forma: según la leyenda, el guerrero Minamoto no Yoshiie colgó su armadura en este árbol, antes de someter a un clan rival en la provincia de Mutsu (actual prefectura de Aomori). El pino domina toda la parte central de la composición, sobre la bahía donde navegan varios veleros. En la línea de la costa se sitúa el Tōkaidō, el camino de Edo a Kyōto, que era muy transitado, como se puede ver en la lámina. Alrededor del pino se sitúan varias figuras más, que contemplan el panorama mientras toman té o sake. | Hakkeizaka («cuesta de las ocho vistas») era una famosa loma situada sobre la bahía de Edo, desde donde se podían contemplar ocho panorámicas de bellos paisajes de los alrededores. El nombre proviene de las Ocho vistas de Xiao y Xiang (en japonés Shōshō hakkei), un famoso tema poético introducido en el siglo XIV que servía de base iconográfica para la representación de paisajes pintorescos. Sobre la loma se situaba un pino de curiosa forma: según la leyenda, el guerrero Minamoto no Yoshiie colgó su armadura en este árbol, antes de someter a un clan rival en la provincia de Mutsu (actual prefectura de Aomori). El pino domina toda la parte central de la composición, sobre la bahía donde navegan varios veleros. En la línea de la costa se sitúa el Tōkaidō, el camino de Edo a Kyōto, que era muy transitado, como se puede ver en la lámina. Alrededor del pino se sitúan varias figuras más, que contemplan el panorama mientras toman té o sake. | Hakkeizaka («cuesta de las ocho vistas») era una famosa loma situada sobre la bahía de Edo, desde donde se podían contemplar ocho panorámicas de bellos paisajes de los alrededores. El nombre proviene de las Ocho vistas de Xiao y Xiang (en japonés Shōshō hakkei), un famoso tema poético introducido en el siglo XIV que servía de base iconográfica para la representación de paisajes pintorescos. Sobre la loma se situaba un pino de curiosa forma: según la leyenda, el guerrero Minamoto no Yoshiie colgó su armadura en este árbol, antes de someter a un clan rival en la provincia de Mutsu (actual prefectura de Aomori). El pino domina toda la parte central de la composición, sobre la bahía donde navegan varios veleros. En la línea de la costa se sitúa el Tōkaidō, el camino de Edo a Kyōto, que era muy transitado, como se puede ver en la lámina. Alrededor del pino se sitúan varias figuras más, que contemplan el panorama mientras toman té o sake. |
|           | 27. Jardín de ciruelos en Kamada (大田区蒲田 Kamada no umezono?) (2-1857) | 27. Jardín de ciruelos en Kamada (大田区蒲田 Kamada no umezono?) (2-1857) | 27. Jardín de ciruelos en Kamada (大田区蒲田 Kamada no umezono?) (2-1857) | Esta es una de las más bellas láminas de la serie, sobre todo por su tratamiento atmosférico y su exquisita paleta de colores para el cielo, desde el rosa blanquecino hasta el rojo oscuro, pasando por todas las gradaciones de estos colores, mostrando un amanecer lírico y evocador. La escena se desarrolla en un jardín de ciruelos, florecidos con sus delicadas flores blancas. Se ve en el medio fondo varios pabellones y personas paseando, mientras que en el lado derecho aparece recortado un palanquín, muestra del gusto del pintor por los elementos anecdóticos y las perspectivas inusuales. Esta estampa fue muy admirada en Occidente, especialmente por los impresionistas. | Esta es una de las más bellas láminas de la serie, sobre todo por su tratamiento atmosférico y su exquisita paleta de colores para el cielo, desde el rosa blanquecino hasta el rojo oscuro, pasando por todas las gradaciones de estos colores, mostrando un amanecer lírico y evocador. La escena se desarrolla en un jardín de ciruelos, florecidos con sus delicadas flores blancas. Se ve en el medio fondo varios pabellones y personas paseando, mientras que en el lado derecho aparece recortado un palanquín, muestra del gusto del pintor por los elementos anecdóticos y las perspectivas inusuales. Esta estampa fue muy admirada en Occidente, especialmente por los impresionistas. | Esta es una de las más bellas láminas de la serie, sobre todo por su tratamiento atmosférico y su exquisita paleta de colores para el cielo, desde el rosa blanquecino hasta el rojo oscuro, pasando por todas las gradaciones de estos colores, mostrando un amanecer lírico y evocador. La escena se desarrolla en un jardín de ciruelos, florecidos con sus delicadas flores blancas. Se ve en el medio fondo varios pabellones y personas paseando, mientras que en el lado derecho aparece recortado un palanquín, muestra del gusto del pintor por los elementos anecdóticos y las perspectivas inusuales. Esta estampa fue muy admirada en Occidente, especialmente por los impresionistas. | Esta es una de las más bellas láminas de la serie, sobre todo por su tratamiento atmosférico y su exquisita paleta de colores para el cielo, desde el rosa blanquecino hasta el rojo oscuro, pasando por todas las gradaciones de estos colores, mostrando un amanecer lírico y evocador. La escena se desarrolla en un jardín de ciruelos, florecidos con sus delicadas flores blancas. Se ve en el medio fondo varios pabellones y personas paseando, mientras que en el lado derecho aparece recortado un palanquín, muestra del gusto del pintor por los elementos anecdóticos y las perspectivas inusuales. Esta estampa fue muy admirada en Occidente, especialmente por los impresionistas. | Esta es una de las más bellas láminas de la serie, sobre todo por su tratamiento atmosférico y su exquisita paleta de colores para el cielo, desde el rosa blanquecino hasta el rojo oscuro, pasando por todas las gradaciones de estos colores, mostrando un amanecer lírico y evocador. La escena se desarrolla en un jardín de ciruelos, florecidos con sus delicadas flores blancas. Se ve en el medio fondo varios pabellones y personas paseando, mientras que en el lado derecho aparece recortado un palanquín, muestra del gusto del pintor por los elementos anecdóticos y las perspectivas inusuales. Esta estampa fue muy admirada en Occidente, especialmente por los impresionistas. | Esta es una de las más bellas láminas de la serie, sobre todo por su tratamiento atmosférico y su exquisita paleta de colores para el cielo, desde el rosa blanquecino hasta el rojo oscuro, pasando por todas las gradaciones de estos colores, mostrando un amanecer lírico y evocador. La escena se desarrolla en un jardín de ciruelos, florecidos con sus delicadas flores blancas. Se ve en el medio fondo varios pabellones y personas paseando, mientras que en el lado derecho aparece recortado un palanquín, muestra del gusto del pintor por los elementos anecdóticos y las perspectivas inusuales. Esta estampa fue muy admirada en Occidente, especialmente por los impresionistas. |
|           | 28. La colina del palacio en Shinagawa (品川御殿やま Shinagawa Gotenyama?) (4-1856) | 28. La colina del palacio en Shinagawa (品川御殿やま Shinagawa Gotenyama?) (4-1856) | 28. La colina del palacio en Shinagawa (品川御殿やま Shinagawa Gotenyama?) (4-1856) | Gotenyama («Colina del palacio») estaba junto al antiguo Palacio de Edo, construido en 1457 por Ōta Dōkan y que fue casa de campo del shōgun hasta el siglo XVII, cuando el palacio fue destruido por un incendio. Era uno de los lugares más famosos para contemplar los cerezos en flor, como se puede ver a lo alto de la colina, donde hay numerosos visitantes, mientras que varias personas más ascienden por el camino que conduce a lo alto de la loma. En la parte inferior transcurre un río, con un pequeño puente por donde cruzan dos damas. En las laderas de la colina se ven las cicatrices causadas en el terreno por la extracción de piedra para las fortificaciones erigidas a toda prisa en 1853 tras la llegada del comodoro Matthew Perry. | Gotenyama («Colina del palacio») estaba junto al antiguo Palacio de Edo, construido en 1457 por Ōta Dōkan y que fue casa de campo del shōgun hasta el siglo XVII, cuando el palacio fue destruido por un incendio. Era uno de los lugares más famosos para contemplar los cerezos en flor, como se puede ver a lo alto de la colina, donde hay numerosos visitantes, mientras que varias personas más ascienden por el camino que conduce a lo alto de la loma. En la parte inferior transcurre un río, con un pequeño puente por donde cruzan dos damas. En las laderas de la colina se ven las cicatrices causadas en el terreno por la extracción de piedra para las fortificaciones erigidas a toda prisa en 1853 tras la llegada del comodoro Matthew Perry. | Gotenyama («Colina del palacio») estaba junto al antiguo Palacio de Edo, construido en 1457 por Ōta Dōkan y que fue casa de campo del shōgun hasta el siglo XVII, cuando el palacio fue destruido por un incendio. Era uno de los lugares más famosos para contemplar los cerezos en flor, como se puede ver a lo alto de la colina, donde hay numerosos visitantes, mientras que varias personas más ascienden por el camino que conduce a lo alto de la loma. En la parte inferior transcurre un río, con un pequeño puente por donde cruzan dos damas. En las laderas de la colina se ven las cicatrices causadas en el terreno por la extracción de piedra para las fortificaciones erigidas a toda prisa en 1853 tras la llegada del comodoro Matthew Perry. | Gotenyama («Colina del palacio») estaba junto al antiguo Palacio de Edo, construido en 1457 por Ōta Dōkan y que fue casa de campo del shōgun hasta el siglo XVII, cuando el palacio fue destruido por un incendio. Era uno de los lugares más famosos para contemplar los cerezos en flor, como se puede ver a lo alto de la colina, donde hay numerosos visitantes, mientras que varias personas más ascienden por el camino que conduce a lo alto de la loma. En la parte inferior transcurre un río, con un pequeño puente por donde cruzan dos damas. En las laderas de la colina se ven las cicatrices causadas en el terreno por la extracción de piedra para las fortificaciones erigidas a toda prisa en 1853 tras la llegada del comodoro Matthew Perry. | Gotenyama («Colina del palacio») estaba junto al antiguo Palacio de Edo, construido en 1457 por Ōta Dōkan y que fue casa de campo del shōgun hasta el siglo XVII, cuando el palacio fue destruido por un incendio. Era uno de los lugares más famosos para contemplar los cerezos en flor, como se puede ver a lo alto de la colina, donde hay numerosos visitantes, mientras que varias personas más ascienden por el camino que conduce a lo alto de la loma. En la parte inferior transcurre un río, con un pequeño puente por donde cruzan dos damas. En las laderas de la colina se ven las cicatrices causadas en el terreno por la extracción de piedra para las fortificaciones erigidas a toda prisa en 1853 tras la llegada del comodoro Matthew Perry. | Gotenyama («Colina del palacio») estaba junto al antiguo Palacio de Edo, construido en 1457 por Ōta Dōkan y que fue casa de campo del shōgun hasta el siglo XVII, cuando el palacio fue destruido por un incendio. Era uno de los lugares más famosos para contemplar los cerezos en flor, como se puede ver a lo alto de la colina, donde hay numerosos visitantes, mientras que varias personas más ascienden por el camino que conduce a lo alto de la loma. En la parte inferior transcurre un río, con un pequeño puente por donde cruzan dos damas. En las laderas de la colina se ven las cicatrices causadas en el terreno por la extracción de piedra para las fortificaciones erigidas a toda prisa en 1853 tras la llegada del comodoro Matthew Perry. |
|           | 29. El santuario de Moto-Hachiman en Sunamura (砂むら元八まん Sunamura Moto-Hachiman?) (4-1856) | 29. El santuario de Moto-Hachiman en Sunamura (砂むら元八まん Sunamura Moto-Hachiman?) (4-1856) | 29. El santuario de Moto-Hachiman en Sunamura (砂むら元八まん Sunamura Moto-Hachiman?) (4-1856) | Del santuario del título solo se puede ver un torii (arco sagrado), en la esquina inferior derecha, mientras que se percibe a vista de pájaro un amplio paisaje con un dique que atraviesa diagonalmente la parte inferior, así como la bahía de Edo surcada de veleros en la superior. La vegetación está compuesta nuevamente de cerezos en flor y altos pinos, así como extensos juncales en la zona adyacente a la bahía. Sunamura era una zona recientemente drenada para aprovechar un terreno antes pantanoso, debido al rápido crecimiento de la ciudad; actualmente forma parte del distrito Kōtō-ku de la capital. Esta lámina revela cierta influencia de la pintura erudita china, que Hiroshige conoció a través de uno de sus maestros, Ōoka Unpō. | Del santuario del título solo se puede ver un torii (arco sagrado), en la esquina inferior derecha, mientras que se percibe a vista de pájaro un amplio paisaje con un dique que atraviesa diagonalmente la parte inferior, así como la bahía de Edo surcada de veleros en la superior. La vegetación está compuesta nuevamente de cerezos en flor y altos pinos, así como extensos juncales en la zona adyacente a la bahía. Sunamura era una zona recientemente drenada para aprovechar un terreno antes pantanoso, debido al rápido crecimiento de la ciudad; actualmente forma parte del distrito Kōtō-ku de la capital. Esta lámina revela cierta influencia de la pintura erudita china, que Hiroshige conoció a través de uno de sus maestros, Ōoka Unpō. | Del santuario del título solo se puede ver un torii (arco sagrado), en la esquina inferior derecha, mientras que se percibe a vista de pájaro un amplio paisaje con un dique que atraviesa diagonalmente la parte inferior, así como la bahía de Edo surcada de veleros en la superior. La vegetación está compuesta nuevamente de cerezos en flor y altos pinos, así como extensos juncales en la zona adyacente a la bahía. Sunamura era una zona recientemente drenada para aprovechar un terreno antes pantanoso, debido al rápido crecimiento de la ciudad; actualmente forma parte del distrito Kōtō-ku de la capital. Esta lámina revela cierta influencia de la pintura erudita china, que Hiroshige conoció a través de uno de sus maestros, Ōoka Unpō. | Del santuario del título solo se puede ver un torii (arco sagrado), en la esquina inferior derecha, mientras que se percibe a vista de pájaro un amplio paisaje con un dique que atraviesa diagonalmente la parte inferior, así como la bahía de Edo surcada de veleros en la superior. La vegetación está compuesta nuevamente de cerezos en flor y altos pinos, así como extensos juncales en la zona adyacente a la bahía. Sunamura era una zona recientemente drenada para aprovechar un terreno antes pantanoso, debido al rápido crecimiento de la ciudad; actualmente forma parte del distrito Kōtō-ku de la capital. Esta lámina revela cierta influencia de la pintura erudita china, que Hiroshige conoció a través de uno de sus maestros, Ōoka Unpō. | Del santuario del título solo se puede ver un torii (arco sagrado), en la esquina inferior derecha, mientras que se percibe a vista de pájaro un amplio paisaje con un dique que atraviesa diagonalmente la parte inferior, así como la bahía de Edo surcada de veleros en la superior. La vegetación está compuesta nuevamente de cerezos en flor y altos pinos, así como extensos juncales en la zona adyacente a la bahía. Sunamura era una zona recientemente drenada para aprovechar un terreno antes pantanoso, debido al rápido crecimiento de la ciudad; actualmente forma parte del distrito Kōtō-ku de la capital. Esta lámina revela cierta influencia de la pintura erudita china, que Hiroshige conoció a través de uno de sus maestros, Ōoka Unpō. | Del santuario del título solo se puede ver un torii (arco sagrado), en la esquina inferior derecha, mientras que se percibe a vista de pájaro un amplio paisaje con un dique que atraviesa diagonalmente la parte inferior, así como la bahía de Edo surcada de veleros en la superior. La vegetación está compuesta nuevamente de cerezos en flor y altos pinos, así como extensos juncales en la zona adyacente a la bahía. Sunamura era una zona recientemente drenada para aprovechar un terreno antes pantanoso, debido al rápido crecimiento de la ciudad; actualmente forma parte del distrito Kōtō-ku de la capital. Esta lámina revela cierta influencia de la pintura erudita china, que Hiroshige conoció a través de uno de sus maestros, Ōoka Unpō. |
|           | 30. Jardín de ciruelos en Kameido (亀戸梅屋舗 Kameido Umeyashiki?) (11-1857) | 30. Jardín de ciruelos en Kameido (亀戸梅屋舗 Kameido Umeyashiki?) (11-1857) | 30. Jardín de ciruelos en Kameido (亀戸梅屋舗 Kameido Umeyashiki?) (11-1857) | Esta estampa tiene cierta semejanza con la 27, si bien tiene como principal característica la presencia en primer plano de un ciruelo, a través de cuyas ramas se percibe el fondo, nueva muestra del gusto del autor por los encuadres insólitos y los efectos ópticos. Como en la 27, son de remarcar los colores blancos, rosas y rojos del cielo, en una sutil gradación de gran belleza y fuerza visual. El jardín pertenecía al santuario de Kameido Tenjinsha, y el ciruelo representado era famoso por su inusual forma, siendo conocido como Garyūume («dragón en reposo»), y aparecía en todas las guías de Edo; lamentablemente, desapareció en una inundación en 1910. De él se decía en la Relación de los lugares famosos de Edo: «Realmente parece como si hubiera un dragón echado. Ramas que crecen de otras ramas y parecen transformarse en el suelo. La copa del árbol se extiende a derecha e izquierda. El aroma de las flores ensombrece el de las orquídeas, el blanco luminoso de las flores, creciendo apretadas unas junto a otras, ahuyenta el ocaso». Vincent van Gogh realizó una copia de este cuadro en 1887.                                                                                  | Esta estampa tiene cierta semejanza con la 27, si bien tiene como principal característica la presencia en primer plano de un ciruelo, a través de cuyas ramas se percibe el fondo, nueva muestra del gusto del autor por los encuadres insólitos y los efectos ópticos. Como en la 27, son de remarcar los colores blancos, rosas y rojos del cielo, en una sutil gradación de gran belleza y fuerza visual. El jardín pertenecía al santuario de Kameido Tenjinsha, y el ciruelo representado era famoso por su inusual forma, siendo conocido como Garyūume («dragón en reposo»), y aparecía en todas las guías de Edo; lamentablemente, desapareció en una inundación en 1910. De él se decía en la Relación de los lugares famosos de Edo: «Realmente parece como si hubiera un dragón echado. Ramas que crecen de otras ramas y parecen transformarse en el suelo. La copa del árbol se extiende a derecha e izquierda. El aroma de las flores ensombrece el de las orquídeas, el blanco luminoso de las flores, creciendo apretadas unas junto a otras, ahuyenta el ocaso». Vincent van Gogh realizó una copia de este cuadro en 1887.                                                                                  | Esta estampa tiene cierta semejanza con la 27, si bien tiene como principal característica la presencia en primer plano de un ciruelo, a través de cuyas ramas se percibe el fondo, nueva muestra del gusto del autor por los encuadres insólitos y los efectos ópticos. Como en la 27, son de remarcar los colores blancos, rosas y rojos del cielo, en una sutil gradación de gran belleza y fuerza visual. El jardín pertenecía al santuario de Kameido Tenjinsha, y el ciruelo representado era famoso por su inusual forma, siendo conocido como Garyūume («dragón en reposo»), y aparecía en todas las guías de Edo; lamentablemente, desapareció en una inundación en 1910. De él se decía en la Relación de los lugares famosos de Edo: «Realmente parece como si hubiera un dragón echado. Ramas que crecen de otras ramas y parecen transformarse en el suelo. La copa del árbol se extiende a derecha e izquierda. El aroma de las flores ensombrece el de las orquídeas, el blanco luminoso de las flores, creciendo apretadas unas junto a otras, ahuyenta el ocaso». Vincent van Gogh realizó una copia de este cuadro en 1887.                                                                                  | Esta estampa tiene cierta semejanza con la 27, si bien tiene como principal característica la presencia en primer plano de un ciruelo, a través de cuyas ramas se percibe el fondo, nueva muestra del gusto del autor por los encuadres insólitos y los efectos ópticos. Como en la 27, son de remarcar los colores blancos, rosas y rojos del cielo, en una sutil gradación de gran belleza y fuerza visual. El jardín pertenecía al santuario de Kameido Tenjinsha, y el ciruelo representado era famoso por su inusual forma, siendo conocido como Garyūume («dragón en reposo»), y aparecía en todas las guías de Edo; lamentablemente, desapareció en una inundación en 1910. De él se decía en la Relación de los lugares famosos de Edo: «Realmente parece como si hubiera un dragón echado. Ramas que crecen de otras ramas y parecen transformarse en el suelo. La copa del árbol se extiende a derecha e izquierda. El aroma de las flores ensombrece el de las orquídeas, el blanco luminoso de las flores, creciendo apretadas unas junto a otras, ahuyenta el ocaso». Vincent van Gogh realizó una copia de este cuadro en 1887.                                                                                  | Esta estampa tiene cierta semejanza con la 27, si bien tiene como principal característica la presencia en primer plano de un ciruelo, a través de cuyas ramas se percibe el fondo, nueva muestra del gusto del autor por los encuadres insólitos y los efectos ópticos. Como en la 27, son de remarcar los colores blancos, rosas y rojos del cielo, en una sutil gradación de gran belleza y fuerza visual. El jardín pertenecía al santuario de Kameido Tenjinsha, y el ciruelo representado era famoso por su inusual forma, siendo conocido como Garyūume («dragón en reposo»), y aparecía en todas las guías de Edo; lamentablemente, desapareció en una inundación en 1910. De él se decía en la Relación de los lugares famosos de Edo: «Realmente parece como si hubiera un dragón echado. Ramas que crecen de otras ramas y parecen transformarse en el suelo. La copa del árbol se extiende a derecha e izquierda. El aroma de las flores ensombrece el de las orquídeas, el blanco luminoso de las flores, creciendo apretadas unas junto a otras, ahuyenta el ocaso». Vincent van Gogh realizó una copia de este cuadro en 1887.                                                                                  | Esta estampa tiene cierta semejanza con la 27, si bien tiene como principal característica la presencia en primer plano de un ciruelo, a través de cuyas ramas se percibe el fondo, nueva muestra del gusto del autor por los encuadres insólitos y los efectos ópticos. Como en la 27, son de remarcar los colores blancos, rosas y rojos del cielo, en una sutil gradación de gran belleza y fuerza visual. El jardín pertenecía al santuario de Kameido Tenjinsha, y el ciruelo representado era famoso por su inusual forma, siendo conocido como Garyūume («dragón en reposo»), y aparecía en todas las guías de Edo; lamentablemente, desapareció en una inundación en 1910. De él se decía en la Relación de los lugares famosos de Edo: «Realmente parece como si hubiera un dragón echado. Ramas que crecen de otras ramas y parecen transformarse en el suelo. La copa del árbol se extiende a derecha e izquierda. El aroma de las flores ensombrece el de las orquídeas, el blanco luminoso de las flores, creciendo apretadas unas junto a otras, ahuyenta el ocaso». Vincent van Gogh realizó una copia de este cuadro en 1887.                                                                                  |
|           | 31. El santuario de Azuma no mori y el alcanforero entrelazado (吾嬬の森連理の梓 Azuma no mori renri no azusa?) (7-1856) | 31. El santuario de Azuma no mori y el alcanforero entrelazado (吾嬬の森連理の梓 Azuma no mori renri no azusa?) (7-1856) | 31. El santuario de Azuma no mori y el alcanforero entrelazado (吾嬬の森連理の梓 Azuma no mori renri no azusa?) (7-1856) | El alcanforero del título aparece en el plano medio, elevándose a gran altura sobre el resto de árboles hacia el cielo, por donde transcurre una bandada de pájaros. Sus dos copas eran consideradas como representaciones de ambos sexos, el masculino y el femenino. Era un árbol mítico, símbolo del príncipe Yamatotakeru y su esposa Ototachibana Hime. Según la leyenda, el padre del príncipe, el emperador Keikō, envió a su hijo a luchar al norte, pero por su violencia despertó la ira de los dioses, quienes enviaron una tempestad para hundir el barco en el que viajaba. Pero entonces la princesa se arrojó al mar, salvando con su sacrificio al príncipe, que plantó unos palillos de alcanforero en su tumba. El santuario de Azuma se vislumbra apenas en la densidad del bosque, destacando por la intensidad del color amarillo el camino que conduce al santuario. | El alcanforero del título aparece en el plano medio, elevándose a gran altura sobre el resto de árboles hacia el cielo, por donde transcurre una bandada de pájaros. Sus dos copas eran consideradas como representaciones de ambos sexos, el masculino y el femenino. Era un árbol mítico, símbolo del príncipe Yamatotakeru y su esposa Ototachibana Hime. Según la leyenda, el padre del príncipe, el emperador Keikō, envió a su hijo a luchar al norte, pero por su violencia despertó la ira de los dioses, quienes enviaron una tempestad para hundir el barco en el que viajaba. Pero entonces la princesa se arrojó al mar, salvando con su sacrificio al príncipe, que plantó unos palillos de alcanforero en su tumba. El santuario de Azuma se vislumbra apenas en la densidad del bosque, destacando por la intensidad del color amarillo el camino que conduce al santuario. | El alcanforero del título aparece en el plano medio, elevándose a gran altura sobre el resto de árboles hacia el cielo, por donde transcurre una bandada de pájaros. Sus dos copas eran consideradas como representaciones de ambos sexos, el masculino y el femenino. Era un árbol mítico, símbolo del príncipe Yamatotakeru y su esposa Ototachibana Hime. Según la leyenda, el padre del príncipe, el emperador Keikō, envió a su hijo a luchar al norte, pero por su violencia despertó la ira de los dioses, quienes enviaron una tempestad para hundir el barco en el que viajaba. Pero entonces la princesa se arrojó al mar, salvando con su sacrificio al príncipe, que plantó unos palillos de alcanforero en su tumba. El santuario de Azuma se vislumbra apenas en la densidad del bosque, destacando por la intensidad del color amarillo el camino que conduce al santuario. | El alcanforero del título aparece en el plano medio, elevándose a gran altura sobre el resto de árboles hacia el cielo, por donde transcurre una bandada de pájaros. Sus dos copas eran consideradas como representaciones de ambos sexos, el masculino y el femenino. Era un árbol mítico, símbolo del príncipe Yamatotakeru y su esposa Ototachibana Hime. Según la leyenda, el padre del príncipe, el emperador Keikō, envió a su hijo a luchar al norte, pero por su violencia despertó la ira de los dioses, quienes enviaron una tempestad para hundir el barco en el que viajaba. Pero entonces la princesa se arrojó al mar, salvando con su sacrificio al príncipe, que plantó unos palillos de alcanforero en su tumba. El santuario de Azuma se vislumbra apenas en la densidad del bosque, destacando por la intensidad del color amarillo el camino que conduce al santuario. | El alcanforero del título aparece en el plano medio, elevándose a gran altura sobre el resto de árboles hacia el cielo, por donde transcurre una bandada de pájaros. Sus dos copas eran consideradas como representaciones de ambos sexos, el masculino y el femenino. Era un árbol mítico, símbolo del príncipe Yamatotakeru y su esposa Ototachibana Hime. Según la leyenda, el padre del príncipe, el emperador Keikō, envió a su hijo a luchar al norte, pero por su violencia despertó la ira de los dioses, quienes enviaron una tempestad para hundir el barco en el que viajaba. Pero entonces la princesa se arrojó al mar, salvando con su sacrificio al príncipe, que plantó unos palillos de alcanforero en su tumba. El santuario de Azuma se vislumbra apenas en la densidad del bosque, destacando por la intensidad del color amarillo el camino que conduce al santuario. | El alcanforero del título aparece en el plano medio, elevándose a gran altura sobre el resto de árboles hacia el cielo, por donde transcurre una bandada de pájaros. Sus dos copas eran consideradas como representaciones de ambos sexos, el masculino y el femenino. Era un árbol mítico, símbolo del príncipe Yamatotakeru y su esposa Ototachibana Hime. Según la leyenda, el padre del príncipe, el emperador Keikō, envió a su hijo a luchar al norte, pero por su violencia despertó la ira de los dioses, quienes enviaron una tempestad para hundir el barco en el que viajaba. Pero entonces la princesa se arrojó al mar, salvando con su sacrificio al príncipe, que plantó unos palillos de alcanforero en su tumba. El santuario de Azuma se vislumbra apenas en la densidad del bosque, destacando por la intensidad del color amarillo el camino que conduce al santuario. |
|           | 32. La isla de Yanagishima (柳しま Yanagishima?) (4-1857) | 32. La isla de Yanagishima (柳しま Yanagishima?) (4-1857) | 32. La isla de Yanagishima (柳しま Yanagishima?) (4-1857) | La isla de Yanagishima («Isla de los sauces») se encuentra en el noreste de Edo, a orillas del río Sumida. Se llega allí a través del Puente Yanagibashi («Puente del sauce»), de forma abombada, a cuyos pies se encuentra el restaurante Hashimotoya («al pie del puente»), que se ve claramente iluminado. Al lado aparece con el típico color rojo de los templos el pabellón Myōkendō del templo Nichiren Hōshōji, famoso por su imagen del bodhisattva Myōken, que se invocaba contra los incendios y para obtener riqueza y larga vida. El gran pintor Katsushika Hokusai era un gran devoto de este templo. En la parte inferior de la isla se ve un embarcadero que daba acceso fluvial al terreno del templo. En la lejanía, entre la niebla, se distingue la figura del monte Tsukubasan. | La isla de Yanagishima («Isla de los sauces») se encuentra en el noreste de Edo, a orillas del río Sumida. Se llega allí a través del Puente Yanagibashi («Puente del sauce»), de forma abombada, a cuyos pies se encuentra el restaurante Hashimotoya («al pie del puente»), que se ve claramente iluminado. Al lado aparece con el típico color rojo de los templos el pabellón Myōkendō del templo Nichiren Hōshōji, famoso por su imagen del bodhisattva Myōken, que se invocaba contra los incendios y para obtener riqueza y larga vida. El gran pintor Katsushika Hokusai era un gran devoto de este templo. En la parte inferior de la isla se ve un embarcadero que daba acceso fluvial al terreno del templo. En la lejanía, entre la niebla, se distingue la figura del monte Tsukubasan. | La isla de Yanagishima («Isla de los sauces») se encuentra en el noreste de Edo, a orillas del río Sumida. Se llega allí a través del Puente Yanagibashi («Puente del sauce»), de forma abombada, a cuyos pies se encuentra el restaurante Hashimotoya («al pie del puente»), que se ve claramente iluminado. Al lado aparece con el típico color rojo de los templos el pabellón Myōkendō del templo Nichiren Hōshōji, famoso por su imagen del bodhisattva Myōken, que se invocaba contra los incendios y para obtener riqueza y larga vida. El gran pintor Katsushika Hokusai era un gran devoto de este templo. En la parte inferior de la isla se ve un embarcadero que daba acceso fluvial al terreno del templo. En la lejanía, entre la niebla, se distingue la figura del monte Tsukubasan. | La isla de Yanagishima («Isla de los sauces») se encuentra en el noreste de Edo, a orillas del río Sumida. Se llega allí a través del Puente Yanagibashi («Puente del sauce»), de forma abombada, a cuyos pies se encuentra el restaurante Hashimotoya («al pie del puente»), que se ve claramente iluminado. Al lado aparece con el típico color rojo de los templos el pabellón Myōkendō del templo Nichiren Hōshōji, famoso por su imagen del bodhisattva Myōken, que se invocaba contra los incendios y para obtener riqueza y larga vida. El gran pintor Katsushika Hokusai era un gran devoto de este templo. En la parte inferior de la isla se ve un embarcadero que daba acceso fluvial al terreno del templo. En la lejanía, entre la niebla, se distingue la figura del monte Tsukubasan. | La isla de Yanagishima («Isla de los sauces») se encuentra en el noreste de Edo, a orillas del río Sumida. Se llega allí a través del Puente Yanagibashi («Puente del sauce»), de forma abombada, a cuyos pies se encuentra el restaurante Hashimotoya («al pie del puente»), que se ve claramente iluminado. Al lado aparece con el típico color rojo de los templos el pabellón Myōkendō del templo Nichiren Hōshōji, famoso por su imagen del bodhisattva Myōken, que se invocaba contra los incendios y para obtener riqueza y larga vida. El gran pintor Katsushika Hokusai era un gran devoto de este templo. En la parte inferior de la isla se ve un embarcadero que daba acceso fluvial al terreno del templo. En la lejanía, entre la niebla, se distingue la figura del monte Tsukubasan. | La isla de Yanagishima («Isla de los sauces») se encuentra en el noreste de Edo, a orillas del río Sumida. Se llega allí a través del Puente Yanagibashi («Puente del sauce»), de forma abombada, a cuyos pies se encuentra el restaurante Hashimotoya («al pie del puente»), que se ve claramente iluminado. Al lado aparece con el típico color rojo de los templos el pabellón Myōkendō del templo Nichiren Hōshōji, famoso por su imagen del bodhisattva Myōken, que se invocaba contra los incendios y para obtener riqueza y larga vida. El gran pintor Katsushika Hokusai era un gran devoto de este templo. En la parte inferior de la isla se ve un embarcadero que daba acceso fluvial al terreno del templo. En la lejanía, entre la niebla, se distingue la figura del monte Tsukubasan. |
|           | 33. Gabarras en el canal Yotsugi-dōri (四ツ木通用水引ふね Yotsugi-dōri yōsui hikifune?) (2-1857) | 33. Gabarras en el canal Yotsugi-dōri (四ツ木通用水引ふね Yotsugi-dōri yōsui hikifune?) (2-1857) | 33. Gabarras en el canal Yotsugi-dōri (四ツ木通用水引ふね Yotsugi-dōri yōsui hikifune?) (2-1857) | Domina la composición el canal Yotsugi-dōri, al este del río Sumida, construido a principios del siglo XVII para llevar agua potable a la ciudad –aunque luego quedó como canal de riego y transporte–, que forma una gran curva y se pierde al fondo entre la neblina. El azul del río y el verde de la orilla contrastan con el brillante amarillo del camino que circunda el río, por el que andan varios viajeros, mientras varias barcas navegan por el río, algunas movidas con sogas por sirgadores. Aunque el canal era recto, el autor se permite la licencia de serpentearlo para dar mayor efecto. | Domina la composición el canal Yotsugi-dōri, al este del río Sumida, construido a principios del siglo XVII para llevar agua potable a la ciudad –aunque luego quedó como canal de riego y transporte–, que forma una gran curva y se pierde al fondo entre la neblina. El azul del río y el verde de la orilla contrastan con el brillante amarillo del camino que circunda el río, por el que andan varios viajeros, mientras varias barcas navegan por el río, algunas movidas con sogas por sirgadores. Aunque el canal era recto, el autor se permite la licencia de serpentearlo para dar mayor efecto. | Domina la composición el canal Yotsugi-dōri, al este del río Sumida, construido a principios del siglo XVII para llevar agua potable a la ciudad –aunque luego quedó como canal de riego y transporte–, que forma una gran curva y se pierde al fondo entre la neblina. El azul del río y el verde de la orilla contrastan con el brillante amarillo del camino que circunda el río, por el que andan varios viajeros, mientras varias barcas navegan por el río, algunas movidas con sogas por sirgadores. Aunque el canal era recto, el autor se permite la licencia de serpentearlo para dar mayor efecto. | Domina la composición el canal Yotsugi-dōri, al este del río Sumida, construido a principios del siglo XVII para llevar agua potable a la ciudad –aunque luego quedó como canal de riego y transporte–, que forma una gran curva y se pierde al fondo entre la neblina. El azul del río y el verde de la orilla contrastan con el brillante amarillo del camino que circunda el río, por el que andan varios viajeros, mientras varias barcas navegan por el río, algunas movidas con sogas por sirgadores. Aunque el canal era recto, el autor se permite la licencia de serpentearlo para dar mayor efecto. | Domina la composición el canal Yotsugi-dōri, al este del río Sumida, construido a principios del siglo XVII para llevar agua potable a la ciudad –aunque luego quedó como canal de riego y transporte–, que forma una gran curva y se pierde al fondo entre la neblina. El azul del río y el verde de la orilla contrastan con el brillante amarillo del camino que circunda el río, por el que andan varios viajeros, mientras varias barcas navegan por el río, algunas movidas con sogas por sirgadores. Aunque el canal era recto, el autor se permite la licencia de serpentearlo para dar mayor efecto. | Domina la composición el canal Yotsugi-dōri, al este del río Sumida, construido a principios del siglo XVII para llevar agua potable a la ciudad –aunque luego quedó como canal de riego y transporte–, que forma una gran curva y se pierde al fondo entre la neblina. El azul del río y el verde de la orilla contrastan con el brillante amarillo del camino que circunda el río, por el que andan varios viajeros, mientras varias barcas navegan por el río, algunas movidas con sogas por sirgadores. Aunque el canal era recto, el autor se permite la licencia de serpentearlo para dar mayor efecto. |
|           | 34. Vista nocturna de Matsuchiyama con el canal de San'yabori (真乳山山谷堀夜景 Matsuchiyama San'yabori yakei?) (8-1857) | 34. Vista nocturna de Matsuchiyama con el canal de San'yabori (真乳山山谷堀夜景 Matsuchiyama San'yabori yakei?) (8-1857) | 34. Vista nocturna de Matsuchiyama con el canal de San'yabori (真乳山山谷堀夜景 Matsuchiyama San'yabori yakei?) (8-1857) | Segunda imagen nocturna tras la lámina 4, y una de las pocas –con la 21– que muestra una figura humana de gran tamaño, en este caso una geisha. La mujer aparece de perfil, y el blanco intenso del maquillaje del rostro contrasta con el cielo oscuro plagado de estrellas, que se reflejan en las aguas del río Sumida. Cabe destacar en la figura femenina la precisión del peinado y de los ropajes, muestra de la formación del pintor en el arte de las bijin-ga. Al fondo se ven las luces de varios locales en la colina de Matsuchiyama, en cuya cima se hallaba el santuario de Shōten. De esta colina partía el canal de San'yabori, que conducía por vía fluvial al barrio de los placeres de Shin-Yoshiwara. | Segunda imagen nocturna tras la lámina 4, y una de las pocas –con la 21– que muestra una figura humana de gran tamaño, en este caso una geisha. La mujer aparece de perfil, y el blanco intenso del maquillaje del rostro contrasta con el cielo oscuro plagado de estrellas, que se reflejan en las aguas del río Sumida. Cabe destacar en la figura femenina la precisión del peinado y de los ropajes, muestra de la formación del pintor en el arte de las bijin-ga. Al fondo se ven las luces de varios locales en la colina de Matsuchiyama, en cuya cima se hallaba el santuario de Shōten. De esta colina partía el canal de San'yabori, que conducía por vía fluvial al barrio de los placeres de Shin-Yoshiwara. | Segunda imagen nocturna tras la lámina 4, y una de las pocas –con la 21– que muestra una figura humana de gran tamaño, en este caso una geisha. La mujer aparece de perfil, y el blanco intenso del maquillaje del rostro contrasta con el cielo oscuro plagado de estrellas, que se reflejan en las aguas del río Sumida. Cabe destacar en la figura femenina la precisión del peinado y de los ropajes, muestra de la formación del pintor en el arte de las bijin-ga. Al fondo se ven las luces de varios locales en la colina de Matsuchiyama, en cuya cima se hallaba el santuario de Shōten. De esta colina partía el canal de San'yabori, que conducía por vía fluvial al barrio de los placeres de Shin-Yoshiwara. | Segunda imagen nocturna tras la lámina 4, y una de las pocas –con la 21– que muestra una figura humana de gran tamaño, en este caso una geisha. La mujer aparece de perfil, y el blanco intenso del maquillaje del rostro contrasta con el cielo oscuro plagado de estrellas, que se reflejan en las aguas del río Sumida. Cabe destacar en la figura femenina la precisión del peinado y de los ropajes, muestra de la formación del pintor en el arte de las bijin-ga. Al fondo se ven las luces de varios locales en la colina de Matsuchiyama, en cuya cima se hallaba el santuario de Shōten. De esta colina partía el canal de San'yabori, que conducía por vía fluvial al barrio de los placeres de Shin-Yoshiwara. | Segunda imagen nocturna tras la lámina 4, y una de las pocas –con la 21– que muestra una figura humana de gran tamaño, en este caso una geisha. La mujer aparece de perfil, y el blanco intenso del maquillaje del rostro contrasta con el cielo oscuro plagado de estrellas, que se reflejan en las aguas del río Sumida. Cabe destacar en la figura femenina la precisión del peinado y de los ropajes, muestra de la formación del pintor en el arte de las bijin-ga. Al fondo se ven las luces de varios locales en la colina de Matsuchiyama, en cuya cima se hallaba el santuario de Shōten. De esta colina partía el canal de San'yabori, que conducía por vía fluvial al barrio de los placeres de Shin-Yoshiwara. | Segunda imagen nocturna tras la lámina 4, y una de las pocas –con la 21– que muestra una figura humana de gran tamaño, en este caso una geisha. La mujer aparece de perfil, y el blanco intenso del maquillaje del rostro contrasta con el cielo oscuro plagado de estrellas, que se reflejan en las aguas del río Sumida. Cabe destacar en la figura femenina la precisión del peinado y de los ropajes, muestra de la formación del pintor en el arte de las bijin-ga. Al fondo se ven las luces de varios locales en la colina de Matsuchiyama, en cuya cima se hallaba el santuario de Shōten. De esta colina partía el canal de San'yabori, que conducía por vía fluvial al barrio de los placeres de Shin-Yoshiwara. |
|           | 35. El bosque del santuario de Suijin y la región de Massaki a orillas del río Sumida (隅田川水神の森真崎 Sumidagawa Suijin no mori Massaki?) (8-1856) | 35. El bosque del santuario de Suijin y la región de Massaki a orillas del río Sumida (隅田川水神の森真崎 Sumidagawa Suijin no mori Massaki?) (8-1856) | 35. El bosque del santuario de Suijin y la región de Massaki a orillas del río Sumida (隅田川水神の森真崎 Sumidagawa Suijin no mori Massaki?) (8-1856) | De nuevo se nos muestra una vista desde un primer plano ocupado por un cerezo en el lado derecho, cuyas hermosas flores en tonos blancos y rosas se recrean en todo detalle, realizadas con la técnica de kimedashi («gofrado»), prensando el papel contra las marcas talladas de la plancha de madera. A los pies aparece el bosque del santuario de Suijin («divinidad acuática»), dedicado a la deidad del río Sumida, del que se ve el torii de entrada y un primer pabellón. En el camino, varias personas se dirigen al transbordador de Hashiba –que aparece en la lámina 37–, y al fondo se ve la región de Massaki y el monte Tsukubasan. | De nuevo se nos muestra una vista desde un primer plano ocupado por un cerezo en el lado derecho, cuyas hermosas flores en tonos blancos y rosas se recrean en todo detalle, realizadas con la técnica de kimedashi («gofrado»), prensando el papel contra las marcas talladas de la plancha de madera. A los pies aparece el bosque del santuario de Suijin («divinidad acuática»), dedicado a la deidad del río Sumida, del que se ve el torii de entrada y un primer pabellón. En el camino, varias personas se dirigen al transbordador de Hashiba –que aparece en la lámina 37–, y al fondo se ve la región de Massaki y el monte Tsukubasan. | De nuevo se nos muestra una vista desde un primer plano ocupado por un cerezo en el lado derecho, cuyas hermosas flores en tonos blancos y rosas se recrean en todo detalle, realizadas con la técnica de kimedashi («gofrado»), prensando el papel contra las marcas talladas de la plancha de madera. A los pies aparece el bosque del santuario de Suijin («divinidad acuática»), dedicado a la deidad del río Sumida, del que se ve el torii de entrada y un primer pabellón. En el camino, varias personas se dirigen al transbordador de Hashiba –que aparece en la lámina 37–, y al fondo se ve la región de Massaki y el monte Tsukubasan. | De nuevo se nos muestra una vista desde un primer plano ocupado por un cerezo en el lado derecho, cuyas hermosas flores en tonos blancos y rosas se recrean en todo detalle, realizadas con la técnica de kimedashi («gofrado»), prensando el papel contra las marcas talladas de la plancha de madera. A los pies aparece el bosque del santuario de Suijin («divinidad acuática»), dedicado a la deidad del río Sumida, del que se ve el torii de entrada y un primer pabellón. En el camino, varias personas se dirigen al transbordador de Hashiba –que aparece en la lámina 37–, y al fondo se ve la región de Massaki y el monte Tsukubasan. | De nuevo se nos muestra una vista desde un primer plano ocupado por un cerezo en el lado derecho, cuyas hermosas flores en tonos blancos y rosas se recrean en todo detalle, realizadas con la técnica de kimedashi («gofrado»), prensando el papel contra las marcas talladas de la plancha de madera. A los pies aparece el bosque del santuario de Suijin («divinidad acuática»), dedicado a la deidad del río Sumida, del que se ve el torii de entrada y un primer pabellón. En el camino, varias personas se dirigen al transbordador de Hashiba –que aparece en la lámina 37–, y al fondo se ve la región de Massaki y el monte Tsukubasan. | De nuevo se nos muestra una vista desde un primer plano ocupado por un cerezo en el lado derecho, cuyas hermosas flores en tonos blancos y rosas se recrean en todo detalle, realizadas con la técnica de kimedashi («gofrado»), prensando el papel contra las marcas talladas de la plancha de madera. A los pies aparece el bosque del santuario de Suijin («divinidad acuática»), dedicado a la deidad del río Sumida, del que se ve el torii de entrada y un primer pabellón. En el camino, varias personas se dirigen al transbordador de Hashiba –que aparece en la lámina 37–, y al fondo se ve la región de Massaki y el monte Tsukubasan. |
|           | 36. Vista desde la región de Massaki al bosque del santuario de Suijin, la pequeña ensenada del Uchigawa y al pueblo Sekiya no sato (真崎辺より水神の森内川関屋の里を見る図 Massaki atari yori Suijin no mori Uchigawa Sekiya no sato wo miru zu?) (8-1857) | 36. Vista desde la región de Massaki al bosque del santuario de Suijin, la pequeña ensenada del Uchigawa y al pueblo Sekiya no sato (真崎辺より水神の森内川関屋の里を見る図 Massaki atari yori Suijin no mori Uchigawa Sekiya no sato wo miru zu?) (8-1857) | 36. Vista desde la región de Massaki al bosque del santuario de Suijin, la pequeña ensenada del Uchigawa y al pueblo Sekiya no sato (真崎辺より水神の森内川関屋の里を見る図 Massaki atari yori Suijin no mori Uchigawa Sekiya no sato wo miru zu?) (8-1857) | En esta estampa se percibe con intensidad el gusto del autor por las perspectivas insólitas, mostrándose el paisaje a través de una ventana cortada por la mitad por una puerta corredera, tras la que aparece una rama de ciruelo. Probablemente se trate de una casa de té, y en la pared izquierda se ve parcialmente un jarrón con una flor de magnolia. La vista ofrece una panorámica de la región de Massaki, al norte del barrio del placer de Shin-Yoshiwara, circundado por el río Sumida, que es transitado por varias embarcaciones. En el bosque de la derecha aparece el torii del santuario de Suijin, que aparecía en la estampa anterior. Al fondo se ve el Tsukubasan, y atraviesa el cielo una bandada de pájaros. | En esta estampa se percibe con intensidad el gusto del autor por las perspectivas insólitas, mostrándose el paisaje a través de una ventana cortada por la mitad por una puerta corredera, tras la que aparece una rama de ciruelo. Probablemente se trate de una casa de té, y en la pared izquierda se ve parcialmente un jarrón con una flor de magnolia. La vista ofrece una panorámica de la región de Massaki, al norte del barrio del placer de Shin-Yoshiwara, circundado por el río Sumida, que es transitado por varias embarcaciones. En el bosque de la derecha aparece el torii del santuario de Suijin, que aparecía en la estampa anterior. Al fondo se ve el Tsukubasan, y atraviesa el cielo una bandada de pájaros. | En esta estampa se percibe con intensidad el gusto del autor por las perspectivas insólitas, mostrándose el paisaje a través de una ventana cortada por la mitad por una puerta corredera, tras la que aparece una rama de ciruelo. Probablemente se trate de una casa de té, y en la pared izquierda se ve parcialmente un jarrón con una flor de magnolia. La vista ofrece una panorámica de la región de Massaki, al norte del barrio del placer de Shin-Yoshiwara, circundado por el río Sumida, que es transitado por varias embarcaciones. En el bosque de la derecha aparece el torii del santuario de Suijin, que aparecía en la estampa anterior. Al fondo se ve el Tsukubasan, y atraviesa el cielo una bandada de pájaros. | En esta estampa se percibe con intensidad el gusto del autor por las perspectivas insólitas, mostrándose el paisaje a través de una ventana cortada por la mitad por una puerta corredera, tras la que aparece una rama de ciruelo. Probablemente se trate de una casa de té, y en la pared izquierda se ve parcialmente un jarrón con una flor de magnolia. La vista ofrece una panorámica de la región de Massaki, al norte del barrio del placer de Shin-Yoshiwara, circundado por el río Sumida, que es transitado por varias embarcaciones. En el bosque de la derecha aparece el torii del santuario de Suijin, que aparecía en la estampa anterior. Al fondo se ve el Tsukubasan, y atraviesa el cielo una bandada de pájaros. | En esta estampa se percibe con intensidad el gusto del autor por las perspectivas insólitas, mostrándose el paisaje a través de una ventana cortada por la mitad por una puerta corredera, tras la que aparece una rama de ciruelo. Probablemente se trate de una casa de té, y en la pared izquierda se ve parcialmente un jarrón con una flor de magnolia. La vista ofrece una panorámica de la región de Massaki, al norte del barrio del placer de Shin-Yoshiwara, circundado por el río Sumida, que es transitado por varias embarcaciones. En el bosque de la derecha aparece el torii del santuario de Suijin, que aparecía en la estampa anterior. Al fondo se ve el Tsukubasan, y atraviesa el cielo una bandada de pájaros. | En esta estampa se percibe con intensidad el gusto del autor por las perspectivas insólitas, mostrándose el paisaje a través de una ventana cortada por la mitad por una puerta corredera, tras la que aparece una rama de ciruelo. Probablemente se trate de una casa de té, y en la pared izquierda se ve parcialmente un jarrón con una flor de magnolia. La vista ofrece una panorámica de la región de Massaki, al norte del barrio del placer de Shin-Yoshiwara, circundado por el río Sumida, que es transitado por varias embarcaciones. En el bosque de la derecha aparece el torii del santuario de Suijin, que aparecía en la estampa anterior. Al fondo se ve el Tsukubasan, y atraviesa el cielo una bandada de pájaros. |
|           | 37. Los hornos y la barca de Hashiba a orillas del río Sumida (墨田河橋場の渡かわら竈 Sumidagawa hashiba no watashi kawaragama?) (4-1857) | 37. Los hornos y la barca de Hashiba a orillas del río Sumida (墨田河橋場の渡かわら竈 Sumidagawa hashiba no watashi kawaragama?) (4-1857) | 37. Los hornos y la barca de Hashiba a orillas del río Sumida (墨田河橋場の渡かわら竈 Sumidagawa hashiba no watashi kawaragama?) (4-1857) | Aparece de nuevo el transbordador de Hashiba de la lámina 35, que atraviesa el río Sumida, mientras el primer plano en la esquina inferior izquierda lo ocupan unos hornos de azulejos, de donde surge una columna de humo que se eleva al cielo, en una gradación de color de un gris oscuro hasta otro casi blanquecino. En el agua del río se mecen varias gaviotas de la especie miyakodori («ave de la capital»). En el bosque del fondo aparece el santuario de Suijin, y al fondo a la izquierda nuevamente el Tsukubasan. Las franjas azul y amarilla del cielo aparecen solo en las primeras tiradas, pues no estaban indicadas en la plancha, pero se corresponden con la técnica atenashi bokashi. | Aparece de nuevo el transbordador de Hashiba de la lámina 35, que atraviesa el río Sumida, mientras el primer plano en la esquina inferior izquierda lo ocupan unos hornos de azulejos, de donde surge una columna de humo que se eleva al cielo, en una gradación de color de un gris oscuro hasta otro casi blanquecino. En el agua del río se mecen varias gaviotas de la especie miyakodori («ave de la capital»). En el bosque del fondo aparece el santuario de Suijin, y al fondo a la izquierda nuevamente el Tsukubasan. Las franjas azul y amarilla del cielo aparecen solo en las primeras tiradas, pues no estaban indicadas en la plancha, pero se corresponden con la técnica atenashi bokashi. | Aparece de nuevo el transbordador de Hashiba de la lámina 35, que atraviesa el río Sumida, mientras el primer plano en la esquina inferior izquierda lo ocupan unos hornos de azulejos, de donde surge una columna de humo que se eleva al cielo, en una gradación de color de un gris oscuro hasta otro casi blanquecino. En el agua del río se mecen varias gaviotas de la especie miyakodori («ave de la capital»). En el bosque del fondo aparece el santuario de Suijin, y al fondo a la izquierda nuevamente el Tsukubasan. Las franjas azul y amarilla del cielo aparecen solo en las primeras tiradas, pues no estaban indicadas en la plancha, pero se corresponden con la técnica atenashi bokashi. | Aparece de nuevo el transbordador de Hashiba de la lámina 35, que atraviesa el río Sumida, mientras el primer plano en la esquina inferior izquierda lo ocupan unos hornos de azulejos, de donde surge una columna de humo que se eleva al cielo, en una gradación de color de un gris oscuro hasta otro casi blanquecino. En el agua del río se mecen varias gaviotas de la especie miyakodori («ave de la capital»). En el bosque del fondo aparece el santuario de Suijin, y al fondo a la izquierda nuevamente el Tsukubasan. Las franjas azul y amarilla del cielo aparecen solo en las primeras tiradas, pues no estaban indicadas en la plancha, pero se corresponden con la técnica atenashi bokashi. | Aparece de nuevo el transbordador de Hashiba de la lámina 35, que atraviesa el río Sumida, mientras el primer plano en la esquina inferior izquierda lo ocupan unos hornos de azulejos, de donde surge una columna de humo que se eleva al cielo, en una gradación de color de un gris oscuro hasta otro casi blanquecino. En el agua del río se mecen varias gaviotas de la especie miyakodori («ave de la capital»). En el bosque del fondo aparece el santuario de Suijin, y al fondo a la izquierda nuevamente el Tsukubasan. Las franjas azul y amarilla del cielo aparecen solo en las primeras tiradas, pues no estaban indicadas en la plancha, pero se corresponden con la técnica atenashi bokashi. | Aparece de nuevo el transbordador de Hashiba de la lámina 35, que atraviesa el río Sumida, mientras el primer plano en la esquina inferior izquierda lo ocupan unos hornos de azulejos, de donde surge una columna de humo que se eleva al cielo, en una gradación de color de un gris oscuro hasta otro casi blanquecino. En el agua del río se mecen varias gaviotas de la especie miyakodori («ave de la capital»). En el bosque del fondo aparece el santuario de Suijin, y al fondo a la izquierda nuevamente el Tsukubasan. Las franjas azul y amarilla del cielo aparecen solo en las primeras tiradas, pues no estaban indicadas en la plancha, pero se corresponden con la técnica atenashi bokashi. |
|           | 38. Al rayar el alba en Yoshiwara (廓中東雲 Kakuchū shinonome?) (4-1857) | 38. Al rayar el alba en Yoshiwara (廓中東雲 Kakuchū shinonome?) (4-1857) | 38. Al rayar el alba en Yoshiwara (廓中東雲 Kakuchū shinonome?) (4-1857) | La imagen muestra el barrio del placer de Shin-Yoshiwara, situado en el distrito de Asakusa, cerca del templo de Kinryūzan, que había sustituido al anterior de Yoshiwara, en Nihonbashi cerca del Palacio del Shōgun, destruido en el gran incendio de Meireki de 1657. A su vez, Shin-Yoshiwara («Nuevo Yoshiwara») fue destruido en el terremoto de 1855, acabándose su reconstrucción en 1857, año de elaboración de la estampa, nueva muestra del carácter de información actual de muchas de las láminas de esta serie. La prostitución era controlada por el gobierno, no tanto en cuanto a moralidad sino por motivos de salud pública y para recaudar impuestos. La hora temprana está sugerida por el azul de la parte baja del cielo, en contraste con el negro de la superior. La calle y las casas aparecen en penumbras, así como los cerezos en flor, de un gris pálido en vez del rosa que tendrían durante el día. En cambio, las figuras de los viandantes, iluminadas por la farola, se muestran a todo color, consiguiendo un vivo contraste con la penumbra del entorno. | La imagen muestra el barrio del placer de Shin-Yoshiwara, situado en el distrito de Asakusa, cerca del templo de Kinryūzan, que había sustituido al anterior de Yoshiwara, en Nihonbashi cerca del Palacio del Shōgun, destruido en el gran incendio de Meireki de 1657. A su vez, Shin-Yoshiwara («Nuevo Yoshiwara») fue destruido en el terremoto de 1855, acabándose su reconstrucción en 1857, año de elaboración de la estampa, nueva muestra del carácter de información actual de muchas de las láminas de esta serie. La prostitución era controlada por el gobierno, no tanto en cuanto a moralidad sino por motivos de salud pública y para recaudar impuestos. La hora temprana está sugerida por el azul de la parte baja del cielo, en contraste con el negro de la superior. La calle y las casas aparecen en penumbras, así como los cerezos en flor, de un gris pálido en vez del rosa que tendrían durante el día. En cambio, las figuras de los viandantes, iluminadas por la farola, se muestran a todo color, consiguiendo un vivo contraste con la penumbra del entorno. | La imagen muestra el barrio del placer de Shin-Yoshiwara, situado en el distrito de Asakusa, cerca del templo de Kinryūzan, que había sustituido al anterior de Yoshiwara, en Nihonbashi cerca del Palacio del Shōgun, destruido en el gran incendio de Meireki de 1657. A su vez, Shin-Yoshiwara («Nuevo Yoshiwara») fue destruido en el terremoto de 1855, acabándose su reconstrucción en 1857, año de elaboración de la estampa, nueva muestra del carácter de información actual de muchas de las láminas de esta serie. La prostitución era controlada por el gobierno, no tanto en cuanto a moralidad sino por motivos de salud pública y para recaudar impuestos. La hora temprana está sugerida por el azul de la parte baja del cielo, en contraste con el negro de la superior. La calle y las casas aparecen en penumbras, así como los cerezos en flor, de un gris pálido en vez del rosa que tendrían durante el día. En cambio, las figuras de los viandantes, iluminadas por la farola, se muestran a todo color, consiguiendo un vivo contraste con la penumbra del entorno. | La imagen muestra el barrio del placer de Shin-Yoshiwara, situado en el distrito de Asakusa, cerca del templo de Kinryūzan, que había sustituido al anterior de Yoshiwara, en Nihonbashi cerca del Palacio del Shōgun, destruido en el gran incendio de Meireki de 1657. A su vez, Shin-Yoshiwara («Nuevo Yoshiwara») fue destruido en el terremoto de 1855, acabándose su reconstrucción en 1857, año de elaboración de la estampa, nueva muestra del carácter de información actual de muchas de las láminas de esta serie. La prostitución era controlada por el gobierno, no tanto en cuanto a moralidad sino por motivos de salud pública y para recaudar impuestos. La hora temprana está sugerida por el azul de la parte baja del cielo, en contraste con el negro de la superior. La calle y las casas aparecen en penumbras, así como los cerezos en flor, de un gris pálido en vez del rosa que tendrían durante el día. En cambio, las figuras de los viandantes, iluminadas por la farola, se muestran a todo color, consiguiendo un vivo contraste con la penumbra del entorno. | La imagen muestra el barrio del placer de Shin-Yoshiwara, situado en el distrito de Asakusa, cerca del templo de Kinryūzan, que había sustituido al anterior de Yoshiwara, en Nihonbashi cerca del Palacio del Shōgun, destruido en el gran incendio de Meireki de 1657. A su vez, Shin-Yoshiwara («Nuevo Yoshiwara») fue destruido en el terremoto de 1855, acabándose su reconstrucción en 1857, año de elaboración de la estampa, nueva muestra del carácter de información actual de muchas de las láminas de esta serie. La prostitución era controlada por el gobierno, no tanto en cuanto a moralidad sino por motivos de salud pública y para recaudar impuestos. La hora temprana está sugerida por el azul de la parte baja del cielo, en contraste con el negro de la superior. La calle y las casas aparecen en penumbras, así como los cerezos en flor, de un gris pálido en vez del rosa que tendrían durante el día. En cambio, las figuras de los viandantes, iluminadas por la farola, se muestran a todo color, consiguiendo un vivo contraste con la penumbra del entorno. | La imagen muestra el barrio del placer de Shin-Yoshiwara, situado en el distrito de Asakusa, cerca del templo de Kinryūzan, que había sustituido al anterior de Yoshiwara, en Nihonbashi cerca del Palacio del Shōgun, destruido en el gran incendio de Meireki de 1657. A su vez, Shin-Yoshiwara («Nuevo Yoshiwara») fue destruido en el terremoto de 1855, acabándose su reconstrucción en 1857, año de elaboración de la estampa, nueva muestra del carácter de información actual de muchas de las láminas de esta serie. La prostitución era controlada por el gobierno, no tanto en cuanto a moralidad sino por motivos de salud pública y para recaudar impuestos. La hora temprana está sugerida por el azul de la parte baja del cielo, en contraste con el negro de la superior. La calle y las casas aparecen en penumbras, así como los cerezos en flor, de un gris pálido en vez del rosa que tendrían durante el día. En cambio, las figuras de los viandantes, iluminadas por la farola, se muestran a todo color, consiguiendo un vivo contraste con la penumbra del entorno. |
|           | 39. El templo Kinryūzan en Asakusa y el puente de Azumabashi desde lejos (吾妻橋金龍山遠望 Azumabashi Kinryūzan enbō?) (8-1857) | 39. El templo Kinryūzan en Asakusa y el puente de Azumabashi desde lejos (吾妻橋金龍山遠望 Azumabashi Kinryūzan enbō?) (8-1857) | 39. El templo Kinryūzan en Asakusa y el puente de Azumabashi desde lejos (吾妻橋金龍山遠望 Azumabashi Kinryūzan enbō?) (8-1857) | Se aprecia de nueva una insólita visión donde el paisaje es atravesado por una embarcación de recreo que, sin embargo, está cortada a ambos extremos, vislumbrándose a la izquierda el peinado y el vestido de una geisha de la que no se ve el rostro. Al fondo se ve un muelle y un conjunto de casas de las que sobresale el templo de Kinryūzan («templo del dragón dorado», actual Sensō-ji), al lado de cuyo edificio principal se yergue una pagoda de cinco pisos. Más lejano se eleva el nevado monte Fuji. En toda la composición flotan unas hojas de cerezo, dando un tono poético a toda la estampa, en el que se percibe el contraste entre lo efímero y lo eterno: las efímeras hojas frente al eterno Fuji, el efímero amor de la geisha frente al eterno misticismo del templo. | Se aprecia de nueva una insólita visión donde el paisaje es atravesado por una embarcación de recreo que, sin embargo, está cortada a ambos extremos, vislumbrándose a la izquierda el peinado y el vestido de una geisha de la que no se ve el rostro. Al fondo se ve un muelle y un conjunto de casas de las que sobresale el templo de Kinryūzan («templo del dragón dorado», actual Sensō-ji), al lado de cuyo edificio principal se yergue una pagoda de cinco pisos. Más lejano se eleva el nevado monte Fuji. En toda la composición flotan unas hojas de cerezo, dando un tono poético a toda la estampa, en el que se percibe el contraste entre lo efímero y lo eterno: las efímeras hojas frente al eterno Fuji, el efímero amor de la geisha frente al eterno misticismo del templo. | Se aprecia de nueva una insólita visión donde el paisaje es atravesado por una embarcación de recreo que, sin embargo, está cortada a ambos extremos, vislumbrándose a la izquierda el peinado y el vestido de una geisha de la que no se ve el rostro. Al fondo se ve un muelle y un conjunto de casas de las que sobresale el templo de Kinryūzan («templo del dragón dorado», actual Sensō-ji), al lado de cuyo edificio principal se yergue una pagoda de cinco pisos. Más lejano se eleva el nevado monte Fuji. En toda la composición flotan unas hojas de cerezo, dando un tono poético a toda la estampa, en el que se percibe el contraste entre lo efímero y lo eterno: las efímeras hojas frente al eterno Fuji, el efímero amor de la geisha frente al eterno misticismo del templo. | Se aprecia de nueva una insólita visión donde el paisaje es atravesado por una embarcación de recreo que, sin embargo, está cortada a ambos extremos, vislumbrándose a la izquierda el peinado y el vestido de una geisha de la que no se ve el rostro. Al fondo se ve un muelle y un conjunto de casas de las que sobresale el templo de Kinryūzan («templo del dragón dorado», actual Sensō-ji), al lado de cuyo edificio principal se yergue una pagoda de cinco pisos. Más lejano se eleva el nevado monte Fuji. En toda la composición flotan unas hojas de cerezo, dando un tono poético a toda la estampa, en el que se percibe el contraste entre lo efímero y lo eterno: las efímeras hojas frente al eterno Fuji, el efímero amor de la geisha frente al eterno misticismo del templo. | Se aprecia de nueva una insólita visión donde el paisaje es atravesado por una embarcación de recreo que, sin embargo, está cortada a ambos extremos, vislumbrándose a la izquierda el peinado y el vestido de una geisha de la que no se ve el rostro. Al fondo se ve un muelle y un conjunto de casas de las que sobresale el templo de Kinryūzan («templo del dragón dorado», actual Sensō-ji), al lado de cuyo edificio principal se yergue una pagoda de cinco pisos. Más lejano se eleva el nevado monte Fuji. En toda la composición flotan unas hojas de cerezo, dando un tono poético a toda la estampa, en el que se percibe el contraste entre lo efímero y lo eterno: las efímeras hojas frente al eterno Fuji, el efímero amor de la geisha frente al eterno misticismo del templo. | Se aprecia de nueva una insólita visión donde el paisaje es atravesado por una embarcación de recreo que, sin embargo, está cortada a ambos extremos, vislumbrándose a la izquierda el peinado y el vestido de una geisha de la que no se ve el rostro. Al fondo se ve un muelle y un conjunto de casas de las que sobresale el templo de Kinryūzan («templo del dragón dorado», actual Sensō-ji), al lado de cuyo edificio principal se yergue una pagoda de cinco pisos. Más lejano se eleva el nevado monte Fuji. En toda la composición flotan unas hojas de cerezo, dando un tono poético a toda la estampa, en el que se percibe el contraste entre lo efímero y lo eterno: las efímeras hojas frente al eterno Fuji, el efímero amor de la geisha frente al eterno misticismo del templo. |
|           | 40. La ermita de Bashō y la colina de las camelias junto al acueducto de Sekiguchi (せき口上水端はせを庵椿やま Sekiguchi jōsuibata Bashōan Tsubakiyama?) (4-1857)                                                                                           | 40. La ermita de Bashō y la colina de las camelias junto al acueducto de Sekiguchi (せき口上水端はせを庵椿やま Sekiguchi jōsuibata Bashōan Tsubakiyama?) (4-1857)                                                                                           | 40. La ermita de Bashō y la colina de las camelias junto al acueducto de Sekiguchi (せき口上水端はせを庵椿やま Sekiguchi jōsuibata Bashōan Tsubakiyama?) (4-1857)                                                                                           | La ermita estaba dedicada al gran poeta Matsuo Bashō, y fue construida por sus discípulos en el cincuenta aniversario de su muerte, en 1743. Se encontraba en Tsubakiyama («colina de las camelias»), propiedad de la familia Hosokawa (a la que pertenece Morihiro Hosokawa, primer ministro de Japón entre 1993 y 1994). El acueducto de Sekiguchi era de los principales suministros de agua de la ciudad, y se mantenía con un impuesto anual que pagaban todos los habitantes. Por el camino deambulan pequeñas figuras, como es habitual en las composiciones de esta serie, para otorgar un factor humano al paisaje. | La ermita estaba dedicada al gran poeta Matsuo Bashō, y fue construida por sus discípulos en el cincuenta aniversario de su muerte, en 1743. Se encontraba en Tsubakiyama («colina de las camelias»), propiedad de la familia Hosokawa (a la que pertenece Morihiro Hosokawa, primer ministro de Japón entre 1993 y 1994). El acueducto de Sekiguchi era de los principales suministros de agua de la ciudad, y se mantenía con un impuesto anual que pagaban todos los habitantes. Por el camino deambulan pequeñas figuras, como es habitual en las composiciones de esta serie, para otorgar un factor humano al paisaje. | La ermita estaba dedicada al gran poeta Matsuo Bashō, y fue construida por sus discípulos en el cincuenta aniversario de su muerte, en 1743. Se encontraba en Tsubakiyama («colina de las camelias»), propiedad de la familia Hosokawa (a la que pertenece Morihiro Hosokawa, primer ministro de Japón entre 1993 y 1994). El acueducto de Sekiguchi era de los principales suministros de agua de la ciudad, y se mantenía con un impuesto anual que pagaban todos los habitantes. Por el camino deambulan pequeñas figuras, como es habitual en las composiciones de esta serie, para otorgar un factor humano al paisaje. | La ermita estaba dedicada al gran poeta Matsuo Bashō, y fue construida por sus discípulos en el cincuenta aniversario de su muerte, en 1743. Se encontraba en Tsubakiyama («colina de las camelias»), propiedad de la familia Hosokawa (a la que pertenece Morihiro Hosokawa, primer ministro de Japón entre 1993 y 1994). El acueducto de Sekiguchi era de los principales suministros de agua de la ciudad, y se mantenía con un impuesto anual que pagaban todos los habitantes. Por el camino deambulan pequeñas figuras, como es habitual en las composiciones de esta serie, para otorgar un factor humano al paisaje. | La ermita estaba dedicada al gran poeta Matsuo Bashō, y fue construida por sus discípulos en el cincuenta aniversario de su muerte, en 1743. Se encontraba en Tsubakiyama («colina de las camelias»), propiedad de la familia Hosokawa (a la que pertenece Morihiro Hosokawa, primer ministro de Japón entre 1993 y 1994). El acueducto de Sekiguchi era de los principales suministros de agua de la ciudad, y se mantenía con un impuesto anual que pagaban todos los habitantes. Por el camino deambulan pequeñas figuras, como es habitual en las composiciones de esta serie, para otorgar un factor humano al paisaje. | La ermita estaba dedicada al gran poeta Matsuo Bashō, y fue construida por sus discípulos en el cincuenta aniversario de su muerte, en 1743. Se encontraba en Tsubakiyama («colina de las camelias»), propiedad de la familia Hosokawa (a la que pertenece Morihiro Hosokawa, primer ministro de Japón entre 1993 y 1994). El acueducto de Sekiguchi era de los principales suministros de agua de la ciudad, y se mantenía con un impuesto anual que pagaban todos los habitantes. Por el camino deambulan pequeñas figuras, como es habitual en las composiciones de esta serie, para otorgar un factor humano al paisaje. |
|           | 41. El santuario Hachiman en Ichigaya (市ヶ谷八幡 Ichigaya Hachiman?) (10-1858) | 41. El santuario Hachiman en Ichigaya (市ヶ谷八幡 Ichigaya Hachiman?) (10-1858) | 41. El santuario Hachiman en Ichigaya (市ヶ谷八幡 Ichigaya Hachiman?) (10-1858) | Se suele atribuir esta estampa a Hiroshige II, por estar sellada por los censores un mes después de la muerte del maestro, aunque no es descartable que el discípulo trabajase sobre un boceto dejado por su mentor. Es una composición típica de la serie, en un formato vertical donde aparece en primer plano, en la parte inferior, una bulliciosa calle del sector de Ichigaya, famoso por sus casas de té y sus locales de lenocinio –actualmente es una estación de la línea East Japan Railway–. Sobre este plano aparecen varias nubes de color blanco rojizo, mientras que en la boscosa montaña se yergue el santuario Hachiman, dedicado a Inari, entre unos cerezos en flor. | Se suele atribuir esta estampa a Hiroshige II, por estar sellada por los censores un mes después de la muerte del maestro, aunque no es descartable que el discípulo trabajase sobre un boceto dejado por su mentor. Es una composición típica de la serie, en un formato vertical donde aparece en primer plano, en la parte inferior, una bulliciosa calle del sector de Ichigaya, famoso por sus casas de té y sus locales de lenocinio –actualmente es una estación de la línea East Japan Railway–. Sobre este plano aparecen varias nubes de color blanco rojizo, mientras que en la boscosa montaña se yergue el santuario Hachiman, dedicado a Inari, entre unos cerezos en flor. | Se suele atribuir esta estampa a Hiroshige II, por estar sellada por los censores un mes después de la muerte del maestro, aunque no es descartable que el discípulo trabajase sobre un boceto dejado por su mentor. Es una composición típica de la serie, en un formato vertical donde aparece en primer plano, en la parte inferior, una bulliciosa calle del sector de Ichigaya, famoso por sus casas de té y sus locales de lenocinio –actualmente es una estación de la línea East Japan Railway–. Sobre este plano aparecen varias nubes de color blanco rojizo, mientras que en la boscosa montaña se yergue el santuario Hachiman, dedicado a Inari, entre unos cerezos en flor. | Se suele atribuir esta estampa a Hiroshige II, por estar sellada por los censores un mes después de la muerte del maestro, aunque no es descartable que el discípulo trabajase sobre un boceto dejado por su mentor. Es una composición típica de la serie, en un formato vertical donde aparece en primer plano, en la parte inferior, una bulliciosa calle del sector de Ichigaya, famoso por sus casas de té y sus locales de lenocinio –actualmente es una estación de la línea East Japan Railway–. Sobre este plano aparecen varias nubes de color blanco rojizo, mientras que en la boscosa montaña se yergue el santuario Hachiman, dedicado a Inari, entre unos cerezos en flor. | Se suele atribuir esta estampa a Hiroshige II, por estar sellada por los censores un mes después de la muerte del maestro, aunque no es descartable que el discípulo trabajase sobre un boceto dejado por su mentor. Es una composición típica de la serie, en un formato vertical donde aparece en primer plano, en la parte inferior, una bulliciosa calle del sector de Ichigaya, famoso por sus casas de té y sus locales de lenocinio –actualmente es una estación de la línea East Japan Railway–. Sobre este plano aparecen varias nubes de color blanco rojizo, mientras que en la boscosa montaña se yergue el santuario Hachiman, dedicado a Inari, entre unos cerezos en flor. | Se suele atribuir esta estampa a Hiroshige II, por estar sellada por los censores un mes después de la muerte del maestro, aunque no es descartable que el discípulo trabajase sobre un boceto dejado por su mentor. Es una composición típica de la serie, en un formato vertical donde aparece en primer plano, en la parte inferior, una bulliciosa calle del sector de Ichigaya, famoso por sus casas de té y sus locales de lenocinio –actualmente es una estación de la línea East Japan Railway–. Sobre este plano aparecen varias nubes de color blanco rojizo, mientras que en la boscosa montaña se yergue el santuario Hachiman, dedicado a Inari, entre unos cerezos en flor. |
|           | 42. Flores de cerezos a orillas del río Tamagawa (玉川堤の花 Tamagawa tsutsumi no hana?) (2-1856) | 42. Flores de cerezos a orillas del río Tamagawa (玉川堤の花 Tamagawa tsutsumi no hana?) (2-1856) | 42. Flores de cerezos a orillas del río Tamagawa (玉川堤の花 Tamagawa tsutsumi no hana?) (2-1856) | El motivo principal de esta imagen son nuevamente los cerezos en flor, que aparecen en la mayoría de las estampas dedicadas a la primavera. Los japoneses sienten gran devoción por la floración de estos árboles, que celebran en la fiesta del Hanami. La avenida a orillas del Tamagawa fue realizada en 1730 por el shōgun Tokugawa Yoshimune, creador de los primeros parques públicos de Edo. A todo lo largo de la avenida circula un gran número de personas, contrastando este evento familiar con el establecimiento de la derecha, uno de los locales de prostitución del barrio de Shinjuku. En esta obra destaca nuevamente el suave cromatismo y la delicada combinación de colores. | El motivo principal de esta imagen son nuevamente los cerezos en flor, que aparecen en la mayoría de las estampas dedicadas a la primavera. Los japoneses sienten gran devoción por la floración de estos árboles, que celebran en la fiesta del Hanami. La avenida a orillas del Tamagawa fue realizada en 1730 por el shōgun Tokugawa Yoshimune, creador de los primeros parques públicos de Edo. A todo lo largo de la avenida circula un gran número de personas, contrastando este evento familiar con el establecimiento de la derecha, uno de los locales de prostitución del barrio de Shinjuku. En esta obra destaca nuevamente el suave cromatismo y la delicada combinación de colores. | El motivo principal de esta imagen son nuevamente los cerezos en flor, que aparecen en la mayoría de las estampas dedicadas a la primavera. Los japoneses sienten gran devoción por la floración de estos árboles, que celebran en la fiesta del Hanami. La avenida a orillas del Tamagawa fue realizada en 1730 por el shōgun Tokugawa Yoshimune, creador de los primeros parques públicos de Edo. A todo lo largo de la avenida circula un gran número de personas, contrastando este evento familiar con el establecimiento de la derecha, uno de los locales de prostitución del barrio de Shinjuku. En esta obra destaca nuevamente el suave cromatismo y la delicada combinación de colores. | El motivo principal de esta imagen son nuevamente los cerezos en flor, que aparecen en la mayoría de las estampas dedicadas a la primavera. Los japoneses sienten gran devoción por la floración de estos árboles, que celebran en la fiesta del Hanami. La avenida a orillas del Tamagawa fue realizada en 1730 por el shōgun Tokugawa Yoshimune, creador de los primeros parques públicos de Edo. A todo lo largo de la avenida circula un gran número de personas, contrastando este evento familiar con el establecimiento de la derecha, uno de los locales de prostitución del barrio de Shinjuku. En esta obra destaca nuevamente el suave cromatismo y la delicada combinación de colores. | El motivo principal de esta imagen son nuevamente los cerezos en flor, que aparecen en la mayoría de las estampas dedicadas a la primavera. Los japoneses sienten gran devoción por la floración de estos árboles, que celebran en la fiesta del Hanami. La avenida a orillas del Tamagawa fue realizada en 1730 por el shōgun Tokugawa Yoshimune, creador de los primeros parques públicos de Edo. A todo lo largo de la avenida circula un gran número de personas, contrastando este evento familiar con el establecimiento de la derecha, uno de los locales de prostitución del barrio de Shinjuku. En esta obra destaca nuevamente el suave cromatismo y la delicada combinación de colores. | El motivo principal de esta imagen son nuevamente los cerezos en flor, que aparecen en la mayoría de las estampas dedicadas a la primavera. Los japoneses sienten gran devoción por la floración de estos árboles, que celebran en la fiesta del Hanami. La avenida a orillas del Tamagawa fue realizada en 1730 por el shōgun Tokugawa Yoshimune, creador de los primeros parques públicos de Edo. A todo lo largo de la avenida circula un gran número de personas, contrastando este evento familiar con el establecimiento de la derecha, uno de los locales de prostitución del barrio de Shinjuku. En esta obra destaca nuevamente el suave cromatismo y la delicada combinación de colores. |

### Verano
| Verano | | | | | | | | | |
|        | 43. Los puentes Nihonbashi y Edobashi (日本橋江戸ばし Nihonbashi Edobashi?) (12-1857)                                                                        | 43. Los puentes Nihonbashi y Edobashi (日本橋江戸ばし Nihonbashi Edobashi?) (12-1857)                                                                        | 43. Los puentes Nihonbashi y Edobashi (日本橋江戸ばし Nihonbashi Edobashi?) (12-1857)                                                                        | De nuevo una curiosa composición de un fondo paisajístico vislumbrado a través de un primer plano constituido por los travesaños del puente, con un alto pilar que ocupa todo el lateral izquierdo y una cesta de pescado (atún) recortada en el derecho, acarreada por un transeúnte que no aparece en la imagen. Los maderos pertenecen al puente Nihonbashi («Puente de Japón» o «Puente del sol naciente»), mientras que el que aparece al fondo es el Edobashi («Puente de Edo»). En el horizonte se puede ver el rojo disco del sol que amanece. Con esta lámina empieza la serie dedicada al verano, coincidiendo el motivo elegido (el puente Nihonbashi) con la lámina 1 que iniciaba la primavera. La vista que se ve aquí es hacia el este, la contraria de la lámina 1. | De nuevo una curiosa composición de un fondo paisajístico vislumbrado a través de un primer plano constituido por los travesaños del puente, con un alto pilar que ocupa todo el lateral izquierdo y una cesta de pescado (atún) recortada en el derecho, acarreada por un transeúnte que no aparece en la imagen. Los maderos pertenecen al puente Nihonbashi («Puente de Japón» o «Puente del sol naciente»), mientras que el que aparece al fondo es el Edobashi («Puente de Edo»). En el horizonte se puede ver el rojo disco del sol que amanece. Con esta lámina empieza la serie dedicada al verano, coincidiendo el motivo elegido (el puente Nihonbashi) con la lámina 1 que iniciaba la primavera. La vista que se ve aquí es hacia el este, la contraria de la lámina 1. | De nuevo una curiosa composición de un fondo paisajístico vislumbrado a través de un primer plano constituido por los travesaños del puente, con un alto pilar que ocupa todo el lateral izquierdo y una cesta de pescado (atún) recortada en el derecho, acarreada por un transeúnte que no aparece en la imagen. Los maderos pertenecen al puente Nihonbashi («Puente de Japón» o «Puente del sol naciente»), mientras que el que aparece al fondo es el Edobashi («Puente de Edo»). En el horizonte se puede ver el rojo disco del sol que amanece. Con esta lámina empieza la serie dedicada al verano, coincidiendo el motivo elegido (el puente Nihonbashi) con la lámina 1 que iniciaba la primavera. La vista que se ve aquí es hacia el este, la contraria de la lámina 1. | De nuevo una curiosa composición de un fondo paisajístico vislumbrado a través de un primer plano constituido por los travesaños del puente, con un alto pilar que ocupa todo el lateral izquierdo y una cesta de pescado (atún) recortada en el derecho, acarreada por un transeúnte que no aparece en la imagen. Los maderos pertenecen al puente Nihonbashi («Puente de Japón» o «Puente del sol naciente»), mientras que el que aparece al fondo es el Edobashi («Puente de Edo»). En el horizonte se puede ver el rojo disco del sol que amanece. Con esta lámina empieza la serie dedicada al verano, coincidiendo el motivo elegido (el puente Nihonbashi) con la lámina 1 que iniciaba la primavera. La vista que se ve aquí es hacia el este, la contraria de la lámina 1. | De nuevo una curiosa composición de un fondo paisajístico vislumbrado a través de un primer plano constituido por los travesaños del puente, con un alto pilar que ocupa todo el lateral izquierdo y una cesta de pescado (atún) recortada en el derecho, acarreada por un transeúnte que no aparece en la imagen. Los maderos pertenecen al puente Nihonbashi («Puente de Japón» o «Puente del sol naciente»), mientras que el que aparece al fondo es el Edobashi («Puente de Edo»). En el horizonte se puede ver el rojo disco del sol que amanece. Con esta lámina empieza la serie dedicada al verano, coincidiendo el motivo elegido (el puente Nihonbashi) con la lámina 1 que iniciaba la primavera. La vista que se ve aquí es hacia el este, la contraria de la lámina 1. | De nuevo una curiosa composición de un fondo paisajístico vislumbrado a través de un primer plano constituido por los travesaños del puente, con un alto pilar que ocupa todo el lateral izquierdo y una cesta de pescado (atún) recortada en el derecho, acarreada por un transeúnte que no aparece en la imagen. Los maderos pertenecen al puente Nihonbashi («Puente de Japón» o «Puente del sol naciente»), mientras que el que aparece al fondo es el Edobashi («Puente de Edo»). En el horizonte se puede ver el rojo disco del sol que amanece. Con esta lámina empieza la serie dedicada al verano, coincidiendo el motivo elegido (el puente Nihonbashi) con la lámina 1 que iniciaba la primavera. La vista que se ve aquí es hacia el este, la contraria de la lámina 1. |
|        | 44. Vista de la calle Nihonbashi itchōme (日本橋通一丁目略図 Nihonbashi Tōri itchōme ryakuzu?) (8-1858)                                                      | 44. Vista de la calle Nihonbashi itchōme (日本橋通一丁目略図 Nihonbashi Tōri itchōme ryakuzu?) (8-1858)                                                      | 44. Vista de la calle Nihonbashi itchōme (日本橋通一丁目略図 Nihonbashi Tōri itchōme ryakuzu?) (8-1858)                                                      | El puente Nihonbashi daba nombre a un populoso barrio comercial de Edo, que solía tener mucha actividad de gente paseando y comerciando, como se ve en esta imagen. En primer plano se ve un grupo de bailarines conocido como Sumiyoshi, que hacía actuaciones callejeras itinerantes a todo lo largo de la ciudad; van protegidos por una gran sombrilla, y los sigue una intérprete de shamisen. Entre los edificios del fondo se percibe el comercio Shirokiya («árbol blanco»), fundado en 1662, uno de los principales grandes almacenes de la ciudad, posteriormente asimilado a la cadena Tōkyū. Delante del comercio hay un puesto de melones, y un hombre mayor que acaba de comprar uno lo está comiendo. A su lado, un repartidor del restaurante Tōkyōan lleva una bandeja con sake y cajas de pasta de alforfón. | El puente Nihonbashi daba nombre a un populoso barrio comercial de Edo, que solía tener mucha actividad de gente paseando y comerciando, como se ve en esta imagen. En primer plano se ve un grupo de bailarines conocido como Sumiyoshi, que hacía actuaciones callejeras itinerantes a todo lo largo de la ciudad; van protegidos por una gran sombrilla, y los sigue una intérprete de shamisen. Entre los edificios del fondo se percibe el comercio Shirokiya («árbol blanco»), fundado en 1662, uno de los principales grandes almacenes de la ciudad, posteriormente asimilado a la cadena Tōkyū. Delante del comercio hay un puesto de melones, y un hombre mayor que acaba de comprar uno lo está comiendo. A su lado, un repartidor del restaurante Tōkyōan lleva una bandeja con sake y cajas de pasta de alforfón. | El puente Nihonbashi daba nombre a un populoso barrio comercial de Edo, que solía tener mucha actividad de gente paseando y comerciando, como se ve en esta imagen. En primer plano se ve un grupo de bailarines conocido como Sumiyoshi, que hacía actuaciones callejeras itinerantes a todo lo largo de la ciudad; van protegidos por una gran sombrilla, y los sigue una intérprete de shamisen. Entre los edificios del fondo se percibe el comercio Shirokiya («árbol blanco»), fundado en 1662, uno de los principales grandes almacenes de la ciudad, posteriormente asimilado a la cadena Tōkyū. Delante del comercio hay un puesto de melones, y un hombre mayor que acaba de comprar uno lo está comiendo. A su lado, un repartidor del restaurante Tōkyōan lleva una bandeja con sake y cajas de pasta de alforfón. | El puente Nihonbashi daba nombre a un populoso barrio comercial de Edo, que solía tener mucha actividad de gente paseando y comerciando, como se ve en esta imagen. En primer plano se ve un grupo de bailarines conocido como Sumiyoshi, que hacía actuaciones callejeras itinerantes a todo lo largo de la ciudad; van protegidos por una gran sombrilla, y los sigue una intérprete de shamisen. Entre los edificios del fondo se percibe el comercio Shirokiya («árbol blanco»), fundado en 1662, uno de los principales grandes almacenes de la ciudad, posteriormente asimilado a la cadena Tōkyū. Delante del comercio hay un puesto de melones, y un hombre mayor que acaba de comprar uno lo está comiendo. A su lado, un repartidor del restaurante Tōkyōan lleva una bandeja con sake y cajas de pasta de alforfón. | El puente Nihonbashi daba nombre a un populoso barrio comercial de Edo, que solía tener mucha actividad de gente paseando y comerciando, como se ve en esta imagen. En primer plano se ve un grupo de bailarines conocido como Sumiyoshi, que hacía actuaciones callejeras itinerantes a todo lo largo de la ciudad; van protegidos por una gran sombrilla, y los sigue una intérprete de shamisen. Entre los edificios del fondo se percibe el comercio Shirokiya («árbol blanco»), fundado en 1662, uno de los principales grandes almacenes de la ciudad, posteriormente asimilado a la cadena Tōkyū. Delante del comercio hay un puesto de melones, y un hombre mayor que acaba de comprar uno lo está comiendo. A su lado, un repartidor del restaurante Tōkyōan lleva una bandeja con sake y cajas de pasta de alforfón. | El puente Nihonbashi daba nombre a un populoso barrio comercial de Edo, que solía tener mucha actividad de gente paseando y comerciando, como se ve en esta imagen. En primer plano se ve un grupo de bailarines conocido como Sumiyoshi, que hacía actuaciones callejeras itinerantes a todo lo largo de la ciudad; van protegidos por una gran sombrilla, y los sigue una intérprete de shamisen. Entre los edificios del fondo se percibe el comercio Shirokiya («árbol blanco»), fundado en 1662, uno de los principales grandes almacenes de la ciudad, posteriormente asimilado a la cadena Tōkyū. Delante del comercio hay un puesto de melones, y un hombre mayor que acaba de comprar uno lo está comiendo. A su lado, un repartidor del restaurante Tōkyōan lleva una bandeja con sake y cajas de pasta de alforfón. |
|        | 45. El puente Yatsumi no hashi (八ツ見のはし Yatsumi no hashi?) (8-1856)                                                                                     | 45. El puente Yatsumi no hashi (八ツ見のはし Yatsumi no hashi?) (8-1856)                                                                                     | 45. El puente Yatsumi no hashi (八ツ見のはし Yatsumi no hashi?) (8-1856)                                                                                     | Yatsumi no hashi quiere decir «vista de los ocho puentes», pues desde allí (actualmente es el Puente Ichikoku) se podían ver ocho puentes seguidos a lo largo del río. Nuevamente el autor antepone un primer plano en el costado derecho con unas ramas colgantes de sauce llorón, mientras que en la esquina inferior izquierda aparecen unos travesaños del puente. En plano medio se ve el río surcado por varias embarcaciones, tras el cual se suceden diversos puentes que se pierden en la lejanía. Los edificios del fondo corresponden al palacio del Shōgun, detrás del que se yergue la imponente majestuosidad del monte Fuji. El cielo tiene la habitual gradación de colores, atravesado por el vuelo de dos pájaros. | Yatsumi no hashi quiere decir «vista de los ocho puentes», pues desde allí (actualmente es el Puente Ichikoku) se podían ver ocho puentes seguidos a lo largo del río. Nuevamente el autor antepone un primer plano en el costado derecho con unas ramas colgantes de sauce llorón, mientras que en la esquina inferior izquierda aparecen unos travesaños del puente. En plano medio se ve el río surcado por varias embarcaciones, tras el cual se suceden diversos puentes que se pierden en la lejanía. Los edificios del fondo corresponden al palacio del Shōgun, detrás del que se yergue la imponente majestuosidad del monte Fuji. El cielo tiene la habitual gradación de colores, atravesado por el vuelo de dos pájaros. | Yatsumi no hashi quiere decir «vista de los ocho puentes», pues desde allí (actualmente es el Puente Ichikoku) se podían ver ocho puentes seguidos a lo largo del río. Nuevamente el autor antepone un primer plano en el costado derecho con unas ramas colgantes de sauce llorón, mientras que en la esquina inferior izquierda aparecen unos travesaños del puente. En plano medio se ve el río surcado por varias embarcaciones, tras el cual se suceden diversos puentes que se pierden en la lejanía. Los edificios del fondo corresponden al palacio del Shōgun, detrás del que se yergue la imponente majestuosidad del monte Fuji. El cielo tiene la habitual gradación de colores, atravesado por el vuelo de dos pájaros. | Yatsumi no hashi quiere decir «vista de los ocho puentes», pues desde allí (actualmente es el Puente Ichikoku) se podían ver ocho puentes seguidos a lo largo del río. Nuevamente el autor antepone un primer plano en el costado derecho con unas ramas colgantes de sauce llorón, mientras que en la esquina inferior izquierda aparecen unos travesaños del puente. En plano medio se ve el río surcado por varias embarcaciones, tras el cual se suceden diversos puentes que se pierden en la lejanía. Los edificios del fondo corresponden al palacio del Shōgun, detrás del que se yergue la imponente majestuosidad del monte Fuji. El cielo tiene la habitual gradación de colores, atravesado por el vuelo de dos pájaros. | Yatsumi no hashi quiere decir «vista de los ocho puentes», pues desde allí (actualmente es el Puente Ichikoku) se podían ver ocho puentes seguidos a lo largo del río. Nuevamente el autor antepone un primer plano en el costado derecho con unas ramas colgantes de sauce llorón, mientras que en la esquina inferior izquierda aparecen unos travesaños del puente. En plano medio se ve el río surcado por varias embarcaciones, tras el cual se suceden diversos puentes que se pierden en la lejanía. Los edificios del fondo corresponden al palacio del Shōgun, detrás del que se yergue la imponente majestuosidad del monte Fuji. El cielo tiene la habitual gradación de colores, atravesado por el vuelo de dos pájaros. | Yatsumi no hashi quiere decir «vista de los ocho puentes», pues desde allí (actualmente es el Puente Ichikoku) se podían ver ocho puentes seguidos a lo largo del río. Nuevamente el autor antepone un primer plano en el costado derecho con unas ramas colgantes de sauce llorón, mientras que en la esquina inferior izquierda aparecen unos travesaños del puente. En plano medio se ve el río surcado por varias embarcaciones, tras el cual se suceden diversos puentes que se pierden en la lejanía. Los edificios del fondo corresponden al palacio del Shōgun, detrás del que se yergue la imponente majestuosidad del monte Fuji. El cielo tiene la habitual gradación de colores, atravesado por el vuelo de dos pájaros. |
|        | 46. La barca Yoroi y Koami-chō (鎧の渡し小網町 Yoroi no watashi Koami-chō?) (10-1857)                                                                        | 46. La barca Yoroi y Koami-chō (鎧の渡し小網町 Yoroi no watashi Koami-chō?) (10-1857)                                                                        | 46. La barca Yoroi y Koami-chō (鎧の渡し小網町 Yoroi no watashi Koami-chō?) (10-1857)                                                                        | En esta composición Hiroshige utiliza una perspectiva muy marcada hacia el fondo por la larga fila de unas casetas de almacenes, que parten la imagen en dos: en la parte inferior se ve un canal fluvial (el Nihonbashigawa) con varias barcas, algunas que transportan mercancías y otras pasajeros; en la superior se aprecia un cielo de tono blanco y azul en los extremos, cruzado por una nube de un curioso color amarillo y, como en la estampa anterior, el vuelo de unos pájaros. En el lado derecho, una noble dama camina por la orilla, ataviada con un kimono de rico colorido y cubierta por una sombrilla, mientras que en el izquierdo se ve la proa de una embarcación, siguiendo el habitual estilo del autor de contraposición de planos. | En esta composición Hiroshige utiliza una perspectiva muy marcada hacia el fondo por la larga fila de unas casetas de almacenes, que parten la imagen en dos: en la parte inferior se ve un canal fluvial (el Nihonbashigawa) con varias barcas, algunas que transportan mercancías y otras pasajeros; en la superior se aprecia un cielo de tono blanco y azul en los extremos, cruzado por una nube de un curioso color amarillo y, como en la estampa anterior, el vuelo de unos pájaros. En el lado derecho, una noble dama camina por la orilla, ataviada con un kimono de rico colorido y cubierta por una sombrilla, mientras que en el izquierdo se ve la proa de una embarcación, siguiendo el habitual estilo del autor de contraposición de planos. | En esta composición Hiroshige utiliza una perspectiva muy marcada hacia el fondo por la larga fila de unas casetas de almacenes, que parten la imagen en dos: en la parte inferior se ve un canal fluvial (el Nihonbashigawa) con varias barcas, algunas que transportan mercancías y otras pasajeros; en la superior se aprecia un cielo de tono blanco y azul en los extremos, cruzado por una nube de un curioso color amarillo y, como en la estampa anterior, el vuelo de unos pájaros. En el lado derecho, una noble dama camina por la orilla, ataviada con un kimono de rico colorido y cubierta por una sombrilla, mientras que en el izquierdo se ve la proa de una embarcación, siguiendo el habitual estilo del autor de contraposición de planos. | En esta composición Hiroshige utiliza una perspectiva muy marcada hacia el fondo por la larga fila de unas casetas de almacenes, que parten la imagen en dos: en la parte inferior se ve un canal fluvial (el Nihonbashigawa) con varias barcas, algunas que transportan mercancías y otras pasajeros; en la superior se aprecia un cielo de tono blanco y azul en los extremos, cruzado por una nube de un curioso color amarillo y, como en la estampa anterior, el vuelo de unos pájaros. En el lado derecho, una noble dama camina por la orilla, ataviada con un kimono de rico colorido y cubierta por una sombrilla, mientras que en el izquierdo se ve la proa de una embarcación, siguiendo el habitual estilo del autor de contraposición de planos. | En esta composición Hiroshige utiliza una perspectiva muy marcada hacia el fondo por la larga fila de unas casetas de almacenes, que parten la imagen en dos: en la parte inferior se ve un canal fluvial (el Nihonbashigawa) con varias barcas, algunas que transportan mercancías y otras pasajeros; en la superior se aprecia un cielo de tono blanco y azul en los extremos, cruzado por una nube de un curioso color amarillo y, como en la estampa anterior, el vuelo de unos pájaros. En el lado derecho, una noble dama camina por la orilla, ataviada con un kimono de rico colorido y cubierta por una sombrilla, mientras que en el izquierdo se ve la proa de una embarcación, siguiendo el habitual estilo del autor de contraposición de planos. | En esta composición Hiroshige utiliza una perspectiva muy marcada hacia el fondo por la larga fila de unas casetas de almacenes, que parten la imagen en dos: en la parte inferior se ve un canal fluvial (el Nihonbashigawa) con varias barcas, algunas que transportan mercancías y otras pasajeros; en la superior se aprecia un cielo de tono blanco y azul en los extremos, cruzado por una nube de un curioso color amarillo y, como en la estampa anterior, el vuelo de unos pájaros. En el lado derecho, una noble dama camina por la orilla, ataviada con un kimono de rico colorido y cubierta por una sombrilla, mientras que en el izquierdo se ve la proa de una embarcación, siguiendo el habitual estilo del autor de contraposición de planos. |
|        | 47. El pabellón Seidō y el río Kandagawa vistos desde el puente Shōheibashi (昌平橋聖堂神田川 Shōheibashi Seidō Kandagawa?) (9-1857)                         | 47. El pabellón Seidō y el río Kandagawa vistos desde el puente Shōheibashi (昌平橋聖堂神田川 Shōheibashi Seidō Kandagawa?) (9-1857)                         | 47. El pabellón Seidō y el río Kandagawa vistos desde el puente Shōheibashi (昌平橋聖堂神田川 Shōheibashi Seidō Kandagawa?) (9-1857)                         | Nueva composición por planos, donde destaca en primer término una colina que ocupa todo el lado izquierdo, dispuesta en diagonal y coronada por pinos. Se trata de la colina Shōheizaka, que comparte con el puente Shōheibashi –del que se ven unos maderos en la esquina inferior derecha– el elemento Shōhei, transcripción al japonés de Changping, el lugar de nacimiento de Confucio, cuya doctrina moral era la base de la administración estatal nipona. Tras el puente aparece el río Kandagawa surcado por varias embarcaciones, mientras que en la otra orilla varios transeúntes caminan por un sendero flanqueado por el muro que delimita el pabellón Seidō («Pabellón santo»), construido en 1690 como santuario del confucianismo. Esta estampa es la primera que presenta la lluvia, trazada con finas líneas que exigían una gran destreza por parte del grabador (horishi). | Nueva composición por planos, donde destaca en primer término una colina que ocupa todo el lado izquierdo, dispuesta en diagonal y coronada por pinos. Se trata de la colina Shōheizaka, que comparte con el puente Shōheibashi –del que se ven unos maderos en la esquina inferior derecha– el elemento Shōhei, transcripción al japonés de Changping, el lugar de nacimiento de Confucio, cuya doctrina moral era la base de la administración estatal nipona. Tras el puente aparece el río Kandagawa surcado por varias embarcaciones, mientras que en la otra orilla varios transeúntes caminan por un sendero flanqueado por el muro que delimita el pabellón Seidō («Pabellón santo»), construido en 1690 como santuario del confucianismo. Esta estampa es la primera que presenta la lluvia, trazada con finas líneas que exigían una gran destreza por parte del grabador (horishi). | Nueva composición por planos, donde destaca en primer término una colina que ocupa todo el lado izquierdo, dispuesta en diagonal y coronada por pinos. Se trata de la colina Shōheizaka, que comparte con el puente Shōheibashi –del que se ven unos maderos en la esquina inferior derecha– el elemento Shōhei, transcripción al japonés de Changping, el lugar de nacimiento de Confucio, cuya doctrina moral era la base de la administración estatal nipona. Tras el puente aparece el río Kandagawa surcado por varias embarcaciones, mientras que en la otra orilla varios transeúntes caminan por un sendero flanqueado por el muro que delimita el pabellón Seidō («Pabellón santo»), construido en 1690 como santuario del confucianismo. Esta estampa es la primera que presenta la lluvia, trazada con finas líneas que exigían una gran destreza por parte del grabador (horishi). | Nueva composición por planos, donde destaca en primer término una colina que ocupa todo el lado izquierdo, dispuesta en diagonal y coronada por pinos. Se trata de la colina Shōheizaka, que comparte con el puente Shōheibashi –del que se ven unos maderos en la esquina inferior derecha– el elemento Shōhei, transcripción al japonés de Changping, el lugar de nacimiento de Confucio, cuya doctrina moral era la base de la administración estatal nipona. Tras el puente aparece el río Kandagawa surcado por varias embarcaciones, mientras que en la otra orilla varios transeúntes caminan por un sendero flanqueado por el muro que delimita el pabellón Seidō («Pabellón santo»), construido en 1690 como santuario del confucianismo. Esta estampa es la primera que presenta la lluvia, trazada con finas líneas que exigían una gran destreza por parte del grabador (horishi). | Nueva composición por planos, donde destaca en primer término una colina que ocupa todo el lado izquierdo, dispuesta en diagonal y coronada por pinos. Se trata de la colina Shōheizaka, que comparte con el puente Shōheibashi –del que se ven unos maderos en la esquina inferior derecha– el elemento Shōhei, transcripción al japonés de Changping, el lugar de nacimiento de Confucio, cuya doctrina moral era la base de la administración estatal nipona. Tras el puente aparece el río Kandagawa surcado por varias embarcaciones, mientras que en la otra orilla varios transeúntes caminan por un sendero flanqueado por el muro que delimita el pabellón Seidō («Pabellón santo»), construido en 1690 como santuario del confucianismo. Esta estampa es la primera que presenta la lluvia, trazada con finas líneas que exigían una gran destreza por parte del grabador (horishi). | Nueva composición por planos, donde destaca en primer término una colina que ocupa todo el lado izquierdo, dispuesta en diagonal y coronada por pinos. Se trata de la colina Shōheizaka, que comparte con el puente Shōheibashi –del que se ven unos maderos en la esquina inferior derecha– el elemento Shōhei, transcripción al japonés de Changping, el lugar de nacimiento de Confucio, cuya doctrina moral era la base de la administración estatal nipona. Tras el puente aparece el río Kandagawa surcado por varias embarcaciones, mientras que en la otra orilla varios transeúntes caminan por un sendero flanqueado por el muro que delimita el pabellón Seidō («Pabellón santo»), construido en 1690 como santuario del confucianismo. Esta estampa es la primera que presenta la lluvia, trazada con finas líneas que exigían una gran destreza por parte del grabador (horishi). |
|        | 48. El puente Suidōbashi y el barrio de Surugadai (水道橋駿河台 Suidōbashi Surugadai?) (i5-1857)                                                             | 48. El puente Suidōbashi y el barrio de Surugadai (水道橋駿河台 Suidōbashi Surugadai?) (i5-1857)                                                             | 48. El puente Suidōbashi y el barrio de Surugadai (水道橋駿河台 Suidōbashi Surugadai?) (i5-1857)                                                             | Domina el primer plano un gran estandarte en forma de carpa (koi nobori), suspendido de un mástil, tras el cual pueden verse más lejos otros dos de igual forma. Estos estandartes se colocaban en la «fiesta de los muchachos», que se celebraba el quinto día del quinto mes del calendario, en honor de los niños de seis o siete años, conmemorando la valentía y la virilidad; las carpas simbolizan estos conceptos, pues su capacidad de nadar contracorriente las convertían en ejemplos de fuerza y resistencia. Cabe resaltar la calidad en el trazado de las escamas, cuyo brillo plateado se conseguía con la técnica de impresión con arena de mica (kirazuri). En la parte inferior derecha se ve el puente Suidōbashi, por donde cruza una procesión de guerreros que se dirige a Surugadai, un barrio de samuráis. Al fondo aparece nuevamente el monte Fuji. | Domina el primer plano un gran estandarte en forma de carpa (koi nobori), suspendido de un mástil, tras el cual pueden verse más lejos otros dos de igual forma. Estos estandartes se colocaban en la «fiesta de los muchachos», que se celebraba el quinto día del quinto mes del calendario, en honor de los niños de seis o siete años, conmemorando la valentía y la virilidad; las carpas simbolizan estos conceptos, pues su capacidad de nadar contracorriente las convertían en ejemplos de fuerza y resistencia. Cabe resaltar la calidad en el trazado de las escamas, cuyo brillo plateado se conseguía con la técnica de impresión con arena de mica (kirazuri). En la parte inferior derecha se ve el puente Suidōbashi, por donde cruza una procesión de guerreros que se dirige a Surugadai, un barrio de samuráis. Al fondo aparece nuevamente el monte Fuji. | Domina el primer plano un gran estandarte en forma de carpa (koi nobori), suspendido de un mástil, tras el cual pueden verse más lejos otros dos de igual forma. Estos estandartes se colocaban en la «fiesta de los muchachos», que se celebraba el quinto día del quinto mes del calendario, en honor de los niños de seis o siete años, conmemorando la valentía y la virilidad; las carpas simbolizan estos conceptos, pues su capacidad de nadar contracorriente las convertían en ejemplos de fuerza y resistencia. Cabe resaltar la calidad en el trazado de las escamas, cuyo brillo plateado se conseguía con la técnica de impresión con arena de mica (kirazuri). En la parte inferior derecha se ve el puente Suidōbashi, por donde cruza una procesión de guerreros que se dirige a Surugadai, un barrio de samuráis. Al fondo aparece nuevamente el monte Fuji. | Domina el primer plano un gran estandarte en forma de carpa (koi nobori), suspendido de un mástil, tras el cual pueden verse más lejos otros dos de igual forma. Estos estandartes se colocaban en la «fiesta de los muchachos», que se celebraba el quinto día del quinto mes del calendario, en honor de los niños de seis o siete años, conmemorando la valentía y la virilidad; las carpas simbolizan estos conceptos, pues su capacidad de nadar contracorriente las convertían en ejemplos de fuerza y resistencia. Cabe resaltar la calidad en el trazado de las escamas, cuyo brillo plateado se conseguía con la técnica de impresión con arena de mica (kirazuri). En la parte inferior derecha se ve el puente Suidōbashi, por donde cruza una procesión de guerreros que se dirige a Surugadai, un barrio de samuráis. Al fondo aparece nuevamente el monte Fuji. | Domina el primer plano un gran estandarte en forma de carpa (koi nobori), suspendido de un mástil, tras el cual pueden verse más lejos otros dos de igual forma. Estos estandartes se colocaban en la «fiesta de los muchachos», que se celebraba el quinto día del quinto mes del calendario, en honor de los niños de seis o siete años, conmemorando la valentía y la virilidad; las carpas simbolizan estos conceptos, pues su capacidad de nadar contracorriente las convertían en ejemplos de fuerza y resistencia. Cabe resaltar la calidad en el trazado de las escamas, cuyo brillo plateado se conseguía con la técnica de impresión con arena de mica (kirazuri). En la parte inferior derecha se ve el puente Suidōbashi, por donde cruza una procesión de guerreros que se dirige a Surugadai, un barrio de samuráis. Al fondo aparece nuevamente el monte Fuji. | Domina el primer plano un gran estandarte en forma de carpa (koi nobori), suspendido de un mástil, tras el cual pueden verse más lejos otros dos de igual forma. Estos estandartes se colocaban en la «fiesta de los muchachos», que se celebraba el quinto día del quinto mes del calendario, en honor de los niños de seis o siete años, conmemorando la valentía y la virilidad; las carpas simbolizan estos conceptos, pues su capacidad de nadar contracorriente las convertían en ejemplos de fuerza y resistencia. Cabe resaltar la calidad en el trazado de las escamas, cuyo brillo plateado se conseguía con la técnica de impresión con arena de mica (kirazuri). En la parte inferior derecha se ve el puente Suidōbashi, por donde cruza una procesión de guerreros que se dirige a Surugadai, un barrio de samuráis. Al fondo aparece nuevamente el monte Fuji. |
|        | 49. La catarata de Fudō en Ōji (王子不動之滝 Ōji Fudō no taki?) (9-1857)                                                                                     | 49. La catarata de Fudō en Ōji (王子不動之滝 Ōji Fudō no taki?) (9-1857)                                                                                     | 49. La catarata de Fudō en Ōji (王子不動之滝 Ōji Fudō no taki?) (9-1857)                                                                                     | Esta lámina destaca por su verticalidad, que saca el máximo provecho del formato ōban, conseguida por la larga caída de agua de la cascada de Fudō, al norte de Edo. Este accidente natural debe su nombre a Fudō Myōō, el rey de la sabiduría esotérica en el budismo. Según una leyenda, una joven rezó cien días desnuda bajo la catarata para pedir la curación de su padre enfermo; desde entonces, numerosos devotos se bañaban y rezaban pidiendo salud. En lo alto de la catarata, una cuerda de cáñamo con borlas (shimenawa) señala la santidad del lugar. A los pies de la cascada aparecen varias figuras: un hombre entrando en el agua, una sirvienta anciana que sirve el té a un hombre que seguramente acaba de salir del estanque y dos damas ataviadas con ricos ropajes que pasean por el lugar. | Esta lámina destaca por su verticalidad, que saca el máximo provecho del formato ōban, conseguida por la larga caída de agua de la cascada de Fudō, al norte de Edo. Este accidente natural debe su nombre a Fudō Myōō, el rey de la sabiduría esotérica en el budismo. Según una leyenda, una joven rezó cien días desnuda bajo la catarata para pedir la curación de su padre enfermo; desde entonces, numerosos devotos se bañaban y rezaban pidiendo salud. En lo alto de la catarata, una cuerda de cáñamo con borlas (shimenawa) señala la santidad del lugar. A los pies de la cascada aparecen varias figuras: un hombre entrando en el agua, una sirvienta anciana que sirve el té a un hombre que seguramente acaba de salir del estanque y dos damas ataviadas con ricos ropajes que pasean por el lugar. | Esta lámina destaca por su verticalidad, que saca el máximo provecho del formato ōban, conseguida por la larga caída de agua de la cascada de Fudō, al norte de Edo. Este accidente natural debe su nombre a Fudō Myōō, el rey de la sabiduría esotérica en el budismo. Según una leyenda, una joven rezó cien días desnuda bajo la catarata para pedir la curación de su padre enfermo; desde entonces, numerosos devotos se bañaban y rezaban pidiendo salud. En lo alto de la catarata, una cuerda de cáñamo con borlas (shimenawa) señala la santidad del lugar. A los pies de la cascada aparecen varias figuras: un hombre entrando en el agua, una sirvienta anciana que sirve el té a un hombre que seguramente acaba de salir del estanque y dos damas ataviadas con ricos ropajes que pasean por el lugar. | Esta lámina destaca por su verticalidad, que saca el máximo provecho del formato ōban, conseguida por la larga caída de agua de la cascada de Fudō, al norte de Edo. Este accidente natural debe su nombre a Fudō Myōō, el rey de la sabiduría esotérica en el budismo. Según una leyenda, una joven rezó cien días desnuda bajo la catarata para pedir la curación de su padre enfermo; desde entonces, numerosos devotos se bañaban y rezaban pidiendo salud. En lo alto de la catarata, una cuerda de cáñamo con borlas (shimenawa) señala la santidad del lugar. A los pies de la cascada aparecen varias figuras: un hombre entrando en el agua, una sirvienta anciana que sirve el té a un hombre que seguramente acaba de salir del estanque y dos damas ataviadas con ricos ropajes que pasean por el lugar. | Esta lámina destaca por su verticalidad, que saca el máximo provecho del formato ōban, conseguida por la larga caída de agua de la cascada de Fudō, al norte de Edo. Este accidente natural debe su nombre a Fudō Myōō, el rey de la sabiduría esotérica en el budismo. Según una leyenda, una joven rezó cien días desnuda bajo la catarata para pedir la curación de su padre enfermo; desde entonces, numerosos devotos se bañaban y rezaban pidiendo salud. En lo alto de la catarata, una cuerda de cáñamo con borlas (shimenawa) señala la santidad del lugar. A los pies de la cascada aparecen varias figuras: un hombre entrando en el agua, una sirvienta anciana que sirve el té a un hombre que seguramente acaba de salir del estanque y dos damas ataviadas con ricos ropajes que pasean por el lugar. | Esta lámina destaca por su verticalidad, que saca el máximo provecho del formato ōban, conseguida por la larga caída de agua de la cascada de Fudō, al norte de Edo. Este accidente natural debe su nombre a Fudō Myōō, el rey de la sabiduría esotérica en el budismo. Según una leyenda, una joven rezó cien días desnuda bajo la catarata para pedir la curación de su padre enfermo; desde entonces, numerosos devotos se bañaban y rezaban pidiendo salud. En lo alto de la catarata, una cuerda de cáñamo con borlas (shimenawa) señala la santidad del lugar. A los pies de la cascada aparecen varias figuras: un hombre entrando en el agua, una sirvienta anciana que sirve el té a un hombre que seguramente acaba de salir del estanque y dos damas ataviadas con ricos ropajes que pasean por el lugar. |
|        | 50. El santuario de Kumano Jūnisha en Tsunohazu, también conocido como «Jūnisō» (角筈熊野十二社俗称十二そ Tsunohazu Kumano Jūnisha zokushō Jūnisō?) (7-1856) | 50. El santuario de Kumano Jūnisha en Tsunohazu, también conocido como «Jūnisō» (角筈熊野十二社俗称十二そ Tsunohazu Kumano Jūnisha zokushō Jūnisō?) (7-1856) | 50. El santuario de Kumano Jūnisha en Tsunohazu, también conocido como «Jūnisō» (角筈熊野十二社俗称十二そ Tsunohazu Kumano Jūnisha zokushō Jūnisō?) (7-1856) | Este santuario fue fundado en la era Ōei (1394-1428) por Suzuki Kurō, natural de la provincia de Kii (actual prefectura de Wakayama), donde se encuentra el santuario de Kumano original. Lo dedicó a doce divinidades procedentes de esa región, por lo que fue conocido como Jūnisha («doce santuarios»). El pueblo de Tsunohazu se encontraba al oeste de la ciudad, formando parte actualmente del barrio de Shinjuku. La composición está dominada por el estanque central, alrededor del cual hay campos con pinos y varias casetas para tomar el té, con gente paseando y disfrutando del paisaje. En la esquina inferior izquierda aparecen varios edificios del santuario. El fondo tiene un perfil montañoso, cubierto de una niebla de color blanco y amarillo. | Este santuario fue fundado en la era Ōei (1394-1428) por Suzuki Kurō, natural de la provincia de Kii (actual prefectura de Wakayama), donde se encuentra el santuario de Kumano original. Lo dedicó a doce divinidades procedentes de esa región, por lo que fue conocido como Jūnisha («doce santuarios»). El pueblo de Tsunohazu se encontraba al oeste de la ciudad, formando parte actualmente del barrio de Shinjuku. La composición está dominada por el estanque central, alrededor del cual hay campos con pinos y varias casetas para tomar el té, con gente paseando y disfrutando del paisaje. En la esquina inferior izquierda aparecen varios edificios del santuario. El fondo tiene un perfil montañoso, cubierto de una niebla de color blanco y amarillo. | Este santuario fue fundado en la era Ōei (1394-1428) por Suzuki Kurō, natural de la provincia de Kii (actual prefectura de Wakayama), donde se encuentra el santuario de Kumano original. Lo dedicó a doce divinidades procedentes de esa región, por lo que fue conocido como Jūnisha («doce santuarios»). El pueblo de Tsunohazu se encontraba al oeste de la ciudad, formando parte actualmente del barrio de Shinjuku. La composición está dominada por el estanque central, alrededor del cual hay campos con pinos y varias casetas para tomar el té, con gente paseando y disfrutando del paisaje. En la esquina inferior izquierda aparecen varios edificios del santuario. El fondo tiene un perfil montañoso, cubierto de una niebla de color blanco y amarillo. | Este santuario fue fundado en la era Ōei (1394-1428) por Suzuki Kurō, natural de la provincia de Kii (actual prefectura de Wakayama), donde se encuentra el santuario de Kumano original. Lo dedicó a doce divinidades procedentes de esa región, por lo que fue conocido como Jūnisha («doce santuarios»). El pueblo de Tsunohazu se encontraba al oeste de la ciudad, formando parte actualmente del barrio de Shinjuku. La composición está dominada por el estanque central, alrededor del cual hay campos con pinos y varias casetas para tomar el té, con gente paseando y disfrutando del paisaje. En la esquina inferior izquierda aparecen varios edificios del santuario. El fondo tiene un perfil montañoso, cubierto de una niebla de color blanco y amarillo. | Este santuario fue fundado en la era Ōei (1394-1428) por Suzuki Kurō, natural de la provincia de Kii (actual prefectura de Wakayama), donde se encuentra el santuario de Kumano original. Lo dedicó a doce divinidades procedentes de esa región, por lo que fue conocido como Jūnisha («doce santuarios»). El pueblo de Tsunohazu se encontraba al oeste de la ciudad, formando parte actualmente del barrio de Shinjuku. La composición está dominada por el estanque central, alrededor del cual hay campos con pinos y varias casetas para tomar el té, con gente paseando y disfrutando del paisaje. En la esquina inferior izquierda aparecen varios edificios del santuario. El fondo tiene un perfil montañoso, cubierto de una niebla de color blanco y amarillo. | Este santuario fue fundado en la era Ōei (1394-1428) por Suzuki Kurō, natural de la provincia de Kii (actual prefectura de Wakayama), donde se encuentra el santuario de Kumano original. Lo dedicó a doce divinidades procedentes de esa región, por lo que fue conocido como Jūnisha («doce santuarios»). El pueblo de Tsunohazu se encontraba al oeste de la ciudad, formando parte actualmente del barrio de Shinjuku. La composición está dominada por el estanque central, alrededor del cual hay campos con pinos y varias casetas para tomar el té, con gente paseando y disfrutando del paisaje. En la esquina inferior izquierda aparecen varios edificios del santuario. El fondo tiene un perfil montañoso, cubierto de una niebla de color blanco y amarillo. |
|        | 51. La procesión Sannō en Kōjimachi itchōme (糀町一丁目山王祭ねり込 Kōjimachi itchōme Sannō Matsuri nerikomi?) (7-1856)                                      | 51. La procesión Sannō en Kōjimachi itchōme (糀町一丁目山王祭ねり込 Kōjimachi itchōme Sannō Matsuri nerikomi?) (7-1856)                                      | 51. La procesión Sannō en Kōjimachi itchōme (糀町一丁目山王祭ねり込 Kōjimachi itchōme Sannō Matsuri nerikomi?) (7-1856)                                      | El autor muestra nuevamente una inusual composición con un elemento destacado en primer término, en este caso la parte superior de un carro festivo (mikoshi) de la fiesta de Sannō, celebrada el 15 de junio en honor del dios Hiei Sannō. Esta estructura ocupa todo el lado izquierdo, formada por unas bandas de color azul sobre una vara de bambú, que se abren como velas, sobre las que aparece un gran «tambor de amonestación» (kankadori) rematado por un gallo del que solo se ve una pata y unas plumas blancas. Al lado del carro, en la esquina inferior izquierda, aparecen los sombreros blancos con flores rojas de los participantes en la procesión. Sobre la loma al otro lado del estanque se aprecia otro carro, en este caso con la figura de un mono, que se dirige al Palacio Hanzōmon. Esta festividad se celebraba cada dos años desde 1681, con procesiones de unas 50 carrozas y 500 personas ataviadas como en el período Heian (794-1185), que se dirigían desde el santuario de Hiei Sannō –cerca del Palacio del Shōgun– por todo el centro de la ciudad. | El autor muestra nuevamente una inusual composición con un elemento destacado en primer término, en este caso la parte superior de un carro festivo (mikoshi) de la fiesta de Sannō, celebrada el 15 de junio en honor del dios Hiei Sannō. Esta estructura ocupa todo el lado izquierdo, formada por unas bandas de color azul sobre una vara de bambú, que se abren como velas, sobre las que aparece un gran «tambor de amonestación» (kankadori) rematado por un gallo del que solo se ve una pata y unas plumas blancas. Al lado del carro, en la esquina inferior izquierda, aparecen los sombreros blancos con flores rojas de los participantes en la procesión. Sobre la loma al otro lado del estanque se aprecia otro carro, en este caso con la figura de un mono, que se dirige al Palacio Hanzōmon. Esta festividad se celebraba cada dos años desde 1681, con procesiones de unas 50 carrozas y 500 personas ataviadas como en el período Heian (794-1185), que se dirigían desde el santuario de Hiei Sannō –cerca del Palacio del Shōgun– por todo el centro de la ciudad. | El autor muestra nuevamente una inusual composición con un elemento destacado en primer término, en este caso la parte superior de un carro festivo (mikoshi) de la fiesta de Sannō, celebrada el 15 de junio en honor del dios Hiei Sannō. Esta estructura ocupa todo el lado izquierdo, formada por unas bandas de color azul sobre una vara de bambú, que se abren como velas, sobre las que aparece un gran «tambor de amonestación» (kankadori) rematado por un gallo del que solo se ve una pata y unas plumas blancas. Al lado del carro, en la esquina inferior izquierda, aparecen los sombreros blancos con flores rojas de los participantes en la procesión. Sobre la loma al otro lado del estanque se aprecia otro carro, en este caso con la figura de un mono, que se dirige al Palacio Hanzōmon. Esta festividad se celebraba cada dos años desde 1681, con procesiones de unas 50 carrozas y 500 personas ataviadas como en el período Heian (794-1185), que se dirigían desde el santuario de Hiei Sannō –cerca del Palacio del Shōgun– por todo el centro de la ciudad. | El autor muestra nuevamente una inusual composición con un elemento destacado en primer término, en este caso la parte superior de un carro festivo (mikoshi) de la fiesta de Sannō, celebrada el 15 de junio en honor del dios Hiei Sannō. Esta estructura ocupa todo el lado izquierdo, formada por unas bandas de color azul sobre una vara de bambú, que se abren como velas, sobre las que aparece un gran «tambor de amonestación» (kankadori) rematado por un gallo del que solo se ve una pata y unas plumas blancas. Al lado del carro, en la esquina inferior izquierda, aparecen los sombreros blancos con flores rojas de los participantes en la procesión. Sobre la loma al otro lado del estanque se aprecia otro carro, en este caso con la figura de un mono, que se dirige al Palacio Hanzōmon. Esta festividad se celebraba cada dos años desde 1681, con procesiones de unas 50 carrozas y 500 personas ataviadas como en el período Heian (794-1185), que se dirigían desde el santuario de Hiei Sannō –cerca del Palacio del Shōgun– por todo el centro de la ciudad. | El autor muestra nuevamente una inusual composición con un elemento destacado en primer término, en este caso la parte superior de un carro festivo (mikoshi) de la fiesta de Sannō, celebrada el 15 de junio en honor del dios Hiei Sannō. Esta estructura ocupa todo el lado izquierdo, formada por unas bandas de color azul sobre una vara de bambú, que se abren como velas, sobre las que aparece un gran «tambor de amonestación» (kankadori) rematado por un gallo del que solo se ve una pata y unas plumas blancas. Al lado del carro, en la esquina inferior izquierda, aparecen los sombreros blancos con flores rojas de los participantes en la procesión. Sobre la loma al otro lado del estanque se aprecia otro carro, en este caso con la figura de un mono, que se dirige al Palacio Hanzōmon. Esta festividad se celebraba cada dos años desde 1681, con procesiones de unas 50 carrozas y 500 personas ataviadas como en el período Heian (794-1185), que se dirigían desde el santuario de Hiei Sannō –cerca del Palacio del Shōgun– por todo el centro de la ciudad. | El autor muestra nuevamente una inusual composición con un elemento destacado en primer término, en este caso la parte superior de un carro festivo (mikoshi) de la fiesta de Sannō, celebrada el 15 de junio en honor del dios Hiei Sannō. Esta estructura ocupa todo el lado izquierdo, formada por unas bandas de color azul sobre una vara de bambú, que se abren como velas, sobre las que aparece un gran «tambor de amonestación» (kankadori) rematado por un gallo del que solo se ve una pata y unas plumas blancas. Al lado del carro, en la esquina inferior izquierda, aparecen los sombreros blancos con flores rojas de los participantes en la procesión. Sobre la loma al otro lado del estanque se aprecia otro carro, en este caso con la figura de un mono, que se dirige al Palacio Hanzōmon. Esta festividad se celebraba cada dos años desde 1681, con procesiones de unas 50 carrozas y 500 personas ataviadas como en el período Heian (794-1185), que se dirigían desde el santuario de Hiei Sannō –cerca del Palacio del Shōgun– por todo el centro de la ciudad. |
|        | 52. Jardín de paulownias en Akasaka (赤坂桐畑 Akasaka kiribatake?) (4-1856)                                                                                  | 52. Jardín de paulownias en Akasaka (赤坂桐畑 Akasaka kiribatake?) (4-1856)                                                                                  | 52. Jardín de paulownias en Akasaka (赤坂桐畑 Akasaka kiribatake?) (4-1856)                                                                                  | Se sitúa en primer término, formando el eje central vertical, un árbol de paulownia (kiri), con otro más alejado en el lado derecho, dando paso a un estanque y un frondoso bosque en la reserva acuática de Tameike, en el barrio de Akasaka. El estanque de Tameike era salobre, por lo que crecía el loto, señalado por unos puntos negros en la orilla del lago. Los edificios que se ven al borde del estanque pertenecían al santuario de Hiei Sannō. En la orilla desde la que miramos se encontraba un jardín de paulownias (kiribatake) perteneciente a la residencia del daimyō Kuroda, de Fukuoka. La corteza de este árbol se usaba para tintes, y la madera era adecuada para muebles, sandalias geta (las sandalias con plataforma alzada típicas de las geishas) y para confeccionar cítaras (koto). | Se sitúa en primer término, formando el eje central vertical, un árbol de paulownia (kiri), con otro más alejado en el lado derecho, dando paso a un estanque y un frondoso bosque en la reserva acuática de Tameike, en el barrio de Akasaka. El estanque de Tameike era salobre, por lo que crecía el loto, señalado por unos puntos negros en la orilla del lago. Los edificios que se ven al borde del estanque pertenecían al santuario de Hiei Sannō. En la orilla desde la que miramos se encontraba un jardín de paulownias (kiribatake) perteneciente a la residencia del daimyō Kuroda, de Fukuoka. La corteza de este árbol se usaba para tintes, y la madera era adecuada para muebles, sandalias geta (las sandalias con plataforma alzada típicas de las geishas) y para confeccionar cítaras (koto). | Se sitúa en primer término, formando el eje central vertical, un árbol de paulownia (kiri), con otro más alejado en el lado derecho, dando paso a un estanque y un frondoso bosque en la reserva acuática de Tameike, en el barrio de Akasaka. El estanque de Tameike era salobre, por lo que crecía el loto, señalado por unos puntos negros en la orilla del lago. Los edificios que se ven al borde del estanque pertenecían al santuario de Hiei Sannō. En la orilla desde la que miramos se encontraba un jardín de paulownias (kiribatake) perteneciente a la residencia del daimyō Kuroda, de Fukuoka. La corteza de este árbol se usaba para tintes, y la madera era adecuada para muebles, sandalias geta (las sandalias con plataforma alzada típicas de las geishas) y para confeccionar cítaras (koto). | Se sitúa en primer término, formando el eje central vertical, un árbol de paulownia (kiri), con otro más alejado en el lado derecho, dando paso a un estanque y un frondoso bosque en la reserva acuática de Tameike, en el barrio de Akasaka. El estanque de Tameike era salobre, por lo que crecía el loto, señalado por unos puntos negros en la orilla del lago. Los edificios que se ven al borde del estanque pertenecían al santuario de Hiei Sannō. En la orilla desde la que miramos se encontraba un jardín de paulownias (kiribatake) perteneciente a la residencia del daimyō Kuroda, de Fukuoka. La corteza de este árbol se usaba para tintes, y la madera era adecuada para muebles, sandalias geta (las sandalias con plataforma alzada típicas de las geishas) y para confeccionar cítaras (koto). | Se sitúa en primer término, formando el eje central vertical, un árbol de paulownia (kiri), con otro más alejado en el lado derecho, dando paso a un estanque y un frondoso bosque en la reserva acuática de Tameike, en el barrio de Akasaka. El estanque de Tameike era salobre, por lo que crecía el loto, señalado por unos puntos negros en la orilla del lago. Los edificios que se ven al borde del estanque pertenecían al santuario de Hiei Sannō. En la orilla desde la que miramos se encontraba un jardín de paulownias (kiribatake) perteneciente a la residencia del daimyō Kuroda, de Fukuoka. La corteza de este árbol se usaba para tintes, y la madera era adecuada para muebles, sandalias geta (las sandalias con plataforma alzada típicas de las geishas) y para confeccionar cítaras (koto). | Se sitúa en primer término, formando el eje central vertical, un árbol de paulownia (kiri), con otro más alejado en el lado derecho, dando paso a un estanque y un frondoso bosque en la reserva acuática de Tameike, en el barrio de Akasaka. El estanque de Tameike era salobre, por lo que crecía el loto, señalado por unos puntos negros en la orilla del lago. Los edificios que se ven al borde del estanque pertenecían al santuario de Hiei Sannō. En la orilla desde la que miramos se encontraba un jardín de paulownias (kiribatake) perteneciente a la residencia del daimyō Kuroda, de Fukuoka. La corteza de este árbol se usaba para tintes, y la madera era adecuada para muebles, sandalias geta (las sandalias con plataforma alzada típicas de las geishas) y para confeccionar cítaras (koto). |
|        | 53. La pagoda del templo de Zōjōji y Akabane (増上寺塔赤羽根 Zōjōji tō Akabane?) (1-1857)                                                                    | 53. La pagoda del templo de Zōjōji y Akabane (増上寺塔赤羽根 Zōjōji tō Akabane?) (1-1857)                                                                    | 53. La pagoda del templo de Zōjōji y Akabane (増上寺塔赤羽根 Zōjōji tō Akabane?) (1-1857)                                                                    | Se aprecia de nuevo una vista aérea dominada por la imponente figura de la pagoda ocupando todo el lado derecho, con el típico color rojo de los templos. Si antiguamente esta pagoda era la edificación más alta de la zona, hoy día se encuentra situada entre rascacielos. El templo de Zōjōji pertenece a la secta budista Jōdo («Escuela de la Doctrina Pura»), y fue fundado por Tokugawa Ieyasu. Se encontraba al suroeste de la ciudad, cerca del Tōkaidō, la vía que conducía a Kyōto, por lo que atraía a muchos viajeros. En época de Hiroshige contaba con una comunidad de 3.000 monjes. Tras la pagoda se ve el río Akabanegawa cruzado por un puente, tras el que se encuentra una calle ancha de color amarillo. El largo edificio del fondo era la residencia del daimyō Arima, del feudo de Kurume en Kyūshū, cuya alta torre de vigilancia –la mayor de Edo– se eleva sobre el horizonte en el lado izquierdo. | Se aprecia de nuevo una vista aérea dominada por la imponente figura de la pagoda ocupando todo el lado derecho, con el típico color rojo de los templos. Si antiguamente esta pagoda era la edificación más alta de la zona, hoy día se encuentra situada entre rascacielos. El templo de Zōjōji pertenece a la secta budista Jōdo («Escuela de la Doctrina Pura»), y fue fundado por Tokugawa Ieyasu. Se encontraba al suroeste de la ciudad, cerca del Tōkaidō, la vía que conducía a Kyōto, por lo que atraía a muchos viajeros. En época de Hiroshige contaba con una comunidad de 3.000 monjes. Tras la pagoda se ve el río Akabanegawa cruzado por un puente, tras el que se encuentra una calle ancha de color amarillo. El largo edificio del fondo era la residencia del daimyō Arima, del feudo de Kurume en Kyūshū, cuya alta torre de vigilancia –la mayor de Edo– se eleva sobre el horizonte en el lado izquierdo. | Se aprecia de nuevo una vista aérea dominada por la imponente figura de la pagoda ocupando todo el lado derecho, con el típico color rojo de los templos. Si antiguamente esta pagoda era la edificación más alta de la zona, hoy día se encuentra situada entre rascacielos. El templo de Zōjōji pertenece a la secta budista Jōdo («Escuela de la Doctrina Pura»), y fue fundado por Tokugawa Ieyasu. Se encontraba al suroeste de la ciudad, cerca del Tōkaidō, la vía que conducía a Kyōto, por lo que atraía a muchos viajeros. En época de Hiroshige contaba con una comunidad de 3.000 monjes. Tras la pagoda se ve el río Akabanegawa cruzado por un puente, tras el que se encuentra una calle ancha de color amarillo. El largo edificio del fondo era la residencia del daimyō Arima, del feudo de Kurume en Kyūshū, cuya alta torre de vigilancia –la mayor de Edo– se eleva sobre el horizonte en el lado izquierdo. | Se aprecia de nuevo una vista aérea dominada por la imponente figura de la pagoda ocupando todo el lado derecho, con el típico color rojo de los templos. Si antiguamente esta pagoda era la edificación más alta de la zona, hoy día se encuentra situada entre rascacielos. El templo de Zōjōji pertenece a la secta budista Jōdo («Escuela de la Doctrina Pura»), y fue fundado por Tokugawa Ieyasu. Se encontraba al suroeste de la ciudad, cerca del Tōkaidō, la vía que conducía a Kyōto, por lo que atraía a muchos viajeros. En época de Hiroshige contaba con una comunidad de 3.000 monjes. Tras la pagoda se ve el río Akabanegawa cruzado por un puente, tras el que se encuentra una calle ancha de color amarillo. El largo edificio del fondo era la residencia del daimyō Arima, del feudo de Kurume en Kyūshū, cuya alta torre de vigilancia –la mayor de Edo– se eleva sobre el horizonte en el lado izquierdo. | Se aprecia de nuevo una vista aérea dominada por la imponente figura de la pagoda ocupando todo el lado derecho, con el típico color rojo de los templos. Si antiguamente esta pagoda era la edificación más alta de la zona, hoy día se encuentra situada entre rascacielos. El templo de Zōjōji pertenece a la secta budista Jōdo («Escuela de la Doctrina Pura»), y fue fundado por Tokugawa Ieyasu. Se encontraba al suroeste de la ciudad, cerca del Tōkaidō, la vía que conducía a Kyōto, por lo que atraía a muchos viajeros. En época de Hiroshige contaba con una comunidad de 3.000 monjes. Tras la pagoda se ve el río Akabanegawa cruzado por un puente, tras el que se encuentra una calle ancha de color amarillo. El largo edificio del fondo era la residencia del daimyō Arima, del feudo de Kurume en Kyūshū, cuya alta torre de vigilancia –la mayor de Edo– se eleva sobre el horizonte en el lado izquierdo. | Se aprecia de nuevo una vista aérea dominada por la imponente figura de la pagoda ocupando todo el lado derecho, con el típico color rojo de los templos. Si antiguamente esta pagoda era la edificación más alta de la zona, hoy día se encuentra situada entre rascacielos. El templo de Zōjōji pertenece a la secta budista Jōdo («Escuela de la Doctrina Pura»), y fue fundado por Tokugawa Ieyasu. Se encontraba al suroeste de la ciudad, cerca del Tōkaidō, la vía que conducía a Kyōto, por lo que atraía a muchos viajeros. En época de Hiroshige contaba con una comunidad de 3.000 monjes. Tras la pagoda se ve el río Akabanegawa cruzado por un puente, tras el que se encuentra una calle ancha de color amarillo. El largo edificio del fondo era la residencia del daimyō Arima, del feudo de Kurume en Kyūshū, cuya alta torre de vigilancia –la mayor de Edo– se eleva sobre el horizonte en el lado izquierdo. |
|        | 54. El foso de Benkei desde Soto-Sakurada hasta Kōjimachi (外桜田弁慶堀糀町 Soto-Sakurada Benkeibori Kōjimachi?) (5-1856)                                    | 54. El foso de Benkei desde Soto-Sakurada hasta Kōjimachi (外桜田弁慶堀糀町 Soto-Sakurada Benkeibori Kōjimachi?) (5-1856)                                    | 54. El foso de Benkei desde Soto-Sakurada hasta Kōjimachi (外桜田弁慶堀糀町 Soto-Sakurada Benkeibori Kōjimachi?) (5-1856)                                    | El foso, que ahora se llama Sakurada, rodeaba el Palacio Imperial, cuyos altos muros se aprecian a la derecha. En la esquina inferior izquierda un grupo de personas se dirige a la caseta de guardia que aparece en segundo término más al fondo, al lado de un pozo de tres cubos conocido como «Fuente de cerezas», y tras los cuales se eleva la residencia del señor feudal Ii de Hikone (prefectura de Shiga). Al fondo a la derecha, bajo la cartela roja del título de la serie, se ve la torre de vigilancia de Kōjimachi, recién construida dos meses antes de esta estampa tras el terremoto de 1855. En la gama cromática destacan los verdes y azules, especialmente el azul intenso del foso, mientras que en el cielo predomina el blanco. | El foso, que ahora se llama Sakurada, rodeaba el Palacio Imperial, cuyos altos muros se aprecian a la derecha. En la esquina inferior izquierda un grupo de personas se dirige a la caseta de guardia que aparece en segundo término más al fondo, al lado de un pozo de tres cubos conocido como «Fuente de cerezas», y tras los cuales se eleva la residencia del señor feudal Ii de Hikone (prefectura de Shiga). Al fondo a la derecha, bajo la cartela roja del título de la serie, se ve la torre de vigilancia de Kōjimachi, recién construida dos meses antes de esta estampa tras el terremoto de 1855. En la gama cromática destacan los verdes y azules, especialmente el azul intenso del foso, mientras que en el cielo predomina el blanco. | El foso, que ahora se llama Sakurada, rodeaba el Palacio Imperial, cuyos altos muros se aprecian a la derecha. En la esquina inferior izquierda un grupo de personas se dirige a la caseta de guardia que aparece en segundo término más al fondo, al lado de un pozo de tres cubos conocido como «Fuente de cerezas», y tras los cuales se eleva la residencia del señor feudal Ii de Hikone (prefectura de Shiga). Al fondo a la derecha, bajo la cartela roja del título de la serie, se ve la torre de vigilancia de Kōjimachi, recién construida dos meses antes de esta estampa tras el terremoto de 1855. En la gama cromática destacan los verdes y azules, especialmente el azul intenso del foso, mientras que en el cielo predomina el blanco. | El foso, que ahora se llama Sakurada, rodeaba el Palacio Imperial, cuyos altos muros se aprecian a la derecha. En la esquina inferior izquierda un grupo de personas se dirige a la caseta de guardia que aparece en segundo término más al fondo, al lado de un pozo de tres cubos conocido como «Fuente de cerezas», y tras los cuales se eleva la residencia del señor feudal Ii de Hikone (prefectura de Shiga). Al fondo a la derecha, bajo la cartela roja del título de la serie, se ve la torre de vigilancia de Kōjimachi, recién construida dos meses antes de esta estampa tras el terremoto de 1855. En la gama cromática destacan los verdes y azules, especialmente el azul intenso del foso, mientras que en el cielo predomina el blanco. | El foso, que ahora se llama Sakurada, rodeaba el Palacio Imperial, cuyos altos muros se aprecian a la derecha. En la esquina inferior izquierda un grupo de personas se dirige a la caseta de guardia que aparece en segundo término más al fondo, al lado de un pozo de tres cubos conocido como «Fuente de cerezas», y tras los cuales se eleva la residencia del señor feudal Ii de Hikone (prefectura de Shiga). Al fondo a la derecha, bajo la cartela roja del título de la serie, se ve la torre de vigilancia de Kōjimachi, recién construida dos meses antes de esta estampa tras el terremoto de 1855. En la gama cromática destacan los verdes y azules, especialmente el azul intenso del foso, mientras que en el cielo predomina el blanco. | El foso, que ahora se llama Sakurada, rodeaba el Palacio Imperial, cuyos altos muros se aprecian a la derecha. En la esquina inferior izquierda un grupo de personas se dirige a la caseta de guardia que aparece en segundo término más al fondo, al lado de un pozo de tres cubos conocido como «Fuente de cerezas», y tras los cuales se eleva la residencia del señor feudal Ii de Hikone (prefectura de Shiga). Al fondo a la derecha, bajo la cartela roja del título de la serie, se ve la torre de vigilancia de Kōjimachi, recién construida dos meses antes de esta estampa tras el terremoto de 1855. En la gama cromática destacan los verdes y azules, especialmente el azul intenso del foso, mientras que en el cielo predomina el blanco. |
|        | 55. La fiesta de Sumiyoshi en Tsukudajima (佃しま住吉の祭 Tsukudashima Sumiyoshi no matsuri?) (7-1857)                                                       | 55. La fiesta de Sumiyoshi en Tsukudajima (佃しま住吉の祭 Tsukudashima Sumiyoshi no matsuri?) (7-1857)                                                       | 55. La fiesta de Sumiyoshi en Tsukudajima (佃しま住吉の祭 Tsukudashima Sumiyoshi no matsuri?) (7-1857)                                                       | Esta estampa se vertebra nuevamente alrededor de un eje central vertical, compuesto por un alto estandarte blanco con cinco grandes signos caligráficos que indican Sumiyoshi daimyōjin («Gran Deidad Sumiyoshi»), junto a otros más pequeños que indican la fecha: vigésimo noveno día del sexto mes de Ansei 4 (1857). El estandarte está confeccionado con la técnica del estampado en seco con estructura textil (nunomezuri). Está flanqueado por un pino en el lado izquierdo y una linterna roja y blanca en el derecho, mientras que al fondo transcurre la procesión, encabezada por un palanquín coronado por un ave fénix, símbolo del dios Sumiyoshi. Esta deidad era venerada en la aldea de Tsukudamura, como protector de pescadores y marineros. | Esta estampa se vertebra nuevamente alrededor de un eje central vertical, compuesto por un alto estandarte blanco con cinco grandes signos caligráficos que indican Sumiyoshi daimyōjin («Gran Deidad Sumiyoshi»), junto a otros más pequeños que indican la fecha: vigésimo noveno día del sexto mes de Ansei 4 (1857). El estandarte está confeccionado con la técnica del estampado en seco con estructura textil (nunomezuri). Está flanqueado por un pino en el lado izquierdo y una linterna roja y blanca en el derecho, mientras que al fondo transcurre la procesión, encabezada por un palanquín coronado por un ave fénix, símbolo del dios Sumiyoshi. Esta deidad era venerada en la aldea de Tsukudamura, como protector de pescadores y marineros. | Esta estampa se vertebra nuevamente alrededor de un eje central vertical, compuesto por un alto estandarte blanco con cinco grandes signos caligráficos que indican Sumiyoshi daimyōjin («Gran Deidad Sumiyoshi»), junto a otros más pequeños que indican la fecha: vigésimo noveno día del sexto mes de Ansei 4 (1857). El estandarte está confeccionado con la técnica del estampado en seco con estructura textil (nunomezuri). Está flanqueado por un pino en el lado izquierdo y una linterna roja y blanca en el derecho, mientras que al fondo transcurre la procesión, encabezada por un palanquín coronado por un ave fénix, símbolo del dios Sumiyoshi. Esta deidad era venerada en la aldea de Tsukudamura, como protector de pescadores y marineros. | Esta estampa se vertebra nuevamente alrededor de un eje central vertical, compuesto por un alto estandarte blanco con cinco grandes signos caligráficos que indican Sumiyoshi daimyōjin («Gran Deidad Sumiyoshi»), junto a otros más pequeños que indican la fecha: vigésimo noveno día del sexto mes de Ansei 4 (1857). El estandarte está confeccionado con la técnica del estampado en seco con estructura textil (nunomezuri). Está flanqueado por un pino en el lado izquierdo y una linterna roja y blanca en el derecho, mientras que al fondo transcurre la procesión, encabezada por un palanquín coronado por un ave fénix, símbolo del dios Sumiyoshi. Esta deidad era venerada en la aldea de Tsukudamura, como protector de pescadores y marineros. | Esta estampa se vertebra nuevamente alrededor de un eje central vertical, compuesto por un alto estandarte blanco con cinco grandes signos caligráficos que indican Sumiyoshi daimyōjin («Gran Deidad Sumiyoshi»), junto a otros más pequeños que indican la fecha: vigésimo noveno día del sexto mes de Ansei 4 (1857). El estandarte está confeccionado con la técnica del estampado en seco con estructura textil (nunomezuri). Está flanqueado por un pino en el lado izquierdo y una linterna roja y blanca en el derecho, mientras que al fondo transcurre la procesión, encabezada por un palanquín coronado por un ave fénix, símbolo del dios Sumiyoshi. Esta deidad era venerada en la aldea de Tsukudamura, como protector de pescadores y marineros. | Esta estampa se vertebra nuevamente alrededor de un eje central vertical, compuesto por un alto estandarte blanco con cinco grandes signos caligráficos que indican Sumiyoshi daimyōjin («Gran Deidad Sumiyoshi»), junto a otros más pequeños que indican la fecha: vigésimo noveno día del sexto mes de Ansei 4 (1857). El estandarte está confeccionado con la técnica del estampado en seco con estructura textil (nunomezuri). Está flanqueado por un pino en el lado izquierdo y una linterna roja y blanca en el derecho, mientras que al fondo transcurre la procesión, encabezada por un palanquín coronado por un ave fénix, símbolo del dios Sumiyoshi. Esta deidad era venerada en la aldea de Tsukudamura, como protector de pescadores y marineros. |
|        | 56. El puente Mannenbashi en Fukagawa (深川萬年橋 Fukagawa Mannenbashi?) (11-1857)                                                                           | 56. El puente Mannenbashi en Fukagawa (深川萬年橋 Fukagawa Mannenbashi?) (11-1857)                                                                           | 56. El puente Mannenbashi en Fukagawa (深川萬年橋 Fukagawa Mannenbashi?) (11-1857)                                                                           | Se muestra nuevamente una escena enmarcada por la estructura del puente y la madera de un barril, del que pende colgada de una cuerda una tortuga puesta a la venta. Esta composición da paso a un paisaje formado en su parte central por el río Fukagawa, plagado de isletas con juncos y navegado por varias barcas, destacando la parte superior de un remero en el ángulo inferior derecho. Al fondo, en el centro de la lámina, se alza imponente el monte Fuji. Esta escena tiene un claro simbolismo, contraponiendo el comercio mundano representado por la tortuga en venta con el valor sacro y eterno del monte Fuji, concepto que queda remarcado por el significado del puente Mannenbashi: «puente de los diez mil años». A su vez, la tortuga es símbolo de longevidad. | Se muestra nuevamente una escena enmarcada por la estructura del puente y la madera de un barril, del que pende colgada de una cuerda una tortuga puesta a la venta. Esta composición da paso a un paisaje formado en su parte central por el río Fukagawa, plagado de isletas con juncos y navegado por varias barcas, destacando la parte superior de un remero en el ángulo inferior derecho. Al fondo, en el centro de la lámina, se alza imponente el monte Fuji. Esta escena tiene un claro simbolismo, contraponiendo el comercio mundano representado por la tortuga en venta con el valor sacro y eterno del monte Fuji, concepto que queda remarcado por el significado del puente Mannenbashi: «puente de los diez mil años». A su vez, la tortuga es símbolo de longevidad. | Se muestra nuevamente una escena enmarcada por la estructura del puente y la madera de un barril, del que pende colgada de una cuerda una tortuga puesta a la venta. Esta composición da paso a un paisaje formado en su parte central por el río Fukagawa, plagado de isletas con juncos y navegado por varias barcas, destacando la parte superior de un remero en el ángulo inferior derecho. Al fondo, en el centro de la lámina, se alza imponente el monte Fuji. Esta escena tiene un claro simbolismo, contraponiendo el comercio mundano representado por la tortuga en venta con el valor sacro y eterno del monte Fuji, concepto que queda remarcado por el significado del puente Mannenbashi: «puente de los diez mil años». A su vez, la tortuga es símbolo de longevidad. | Se muestra nuevamente una escena enmarcada por la estructura del puente y la madera de un barril, del que pende colgada de una cuerda una tortuga puesta a la venta. Esta composición da paso a un paisaje formado en su parte central por el río Fukagawa, plagado de isletas con juncos y navegado por varias barcas, destacando la parte superior de un remero en el ángulo inferior derecho. Al fondo, en el centro de la lámina, se alza imponente el monte Fuji. Esta escena tiene un claro simbolismo, contraponiendo el comercio mundano representado por la tortuga en venta con el valor sacro y eterno del monte Fuji, concepto que queda remarcado por el significado del puente Mannenbashi: «puente de los diez mil años». A su vez, la tortuga es símbolo de longevidad. | Se muestra nuevamente una escena enmarcada por la estructura del puente y la madera de un barril, del que pende colgada de una cuerda una tortuga puesta a la venta. Esta composición da paso a un paisaje formado en su parte central por el río Fukagawa, plagado de isletas con juncos y navegado por varias barcas, destacando la parte superior de un remero en el ángulo inferior derecho. Al fondo, en el centro de la lámina, se alza imponente el monte Fuji. Esta escena tiene un claro simbolismo, contraponiendo el comercio mundano representado por la tortuga en venta con el valor sacro y eterno del monte Fuji, concepto que queda remarcado por el significado del puente Mannenbashi: «puente de los diez mil años». A su vez, la tortuga es símbolo de longevidad. | Se muestra nuevamente una escena enmarcada por la estructura del puente y la madera de un barril, del que pende colgada de una cuerda una tortuga puesta a la venta. Esta composición da paso a un paisaje formado en su parte central por el río Fukagawa, plagado de isletas con juncos y navegado por varias barcas, destacando la parte superior de un remero en el ángulo inferior derecho. Al fondo, en el centro de la lámina, se alza imponente el monte Fuji. Esta escena tiene un claro simbolismo, contraponiendo el comercio mundano representado por la tortuga en venta con el valor sacro y eterno del monte Fuji, concepto que queda remarcado por el significado del puente Mannenbashi: «puente de los diez mil años». A su vez, la tortuga es símbolo de longevidad. |
|        | 57. Mitsumata Wakarenofuchi (みつまたわかれの淵 Mitsumata Wakarenofuchi?) (2-1857)                                                                           | 57. Mitsumata Wakarenofuchi (みつまたわかれの淵 Mitsumata Wakarenofuchi?) (2-1857)                                                                           | 57. Mitsumata Wakarenofuchi (みつまたわかれの淵 Mitsumata Wakarenofuchi?) (2-1857)                                                                           | En esta imagen se muestra una bifurcación del río Sumida, en una amplia perspectiva cuyo punto de focalización emerge hacia la presencia de un monte Fuji envuelto en nubes grises. Este efecto queda remarcado por las velas blancas de las embarcaciones, que conducen la mirada hacia la montaña sagrada. El río está surcado de gabarras que transportan mercancías y barcas de pescadores, mientras en la parte central aparecen unos amplios juncales. En esta zona se encuentra la isla de Nakazu, famosa antiguamente por sus baños y casas de té, derruidos en 1789 por las reformas moralistas de la era Kansei. Hiroshige la describió así en sus Recuerdos ilustrados de Edo: «Nakazu se encuentra situada al sur del puente de Shin-Ōhashi. Antes había aquí casas de té; todo el mundo hablaba de la vida animada que aquí reinaba. Hoy en día, esta isla se ha convertido en un área pantanosa, particularmente bella cuando está nevada». | En esta imagen se muestra una bifurcación del río Sumida, en una amplia perspectiva cuyo punto de focalización emerge hacia la presencia de un monte Fuji envuelto en nubes grises. Este efecto queda remarcado por las velas blancas de las embarcaciones, que conducen la mirada hacia la montaña sagrada. El río está surcado de gabarras que transportan mercancías y barcas de pescadores, mientras en la parte central aparecen unos amplios juncales. En esta zona se encuentra la isla de Nakazu, famosa antiguamente por sus baños y casas de té, derruidos en 1789 por las reformas moralistas de la era Kansei. Hiroshige la describió así en sus Recuerdos ilustrados de Edo: «Nakazu se encuentra situada al sur del puente de Shin-Ōhashi. Antes había aquí casas de té; todo el mundo hablaba de la vida animada que aquí reinaba. Hoy en día, esta isla se ha convertido en un área pantanosa, particularmente bella cuando está nevada». | En esta imagen se muestra una bifurcación del río Sumida, en una amplia perspectiva cuyo punto de focalización emerge hacia la presencia de un monte Fuji envuelto en nubes grises. Este efecto queda remarcado por las velas blancas de las embarcaciones, que conducen la mirada hacia la montaña sagrada. El río está surcado de gabarras que transportan mercancías y barcas de pescadores, mientras en la parte central aparecen unos amplios juncales. En esta zona se encuentra la isla de Nakazu, famosa antiguamente por sus baños y casas de té, derruidos en 1789 por las reformas moralistas de la era Kansei. Hiroshige la describió así en sus Recuerdos ilustrados de Edo: «Nakazu se encuentra situada al sur del puente de Shin-Ōhashi. Antes había aquí casas de té; todo el mundo hablaba de la vida animada que aquí reinaba. Hoy en día, esta isla se ha convertido en un área pantanosa, particularmente bella cuando está nevada». | En esta imagen se muestra una bifurcación del río Sumida, en una amplia perspectiva cuyo punto de focalización emerge hacia la presencia de un monte Fuji envuelto en nubes grises. Este efecto queda remarcado por las velas blancas de las embarcaciones, que conducen la mirada hacia la montaña sagrada. El río está surcado de gabarras que transportan mercancías y barcas de pescadores, mientras en la parte central aparecen unos amplios juncales. En esta zona se encuentra la isla de Nakazu, famosa antiguamente por sus baños y casas de té, derruidos en 1789 por las reformas moralistas de la era Kansei. Hiroshige la describió así en sus Recuerdos ilustrados de Edo: «Nakazu se encuentra situada al sur del puente de Shin-Ōhashi. Antes había aquí casas de té; todo el mundo hablaba de la vida animada que aquí reinaba. Hoy en día, esta isla se ha convertido en un área pantanosa, particularmente bella cuando está nevada». | En esta imagen se muestra una bifurcación del río Sumida, en una amplia perspectiva cuyo punto de focalización emerge hacia la presencia de un monte Fuji envuelto en nubes grises. Este efecto queda remarcado por las velas blancas de las embarcaciones, que conducen la mirada hacia la montaña sagrada. El río está surcado de gabarras que transportan mercancías y barcas de pescadores, mientras en la parte central aparecen unos amplios juncales. En esta zona se encuentra la isla de Nakazu, famosa antiguamente por sus baños y casas de té, derruidos en 1789 por las reformas moralistas de la era Kansei. Hiroshige la describió así en sus Recuerdos ilustrados de Edo: «Nakazu se encuentra situada al sur del puente de Shin-Ōhashi. Antes había aquí casas de té; todo el mundo hablaba de la vida animada que aquí reinaba. Hoy en día, esta isla se ha convertido en un área pantanosa, particularmente bella cuando está nevada». | En esta imagen se muestra una bifurcación del río Sumida, en una amplia perspectiva cuyo punto de focalización emerge hacia la presencia de un monte Fuji envuelto en nubes grises. Este efecto queda remarcado por las velas blancas de las embarcaciones, que conducen la mirada hacia la montaña sagrada. El río está surcado de gabarras que transportan mercancías y barcas de pescadores, mientras en la parte central aparecen unos amplios juncales. En esta zona se encuentra la isla de Nakazu, famosa antiguamente por sus baños y casas de té, derruidos en 1789 por las reformas moralistas de la era Kansei. Hiroshige la describió así en sus Recuerdos ilustrados de Edo: «Nakazu se encuentra situada al sur del puente de Shin-Ōhashi. Antes había aquí casas de té; todo el mundo hablaba de la vida animada que aquí reinaba. Hoy en día, esta isla se ha convertido en un área pantanosa, particularmente bella cuando está nevada». |
|        | 58. El puente Ōhashi en Atake bajo una lluvia repentina (大はしあたけの夕立 Ōhashi atake no yūdachi?) (9-1857)                                               | 58. El puente Ōhashi en Atake bajo una lluvia repentina (大はしあたけの夕立 Ōhashi atake no yūdachi?) (9-1857)                                               | 58. El puente Ōhashi en Atake bajo una lluvia repentina (大はしあたけの夕立 Ōhashi atake no yūdachi?) (9-1857)                                               | Esta es una de las estampas más famosas de la serie, hecho que corrobora la copia que realizó Vincent van Gogh en 1887. La parte inferior está dominada por la figura del puente Shin-Ōhashi, mostrado en su tramo central en una línea curva ascendente, por el que transitan varios peatones que se apresuran ante el súbito chubasco, guareciéndose como pueden. La ancha superficie del río Sumida queda cortada por una balsa de madera, mientras la orilla del fondo, que corresponde al barrio portuario de Atake, se encuentra apenas esbozada en la penumbra. La línea del horizonte es descendente, frente a la ascendente del puente, formando una composición triangular con dos diagonales que confluyen. Lo más destacado de la imagen es el efecto atmosférico magistralmente logrado, con finas líneas de lluvia que atraviesan toda la imagen, en un efecto de gran verticalidad que acentúa la violencia de la tormenta. | Esta es una de las estampas más famosas de la serie, hecho que corrobora la copia que realizó Vincent van Gogh en 1887. La parte inferior está dominada por la figura del puente Shin-Ōhashi, mostrado en su tramo central en una línea curva ascendente, por el que transitan varios peatones que se apresuran ante el súbito chubasco, guareciéndose como pueden. La ancha superficie del río Sumida queda cortada por una balsa de madera, mientras la orilla del fondo, que corresponde al barrio portuario de Atake, se encuentra apenas esbozada en la penumbra. La línea del horizonte es descendente, frente a la ascendente del puente, formando una composición triangular con dos diagonales que confluyen. Lo más destacado de la imagen es el efecto atmosférico magistralmente logrado, con finas líneas de lluvia que atraviesan toda la imagen, en un efecto de gran verticalidad que acentúa la violencia de la tormenta. | Esta es una de las estampas más famosas de la serie, hecho que corrobora la copia que realizó Vincent van Gogh en 1887. La parte inferior está dominada por la figura del puente Shin-Ōhashi, mostrado en su tramo central en una línea curva ascendente, por el que transitan varios peatones que se apresuran ante el súbito chubasco, guareciéndose como pueden. La ancha superficie del río Sumida queda cortada por una balsa de madera, mientras la orilla del fondo, que corresponde al barrio portuario de Atake, se encuentra apenas esbozada en la penumbra. La línea del horizonte es descendente, frente a la ascendente del puente, formando una composición triangular con dos diagonales que confluyen. Lo más destacado de la imagen es el efecto atmosférico magistralmente logrado, con finas líneas de lluvia que atraviesan toda la imagen, en un efecto de gran verticalidad que acentúa la violencia de la tormenta. | Esta es una de las estampas más famosas de la serie, hecho que corrobora la copia que realizó Vincent van Gogh en 1887. La parte inferior está dominada por la figura del puente Shin-Ōhashi, mostrado en su tramo central en una línea curva ascendente, por el que transitan varios peatones que se apresuran ante el súbito chubasco, guareciéndose como pueden. La ancha superficie del río Sumida queda cortada por una balsa de madera, mientras la orilla del fondo, que corresponde al barrio portuario de Atake, se encuentra apenas esbozada en la penumbra. La línea del horizonte es descendente, frente a la ascendente del puente, formando una composición triangular con dos diagonales que confluyen. Lo más destacado de la imagen es el efecto atmosférico magistralmente logrado, con finas líneas de lluvia que atraviesan toda la imagen, en un efecto de gran verticalidad que acentúa la violencia de la tormenta. | Esta es una de las estampas más famosas de la serie, hecho que corrobora la copia que realizó Vincent van Gogh en 1887. La parte inferior está dominada por la figura del puente Shin-Ōhashi, mostrado en su tramo central en una línea curva ascendente, por el que transitan varios peatones que se apresuran ante el súbito chubasco, guareciéndose como pueden. La ancha superficie del río Sumida queda cortada por una balsa de madera, mientras la orilla del fondo, que corresponde al barrio portuario de Atake, se encuentra apenas esbozada en la penumbra. La línea del horizonte es descendente, frente a la ascendente del puente, formando una composición triangular con dos diagonales que confluyen. Lo más destacado de la imagen es el efecto atmosférico magistralmente logrado, con finas líneas de lluvia que atraviesan toda la imagen, en un efecto de gran verticalidad que acentúa la violencia de la tormenta. | Esta es una de las estampas más famosas de la serie, hecho que corrobora la copia que realizó Vincent van Gogh en 1887. La parte inferior está dominada por la figura del puente Shin-Ōhashi, mostrado en su tramo central en una línea curva ascendente, por el que transitan varios peatones que se apresuran ante el súbito chubasco, guareciéndose como pueden. La ancha superficie del río Sumida queda cortada por una balsa de madera, mientras la orilla del fondo, que corresponde al barrio portuario de Atake, se encuentra apenas esbozada en la penumbra. La línea del horizonte es descendente, frente a la ascendente del puente, formando una composición triangular con dos diagonales que confluyen. Lo más destacado de la imagen es el efecto atmosférico magistralmente logrado, con finas líneas de lluvia que atraviesan toda la imagen, en un efecto de gran verticalidad que acentúa la violencia de la tormenta. |
|        | 59. El puente Ryōgoku con la gran orilla (両国橋大川ばた Ryōgokubashi Ōkawabata?) (8-1856)                                                                   | 59. El puente Ryōgoku con la gran orilla (両国橋大川ばた Ryōgokubashi Ōkawabata?) (8-1856)                                                                   | 59. El puente Ryōgoku con la gran orilla (両国橋大川ばた Ryōgokubashi Ōkawabata?) (8-1856)                                                                   | La imponente estructura del puente domina toda la parte central, densamente transitado por una multitud de viandantes. El puente Ryōgoku («dos países», llamado así porque unía las provincias de Shimōsa y Musashi) fue construido en 1660, y medía 160 metros, por lo que fue el mayor puente de su tiempo. Era el más antiguo que cruzaba el río Sumida, por lo que en principio fue llamado Ōhashi («gran puente»); así, cuando posteriormente se construyó un nuevo puente en 1693 –que aparecía en la lámina anterior– se denominó Shin-Ōhashi («nuevo gran puente»). El ancho río está transitado por numerosas barcas y algunos veleros, mientras que en la orilla correspondiente a la parte inferior de la imagen aparecen varias casas de té y locales de diversión, formando con la orilla opuesta una composición en forma de Z. | La imponente estructura del puente domina toda la parte central, densamente transitado por una multitud de viandantes. El puente Ryōgoku («dos países», llamado así porque unía las provincias de Shimōsa y Musashi) fue construido en 1660, y medía 160 metros, por lo que fue el mayor puente de su tiempo. Era el más antiguo que cruzaba el río Sumida, por lo que en principio fue llamado Ōhashi («gran puente»); así, cuando posteriormente se construyó un nuevo puente en 1693 –que aparecía en la lámina anterior– se denominó Shin-Ōhashi («nuevo gran puente»). El ancho río está transitado por numerosas barcas y algunos veleros, mientras que en la orilla correspondiente a la parte inferior de la imagen aparecen varias casas de té y locales de diversión, formando con la orilla opuesta una composición en forma de Z. | La imponente estructura del puente domina toda la parte central, densamente transitado por una multitud de viandantes. El puente Ryōgoku («dos países», llamado así porque unía las provincias de Shimōsa y Musashi) fue construido en 1660, y medía 160 metros, por lo que fue el mayor puente de su tiempo. Era el más antiguo que cruzaba el río Sumida, por lo que en principio fue llamado Ōhashi («gran puente»); así, cuando posteriormente se construyó un nuevo puente en 1693 –que aparecía en la lámina anterior– se denominó Shin-Ōhashi («nuevo gran puente»). El ancho río está transitado por numerosas barcas y algunos veleros, mientras que en la orilla correspondiente a la parte inferior de la imagen aparecen varias casas de té y locales de diversión, formando con la orilla opuesta una composición en forma de Z. | La imponente estructura del puente domina toda la parte central, densamente transitado por una multitud de viandantes. El puente Ryōgoku («dos países», llamado así porque unía las provincias de Shimōsa y Musashi) fue construido en 1660, y medía 160 metros, por lo que fue el mayor puente de su tiempo. Era el más antiguo que cruzaba el río Sumida, por lo que en principio fue llamado Ōhashi («gran puente»); así, cuando posteriormente se construyó un nuevo puente en 1693 –que aparecía en la lámina anterior– se denominó Shin-Ōhashi («nuevo gran puente»). El ancho río está transitado por numerosas barcas y algunos veleros, mientras que en la orilla correspondiente a la parte inferior de la imagen aparecen varias casas de té y locales de diversión, formando con la orilla opuesta una composición en forma de Z. | La imponente estructura del puente domina toda la parte central, densamente transitado por una multitud de viandantes. El puente Ryōgoku («dos países», llamado así porque unía las provincias de Shimōsa y Musashi) fue construido en 1660, y medía 160 metros, por lo que fue el mayor puente de su tiempo. Era el más antiguo que cruzaba el río Sumida, por lo que en principio fue llamado Ōhashi («gran puente»); así, cuando posteriormente se construyó un nuevo puente en 1693 –que aparecía en la lámina anterior– se denominó Shin-Ōhashi («nuevo gran puente»). El ancho río está transitado por numerosas barcas y algunos veleros, mientras que en la orilla correspondiente a la parte inferior de la imagen aparecen varias casas de té y locales de diversión, formando con la orilla opuesta una composición en forma de Z. | La imponente estructura del puente domina toda la parte central, densamente transitado por una multitud de viandantes. El puente Ryōgoku («dos países», llamado así porque unía las provincias de Shimōsa y Musashi) fue construido en 1660, y medía 160 metros, por lo que fue el mayor puente de su tiempo. Era el más antiguo que cruzaba el río Sumida, por lo que en principio fue llamado Ōhashi («gran puente»); así, cuando posteriormente se construyó un nuevo puente en 1693 –que aparecía en la lámina anterior– se denominó Shin-Ōhashi («nuevo gran puente»). El ancho río está transitado por numerosas barcas y algunos veleros, mientras que en la orilla correspondiente a la parte inferior de la imagen aparecen varias casas de té y locales de diversión, formando con la orilla opuesta una composición en forma de Z. |
|        | 60. Los ríos Asakusagawa y Miyatogawa y la orilla del Ōkawa (浅草川大川端宮戸川 Asakusagawa Ōkawabata Miyatogawa?) (7-1857)                                  | 60. Los ríos Asakusagawa y Miyatogawa y la orilla del Ōkawa (浅草川大川端宮戸川 Asakusagawa Ōkawabata Miyatogawa?) (7-1857)                                  | 60. Los ríos Asakusagawa y Miyatogawa y la orilla del Ōkawa (浅草川大川端宮戸川 Asakusagawa Ōkawabata Miyatogawa?) (7-1857)                                  | La acentuada verticalidad de esta imagen queda remarcada por la amplitud del cielo y la reducción del paisaje a una franja en la parte inferior, mientras que el costado izquierdo está cubierto nuevamente en un primer plano por un largo mástil formado por papeles rojos y blancos, propio de la peregrinación al monte Ōyama, en la prefectura de Kanagawa, 60 kilómetros al sur de Edo. El monte se abría a los peregrinos el día 27 del sexto mes, realizándose antes de la partida una ceremonia de purificación en el río Sumida, bajo el puente Ryōgoku, hecho mostrado en esta imagen. En el ángulo inferior izquierdo aparecen las cabezas de varios peregrinos, con pañuelos de color blanco y azul, mientras en el lado derecho otra barcaza transporta más pasajeros, encabezada por un asceta del monte (yamabushi), que toca una caracola. Este tramo del río Sumida recibía varios nombres, plasmados en el título; en tiradas posteriores, se cambió por Barcos cerca de Ryōgoku con una vista de Asakusa a lo lejos (Ryōgoku senchū Asakusa enkei), de más actualidad. | La acentuada verticalidad de esta imagen queda remarcada por la amplitud del cielo y la reducción del paisaje a una franja en la parte inferior, mientras que el costado izquierdo está cubierto nuevamente en un primer plano por un largo mástil formado por papeles rojos y blancos, propio de la peregrinación al monte Ōyama, en la prefectura de Kanagawa, 60 kilómetros al sur de Edo. El monte se abría a los peregrinos el día 27 del sexto mes, realizándose antes de la partida una ceremonia de purificación en el río Sumida, bajo el puente Ryōgoku, hecho mostrado en esta imagen. En el ángulo inferior izquierdo aparecen las cabezas de varios peregrinos, con pañuelos de color blanco y azul, mientras en el lado derecho otra barcaza transporta más pasajeros, encabezada por un asceta del monte (yamabushi), que toca una caracola. Este tramo del río Sumida recibía varios nombres, plasmados en el título; en tiradas posteriores, se cambió por Barcos cerca de Ryōgoku con una vista de Asakusa a lo lejos (Ryōgoku senchū Asakusa enkei), de más actualidad. | La acentuada verticalidad de esta imagen queda remarcada por la amplitud del cielo y la reducción del paisaje a una franja en la parte inferior, mientras que el costado izquierdo está cubierto nuevamente en un primer plano por un largo mástil formado por papeles rojos y blancos, propio de la peregrinación al monte Ōyama, en la prefectura de Kanagawa, 60 kilómetros al sur de Edo. El monte se abría a los peregrinos el día 27 del sexto mes, realizándose antes de la partida una ceremonia de purificación en el río Sumida, bajo el puente Ryōgoku, hecho mostrado en esta imagen. En el ángulo inferior izquierdo aparecen las cabezas de varios peregrinos, con pañuelos de color blanco y azul, mientras en el lado derecho otra barcaza transporta más pasajeros, encabezada por un asceta del monte (yamabushi), que toca una caracola. Este tramo del río Sumida recibía varios nombres, plasmados en el título; en tiradas posteriores, se cambió por Barcos cerca de Ryōgoku con una vista de Asakusa a lo lejos (Ryōgoku senchū Asakusa enkei), de más actualidad. | La acentuada verticalidad de esta imagen queda remarcada por la amplitud del cielo y la reducción del paisaje a una franja en la parte inferior, mientras que el costado izquierdo está cubierto nuevamente en un primer plano por un largo mástil formado por papeles rojos y blancos, propio de la peregrinación al monte Ōyama, en la prefectura de Kanagawa, 60 kilómetros al sur de Edo. El monte se abría a los peregrinos el día 27 del sexto mes, realizándose antes de la partida una ceremonia de purificación en el río Sumida, bajo el puente Ryōgoku, hecho mostrado en esta imagen. En el ángulo inferior izquierdo aparecen las cabezas de varios peregrinos, con pañuelos de color blanco y azul, mientras en el lado derecho otra barcaza transporta más pasajeros, encabezada por un asceta del monte (yamabushi), que toca una caracola. Este tramo del río Sumida recibía varios nombres, plasmados en el título; en tiradas posteriores, se cambió por Barcos cerca de Ryōgoku con una vista de Asakusa a lo lejos (Ryōgoku senchū Asakusa enkei), de más actualidad. | La acentuada verticalidad de esta imagen queda remarcada por la amplitud del cielo y la reducción del paisaje a una franja en la parte inferior, mientras que el costado izquierdo está cubierto nuevamente en un primer plano por un largo mástil formado por papeles rojos y blancos, propio de la peregrinación al monte Ōyama, en la prefectura de Kanagawa, 60 kilómetros al sur de Edo. El monte se abría a los peregrinos el día 27 del sexto mes, realizándose antes de la partida una ceremonia de purificación en el río Sumida, bajo el puente Ryōgoku, hecho mostrado en esta imagen. En el ángulo inferior izquierdo aparecen las cabezas de varios peregrinos, con pañuelos de color blanco y azul, mientras en el lado derecho otra barcaza transporta más pasajeros, encabezada por un asceta del monte (yamabushi), que toca una caracola. Este tramo del río Sumida recibía varios nombres, plasmados en el título; en tiradas posteriores, se cambió por Barcos cerca de Ryōgoku con una vista de Asakusa a lo lejos (Ryōgoku senchū Asakusa enkei), de más actualidad. | La acentuada verticalidad de esta imagen queda remarcada por la amplitud del cielo y la reducción del paisaje a una franja en la parte inferior, mientras que el costado izquierdo está cubierto nuevamente en un primer plano por un largo mástil formado por papeles rojos y blancos, propio de la peregrinación al monte Ōyama, en la prefectura de Kanagawa, 60 kilómetros al sur de Edo. El monte se abría a los peregrinos el día 27 del sexto mes, realizándose antes de la partida una ceremonia de purificación en el río Sumida, bajo el puente Ryōgoku, hecho mostrado en esta imagen. En el ángulo inferior izquierdo aparecen las cabezas de varios peregrinos, con pañuelos de color blanco y azul, mientras en el lado derecho otra barcaza transporta más pasajeros, encabezada por un asceta del monte (yamabushi), que toca una caracola. Este tramo del río Sumida recibía varios nombres, plasmados en el título; en tiradas posteriores, se cambió por Barcos cerca de Ryōgoku con una vista de Asakusa a lo lejos (Ryōgoku senchū Asakusa enkei), de más actualidad. |
|        | 61. El «pino del éxito» y Oumayagashi sobre el río Asakusagawa (浅草川首尾の松御厩河岸 Asakusagawa Shubi no matsu Oumayagashi?) (8-1856)                     | 61. El «pino del éxito» y Oumayagashi sobre el río Asakusagawa (浅草川首尾の松御厩河岸 Asakusagawa Shubi no matsu Oumayagashi?) (8-1856)                     | 61. El «pino del éxito» y Oumayagashi sobre el río Asakusagawa (浅草川首尾の松御厩河岸 Asakusagawa Shubi no matsu Oumayagashi?) (8-1856)                     | El «pino del éxito» (Shubi no matsu) del título se alzaba sobre un embarcadero del río Sumida, cerca del almacén de arroz del barrio de Asakusa. Aquí se reunían parejas de amantes, circunstancia que queda enfatizada por el ambiente nocturno de esta estampa. En el lado izquierdo aparece entrecortado el transbordador de Oumayagashi –que hacía la ruta de Asakusa al barrio del placer de Shin-Yoshiwara–, tras cuya persiana cerrada se aprecia una silueta femenina, que quizá se dirige al lugar de citas. Sobre la barca se elevan las ramas del pino, que llegan hasta el centro de la imagen, mientras que en la empalizada de bambú de la izquierda acaba de atracar una barca de placer (yanebune). En la línea del horizonte se vislumbra aún la luz del ocaso, por encima del puente Azumabashi, mientras que arriba el cielo vespertino empieza a plagarse de estrellas, otorgando al conjunto una atmósfera de gran romanticismo. | El «pino del éxito» (Shubi no matsu) del título se alzaba sobre un embarcadero del río Sumida, cerca del almacén de arroz del barrio de Asakusa. Aquí se reunían parejas de amantes, circunstancia que queda enfatizada por el ambiente nocturno de esta estampa. En el lado izquierdo aparece entrecortado el transbordador de Oumayagashi –que hacía la ruta de Asakusa al barrio del placer de Shin-Yoshiwara–, tras cuya persiana cerrada se aprecia una silueta femenina, que quizá se dirige al lugar de citas. Sobre la barca se elevan las ramas del pino, que llegan hasta el centro de la imagen, mientras que en la empalizada de bambú de la izquierda acaba de atracar una barca de placer (yanebune). En la línea del horizonte se vislumbra aún la luz del ocaso, por encima del puente Azumabashi, mientras que arriba el cielo vespertino empieza a plagarse de estrellas, otorgando al conjunto una atmósfera de gran romanticismo. | El «pino del éxito» (Shubi no matsu) del título se alzaba sobre un embarcadero del río Sumida, cerca del almacén de arroz del barrio de Asakusa. Aquí se reunían parejas de amantes, circunstancia que queda enfatizada por el ambiente nocturno de esta estampa. En el lado izquierdo aparece entrecortado el transbordador de Oumayagashi –que hacía la ruta de Asakusa al barrio del placer de Shin-Yoshiwara–, tras cuya persiana cerrada se aprecia una silueta femenina, que quizá se dirige al lugar de citas. Sobre la barca se elevan las ramas del pino, que llegan hasta el centro de la imagen, mientras que en la empalizada de bambú de la izquierda acaba de atracar una barca de placer (yanebune). En la línea del horizonte se vislumbra aún la luz del ocaso, por encima del puente Azumabashi, mientras que arriba el cielo vespertino empieza a plagarse de estrellas, otorgando al conjunto una atmósfera de gran romanticismo. | El «pino del éxito» (Shubi no matsu) del título se alzaba sobre un embarcadero del río Sumida, cerca del almacén de arroz del barrio de Asakusa. Aquí se reunían parejas de amantes, circunstancia que queda enfatizada por el ambiente nocturno de esta estampa. En el lado izquierdo aparece entrecortado el transbordador de Oumayagashi –que hacía la ruta de Asakusa al barrio del placer de Shin-Yoshiwara–, tras cuya persiana cerrada se aprecia una silueta femenina, que quizá se dirige al lugar de citas. Sobre la barca se elevan las ramas del pino, que llegan hasta el centro de la imagen, mientras que en la empalizada de bambú de la izquierda acaba de atracar una barca de placer (yanebune). En la línea del horizonte se vislumbra aún la luz del ocaso, por encima del puente Azumabashi, mientras que arriba el cielo vespertino empieza a plagarse de estrellas, otorgando al conjunto una atmósfera de gran romanticismo. | El «pino del éxito» (Shubi no matsu) del título se alzaba sobre un embarcadero del río Sumida, cerca del almacén de arroz del barrio de Asakusa. Aquí se reunían parejas de amantes, circunstancia que queda enfatizada por el ambiente nocturno de esta estampa. En el lado izquierdo aparece entrecortado el transbordador de Oumayagashi –que hacía la ruta de Asakusa al barrio del placer de Shin-Yoshiwara–, tras cuya persiana cerrada se aprecia una silueta femenina, que quizá se dirige al lugar de citas. Sobre la barca se elevan las ramas del pino, que llegan hasta el centro de la imagen, mientras que en la empalizada de bambú de la izquierda acaba de atracar una barca de placer (yanebune). En la línea del horizonte se vislumbra aún la luz del ocaso, por encima del puente Azumabashi, mientras que arriba el cielo vespertino empieza a plagarse de estrellas, otorgando al conjunto una atmósfera de gran romanticismo. | El «pino del éxito» (Shubi no matsu) del título se alzaba sobre un embarcadero del río Sumida, cerca del almacén de arroz del barrio de Asakusa. Aquí se reunían parejas de amantes, circunstancia que queda enfatizada por el ambiente nocturno de esta estampa. En el lado izquierdo aparece entrecortado el transbordador de Oumayagashi –que hacía la ruta de Asakusa al barrio del placer de Shin-Yoshiwara–, tras cuya persiana cerrada se aprecia una silueta femenina, que quizá se dirige al lugar de citas. Sobre la barca se elevan las ramas del pino, que llegan hasta el centro de la imagen, mientras que en la empalizada de bambú de la izquierda acaba de atracar una barca de placer (yanebune). En la línea del horizonte se vislumbra aún la luz del ocaso, por encima del puente Azumabashi, mientras que arriba el cielo vespertino empieza a plagarse de estrellas, otorgando al conjunto una atmósfera de gran romanticismo. |
|        | 62. El pabellón Komakatadō y el puente Azumabashi (駒形堂吾嬬橋 Komakatadō Azumabashi?) (1-1857)                                                             | 62. El pabellón Komakatadō y el puente Azumabashi (駒形堂吾嬬橋 Komakatadō Azumabashi?) (1-1857)                                                             | 62. El pabellón Komakatadō y el puente Azumabashi (駒形堂吾嬬橋 Komakatadō Azumabashi?) (1-1857)                                                             | El pabellón Komakatadō aparece en el ángulo inferior izquierdo, apenas esbozado en un saledizo de su techumbre. En su día conservaba una imagen del bodhisattva Kannon con cabeza de caballo (Batō Kannon). Desde esta panorámica se alza un alto mástil con una bandera roja, presumiblemente de un comercio de cosmética. Al fondo se abre el río Sumida, con el barrio de Asakusa al fondo y el puente Azumabashi a la izquierda, encima del tejado del templo. El cielo está cubierto, y parece lloviznar, mientras que un ave hototogisu («cucú japonés») pasa volando apresuradamente. La conjunción del ave y el templo hace referencia a un conocido poema de amor del teatro kabuki: la cortesana Takao (1640-1659), amante del daimyō de Sendai, Date Tsunamune, murió consumida de amor, pronunciando estos versos: «¿Habéis venido ya, mi señor, hasta Komakata? ¡Oíd la llamada del hototogisu!» (Kimi wa ima, Komakata atari, Hototogisu). | El pabellón Komakatadō aparece en el ángulo inferior izquierdo, apenas esbozado en un saledizo de su techumbre. En su día conservaba una imagen del bodhisattva Kannon con cabeza de caballo (Batō Kannon). Desde esta panorámica se alza un alto mástil con una bandera roja, presumiblemente de un comercio de cosmética. Al fondo se abre el río Sumida, con el barrio de Asakusa al fondo y el puente Azumabashi a la izquierda, encima del tejado del templo. El cielo está cubierto, y parece lloviznar, mientras que un ave hototogisu («cucú japonés») pasa volando apresuradamente. La conjunción del ave y el templo hace referencia a un conocido poema de amor del teatro kabuki: la cortesana Takao (1640-1659), amante del daimyō de Sendai, Date Tsunamune, murió consumida de amor, pronunciando estos versos: «¿Habéis venido ya, mi señor, hasta Komakata? ¡Oíd la llamada del hototogisu!» (Kimi wa ima, Komakata atari, Hototogisu). | El pabellón Komakatadō aparece en el ángulo inferior izquierdo, apenas esbozado en un saledizo de su techumbre. En su día conservaba una imagen del bodhisattva Kannon con cabeza de caballo (Batō Kannon). Desde esta panorámica se alza un alto mástil con una bandera roja, presumiblemente de un comercio de cosmética. Al fondo se abre el río Sumida, con el barrio de Asakusa al fondo y el puente Azumabashi a la izquierda, encima del tejado del templo. El cielo está cubierto, y parece lloviznar, mientras que un ave hototogisu («cucú japonés») pasa volando apresuradamente. La conjunción del ave y el templo hace referencia a un conocido poema de amor del teatro kabuki: la cortesana Takao (1640-1659), amante del daimyō de Sendai, Date Tsunamune, murió consumida de amor, pronunciando estos versos: «¿Habéis venido ya, mi señor, hasta Komakata? ¡Oíd la llamada del hototogisu!» (Kimi wa ima, Komakata atari, Hototogisu). | El pabellón Komakatadō aparece en el ángulo inferior izquierdo, apenas esbozado en un saledizo de su techumbre. En su día conservaba una imagen del bodhisattva Kannon con cabeza de caballo (Batō Kannon). Desde esta panorámica se alza un alto mástil con una bandera roja, presumiblemente de un comercio de cosmética. Al fondo se abre el río Sumida, con el barrio de Asakusa al fondo y el puente Azumabashi a la izquierda, encima del tejado del templo. El cielo está cubierto, y parece lloviznar, mientras que un ave hototogisu («cucú japonés») pasa volando apresuradamente. La conjunción del ave y el templo hace referencia a un conocido poema de amor del teatro kabuki: la cortesana Takao (1640-1659), amante del daimyō de Sendai, Date Tsunamune, murió consumida de amor, pronunciando estos versos: «¿Habéis venido ya, mi señor, hasta Komakata? ¡Oíd la llamada del hototogisu!» (Kimi wa ima, Komakata atari, Hototogisu). | El pabellón Komakatadō aparece en el ángulo inferior izquierdo, apenas esbozado en un saledizo de su techumbre. En su día conservaba una imagen del bodhisattva Kannon con cabeza de caballo (Batō Kannon). Desde esta panorámica se alza un alto mástil con una bandera roja, presumiblemente de un comercio de cosmética. Al fondo se abre el río Sumida, con el barrio de Asakusa al fondo y el puente Azumabashi a la izquierda, encima del tejado del templo. El cielo está cubierto, y parece lloviznar, mientras que un ave hototogisu («cucú japonés») pasa volando apresuradamente. La conjunción del ave y el templo hace referencia a un conocido poema de amor del teatro kabuki: la cortesana Takao (1640-1659), amante del daimyō de Sendai, Date Tsunamune, murió consumida de amor, pronunciando estos versos: «¿Habéis venido ya, mi señor, hasta Komakata? ¡Oíd la llamada del hototogisu!» (Kimi wa ima, Komakata atari, Hototogisu). | El pabellón Komakatadō aparece en el ángulo inferior izquierdo, apenas esbozado en un saledizo de su techumbre. En su día conservaba una imagen del bodhisattva Kannon con cabeza de caballo (Batō Kannon). Desde esta panorámica se alza un alto mástil con una bandera roja, presumiblemente de un comercio de cosmética. Al fondo se abre el río Sumida, con el barrio de Asakusa al fondo y el puente Azumabashi a la izquierda, encima del tejado del templo. El cielo está cubierto, y parece lloviznar, mientras que un ave hototogisu («cucú japonés») pasa volando apresuradamente. La conjunción del ave y el templo hace referencia a un conocido poema de amor del teatro kabuki: la cortesana Takao (1640-1659), amante del daimyō de Sendai, Date Tsunamune, murió consumida de amor, pronunciando estos versos: «¿Habéis venido ya, mi señor, hasta Komakata? ¡Oíd la llamada del hototogisu!» (Kimi wa ima, Komakata atari, Hototogisu). |
|        | 63. El río Ayasegawa y Kanegafuchi (綾瀬川鐘か淵 Ayasekawa Kanegafuchi?) (7-1857)                                                                            | 63. El río Ayasegawa y Kanegafuchi (綾瀬川鐘か淵 Ayasekawa Kanegafuchi?) (7-1857)                                                                            | 63. El río Ayasegawa y Kanegafuchi (綾瀬川鐘か淵 Ayasekawa Kanegafuchi?) (7-1857)                                                                            | Bucólica escena donde el principal protagonismo lo tienen unas ramas y flores color rosa en forma de abanico de un árbol de mimosa (nemunoki), en la parte superior. En la inferior se ve un balsero que atraviesa unos juncales en el río Sumida, en dirección al Ayasegawa, un afluente del Sumida que tiene justo enfrente. El cielo muestra la habitual gradación de colores en bokashi, nuevo ejemplo de la maestría del autor en el cromatismo y en la interpretación de elementos atmosféricos. | Bucólica escena donde el principal protagonismo lo tienen unas ramas y flores color rosa en forma de abanico de un árbol de mimosa (nemunoki), en la parte superior. En la inferior se ve un balsero que atraviesa unos juncales en el río Sumida, en dirección al Ayasegawa, un afluente del Sumida que tiene justo enfrente. El cielo muestra la habitual gradación de colores en bokashi, nuevo ejemplo de la maestría del autor en el cromatismo y en la interpretación de elementos atmosféricos. | Bucólica escena donde el principal protagonismo lo tienen unas ramas y flores color rosa en forma de abanico de un árbol de mimosa (nemunoki), en la parte superior. En la inferior se ve un balsero que atraviesa unos juncales en el río Sumida, en dirección al Ayasegawa, un afluente del Sumida que tiene justo enfrente. El cielo muestra la habitual gradación de colores en bokashi, nuevo ejemplo de la maestría del autor en el cromatismo y en la interpretación de elementos atmosféricos. | Bucólica escena donde el principal protagonismo lo tienen unas ramas y flores color rosa en forma de abanico de un árbol de mimosa (nemunoki), en la parte superior. En la inferior se ve un balsero que atraviesa unos juncales en el río Sumida, en dirección al Ayasegawa, un afluente del Sumida que tiene justo enfrente. El cielo muestra la habitual gradación de colores en bokashi, nuevo ejemplo de la maestría del autor en el cromatismo y en la interpretación de elementos atmosféricos. | Bucólica escena donde el principal protagonismo lo tienen unas ramas y flores color rosa en forma de abanico de un árbol de mimosa (nemunoki), en la parte superior. En la inferior se ve un balsero que atraviesa unos juncales en el río Sumida, en dirección al Ayasegawa, un afluente del Sumida que tiene justo enfrente. El cielo muestra la habitual gradación de colores en bokashi, nuevo ejemplo de la maestría del autor en el cromatismo y en la interpretación de elementos atmosféricos. | Bucólica escena donde el principal protagonismo lo tienen unas ramas y flores color rosa en forma de abanico de un árbol de mimosa (nemunoki), en la parte superior. En la inferior se ve un balsero que atraviesa unos juncales en el río Sumida, en dirección al Ayasegawa, un afluente del Sumida que tiene justo enfrente. El cielo muestra la habitual gradación de colores en bokashi, nuevo ejemplo de la maestría del autor en el cromatismo y en la interpretación de elementos atmosféricos. |
|        | 64. Jardín de lirios en Horikiri (堀切の花菖蒲 Horikiri no hanashōbu?) (i5-1857)                                                                             | 64. Jardín de lirios en Horikiri (堀切の花菖蒲 Horikiri no hanashōbu?) (i5-1857)                                                                             | 64. Jardín de lirios en Horikiri (堀切の花菖蒲 Horikiri no hanashōbu?) (i5-1857)                                                                             | Como indica el título, se aprecian en primer plano, casi a ras de tierra, unos lirios, cuyas magníficas flores se abren hacia el cielo. Se trata de la especie shōbu floreciente, que fue traída por primera vez a Europa en 1712 por Engelbert Kaempfer, por lo que aquí se denominó iris kaempferi. Esta flor tuvo mucho éxito sobre todo durante el modernismo, sirviendo de elemento decorativo en muchas obras ornamentales modernistas. En Japón, esta flor se asociaba a la belleza femenina, lo cual queda reflejado en la imagen por las mujeres que se ven en plano medio, casi como con cierto voyeurismo. | Como indica el título, se aprecian en primer plano, casi a ras de tierra, unos lirios, cuyas magníficas flores se abren hacia el cielo. Se trata de la especie shōbu floreciente, que fue traída por primera vez a Europa en 1712 por Engelbert Kaempfer, por lo que aquí se denominó iris kaempferi. Esta flor tuvo mucho éxito sobre todo durante el modernismo, sirviendo de elemento decorativo en muchas obras ornamentales modernistas. En Japón, esta flor se asociaba a la belleza femenina, lo cual queda reflejado en la imagen por las mujeres que se ven en plano medio, casi como con cierto voyeurismo. | Como indica el título, se aprecian en primer plano, casi a ras de tierra, unos lirios, cuyas magníficas flores se abren hacia el cielo. Se trata de la especie shōbu floreciente, que fue traída por primera vez a Europa en 1712 por Engelbert Kaempfer, por lo que aquí se denominó iris kaempferi. Esta flor tuvo mucho éxito sobre todo durante el modernismo, sirviendo de elemento decorativo en muchas obras ornamentales modernistas. En Japón, esta flor se asociaba a la belleza femenina, lo cual queda reflejado en la imagen por las mujeres que se ven en plano medio, casi como con cierto voyeurismo. | Como indica el título, se aprecian en primer plano, casi a ras de tierra, unos lirios, cuyas magníficas flores se abren hacia el cielo. Se trata de la especie shōbu floreciente, que fue traída por primera vez a Europa en 1712 por Engelbert Kaempfer, por lo que aquí se denominó iris kaempferi. Esta flor tuvo mucho éxito sobre todo durante el modernismo, sirviendo de elemento decorativo en muchas obras ornamentales modernistas. En Japón, esta flor se asociaba a la belleza femenina, lo cual queda reflejado en la imagen por las mujeres que se ven en plano medio, casi como con cierto voyeurismo. | Como indica el título, se aprecian en primer plano, casi a ras de tierra, unos lirios, cuyas magníficas flores se abren hacia el cielo. Se trata de la especie shōbu floreciente, que fue traída por primera vez a Europa en 1712 por Engelbert Kaempfer, por lo que aquí se denominó iris kaempferi. Esta flor tuvo mucho éxito sobre todo durante el modernismo, sirviendo de elemento decorativo en muchas obras ornamentales modernistas. En Japón, esta flor se asociaba a la belleza femenina, lo cual queda reflejado en la imagen por las mujeres que se ven en plano medio, casi como con cierto voyeurismo. | Como indica el título, se aprecian en primer plano, casi a ras de tierra, unos lirios, cuyas magníficas flores se abren hacia el cielo. Se trata de la especie shōbu floreciente, que fue traída por primera vez a Europa en 1712 por Engelbert Kaempfer, por lo que aquí se denominó iris kaempferi. Esta flor tuvo mucho éxito sobre todo durante el modernismo, sirviendo de elemento decorativo en muchas obras ornamentales modernistas. En Japón, esta flor se asociaba a la belleza femenina, lo cual queda reflejado en la imagen por las mujeres que se ven en plano medio, casi como con cierto voyeurismo. |
|        | 65. En el santuario de Kameido Tenjin (亀戸天神境内 Kameido Tenjin keidai?) (7-1856)                                                                         | 65. En el santuario de Kameido Tenjin (亀戸天神境内 Kameido Tenjin keidai?) (7-1856)                                                                         | 65. En el santuario de Kameido Tenjin (亀戸天神境内 Kameido Tenjin keidai?) (7-1856)                                                                         | Esta estampa es una de las más conocidas de la serie, llegando a tener mucho éxito en Europa, sobre todo para el impresionismo: Claude Monet se inspiró en esta imagen para diseñar su jardín de Giverny. Se aprecia nuevamente una composición de gran verticalidad, donde el primer plano lo ocupa en su parte superior unas flores de glicinas color violeta, que caen como en cascada, y a cuyo través se percibe el paisaje del fondo, dominado por un puente de gran curvatura. Se trata de un taikobashi («puente tambor»), un tipo de puente de influencia china, cuya forma semicircular, en conjunción con su reflejo en el agua, otorgan la forma de un tambor –efecto que sin embargo no ha plasmado Hiroshige en esta lámina–. Su rango queda evidenciado por los remates de cobre (gibōshi) en los postes del puente, que estaban reservados a los puentes de alto rango, como el Nihonbashi y el Kyōbashi. El santuario de Kameido Tenjin, que pese a dar nombre a la estampa no aparece en la imagen, se construyó en 1660, como incentivo para repoblar los terrenos al este del río Sumida. En la impresión de esta estampa el grabador cometió un perceptible fallo, continuando el color azul del río más allá del horizonte, en la zona debajo del puente. | Esta estampa es una de las más conocidas de la serie, llegando a tener mucho éxito en Europa, sobre todo para el impresionismo: Claude Monet se inspiró en esta imagen para diseñar su jardín de Giverny. Se aprecia nuevamente una composición de gran verticalidad, donde el primer plano lo ocupa en su parte superior unas flores de glicinas color violeta, que caen como en cascada, y a cuyo través se percibe el paisaje del fondo, dominado por un puente de gran curvatura. Se trata de un taikobashi («puente tambor»), un tipo de puente de influencia china, cuya forma semicircular, en conjunción con su reflejo en el agua, otorgan la forma de un tambor –efecto que sin embargo no ha plasmado Hiroshige en esta lámina–. Su rango queda evidenciado por los remates de cobre (gibōshi) en los postes del puente, que estaban reservados a los puentes de alto rango, como el Nihonbashi y el Kyōbashi. El santuario de Kameido Tenjin, que pese a dar nombre a la estampa no aparece en la imagen, se construyó en 1660, como incentivo para repoblar los terrenos al este del río Sumida. En la impresión de esta estampa el grabador cometió un perceptible fallo, continuando el color azul del río más allá del horizonte, en la zona debajo del puente. | Esta estampa es una de las más conocidas de la serie, llegando a tener mucho éxito en Europa, sobre todo para el impresionismo: Claude Monet se inspiró en esta imagen para diseñar su jardín de Giverny. Se aprecia nuevamente una composición de gran verticalidad, donde el primer plano lo ocupa en su parte superior unas flores de glicinas color violeta, que caen como en cascada, y a cuyo través se percibe el paisaje del fondo, dominado por un puente de gran curvatura. Se trata de un taikobashi («puente tambor»), un tipo de puente de influencia china, cuya forma semicircular, en conjunción con su reflejo en el agua, otorgan la forma de un tambor –efecto que sin embargo no ha plasmado Hiroshige en esta lámina–. Su rango queda evidenciado por los remates de cobre (gibōshi) en los postes del puente, que estaban reservados a los puentes de alto rango, como el Nihonbashi y el Kyōbashi. El santuario de Kameido Tenjin, que pese a dar nombre a la estampa no aparece en la imagen, se construyó en 1660, como incentivo para repoblar los terrenos al este del río Sumida. En la impresión de esta estampa el grabador cometió un perceptible fallo, continuando el color azul del río más allá del horizonte, en la zona debajo del puente. | Esta estampa es una de las más conocidas de la serie, llegando a tener mucho éxito en Europa, sobre todo para el impresionismo: Claude Monet se inspiró en esta imagen para diseñar su jardín de Giverny. Se aprecia nuevamente una composición de gran verticalidad, donde el primer plano lo ocupa en su parte superior unas flores de glicinas color violeta, que caen como en cascada, y a cuyo través se percibe el paisaje del fondo, dominado por un puente de gran curvatura. Se trata de un taikobashi («puente tambor»), un tipo de puente de influencia china, cuya forma semicircular, en conjunción con su reflejo en el agua, otorgan la forma de un tambor –efecto que sin embargo no ha plasmado Hiroshige en esta lámina–. Su rango queda evidenciado por los remates de cobre (gibōshi) en los postes del puente, que estaban reservados a los puentes de alto rango, como el Nihonbashi y el Kyōbashi. El santuario de Kameido Tenjin, que pese a dar nombre a la estampa no aparece en la imagen, se construyó en 1660, como incentivo para repoblar los terrenos al este del río Sumida. En la impresión de esta estampa el grabador cometió un perceptible fallo, continuando el color azul del río más allá del horizonte, en la zona debajo del puente. | Esta estampa es una de las más conocidas de la serie, llegando a tener mucho éxito en Europa, sobre todo para el impresionismo: Claude Monet se inspiró en esta imagen para diseñar su jardín de Giverny. Se aprecia nuevamente una composición de gran verticalidad, donde el primer plano lo ocupa en su parte superior unas flores de glicinas color violeta, que caen como en cascada, y a cuyo través se percibe el paisaje del fondo, dominado por un puente de gran curvatura. Se trata de un taikobashi («puente tambor»), un tipo de puente de influencia china, cuya forma semicircular, en conjunción con su reflejo en el agua, otorgan la forma de un tambor –efecto que sin embargo no ha plasmado Hiroshige en esta lámina–. Su rango queda evidenciado por los remates de cobre (gibōshi) en los postes del puente, que estaban reservados a los puentes de alto rango, como el Nihonbashi y el Kyōbashi. El santuario de Kameido Tenjin, que pese a dar nombre a la estampa no aparece en la imagen, se construyó en 1660, como incentivo para repoblar los terrenos al este del río Sumida. En la impresión de esta estampa el grabador cometió un perceptible fallo, continuando el color azul del río más allá del horizonte, en la zona debajo del puente. | Esta estampa es una de las más conocidas de la serie, llegando a tener mucho éxito en Europa, sobre todo para el impresionismo: Claude Monet se inspiró en esta imagen para diseñar su jardín de Giverny. Se aprecia nuevamente una composición de gran verticalidad, donde el primer plano lo ocupa en su parte superior unas flores de glicinas color violeta, que caen como en cascada, y a cuyo través se percibe el paisaje del fondo, dominado por un puente de gran curvatura. Se trata de un taikobashi («puente tambor»), un tipo de puente de influencia china, cuya forma semicircular, en conjunción con su reflejo en el agua, otorgan la forma de un tambor –efecto que sin embargo no ha plasmado Hiroshige en esta lámina–. Su rango queda evidenciado por los remates de cobre (gibōshi) en los postes del puente, que estaban reservados a los puentes de alto rango, como el Nihonbashi y el Kyōbashi. El santuario de Kameido Tenjin, que pese a dar nombre a la estampa no aparece en la imagen, se construyó en 1660, como incentivo para repoblar los terrenos al este del río Sumida. En la impresión de esta estampa el grabador cometió un perceptible fallo, continuando el color azul del río más allá del horizonte, en la zona debajo del puente. |
|        | 66. El pabellón de Sazaidō en el templo de los 500 rakan (五百羅漢さゞゐ堂 Gohyaku Rakan Sazaidō?) (8-1857)                                                  | 66. El pabellón de Sazaidō en el templo de los 500 rakan (五百羅漢さゞゐ堂 Gohyaku Rakan Sazaidō?) (8-1857)                                                  | 66. El pabellón de Sazaidō en el templo de los 500 rakan (五百羅漢さゞゐ堂 Gohyaku Rakan Sazaidō?) (8-1857)                                                  | Se aprecia nuevamente una composición vertical a vista de pájaro, donde el primer elemento, a la derecha de la imagen, es el pabellón de Sazaidō, de tres pisos de un tono amarillo brillante, y en cuyo balcón superior se asoman varios visitantes para contemplar el paisaje. En realidad, este edificio se llamaba Sansōdō («pabellón de las tres peregrinaciones»), pues entre sus tres pisos se podían obtener tantos méritos como en tres peregrinaciones distintas. Fue construido en 1741 como parte del templo de los 500 rakan, los santos budistas liberados del ciclo de reencarnaciones. Esta zona era uno de los barrios periféricos de Edo, asimilado a la ciudad tras la construcción de los puentes Ryōgoku y Shin-Ōhashi. En término medio se ve una amplia pradera verde, mientras al fondo se distinguen varias casas y almacenes de madera que bordeaban el canal Tategawa. | Se aprecia nuevamente una composición vertical a vista de pájaro, donde el primer elemento, a la derecha de la imagen, es el pabellón de Sazaidō, de tres pisos de un tono amarillo brillante, y en cuyo balcón superior se asoman varios visitantes para contemplar el paisaje. En realidad, este edificio se llamaba Sansōdō («pabellón de las tres peregrinaciones»), pues entre sus tres pisos se podían obtener tantos méritos como en tres peregrinaciones distintas. Fue construido en 1741 como parte del templo de los 500 rakan, los santos budistas liberados del ciclo de reencarnaciones. Esta zona era uno de los barrios periféricos de Edo, asimilado a la ciudad tras la construcción de los puentes Ryōgoku y Shin-Ōhashi. En término medio se ve una amplia pradera verde, mientras al fondo se distinguen varias casas y almacenes de madera que bordeaban el canal Tategawa. | Se aprecia nuevamente una composición vertical a vista de pájaro, donde el primer elemento, a la derecha de la imagen, es el pabellón de Sazaidō, de tres pisos de un tono amarillo brillante, y en cuyo balcón superior se asoman varios visitantes para contemplar el paisaje. En realidad, este edificio se llamaba Sansōdō («pabellón de las tres peregrinaciones»), pues entre sus tres pisos se podían obtener tantos méritos como en tres peregrinaciones distintas. Fue construido en 1741 como parte del templo de los 500 rakan, los santos budistas liberados del ciclo de reencarnaciones. Esta zona era uno de los barrios periféricos de Edo, asimilado a la ciudad tras la construcción de los puentes Ryōgoku y Shin-Ōhashi. En término medio se ve una amplia pradera verde, mientras al fondo se distinguen varias casas y almacenes de madera que bordeaban el canal Tategawa. | Se aprecia nuevamente una composición vertical a vista de pájaro, donde el primer elemento, a la derecha de la imagen, es el pabellón de Sazaidō, de tres pisos de un tono amarillo brillante, y en cuyo balcón superior se asoman varios visitantes para contemplar el paisaje. En realidad, este edificio se llamaba Sansōdō («pabellón de las tres peregrinaciones»), pues entre sus tres pisos se podían obtener tantos méritos como en tres peregrinaciones distintas. Fue construido en 1741 como parte del templo de los 500 rakan, los santos budistas liberados del ciclo de reencarnaciones. Esta zona era uno de los barrios periféricos de Edo, asimilado a la ciudad tras la construcción de los puentes Ryōgoku y Shin-Ōhashi. En término medio se ve una amplia pradera verde, mientras al fondo se distinguen varias casas y almacenes de madera que bordeaban el canal Tategawa. | Se aprecia nuevamente una composición vertical a vista de pájaro, donde el primer elemento, a la derecha de la imagen, es el pabellón de Sazaidō, de tres pisos de un tono amarillo brillante, y en cuyo balcón superior se asoman varios visitantes para contemplar el paisaje. En realidad, este edificio se llamaba Sansōdō («pabellón de las tres peregrinaciones»), pues entre sus tres pisos se podían obtener tantos méritos como en tres peregrinaciones distintas. Fue construido en 1741 como parte del templo de los 500 rakan, los santos budistas liberados del ciclo de reencarnaciones. Esta zona era uno de los barrios periféricos de Edo, asimilado a la ciudad tras la construcción de los puentes Ryōgoku y Shin-Ōhashi. En término medio se ve una amplia pradera verde, mientras al fondo se distinguen varias casas y almacenes de madera que bordeaban el canal Tategawa. | Se aprecia nuevamente una composición vertical a vista de pájaro, donde el primer elemento, a la derecha de la imagen, es el pabellón de Sazaidō, de tres pisos de un tono amarillo brillante, y en cuyo balcón superior se asoman varios visitantes para contemplar el paisaje. En realidad, este edificio se llamaba Sansōdō («pabellón de las tres peregrinaciones»), pues entre sus tres pisos se podían obtener tantos méritos como en tres peregrinaciones distintas. Fue construido en 1741 como parte del templo de los 500 rakan, los santos budistas liberados del ciclo de reencarnaciones. Esta zona era uno de los barrios periféricos de Edo, asimilado a la ciudad tras la construcción de los puentes Ryōgoku y Shin-Ōhashi. En término medio se ve una amplia pradera verde, mientras al fondo se distinguen varias casas y almacenes de madera que bordeaban el canal Tategawa. |
|        | 67. El transbordador de Sakasai (逆井のわたし Sakasai no watashi?) (2-1857)                                                                                  | 67. El transbordador de Sakasai (逆井のわたし Sakasai no watashi?) (2-1857)                                                                                  | 67. El transbordador de Sakasai (逆井のわたし Sakasai no watashi?) (2-1857)                                                                                  | Domina la composición el río Nakagawa («río medio»), en diversos tonos de azul, más oscuro el central por ser la parte más honda del río, y con un tono verdeazulado en la zona de cañaverales de la parte inferior. En el río y sobrevolándolo aparecen unas garzas reales, de un límpido color blanco, estucado sin pigmentos (karazuri). En la franja del horizonte se ve una zona boscosa a la izquierda y un pequeño poblado a la derecha, donde atraca el transbordador al que alude el título. Al fondo aparece la cadena montañosa de la península de Chiba, al este de Edo, envuelta en la bruma, bajo un cielo en tonos blancos y rojizos. | Domina la composición el río Nakagawa («río medio»), en diversos tonos de azul, más oscuro el central por ser la parte más honda del río, y con un tono verdeazulado en la zona de cañaverales de la parte inferior. En el río y sobrevolándolo aparecen unas garzas reales, de un límpido color blanco, estucado sin pigmentos (karazuri). En la franja del horizonte se ve una zona boscosa a la izquierda y un pequeño poblado a la derecha, donde atraca el transbordador al que alude el título. Al fondo aparece la cadena montañosa de la península de Chiba, al este de Edo, envuelta en la bruma, bajo un cielo en tonos blancos y rojizos. | Domina la composición el río Nakagawa («río medio»), en diversos tonos de azul, más oscuro el central por ser la parte más honda del río, y con un tono verdeazulado en la zona de cañaverales de la parte inferior. En el río y sobrevolándolo aparecen unas garzas reales, de un límpido color blanco, estucado sin pigmentos (karazuri). En la franja del horizonte se ve una zona boscosa a la izquierda y un pequeño poblado a la derecha, donde atraca el transbordador al que alude el título. Al fondo aparece la cadena montañosa de la península de Chiba, al este de Edo, envuelta en la bruma, bajo un cielo en tonos blancos y rojizos. | Domina la composición el río Nakagawa («río medio»), en diversos tonos de azul, más oscuro el central por ser la parte más honda del río, y con un tono verdeazulado en la zona de cañaverales de la parte inferior. En el río y sobrevolándolo aparecen unas garzas reales, de un límpido color blanco, estucado sin pigmentos (karazuri). En la franja del horizonte se ve una zona boscosa a la izquierda y un pequeño poblado a la derecha, donde atraca el transbordador al que alude el título. Al fondo aparece la cadena montañosa de la península de Chiba, al este de Edo, envuelta en la bruma, bajo un cielo en tonos blancos y rojizos. | Domina la composición el río Nakagawa («río medio»), en diversos tonos de azul, más oscuro el central por ser la parte más honda del río, y con un tono verdeazulado en la zona de cañaverales de la parte inferior. En el río y sobrevolándolo aparecen unas garzas reales, de un límpido color blanco, estucado sin pigmentos (karazuri). En la franja del horizonte se ve una zona boscosa a la izquierda y un pequeño poblado a la derecha, donde atraca el transbordador al que alude el título. Al fondo aparece la cadena montañosa de la península de Chiba, al este de Edo, envuelta en la bruma, bajo un cielo en tonos blancos y rojizos. | Domina la composición el río Nakagawa («río medio»), en diversos tonos de azul, más oscuro el central por ser la parte más honda del río, y con un tono verdeazulado en la zona de cañaverales de la parte inferior. En el río y sobrevolándolo aparecen unas garzas reales, de un límpido color blanco, estucado sin pigmentos (karazuri). En la franja del horizonte se ve una zona boscosa a la izquierda y un pequeño poblado a la derecha, donde atraca el transbordador al que alude el título. Al fondo aparece la cadena montañosa de la península de Chiba, al este de Edo, envuelta en la bruma, bajo un cielo en tonos blancos y rojizos. |
|        | 68. La apertura del jardín en el santuario Hachiman de Fukagawa (深川八まん山ひらき Fukagawa Hachiman yamabiraki?) (8-1857)                                  | 68. La apertura del jardín en el santuario Hachiman de Fukagawa (深川八まん山ひらき Fukagawa Hachiman yamabiraki?) (8-1857)                                  | 68. La apertura del jardín en el santuario Hachiman de Fukagawa (深川八まん山ひらき Fukagawa Hachiman yamabiraki?) (8-1857)                                  | Esta estampa destaca por la diversidad de planos y el contraste cromático de sus elementos, especialmente por el intenso colorido rojo de las azaleas y el rosa de los cerezos en flor –imagen que sin embargo resulta anacrónica, pues azaleas y cerezos florecen con más de un mes de diferencia–. El colorido de los árboles contrasta con el verde del campo y el azul claro del río, que serpentea hacia el fondo, cruzado por varios puentes. Pequeñas figuras de paseantes disfrutan del entorno, perceptibles desde la zona más cercana, en la parte inferior, hasta el fondo, donde se alza una de las colinas artificiales que emulaban al monte Fuji (denominadas fujizuka), de las que se encontraban unas 58 en la región de Edo, oscilando entre uno y diez metros de altura. | Esta estampa destaca por la diversidad de planos y el contraste cromático de sus elementos, especialmente por el intenso colorido rojo de las azaleas y el rosa de los cerezos en flor –imagen que sin embargo resulta anacrónica, pues azaleas y cerezos florecen con más de un mes de diferencia–. El colorido de los árboles contrasta con el verde del campo y el azul claro del río, que serpentea hacia el fondo, cruzado por varios puentes. Pequeñas figuras de paseantes disfrutan del entorno, perceptibles desde la zona más cercana, en la parte inferior, hasta el fondo, donde se alza una de las colinas artificiales que emulaban al monte Fuji (denominadas fujizuka), de las que se encontraban unas 58 en la región de Edo, oscilando entre uno y diez metros de altura. | Esta estampa destaca por la diversidad de planos y el contraste cromático de sus elementos, especialmente por el intenso colorido rojo de las azaleas y el rosa de los cerezos en flor –imagen que sin embargo resulta anacrónica, pues azaleas y cerezos florecen con más de un mes de diferencia–. El colorido de los árboles contrasta con el verde del campo y el azul claro del río, que serpentea hacia el fondo, cruzado por varios puentes. Pequeñas figuras de paseantes disfrutan del entorno, perceptibles desde la zona más cercana, en la parte inferior, hasta el fondo, donde se alza una de las colinas artificiales que emulaban al monte Fuji (denominadas fujizuka), de las que se encontraban unas 58 en la región de Edo, oscilando entre uno y diez metros de altura. | Esta estampa destaca por la diversidad de planos y el contraste cromático de sus elementos, especialmente por el intenso colorido rojo de las azaleas y el rosa de los cerezos en flor –imagen que sin embargo resulta anacrónica, pues azaleas y cerezos florecen con más de un mes de diferencia–. El colorido de los árboles contrasta con el verde del campo y el azul claro del río, que serpentea hacia el fondo, cruzado por varios puentes. Pequeñas figuras de paseantes disfrutan del entorno, perceptibles desde la zona más cercana, en la parte inferior, hasta el fondo, donde se alza una de las colinas artificiales que emulaban al monte Fuji (denominadas fujizuka), de las que se encontraban unas 58 en la región de Edo, oscilando entre uno y diez metros de altura. | Esta estampa destaca por la diversidad de planos y el contraste cromático de sus elementos, especialmente por el intenso colorido rojo de las azaleas y el rosa de los cerezos en flor –imagen que sin embargo resulta anacrónica, pues azaleas y cerezos florecen con más de un mes de diferencia–. El colorido de los árboles contrasta con el verde del campo y el azul claro del río, que serpentea hacia el fondo, cruzado por varios puentes. Pequeñas figuras de paseantes disfrutan del entorno, perceptibles desde la zona más cercana, en la parte inferior, hasta el fondo, donde se alza una de las colinas artificiales que emulaban al monte Fuji (denominadas fujizuka), de las que se encontraban unas 58 en la región de Edo, oscilando entre uno y diez metros de altura. | Esta estampa destaca por la diversidad de planos y el contraste cromático de sus elementos, especialmente por el intenso colorido rojo de las azaleas y el rosa de los cerezos en flor –imagen que sin embargo resulta anacrónica, pues azaleas y cerezos florecen con más de un mes de diferencia–. El colorido de los árboles contrasta con el verde del campo y el azul claro del río, que serpentea hacia el fondo, cruzado por varios puentes. Pequeñas figuras de paseantes disfrutan del entorno, perceptibles desde la zona más cercana, en la parte inferior, hasta el fondo, donde se alza una de las colinas artificiales que emulaban al monte Fuji (denominadas fujizuka), de las que se encontraban unas 58 en la región de Edo, oscilando entre uno y diez metros de altura. |
|        | 69. El pabellón Sanjūsangendō en Fukagawa (深川三十三間堂 Fukagawa Sanjūsangendō?) (8-1857)                                                                  | 69. El pabellón Sanjūsangendō en Fukagawa (深川三十三間堂 Fukagawa Sanjūsangendō?) (8-1857)                                                                  | 69. El pabellón Sanjūsangendō en Fukagawa (深川三十三間堂 Fukagawa Sanjūsangendō?) (8-1857)                                                                  | Este pabellón se construyó como una réplica del templo de Sanjūsangen-dō en Kyōto (1266), famoso por sus 1001 estatuas de Kannon. Fue construido en 1642 en el barrio de Fukagawa, y con sus 120 metros de longitud era una de las estructuras más grandes de la ciudad. Aparte de ser un lugar sagrado, su longitud era aprovechada para la práctica del tiro con arco. Sin embargo, en 1870 fue derribado durante la persecución del budismo (Shinbutsu bunri) de la era Meiji. En la imagen se ve apenas la mitad del edificio, que cruza la escena en diagonal, dando idea de sus enormes dimensiones. Varios transeúntes caminan a ambos lados del pabellón, que en su parte superior delimita con el río, donde se sitúan unos almacenes de madera del depósito de Kiba, que están apenas esbozados adentrándose en el azul del agua. | Este pabellón se construyó como una réplica del templo de Sanjūsangen-dō en Kyōto (1266), famoso por sus 1001 estatuas de Kannon. Fue construido en 1642 en el barrio de Fukagawa, y con sus 120 metros de longitud era una de las estructuras más grandes de la ciudad. Aparte de ser un lugar sagrado, su longitud era aprovechada para la práctica del tiro con arco. Sin embargo, en 1870 fue derribado durante la persecución del budismo (Shinbutsu bunri) de la era Meiji. En la imagen se ve apenas la mitad del edificio, que cruza la escena en diagonal, dando idea de sus enormes dimensiones. Varios transeúntes caminan a ambos lados del pabellón, que en su parte superior delimita con el río, donde se sitúan unos almacenes de madera del depósito de Kiba, que están apenas esbozados adentrándose en el azul del agua. | Este pabellón se construyó como una réplica del templo de Sanjūsangen-dō en Kyōto (1266), famoso por sus 1001 estatuas de Kannon. Fue construido en 1642 en el barrio de Fukagawa, y con sus 120 metros de longitud era una de las estructuras más grandes de la ciudad. Aparte de ser un lugar sagrado, su longitud era aprovechada para la práctica del tiro con arco. Sin embargo, en 1870 fue derribado durante la persecución del budismo (Shinbutsu bunri) de la era Meiji. En la imagen se ve apenas la mitad del edificio, que cruza la escena en diagonal, dando idea de sus enormes dimensiones. Varios transeúntes caminan a ambos lados del pabellón, que en su parte superior delimita con el río, donde se sitúan unos almacenes de madera del depósito de Kiba, que están apenas esbozados adentrándose en el azul del agua. | Este pabellón se construyó como una réplica del templo de Sanjūsangen-dō en Kyōto (1266), famoso por sus 1001 estatuas de Kannon. Fue construido en 1642 en el barrio de Fukagawa, y con sus 120 metros de longitud era una de las estructuras más grandes de la ciudad. Aparte de ser un lugar sagrado, su longitud era aprovechada para la práctica del tiro con arco. Sin embargo, en 1870 fue derribado durante la persecución del budismo (Shinbutsu bunri) de la era Meiji. En la imagen se ve apenas la mitad del edificio, que cruza la escena en diagonal, dando idea de sus enormes dimensiones. Varios transeúntes caminan a ambos lados del pabellón, que en su parte superior delimita con el río, donde se sitúan unos almacenes de madera del depósito de Kiba, que están apenas esbozados adentrándose en el azul del agua. | Este pabellón se construyó como una réplica del templo de Sanjūsangen-dō en Kyōto (1266), famoso por sus 1001 estatuas de Kannon. Fue construido en 1642 en el barrio de Fukagawa, y con sus 120 metros de longitud era una de las estructuras más grandes de la ciudad. Aparte de ser un lugar sagrado, su longitud era aprovechada para la práctica del tiro con arco. Sin embargo, en 1870 fue derribado durante la persecución del budismo (Shinbutsu bunri) de la era Meiji. En la imagen se ve apenas la mitad del edificio, que cruza la escena en diagonal, dando idea de sus enormes dimensiones. Varios transeúntes caminan a ambos lados del pabellón, que en su parte superior delimita con el río, donde se sitúan unos almacenes de madera del depósito de Kiba, que están apenas esbozados adentrándose en el azul del agua. | Este pabellón se construyó como una réplica del templo de Sanjūsangen-dō en Kyōto (1266), famoso por sus 1001 estatuas de Kannon. Fue construido en 1642 en el barrio de Fukagawa, y con sus 120 metros de longitud era una de las estructuras más grandes de la ciudad. Aparte de ser un lugar sagrado, su longitud era aprovechada para la práctica del tiro con arco. Sin embargo, en 1870 fue derribado durante la persecución del budismo (Shinbutsu bunri) de la era Meiji. En la imagen se ve apenas la mitad del edificio, que cruza la escena en diagonal, dando idea de sus enormes dimensiones. Varios transeúntes caminan a ambos lados del pabellón, que en su parte superior delimita con el río, donde se sitúan unos almacenes de madera del depósito de Kiba, que están apenas esbozados adentrándose en el azul del agua. |
|        | 70. La desembocadura del río Nakagawa (中川口 Nakagawaguchi?) (2-1857)                                                                                       | 70. La desembocadura del río Nakagawa (中川口 Nakagawaguchi?) (2-1857)                                                                                       | 70. La desembocadura del río Nakagawa (中川口 Nakagawaguchi?) (2-1857)                                                                                       | El protagonista de la estampa es el río, que domina la composición en su eje vertical, así como en su zona central. El Nakagawa es el que transcurre horizontalmente, desembocando a la derecha en la bahía de Edo, fuera de esta imagen. Aparecen en sus aguas varias barcas de pescadores y unas balsas de madera transportadas por remeros. El tramo inferior, por el que navegan dos barcas de pasajeros, es el canal Onagigawa, donde había un puesto de control militar. En el extremo opuesto se ve el canal Shinkawa, con unas barcas cubiertas de paja que transportaban sal, que se producía en las inmediaciones. Este canal se pierde en la lejanía entre una espesa neblina de color blanco, graduada en ichimonji bokashi. | El protagonista de la estampa es el río, que domina la composición en su eje vertical, así como en su zona central. El Nakagawa es el que transcurre horizontalmente, desembocando a la derecha en la bahía de Edo, fuera de esta imagen. Aparecen en sus aguas varias barcas de pescadores y unas balsas de madera transportadas por remeros. El tramo inferior, por el que navegan dos barcas de pasajeros, es el canal Onagigawa, donde había un puesto de control militar. En el extremo opuesto se ve el canal Shinkawa, con unas barcas cubiertas de paja que transportaban sal, que se producía en las inmediaciones. Este canal se pierde en la lejanía entre una espesa neblina de color blanco, graduada en ichimonji bokashi. | El protagonista de la estampa es el río, que domina la composición en su eje vertical, así como en su zona central. El Nakagawa es el que transcurre horizontalmente, desembocando a la derecha en la bahía de Edo, fuera de esta imagen. Aparecen en sus aguas varias barcas de pescadores y unas balsas de madera transportadas por remeros. El tramo inferior, por el que navegan dos barcas de pasajeros, es el canal Onagigawa, donde había un puesto de control militar. En el extremo opuesto se ve el canal Shinkawa, con unas barcas cubiertas de paja que transportaban sal, que se producía en las inmediaciones. Este canal se pierde en la lejanía entre una espesa neblina de color blanco, graduada en ichimonji bokashi. | El protagonista de la estampa es el río, que domina la composición en su eje vertical, así como en su zona central. El Nakagawa es el que transcurre horizontalmente, desembocando a la derecha en la bahía de Edo, fuera de esta imagen. Aparecen en sus aguas varias barcas de pescadores y unas balsas de madera transportadas por remeros. El tramo inferior, por el que navegan dos barcas de pasajeros, es el canal Onagigawa, donde había un puesto de control militar. En el extremo opuesto se ve el canal Shinkawa, con unas barcas cubiertas de paja que transportaban sal, que se producía en las inmediaciones. Este canal se pierde en la lejanía entre una espesa neblina de color blanco, graduada en ichimonji bokashi. | El protagonista de la estampa es el río, que domina la composición en su eje vertical, así como en su zona central. El Nakagawa es el que transcurre horizontalmente, desembocando a la derecha en la bahía de Edo, fuera de esta imagen. Aparecen en sus aguas varias barcas de pescadores y unas balsas de madera transportadas por remeros. El tramo inferior, por el que navegan dos barcas de pasajeros, es el canal Onagigawa, donde había un puesto de control militar. En el extremo opuesto se ve el canal Shinkawa, con unas barcas cubiertas de paja que transportaban sal, que se producía en las inmediaciones. Este canal se pierde en la lejanía entre una espesa neblina de color blanco, graduada en ichimonji bokashi. | El protagonista de la estampa es el río, que domina la composición en su eje vertical, así como en su zona central. El Nakagawa es el que transcurre horizontalmente, desembocando a la derecha en la bahía de Edo, fuera de esta imagen. Aparecen en sus aguas varias barcas de pescadores y unas balsas de madera transportadas por remeros. El tramo inferior, por el que navegan dos barcas de pasajeros, es el canal Onagigawa, donde había un puesto de control militar. En el extremo opuesto se ve el canal Shinkawa, con unas barcas cubiertas de paja que transportaban sal, que se producía en las inmediaciones. Este canal se pierde en la lejanía entre una espesa neblina de color blanco, graduada en ichimonji bokashi. |
|        | 71. Pinos diseminados a orillas del río Tonegawa (利根川ばらばらま Tonegawa barabara matsu?) (8-1856)                                                        | 71. Pinos diseminados a orillas del río Tonegawa (利根川ばらばらま Tonegawa barabara matsu?) (8-1856)                                                        | 71. Pinos diseminados a orillas del río Tonegawa (利根川ばらばらま Tonegawa barabara matsu?) (8-1856)                                                        | En esta imagen se aprecia de nuevo la genial concepción compositiva del autor, que muestra un paisaje a través de una red de pescador, que domina todo el costado derecho. Así, la aparente insustancialidad de un paisaje fluvial sin excesivo encanto se ve realzada por el original punto de vista, uno de los sellos estilísticos de Hiroshige y de la serie de Cien vistas especialmente. Tras la red la imagen se compone de dos espacios divididos por la franja del horizonte, con el río abajo, con un marcado oleaje y una zona de cañaverales en el ángulo inferior izquierdo, y el cielo arriba, en la habitual gradación entre blanco y azul, surcado por el vuelo de dos garzas. En el centro, medio tapada por la red, destaca una barca de vela, quizá pescando carpas, que eran famosas por su calidad en el río Tonegawa. | En esta imagen se aprecia de nuevo la genial concepción compositiva del autor, que muestra un paisaje a través de una red de pescador, que domina todo el costado derecho. Así, la aparente insustancialidad de un paisaje fluvial sin excesivo encanto se ve realzada por el original punto de vista, uno de los sellos estilísticos de Hiroshige y de la serie de Cien vistas especialmente. Tras la red la imagen se compone de dos espacios divididos por la franja del horizonte, con el río abajo, con un marcado oleaje y una zona de cañaverales en el ángulo inferior izquierdo, y el cielo arriba, en la habitual gradación entre blanco y azul, surcado por el vuelo de dos garzas. En el centro, medio tapada por la red, destaca una barca de vela, quizá pescando carpas, que eran famosas por su calidad en el río Tonegawa. | En esta imagen se aprecia de nuevo la genial concepción compositiva del autor, que muestra un paisaje a través de una red de pescador, que domina todo el costado derecho. Así, la aparente insustancialidad de un paisaje fluvial sin excesivo encanto se ve realzada por el original punto de vista, uno de los sellos estilísticos de Hiroshige y de la serie de Cien vistas especialmente. Tras la red la imagen se compone de dos espacios divididos por la franja del horizonte, con el río abajo, con un marcado oleaje y una zona de cañaverales en el ángulo inferior izquierdo, y el cielo arriba, en la habitual gradación entre blanco y azul, surcado por el vuelo de dos garzas. En el centro, medio tapada por la red, destaca una barca de vela, quizá pescando carpas, que eran famosas por su calidad en el río Tonegawa. | En esta imagen se aprecia de nuevo la genial concepción compositiva del autor, que muestra un paisaje a través de una red de pescador, que domina todo el costado derecho. Así, la aparente insustancialidad de un paisaje fluvial sin excesivo encanto se ve realzada por el original punto de vista, uno de los sellos estilísticos de Hiroshige y de la serie de Cien vistas especialmente. Tras la red la imagen se compone de dos espacios divididos por la franja del horizonte, con el río abajo, con un marcado oleaje y una zona de cañaverales en el ángulo inferior izquierdo, y el cielo arriba, en la habitual gradación entre blanco y azul, surcado por el vuelo de dos garzas. En el centro, medio tapada por la red, destaca una barca de vela, quizá pescando carpas, que eran famosas por su calidad en el río Tonegawa. | En esta imagen se aprecia de nuevo la genial concepción compositiva del autor, que muestra un paisaje a través de una red de pescador, que domina todo el costado derecho. Así, la aparente insustancialidad de un paisaje fluvial sin excesivo encanto se ve realzada por el original punto de vista, uno de los sellos estilísticos de Hiroshige y de la serie de Cien vistas especialmente. Tras la red la imagen se compone de dos espacios divididos por la franja del horizonte, con el río abajo, con un marcado oleaje y una zona de cañaverales en el ángulo inferior izquierdo, y el cielo arriba, en la habitual gradación entre blanco y azul, surcado por el vuelo de dos garzas. En el centro, medio tapada por la red, destaca una barca de vela, quizá pescando carpas, que eran famosas por su calidad en el río Tonegawa. | En esta imagen se aprecia de nuevo la genial concepción compositiva del autor, que muestra un paisaje a través de una red de pescador, que domina todo el costado derecho. Así, la aparente insustancialidad de un paisaje fluvial sin excesivo encanto se ve realzada por el original punto de vista, uno de los sellos estilísticos de Hiroshige y de la serie de Cien vistas especialmente. Tras la red la imagen se compone de dos espacios divididos por la franja del horizonte, con el río abajo, con un marcado oleaje y una zona de cañaverales en el ángulo inferior izquierdo, y el cielo arriba, en la habitual gradación entre blanco y azul, surcado por el vuelo de dos garzas. En el centro, medio tapada por la red, destaca una barca de vela, quizá pescando carpas, que eran famosas por su calidad en el río Tonegawa. |
|        | 72. El transbordador en Haneda y el santuario de Benten (はねたのわたし弁天の社 Haneda no watashi Benten no yashiro?) (8-1858)                               | 72. El transbordador en Haneda y el santuario de Benten (はねたのわたし弁天の社 Haneda no watashi Benten no yashiro?) (8-1858)                               | 72. El transbordador en Haneda y el santuario de Benten (はねたのわたし弁天の社 Haneda no watashi Benten no yashiro?) (8-1858)                               | Se contempla una vez más una insólita perspectiva donde se percibe el paisaje entre la figura de un remero, del que solo se ven piernas y brazos, en el costado izquierdo. Esta obra recibió algunas críticas por lo inusitado de su concepción: Basil Stewart, autor de Subjects Portrayed in Japanese Colour-Prints (1922), opinaba que era una muestra de la «temprana senilidad» del autor, mientras que el historiador del arte japonés Uchida Minoru lo calificó de «absoluto error». En cambio, para Takahashi Seiichirō era una «prueba de la extraordinaria genialidad de Hiroshige». La perspectiva del espectador coincide con la del pasajero de la barca, del que se ve un trozo de sombrilla en la esquina inferior derecha. En el fondo aparece a la izquierda el santuario de Benten, una deidad protectora de las aguas, mientras que en el centro se eleva un faro. Este santuario se derribó tras la Segunda Guerra Mundial para construir un aeropuerto, aunque en su lugar se dejó un torii sagrado. | Se contempla una vez más una insólita perspectiva donde se percibe el paisaje entre la figura de un remero, del que solo se ven piernas y brazos, en el costado izquierdo. Esta obra recibió algunas críticas por lo inusitado de su concepción: Basil Stewart, autor de Subjects Portrayed in Japanese Colour-Prints (1922), opinaba que era una muestra de la «temprana senilidad» del autor, mientras que el historiador del arte japonés Uchida Minoru lo calificó de «absoluto error». En cambio, para Takahashi Seiichirō era una «prueba de la extraordinaria genialidad de Hiroshige». La perspectiva del espectador coincide con la del pasajero de la barca, del que se ve un trozo de sombrilla en la esquina inferior derecha. En el fondo aparece a la izquierda el santuario de Benten, una deidad protectora de las aguas, mientras que en el centro se eleva un faro. Este santuario se derribó tras la Segunda Guerra Mundial para construir un aeropuerto, aunque en su lugar se dejó un torii sagrado. | Se contempla una vez más una insólita perspectiva donde se percibe el paisaje entre la figura de un remero, del que solo se ven piernas y brazos, en el costado izquierdo. Esta obra recibió algunas críticas por lo inusitado de su concepción: Basil Stewart, autor de Subjects Portrayed in Japanese Colour-Prints (1922), opinaba que era una muestra de la «temprana senilidad» del autor, mientras que el historiador del arte japonés Uchida Minoru lo calificó de «absoluto error». En cambio, para Takahashi Seiichirō era una «prueba de la extraordinaria genialidad de Hiroshige». La perspectiva del espectador coincide con la del pasajero de la barca, del que se ve un trozo de sombrilla en la esquina inferior derecha. En el fondo aparece a la izquierda el santuario de Benten, una deidad protectora de las aguas, mientras que en el centro se eleva un faro. Este santuario se derribó tras la Segunda Guerra Mundial para construir un aeropuerto, aunque en su lugar se dejó un torii sagrado. | Se contempla una vez más una insólita perspectiva donde se percibe el paisaje entre la figura de un remero, del que solo se ven piernas y brazos, en el costado izquierdo. Esta obra recibió algunas críticas por lo inusitado de su concepción: Basil Stewart, autor de Subjects Portrayed in Japanese Colour-Prints (1922), opinaba que era una muestra de la «temprana senilidad» del autor, mientras que el historiador del arte japonés Uchida Minoru lo calificó de «absoluto error». En cambio, para Takahashi Seiichirō era una «prueba de la extraordinaria genialidad de Hiroshige». La perspectiva del espectador coincide con la del pasajero de la barca, del que se ve un trozo de sombrilla en la esquina inferior derecha. En el fondo aparece a la izquierda el santuario de Benten, una deidad protectora de las aguas, mientras que en el centro se eleva un faro. Este santuario se derribó tras la Segunda Guerra Mundial para construir un aeropuerto, aunque en su lugar se dejó un torii sagrado. | Se contempla una vez más una insólita perspectiva donde se percibe el paisaje entre la figura de un remero, del que solo se ven piernas y brazos, en el costado izquierdo. Esta obra recibió algunas críticas por lo inusitado de su concepción: Basil Stewart, autor de Subjects Portrayed in Japanese Colour-Prints (1922), opinaba que era una muestra de la «temprana senilidad» del autor, mientras que el historiador del arte japonés Uchida Minoru lo calificó de «absoluto error». En cambio, para Takahashi Seiichirō era una «prueba de la extraordinaria genialidad de Hiroshige». La perspectiva del espectador coincide con la del pasajero de la barca, del que se ve un trozo de sombrilla en la esquina inferior derecha. En el fondo aparece a la izquierda el santuario de Benten, una deidad protectora de las aguas, mientras que en el centro se eleva un faro. Este santuario se derribó tras la Segunda Guerra Mundial para construir un aeropuerto, aunque en su lugar se dejó un torii sagrado. | Se contempla una vez más una insólita perspectiva donde se percibe el paisaje entre la figura de un remero, del que solo se ven piernas y brazos, en el costado izquierdo. Esta obra recibió algunas críticas por lo inusitado de su concepción: Basil Stewart, autor de Subjects Portrayed in Japanese Colour-Prints (1922), opinaba que era una muestra de la «temprana senilidad» del autor, mientras que el historiador del arte japonés Uchida Minoru lo calificó de «absoluto error». En cambio, para Takahashi Seiichirō era una «prueba de la extraordinaria genialidad de Hiroshige». La perspectiva del espectador coincide con la del pasajero de la barca, del que se ve un trozo de sombrilla en la esquina inferior derecha. En el fondo aparece a la izquierda el santuario de Benten, una deidad protectora de las aguas, mientras que en el centro se eleva un faro. Este santuario se derribó tras la Segunda Guerra Mundial para construir un aeropuerto, aunque en su lugar se dejó un torii sagrado. |

### Otoño
| Otoño | | | | | | | | | |
|       | 73. La ciudad en plena floración, la fiesta Tanabata (市中繁栄七夕祭 Shichū han'ei Tanabata matsuri?) (7-1857)                                      | 73. La ciudad en plena floración, la fiesta Tanabata (市中繁栄七夕祭 Shichū han'ei Tanabata matsuri?) (7-1857)                                      | 73. La ciudad en plena floración, la fiesta Tanabata (市中繁栄七夕祭 Shichū han'ei Tanabata matsuri?) (7-1857)                                      | Esta estampa empieza la serie del otoño, si bien la fiesta que se representa era propia de los días cálidos del verano. La fiesta Tanabata era una de las cinco fiestas oficiales de las estaciones del año (gosekku). En esta ocasión el autor nos ofrece una perspectiva desde su propia casa: en la parte inferior aparecen varios tejados de casas del barrio de Minami Denma-chō, entre los que se perfila en segundo término, a la derecha, la torre de bomberos del distrito de Yayosu, que su padre legó a Hiroshige, y éste a su vez a su hijo. Quizá esta alusión personal explique la ausencia en el título del lugar representado, un hecho único en toda la serie. Más al fondo y a la derecha se ven varios edificios del Palacio del Shōgun, mientras al fondo se yergue la gran masa del monte Fuji. Sobre los tejados y elevándose al cielo se muestran numerosos estandartes y arreglos florales del festival, sobre varas de bambú, del que penden objetos como papeles, serpentinas, una red de pescar, una calabaza, una copa de sake o incluso un pez y una rodaja de sandía. Se ven mecidos por el viento, quizá un adelanto del incipiente otoño. | Esta estampa empieza la serie del otoño, si bien la fiesta que se representa era propia de los días cálidos del verano. La fiesta Tanabata era una de las cinco fiestas oficiales de las estaciones del año (gosekku). En esta ocasión el autor nos ofrece una perspectiva desde su propia casa: en la parte inferior aparecen varios tejados de casas del barrio de Minami Denma-chō, entre los que se perfila en segundo término, a la derecha, la torre de bomberos del distrito de Yayosu, que su padre legó a Hiroshige, y éste a su vez a su hijo. Quizá esta alusión personal explique la ausencia en el título del lugar representado, un hecho único en toda la serie. Más al fondo y a la derecha se ven varios edificios del Palacio del Shōgun, mientras al fondo se yergue la gran masa del monte Fuji. Sobre los tejados y elevándose al cielo se muestran numerosos estandartes y arreglos florales del festival, sobre varas de bambú, del que penden objetos como papeles, serpentinas, una red de pescar, una calabaza, una copa de sake o incluso un pez y una rodaja de sandía. Se ven mecidos por el viento, quizá un adelanto del incipiente otoño. | Esta estampa empieza la serie del otoño, si bien la fiesta que se representa era propia de los días cálidos del verano. La fiesta Tanabata era una de las cinco fiestas oficiales de las estaciones del año (gosekku). En esta ocasión el autor nos ofrece una perspectiva desde su propia casa: en la parte inferior aparecen varios tejados de casas del barrio de Minami Denma-chō, entre los que se perfila en segundo término, a la derecha, la torre de bomberos del distrito de Yayosu, que su padre legó a Hiroshige, y éste a su vez a su hijo. Quizá esta alusión personal explique la ausencia en el título del lugar representado, un hecho único en toda la serie. Más al fondo y a la derecha se ven varios edificios del Palacio del Shōgun, mientras al fondo se yergue la gran masa del monte Fuji. Sobre los tejados y elevándose al cielo se muestran numerosos estandartes y arreglos florales del festival, sobre varas de bambú, del que penden objetos como papeles, serpentinas, una red de pescar, una calabaza, una copa de sake o incluso un pez y una rodaja de sandía. Se ven mecidos por el viento, quizá un adelanto del incipiente otoño. | Esta estampa empieza la serie del otoño, si bien la fiesta que se representa era propia de los días cálidos del verano. La fiesta Tanabata era una de las cinco fiestas oficiales de las estaciones del año (gosekku). En esta ocasión el autor nos ofrece una perspectiva desde su propia casa: en la parte inferior aparecen varios tejados de casas del barrio de Minami Denma-chō, entre los que se perfila en segundo término, a la derecha, la torre de bomberos del distrito de Yayosu, que su padre legó a Hiroshige, y éste a su vez a su hijo. Quizá esta alusión personal explique la ausencia en el título del lugar representado, un hecho único en toda la serie. Más al fondo y a la derecha se ven varios edificios del Palacio del Shōgun, mientras al fondo se yergue la gran masa del monte Fuji. Sobre los tejados y elevándose al cielo se muestran numerosos estandartes y arreglos florales del festival, sobre varas de bambú, del que penden objetos como papeles, serpentinas, una red de pescar, una calabaza, una copa de sake o incluso un pez y una rodaja de sandía. Se ven mecidos por el viento, quizá un adelanto del incipiente otoño. | Esta estampa empieza la serie del otoño, si bien la fiesta que se representa era propia de los días cálidos del verano. La fiesta Tanabata era una de las cinco fiestas oficiales de las estaciones del año (gosekku). En esta ocasión el autor nos ofrece una perspectiva desde su propia casa: en la parte inferior aparecen varios tejados de casas del barrio de Minami Denma-chō, entre los que se perfila en segundo término, a la derecha, la torre de bomberos del distrito de Yayosu, que su padre legó a Hiroshige, y éste a su vez a su hijo. Quizá esta alusión personal explique la ausencia en el título del lugar representado, un hecho único en toda la serie. Más al fondo y a la derecha se ven varios edificios del Palacio del Shōgun, mientras al fondo se yergue la gran masa del monte Fuji. Sobre los tejados y elevándose al cielo se muestran numerosos estandartes y arreglos florales del festival, sobre varas de bambú, del que penden objetos como papeles, serpentinas, una red de pescar, una calabaza, una copa de sake o incluso un pez y una rodaja de sandía. Se ven mecidos por el viento, quizá un adelanto del incipiente otoño. | Esta estampa empieza la serie del otoño, si bien la fiesta que se representa era propia de los días cálidos del verano. La fiesta Tanabata era una de las cinco fiestas oficiales de las estaciones del año (gosekku). En esta ocasión el autor nos ofrece una perspectiva desde su propia casa: en la parte inferior aparecen varios tejados de casas del barrio de Minami Denma-chō, entre los que se perfila en segundo término, a la derecha, la torre de bomberos del distrito de Yayosu, que su padre legó a Hiroshige, y éste a su vez a su hijo. Quizá esta alusión personal explique la ausencia en el título del lugar representado, un hecho único en toda la serie. Más al fondo y a la derecha se ven varios edificios del Palacio del Shōgun, mientras al fondo se yergue la gran masa del monte Fuji. Sobre los tejados y elevándose al cielo se muestran numerosos estandartes y arreglos florales del festival, sobre varas de bambú, del que penden objetos como papeles, serpentinas, una red de pescar, una calabaza, una copa de sake o incluso un pez y una rodaja de sandía. Se ven mecidos por el viento, quizá un adelanto del incipiente otoño. |
|       | 74. Comercio de sedas en Ōdenma-chō (大伝馬町ごふく店 Ōdenma-chō gofukudana?) (7-1858)                                                              | 74. Comercio de sedas en Ōdenma-chō (大伝馬町ごふく店 Ōdenma-chō gofukudana?) (7-1858)                                                              | 74. Comercio de sedas en Ōdenma-chō (大伝馬町ごふく店 Ōdenma-chō gofukudana?) (7-1858)                                                              | En esta obra destacan los personajes en procesión de la derecha, que llevan vestidos ceremoniales y estandartes de fiesta. Es una de las escasas láminas donde aparecen personas de un cierto tamaño, en contraposición a las pequeñas figuras habituales inmersas en el paisaje. Pese a su atuendo de samurái, compuesto de pantalón y chaqueta con el mismo dibujo (kamishimo) y el vestido kosode encima, se trata de carpinteros, que celebran el cierre de aguas de un edificio –debido al terremoto de 1855, los carpinteros tenían mucho trabajo en esta época–. Los celebrantes van evidentemente ebrios, hecho que el autor refleja de forma magistral en sus rostros, dando muestras del sentido del humor y prospección psicológica del artista. Al fondo se ve el comercio de sedas Daimaru, alternando cortinajes negros y rojos con el signo caligráfico de la tienda, junto a la inscripción de su fundador, Shimomura Hikouemon. | En esta obra destacan los personajes en procesión de la derecha, que llevan vestidos ceremoniales y estandartes de fiesta. Es una de las escasas láminas donde aparecen personas de un cierto tamaño, en contraposición a las pequeñas figuras habituales inmersas en el paisaje. Pese a su atuendo de samurái, compuesto de pantalón y chaqueta con el mismo dibujo (kamishimo) y el vestido kosode encima, se trata de carpinteros, que celebran el cierre de aguas de un edificio –debido al terremoto de 1855, los carpinteros tenían mucho trabajo en esta época–. Los celebrantes van evidentemente ebrios, hecho que el autor refleja de forma magistral en sus rostros, dando muestras del sentido del humor y prospección psicológica del artista. Al fondo se ve el comercio de sedas Daimaru, alternando cortinajes negros y rojos con el signo caligráfico de la tienda, junto a la inscripción de su fundador, Shimomura Hikouemon. | En esta obra destacan los personajes en procesión de la derecha, que llevan vestidos ceremoniales y estandartes de fiesta. Es una de las escasas láminas donde aparecen personas de un cierto tamaño, en contraposición a las pequeñas figuras habituales inmersas en el paisaje. Pese a su atuendo de samurái, compuesto de pantalón y chaqueta con el mismo dibujo (kamishimo) y el vestido kosode encima, se trata de carpinteros, que celebran el cierre de aguas de un edificio –debido al terremoto de 1855, los carpinteros tenían mucho trabajo en esta época–. Los celebrantes van evidentemente ebrios, hecho que el autor refleja de forma magistral en sus rostros, dando muestras del sentido del humor y prospección psicológica del artista. Al fondo se ve el comercio de sedas Daimaru, alternando cortinajes negros y rojos con el signo caligráfico de la tienda, junto a la inscripción de su fundador, Shimomura Hikouemon. | En esta obra destacan los personajes en procesión de la derecha, que llevan vestidos ceremoniales y estandartes de fiesta. Es una de las escasas láminas donde aparecen personas de un cierto tamaño, en contraposición a las pequeñas figuras habituales inmersas en el paisaje. Pese a su atuendo de samurái, compuesto de pantalón y chaqueta con el mismo dibujo (kamishimo) y el vestido kosode encima, se trata de carpinteros, que celebran el cierre de aguas de un edificio –debido al terremoto de 1855, los carpinteros tenían mucho trabajo en esta época–. Los celebrantes van evidentemente ebrios, hecho que el autor refleja de forma magistral en sus rostros, dando muestras del sentido del humor y prospección psicológica del artista. Al fondo se ve el comercio de sedas Daimaru, alternando cortinajes negros y rojos con el signo caligráfico de la tienda, junto a la inscripción de su fundador, Shimomura Hikouemon. | En esta obra destacan los personajes en procesión de la derecha, que llevan vestidos ceremoniales y estandartes de fiesta. Es una de las escasas láminas donde aparecen personas de un cierto tamaño, en contraposición a las pequeñas figuras habituales inmersas en el paisaje. Pese a su atuendo de samurái, compuesto de pantalón y chaqueta con el mismo dibujo (kamishimo) y el vestido kosode encima, se trata de carpinteros, que celebran el cierre de aguas de un edificio –debido al terremoto de 1855, los carpinteros tenían mucho trabajo en esta época–. Los celebrantes van evidentemente ebrios, hecho que el autor refleja de forma magistral en sus rostros, dando muestras del sentido del humor y prospección psicológica del artista. Al fondo se ve el comercio de sedas Daimaru, alternando cortinajes negros y rojos con el signo caligráfico de la tienda, junto a la inscripción de su fundador, Shimomura Hikouemon. | En esta obra destacan los personajes en procesión de la derecha, que llevan vestidos ceremoniales y estandartes de fiesta. Es una de las escasas láminas donde aparecen personas de un cierto tamaño, en contraposición a las pequeñas figuras habituales inmersas en el paisaje. Pese a su atuendo de samurái, compuesto de pantalón y chaqueta con el mismo dibujo (kamishimo) y el vestido kosode encima, se trata de carpinteros, que celebran el cierre de aguas de un edificio –debido al terremoto de 1855, los carpinteros tenían mucho trabajo en esta época–. Los celebrantes van evidentemente ebrios, hecho que el autor refleja de forma magistral en sus rostros, dando muestras del sentido del humor y prospección psicológica del artista. Al fondo se ve el comercio de sedas Daimaru, alternando cortinajes negros y rojos con el signo caligráfico de la tienda, junto a la inscripción de su fundador, Shimomura Hikouemon. |
|       | 75. El barrio de los tintoreros de Kanda (神田紺屋町 Kanda Kon'ya-chō?) (11-1857)                                                                   | 75. El barrio de los tintoreros de Kanda (神田紺屋町 Kanda Kon'ya-chō?) (11-1857)                                                                   | 75. El barrio de los tintoreros de Kanda (神田紺屋町 Kanda Kon'ya-chō?) (11-1857)                                                                   | Se muestra una vez más una composición de gran verticalidad, que denota el máximo provecho que el autor sabía sacar del formato ōban. El motivo principal de la imagen son unas grandes telas colgadas a secar por los tintoreros del barrio de Kanda, el principal de la ciudad donde se ejercía este oficio, famoso por la calidad de sus telas. En ambos lados se ven unos paños color marrón e índigo, con dibujos de damero y flores, destinados a kimonos yukata. En cambio, en el centro y con el doble de altura resaltan unas largas telas que se cortaban en tiras y servían de cintas para la frente, en colores blanco y azul. Las de color blanco en primer plano tienen el signo de «pez» (sakana), probable alusión al apellido del editor, Sakanaya Eikichi, mientras que las del fondo muestran el monograma de Hiroshige, compuesto de la sílaba hi dentro de un rombo, ro. En el paisaje del fondo se pueden apreciar el Palacio del Shōgun y el monte Fuji. Katsushika Hokusai había hecho una composición parecida a ésta en su serie Cien vistas del Fuji (1830-1835), por lo que esta estampa seguramente la realizó Hiroshige como homenaje al maestro del ukiyo-e. | Se muestra una vez más una composición de gran verticalidad, que denota el máximo provecho que el autor sabía sacar del formato ōban. El motivo principal de la imagen son unas grandes telas colgadas a secar por los tintoreros del barrio de Kanda, el principal de la ciudad donde se ejercía este oficio, famoso por la calidad de sus telas. En ambos lados se ven unos paños color marrón e índigo, con dibujos de damero y flores, destinados a kimonos yukata. En cambio, en el centro y con el doble de altura resaltan unas largas telas que se cortaban en tiras y servían de cintas para la frente, en colores blanco y azul. Las de color blanco en primer plano tienen el signo de «pez» (sakana), probable alusión al apellido del editor, Sakanaya Eikichi, mientras que las del fondo muestran el monograma de Hiroshige, compuesto de la sílaba hi dentro de un rombo, ro. En el paisaje del fondo se pueden apreciar el Palacio del Shōgun y el monte Fuji. Katsushika Hokusai había hecho una composición parecida a ésta en su serie Cien vistas del Fuji (1830-1835), por lo que esta estampa seguramente la realizó Hiroshige como homenaje al maestro del ukiyo-e. | Se muestra una vez más una composición de gran verticalidad, que denota el máximo provecho que el autor sabía sacar del formato ōban. El motivo principal de la imagen son unas grandes telas colgadas a secar por los tintoreros del barrio de Kanda, el principal de la ciudad donde se ejercía este oficio, famoso por la calidad de sus telas. En ambos lados se ven unos paños color marrón e índigo, con dibujos de damero y flores, destinados a kimonos yukata. En cambio, en el centro y con el doble de altura resaltan unas largas telas que se cortaban en tiras y servían de cintas para la frente, en colores blanco y azul. Las de color blanco en primer plano tienen el signo de «pez» (sakana), probable alusión al apellido del editor, Sakanaya Eikichi, mientras que las del fondo muestran el monograma de Hiroshige, compuesto de la sílaba hi dentro de un rombo, ro. En el paisaje del fondo se pueden apreciar el Palacio del Shōgun y el monte Fuji. Katsushika Hokusai había hecho una composición parecida a ésta en su serie Cien vistas del Fuji (1830-1835), por lo que esta estampa seguramente la realizó Hiroshige como homenaje al maestro del ukiyo-e. | Se muestra una vez más una composición de gran verticalidad, que denota el máximo provecho que el autor sabía sacar del formato ōban. El motivo principal de la imagen son unas grandes telas colgadas a secar por los tintoreros del barrio de Kanda, el principal de la ciudad donde se ejercía este oficio, famoso por la calidad de sus telas. En ambos lados se ven unos paños color marrón e índigo, con dibujos de damero y flores, destinados a kimonos yukata. En cambio, en el centro y con el doble de altura resaltan unas largas telas que se cortaban en tiras y servían de cintas para la frente, en colores blanco y azul. Las de color blanco en primer plano tienen el signo de «pez» (sakana), probable alusión al apellido del editor, Sakanaya Eikichi, mientras que las del fondo muestran el monograma de Hiroshige, compuesto de la sílaba hi dentro de un rombo, ro. En el paisaje del fondo se pueden apreciar el Palacio del Shōgun y el monte Fuji. Katsushika Hokusai había hecho una composición parecida a ésta en su serie Cien vistas del Fuji (1830-1835), por lo que esta estampa seguramente la realizó Hiroshige como homenaje al maestro del ukiyo-e. | Se muestra una vez más una composición de gran verticalidad, que denota el máximo provecho que el autor sabía sacar del formato ōban. El motivo principal de la imagen son unas grandes telas colgadas a secar por los tintoreros del barrio de Kanda, el principal de la ciudad donde se ejercía este oficio, famoso por la calidad de sus telas. En ambos lados se ven unos paños color marrón e índigo, con dibujos de damero y flores, destinados a kimonos yukata. En cambio, en el centro y con el doble de altura resaltan unas largas telas que se cortaban en tiras y servían de cintas para la frente, en colores blanco y azul. Las de color blanco en primer plano tienen el signo de «pez» (sakana), probable alusión al apellido del editor, Sakanaya Eikichi, mientras que las del fondo muestran el monograma de Hiroshige, compuesto de la sílaba hi dentro de un rombo, ro. En el paisaje del fondo se pueden apreciar el Palacio del Shōgun y el monte Fuji. Katsushika Hokusai había hecho una composición parecida a ésta en su serie Cien vistas del Fuji (1830-1835), por lo que esta estampa seguramente la realizó Hiroshige como homenaje al maestro del ukiyo-e. | Se muestra una vez más una composición de gran verticalidad, que denota el máximo provecho que el autor sabía sacar del formato ōban. El motivo principal de la imagen son unas grandes telas colgadas a secar por los tintoreros del barrio de Kanda, el principal de la ciudad donde se ejercía este oficio, famoso por la calidad de sus telas. En ambos lados se ven unos paños color marrón e índigo, con dibujos de damero y flores, destinados a kimonos yukata. En cambio, en el centro y con el doble de altura resaltan unas largas telas que se cortaban en tiras y servían de cintas para la frente, en colores blanco y azul. Las de color blanco en primer plano tienen el signo de «pez» (sakana), probable alusión al apellido del editor, Sakanaya Eikichi, mientras que las del fondo muestran el monograma de Hiroshige, compuesto de la sílaba hi dentro de un rombo, ro. En el paisaje del fondo se pueden apreciar el Palacio del Shōgun y el monte Fuji. Katsushika Hokusai había hecho una composición parecida a ésta en su serie Cien vistas del Fuji (1830-1835), por lo que esta estampa seguramente la realizó Hiroshige como homenaje al maestro del ukiyo-e. |
|       | 76. Dique de bambú cerca del puente Kyōbashi (京橋竹がし Kyōbashi Takegashi?) (12-1857)                                                             | 76. Dique de bambú cerca del puente Kyōbashi (京橋竹がし Kyōbashi Takegashi?) (12-1857)                                                             | 76. Dique de bambú cerca del puente Kyōbashi (京橋竹がし Kyōbashi Takegashi?) (12-1857)                                                             | En una vista nocturna dominada por la luna llena, que aparece por detrás de la cartela del título, destaca en primer plano la imponente figura del puente Kyōbashi, tras el que se alza un muro de bambú perteneciente al atracadero de Takegashi, donde se almacenaba el bambú puesto a secar. Sobre el puente se ve a la derecha una procesión de peregrinos con linternas, junto a otros transeúntes que caminan en ambas direcciones, mientras que destacan en los pilares centrales los gibōshi, los coronamientos de metal que indicaban puentes de alto rango. Los peregrinos regresan del monte Ōyama (véase lámina 60), y en el que lleva una lámpara roja se aprecian los caracteres hori («grabar») y take («bambú»), propios del grabador, Yokogawa Horitake, siendo esta la única estampa de la serie en donde aparece. Esta imagen inspiró a James Abbott McNeill Whistler en su obra Nocturne in Blue and Gold: Old Battersea Bridge (1872-1875). | En una vista nocturna dominada por la luna llena, que aparece por detrás de la cartela del título, destaca en primer plano la imponente figura del puente Kyōbashi, tras el que se alza un muro de bambú perteneciente al atracadero de Takegashi, donde se almacenaba el bambú puesto a secar. Sobre el puente se ve a la derecha una procesión de peregrinos con linternas, junto a otros transeúntes que caminan en ambas direcciones, mientras que destacan en los pilares centrales los gibōshi, los coronamientos de metal que indicaban puentes de alto rango. Los peregrinos regresan del monte Ōyama (véase lámina 60), y en el que lleva una lámpara roja se aprecian los caracteres hori («grabar») y take («bambú»), propios del grabador, Yokogawa Horitake, siendo esta la única estampa de la serie en donde aparece. Esta imagen inspiró a James Abbott McNeill Whistler en su obra Nocturne in Blue and Gold: Old Battersea Bridge (1872-1875). | En una vista nocturna dominada por la luna llena, que aparece por detrás de la cartela del título, destaca en primer plano la imponente figura del puente Kyōbashi, tras el que se alza un muro de bambú perteneciente al atracadero de Takegashi, donde se almacenaba el bambú puesto a secar. Sobre el puente se ve a la derecha una procesión de peregrinos con linternas, junto a otros transeúntes que caminan en ambas direcciones, mientras que destacan en los pilares centrales los gibōshi, los coronamientos de metal que indicaban puentes de alto rango. Los peregrinos regresan del monte Ōyama (véase lámina 60), y en el que lleva una lámpara roja se aprecian los caracteres hori («grabar») y take («bambú»), propios del grabador, Yokogawa Horitake, siendo esta la única estampa de la serie en donde aparece. Esta imagen inspiró a James Abbott McNeill Whistler en su obra Nocturne in Blue and Gold: Old Battersea Bridge (1872-1875). | En una vista nocturna dominada por la luna llena, que aparece por detrás de la cartela del título, destaca en primer plano la imponente figura del puente Kyōbashi, tras el que se alza un muro de bambú perteneciente al atracadero de Takegashi, donde se almacenaba el bambú puesto a secar. Sobre el puente se ve a la derecha una procesión de peregrinos con linternas, junto a otros transeúntes que caminan en ambas direcciones, mientras que destacan en los pilares centrales los gibōshi, los coronamientos de metal que indicaban puentes de alto rango. Los peregrinos regresan del monte Ōyama (véase lámina 60), y en el que lleva una lámpara roja se aprecian los caracteres hori («grabar») y take («bambú»), propios del grabador, Yokogawa Horitake, siendo esta la única estampa de la serie en donde aparece. Esta imagen inspiró a James Abbott McNeill Whistler en su obra Nocturne in Blue and Gold: Old Battersea Bridge (1872-1875). | En una vista nocturna dominada por la luna llena, que aparece por detrás de la cartela del título, destaca en primer plano la imponente figura del puente Kyōbashi, tras el que se alza un muro de bambú perteneciente al atracadero de Takegashi, donde se almacenaba el bambú puesto a secar. Sobre el puente se ve a la derecha una procesión de peregrinos con linternas, junto a otros transeúntes que caminan en ambas direcciones, mientras que destacan en los pilares centrales los gibōshi, los coronamientos de metal que indicaban puentes de alto rango. Los peregrinos regresan del monte Ōyama (véase lámina 60), y en el que lleva una lámpara roja se aprecian los caracteres hori («grabar») y take («bambú»), propios del grabador, Yokogawa Horitake, siendo esta la única estampa de la serie en donde aparece. Esta imagen inspiró a James Abbott McNeill Whistler en su obra Nocturne in Blue and Gold: Old Battersea Bridge (1872-1875). | En una vista nocturna dominada por la luna llena, que aparece por detrás de la cartela del título, destaca en primer plano la imponente figura del puente Kyōbashi, tras el que se alza un muro de bambú perteneciente al atracadero de Takegashi, donde se almacenaba el bambú puesto a secar. Sobre el puente se ve a la derecha una procesión de peregrinos con linternas, junto a otros transeúntes que caminan en ambas direcciones, mientras que destacan en los pilares centrales los gibōshi, los coronamientos de metal que indicaban puentes de alto rango. Los peregrinos regresan del monte Ōyama (véase lámina 60), y en el que lleva una lámpara roja se aprecian los caracteres hori («grabar») y take («bambú»), propios del grabador, Yokogawa Horitake, siendo esta la única estampa de la serie en donde aparece. Esta imagen inspiró a James Abbott McNeill Whistler en su obra Nocturne in Blue and Gold: Old Battersea Bridge (1872-1875). |
|       | 77. El puente Inaribashi y el santuario de Minato Jinja en Teppōzu (鉄砲洲稲荷橋湊神社 Teppōzu Inaribashi Minato Jinja?) (2-1857)                   | 77. El puente Inaribashi y el santuario de Minato Jinja en Teppōzu (鉄砲洲稲荷橋湊神社 Teppōzu Inaribashi Minato Jinja?) (2-1857)                   | 77. El puente Inaribashi y el santuario de Minato Jinja en Teppōzu (鉄砲洲稲荷橋湊神社 Teppōzu Inaribashi Minato Jinja?) (2-1857)                   | La imagen se estructura a través de los mástiles de un carguero situado en primer plano, nuevo ejemplo del efectismo buscado por el autor a todo lo largo de la serie. Así, la imagen queda dividida en tres franjas verticales, tras las cuales se aprecia el fondo, compuesto en su parte inferior por el río (se trata del canal Hatchōbori) surcado de barcas de mercancías y de pasajeros, mientras que en plano medio se ve la forma curva del puente Inaribashi, que da paso en el lado izquierdo a una verja roja que se corresponde con el santuario de Minato Jinja, y en el derecho a unas casetas blancas de almacenes portuarios –la bahía de Edo era poco profunda, por lo que los barcos anclaban a distancia, y se descargaban las mercancías en barcas que luego se almacenaban en estas casetas–. Por último, se yergue en el horizonte la silueta familiar del monte Fuji. | La imagen se estructura a través de los mástiles de un carguero situado en primer plano, nuevo ejemplo del efectismo buscado por el autor a todo lo largo de la serie. Así, la imagen queda dividida en tres franjas verticales, tras las cuales se aprecia el fondo, compuesto en su parte inferior por el río (se trata del canal Hatchōbori) surcado de barcas de mercancías y de pasajeros, mientras que en plano medio se ve la forma curva del puente Inaribashi, que da paso en el lado izquierdo a una verja roja que se corresponde con el santuario de Minato Jinja, y en el derecho a unas casetas blancas de almacenes portuarios –la bahía de Edo era poco profunda, por lo que los barcos anclaban a distancia, y se descargaban las mercancías en barcas que luego se almacenaban en estas casetas–. Por último, se yergue en el horizonte la silueta familiar del monte Fuji. | La imagen se estructura a través de los mástiles de un carguero situado en primer plano, nuevo ejemplo del efectismo buscado por el autor a todo lo largo de la serie. Así, la imagen queda dividida en tres franjas verticales, tras las cuales se aprecia el fondo, compuesto en su parte inferior por el río (se trata del canal Hatchōbori) surcado de barcas de mercancías y de pasajeros, mientras que en plano medio se ve la forma curva del puente Inaribashi, que da paso en el lado izquierdo a una verja roja que se corresponde con el santuario de Minato Jinja, y en el derecho a unas casetas blancas de almacenes portuarios –la bahía de Edo era poco profunda, por lo que los barcos anclaban a distancia, y se descargaban las mercancías en barcas que luego se almacenaban en estas casetas–. Por último, se yergue en el horizonte la silueta familiar del monte Fuji. | La imagen se estructura a través de los mástiles de un carguero situado en primer plano, nuevo ejemplo del efectismo buscado por el autor a todo lo largo de la serie. Así, la imagen queda dividida en tres franjas verticales, tras las cuales se aprecia el fondo, compuesto en su parte inferior por el río (se trata del canal Hatchōbori) surcado de barcas de mercancías y de pasajeros, mientras que en plano medio se ve la forma curva del puente Inaribashi, que da paso en el lado izquierdo a una verja roja que se corresponde con el santuario de Minato Jinja, y en el derecho a unas casetas blancas de almacenes portuarios –la bahía de Edo era poco profunda, por lo que los barcos anclaban a distancia, y se descargaban las mercancías en barcas que luego se almacenaban en estas casetas–. Por último, se yergue en el horizonte la silueta familiar del monte Fuji. | La imagen se estructura a través de los mástiles de un carguero situado en primer plano, nuevo ejemplo del efectismo buscado por el autor a todo lo largo de la serie. Así, la imagen queda dividida en tres franjas verticales, tras las cuales se aprecia el fondo, compuesto en su parte inferior por el río (se trata del canal Hatchōbori) surcado de barcas de mercancías y de pasajeros, mientras que en plano medio se ve la forma curva del puente Inaribashi, que da paso en el lado izquierdo a una verja roja que se corresponde con el santuario de Minato Jinja, y en el derecho a unas casetas blancas de almacenes portuarios –la bahía de Edo era poco profunda, por lo que los barcos anclaban a distancia, y se descargaban las mercancías en barcas que luego se almacenaban en estas casetas–. Por último, se yergue en el horizonte la silueta familiar del monte Fuji. | La imagen se estructura a través de los mástiles de un carguero situado en primer plano, nuevo ejemplo del efectismo buscado por el autor a todo lo largo de la serie. Así, la imagen queda dividida en tres franjas verticales, tras las cuales se aprecia el fondo, compuesto en su parte inferior por el río (se trata del canal Hatchōbori) surcado de barcas de mercancías y de pasajeros, mientras que en plano medio se ve la forma curva del puente Inaribashi, que da paso en el lado izquierdo a una verja roja que se corresponde con el santuario de Minato Jinja, y en el derecho a unas casetas blancas de almacenes portuarios –la bahía de Edo era poco profunda, por lo que los barcos anclaban a distancia, y se descargaban las mercancías en barcas que luego se almacenaban en estas casetas–. Por último, se yergue en el horizonte la silueta familiar del monte Fuji. |
|       | 78. Teppōzu y el templo Tsukiji Monzeki (鉄砲洲築地門跡 Teppōzu Tsukiji Monzeki?) (7-1858)                                                          | 78. Teppōzu y el templo Tsukiji Monzeki (鉄砲洲築地門跡 Teppōzu Tsukiji Monzeki?) (7-1858)                                                          | 78. Teppōzu y el templo Tsukiji Monzeki (鉄砲洲築地門跡 Teppōzu Tsukiji Monzeki?) (7-1858)                                                          | En una amplia panorámica elevada se ven en la parte inferior dos velas de una embarcación mercante, tras las que aparecen varias barcas de pescadores y un poblado en la orilla del río. Al fondo, entre nubes, destaca la impresionante techumbre del templo Nishi Honganji, de la secta budista Jōdo-Shinshū, filial del templo homónimo de Kyōto. Fue fundado en 1617 en el barrio de Hamachō, al sur de Asakusa, pero tras el gran incendio de Meireki de 1657 fue trasladado al barrio de Tsukiji («nuevo terreno»), recibiendo el nombre de Tsukiji Monzeki. Cuando se hizo esta estampa, el templo estaba en reconstrucción tras ser destruido por una tempestad en 1854; sin embargo, el artista prefirió plasmarlo en su forma ideal, siguiendo el concepto de «bellas vistas» que impregna toda la serie. Esta lámina, junto a la 79, llevan como título de serie el de Complementos entretenidos de las cien vistas de Edo (Edo hyakkei yokyō), posible muestra de la voluntad del autor de finalizar la serie, que sin embargo continuó a instancias del editor y gracias al éxito de acogida entre el público de estas estampas. | En una amplia panorámica elevada se ven en la parte inferior dos velas de una embarcación mercante, tras las que aparecen varias barcas de pescadores y un poblado en la orilla del río. Al fondo, entre nubes, destaca la impresionante techumbre del templo Nishi Honganji, de la secta budista Jōdo-Shinshū, filial del templo homónimo de Kyōto. Fue fundado en 1617 en el barrio de Hamachō, al sur de Asakusa, pero tras el gran incendio de Meireki de 1657 fue trasladado al barrio de Tsukiji («nuevo terreno»), recibiendo el nombre de Tsukiji Monzeki. Cuando se hizo esta estampa, el templo estaba en reconstrucción tras ser destruido por una tempestad en 1854; sin embargo, el artista prefirió plasmarlo en su forma ideal, siguiendo el concepto de «bellas vistas» que impregna toda la serie. Esta lámina, junto a la 79, llevan como título de serie el de Complementos entretenidos de las cien vistas de Edo (Edo hyakkei yokyō), posible muestra de la voluntad del autor de finalizar la serie, que sin embargo continuó a instancias del editor y gracias al éxito de acogida entre el público de estas estampas. | En una amplia panorámica elevada se ven en la parte inferior dos velas de una embarcación mercante, tras las que aparecen varias barcas de pescadores y un poblado en la orilla del río. Al fondo, entre nubes, destaca la impresionante techumbre del templo Nishi Honganji, de la secta budista Jōdo-Shinshū, filial del templo homónimo de Kyōto. Fue fundado en 1617 en el barrio de Hamachō, al sur de Asakusa, pero tras el gran incendio de Meireki de 1657 fue trasladado al barrio de Tsukiji («nuevo terreno»), recibiendo el nombre de Tsukiji Monzeki. Cuando se hizo esta estampa, el templo estaba en reconstrucción tras ser destruido por una tempestad en 1854; sin embargo, el artista prefirió plasmarlo en su forma ideal, siguiendo el concepto de «bellas vistas» que impregna toda la serie. Esta lámina, junto a la 79, llevan como título de serie el de Complementos entretenidos de las cien vistas de Edo (Edo hyakkei yokyō), posible muestra de la voluntad del autor de finalizar la serie, que sin embargo continuó a instancias del editor y gracias al éxito de acogida entre el público de estas estampas. | En una amplia panorámica elevada se ven en la parte inferior dos velas de una embarcación mercante, tras las que aparecen varias barcas de pescadores y un poblado en la orilla del río. Al fondo, entre nubes, destaca la impresionante techumbre del templo Nishi Honganji, de la secta budista Jōdo-Shinshū, filial del templo homónimo de Kyōto. Fue fundado en 1617 en el barrio de Hamachō, al sur de Asakusa, pero tras el gran incendio de Meireki de 1657 fue trasladado al barrio de Tsukiji («nuevo terreno»), recibiendo el nombre de Tsukiji Monzeki. Cuando se hizo esta estampa, el templo estaba en reconstrucción tras ser destruido por una tempestad en 1854; sin embargo, el artista prefirió plasmarlo en su forma ideal, siguiendo el concepto de «bellas vistas» que impregna toda la serie. Esta lámina, junto a la 79, llevan como título de serie el de Complementos entretenidos de las cien vistas de Edo (Edo hyakkei yokyō), posible muestra de la voluntad del autor de finalizar la serie, que sin embargo continuó a instancias del editor y gracias al éxito de acogida entre el público de estas estampas. | En una amplia panorámica elevada se ven en la parte inferior dos velas de una embarcación mercante, tras las que aparecen varias barcas de pescadores y un poblado en la orilla del río. Al fondo, entre nubes, destaca la impresionante techumbre del templo Nishi Honganji, de la secta budista Jōdo-Shinshū, filial del templo homónimo de Kyōto. Fue fundado en 1617 en el barrio de Hamachō, al sur de Asakusa, pero tras el gran incendio de Meireki de 1657 fue trasladado al barrio de Tsukiji («nuevo terreno»), recibiendo el nombre de Tsukiji Monzeki. Cuando se hizo esta estampa, el templo estaba en reconstrucción tras ser destruido por una tempestad en 1854; sin embargo, el artista prefirió plasmarlo en su forma ideal, siguiendo el concepto de «bellas vistas» que impregna toda la serie. Esta lámina, junto a la 79, llevan como título de serie el de Complementos entretenidos de las cien vistas de Edo (Edo hyakkei yokyō), posible muestra de la voluntad del autor de finalizar la serie, que sin embargo continuó a instancias del editor y gracias al éxito de acogida entre el público de estas estampas. | En una amplia panorámica elevada se ven en la parte inferior dos velas de una embarcación mercante, tras las que aparecen varias barcas de pescadores y un poblado en la orilla del río. Al fondo, entre nubes, destaca la impresionante techumbre del templo Nishi Honganji, de la secta budista Jōdo-Shinshū, filial del templo homónimo de Kyōto. Fue fundado en 1617 en el barrio de Hamachō, al sur de Asakusa, pero tras el gran incendio de Meireki de 1657 fue trasladado al barrio de Tsukiji («nuevo terreno»), recibiendo el nombre de Tsukiji Monzeki. Cuando se hizo esta estampa, el templo estaba en reconstrucción tras ser destruido por una tempestad en 1854; sin embargo, el artista prefirió plasmarlo en su forma ideal, siguiendo el concepto de «bellas vistas» que impregna toda la serie. Esta lámina, junto a la 79, llevan como título de serie el de Complementos entretenidos de las cien vistas de Edo (Edo hyakkei yokyō), posible muestra de la voluntad del autor de finalizar la serie, que sin embargo continuó a instancias del editor y gracias al éxito de acogida entre el público de estas estampas. |
|       | 79. El santuario Shiba Shinmei y el templo Zōjōji (芝神明増上寺 Shiba Shinmei Zōjōji?) (7-1858)                                                     | 79. El santuario Shiba Shinmei y el templo Zōjōji (芝神明増上寺 Shiba Shinmei Zōjōji?) (7-1858)                                                     | 79. El santuario Shiba Shinmei y el templo Zōjōji (芝神明増上寺 Shiba Shinmei Zōjōji?) (7-1858)                                                     | En esta imagen destaca un grupo de turistas que han viajado del campo para ver la capital, precedidos de un guía que les va indicando el camino. El artista muestra nuevamente sus dotes para la fisonomía y la diferenciación de tipos, así como para la caracterización psicológica. Tras ellos, un grupo de monjes con sombreros de paja vienen igualmente de visitar el templo. El templo Zōjōji pertenecía a la secta de la Tierra Pura, y era el panteón del clan Tokugawa. El de la derecha es el santuario Shiba Shinmei, del que destacan su tracería cruzada (chigi) y sus vigas transversales (katsuogi). Fue construido en el siglo XI, en el estilo arcaico originario del santuario de Ise. | En esta imagen destaca un grupo de turistas que han viajado del campo para ver la capital, precedidos de un guía que les va indicando el camino. El artista muestra nuevamente sus dotes para la fisonomía y la diferenciación de tipos, así como para la caracterización psicológica. Tras ellos, un grupo de monjes con sombreros de paja vienen igualmente de visitar el templo. El templo Zōjōji pertenecía a la secta de la Tierra Pura, y era el panteón del clan Tokugawa. El de la derecha es el santuario Shiba Shinmei, del que destacan su tracería cruzada (chigi) y sus vigas transversales (katsuogi). Fue construido en el siglo XI, en el estilo arcaico originario del santuario de Ise. | En esta imagen destaca un grupo de turistas que han viajado del campo para ver la capital, precedidos de un guía que les va indicando el camino. El artista muestra nuevamente sus dotes para la fisonomía y la diferenciación de tipos, así como para la caracterización psicológica. Tras ellos, un grupo de monjes con sombreros de paja vienen igualmente de visitar el templo. El templo Zōjōji pertenecía a la secta de la Tierra Pura, y era el panteón del clan Tokugawa. El de la derecha es el santuario Shiba Shinmei, del que destacan su tracería cruzada (chigi) y sus vigas transversales (katsuogi). Fue construido en el siglo XI, en el estilo arcaico originario del santuario de Ise. | En esta imagen destaca un grupo de turistas que han viajado del campo para ver la capital, precedidos de un guía que les va indicando el camino. El artista muestra nuevamente sus dotes para la fisonomía y la diferenciación de tipos, así como para la caracterización psicológica. Tras ellos, un grupo de monjes con sombreros de paja vienen igualmente de visitar el templo. El templo Zōjōji pertenecía a la secta de la Tierra Pura, y era el panteón del clan Tokugawa. El de la derecha es el santuario Shiba Shinmei, del que destacan su tracería cruzada (chigi) y sus vigas transversales (katsuogi). Fue construido en el siglo XI, en el estilo arcaico originario del santuario de Ise. | En esta imagen destaca un grupo de turistas que han viajado del campo para ver la capital, precedidos de un guía que les va indicando el camino. El artista muestra nuevamente sus dotes para la fisonomía y la diferenciación de tipos, así como para la caracterización psicológica. Tras ellos, un grupo de monjes con sombreros de paja vienen igualmente de visitar el templo. El templo Zōjōji pertenecía a la secta de la Tierra Pura, y era el panteón del clan Tokugawa. El de la derecha es el santuario Shiba Shinmei, del que destacan su tracería cruzada (chigi) y sus vigas transversales (katsuogi). Fue construido en el siglo XI, en el estilo arcaico originario del santuario de Ise. | En esta imagen destaca un grupo de turistas que han viajado del campo para ver la capital, precedidos de un guía que les va indicando el camino. El artista muestra nuevamente sus dotes para la fisonomía y la diferenciación de tipos, así como para la caracterización psicológica. Tras ellos, un grupo de monjes con sombreros de paja vienen igualmente de visitar el templo. El templo Zōjōji pertenecía a la secta de la Tierra Pura, y era el panteón del clan Tokugawa. El de la derecha es el santuario Shiba Shinmei, del que destacan su tracería cruzada (chigi) y sus vigas transversales (katsuogi). Fue construido en el siglo XI, en el estilo arcaico originario del santuario de Ise. |
|       | 80. El puente Kanasugi y Shibaura (金杉橋芝浦 Kanasugibashi Shibaura?) (7-1857)                                                                     | 80. El puente Kanasugi y Shibaura (金杉橋芝浦 Kanasugibashi Shibaura?) (7-1857)                                                                     | 80. El puente Kanasugi y Shibaura (金杉橋芝浦 Kanasugibashi Shibaura?) (7-1857)                                                                     | Se percibe una nueva muestra de un paisaje visto a través de diversos elementos en primer plano, uno de los principales sellos de identidad del artista en esta serie. En esta ocasión se trata de varios estandartes procesionales, de un grupo de peregrinos que avanza por el puente Kanasugi –en la desembocadura del río Furukawa–, que por sus inscripciones se revelan como miembros de la secta budista Nichiren, cuyo símbolo era una flor de naranjo dentro de un pozo cuadrado (izutsu tachibana). El grupo, bastante apretado, se denota por las sombrillas en la esquina inferior izquierda, sobre las que aparecen una serie de telas blancas y marrones con la inscripción Uoei, relativa al editor, Uoya Eikichi –otro nombre de Sakanaya Eikichi–. En el estandarte rojo se puede leer Namu Myōhō Rengekyō («la salvación está en ti, maravillosa ley sutra del loto»). La procesión se dirige al templo de Honmonji, en el barrio de Ikegami, donde murió el fundador de la escuela, Nichiren (1222-1282). | Se percibe una nueva muestra de un paisaje visto a través de diversos elementos en primer plano, uno de los principales sellos de identidad del artista en esta serie. En esta ocasión se trata de varios estandartes procesionales, de un grupo de peregrinos que avanza por el puente Kanasugi –en la desembocadura del río Furukawa–, que por sus inscripciones se revelan como miembros de la secta budista Nichiren, cuyo símbolo era una flor de naranjo dentro de un pozo cuadrado (izutsu tachibana). El grupo, bastante apretado, se denota por las sombrillas en la esquina inferior izquierda, sobre las que aparecen una serie de telas blancas y marrones con la inscripción Uoei, relativa al editor, Uoya Eikichi –otro nombre de Sakanaya Eikichi–. En el estandarte rojo se puede leer Namu Myōhō Rengekyō («la salvación está en ti, maravillosa ley sutra del loto»). La procesión se dirige al templo de Honmonji, en el barrio de Ikegami, donde murió el fundador de la escuela, Nichiren (1222-1282). | Se percibe una nueva muestra de un paisaje visto a través de diversos elementos en primer plano, uno de los principales sellos de identidad del artista en esta serie. En esta ocasión se trata de varios estandartes procesionales, de un grupo de peregrinos que avanza por el puente Kanasugi –en la desembocadura del río Furukawa–, que por sus inscripciones se revelan como miembros de la secta budista Nichiren, cuyo símbolo era una flor de naranjo dentro de un pozo cuadrado (izutsu tachibana). El grupo, bastante apretado, se denota por las sombrillas en la esquina inferior izquierda, sobre las que aparecen una serie de telas blancas y marrones con la inscripción Uoei, relativa al editor, Uoya Eikichi –otro nombre de Sakanaya Eikichi–. En el estandarte rojo se puede leer Namu Myōhō Rengekyō («la salvación está en ti, maravillosa ley sutra del loto»). La procesión se dirige al templo de Honmonji, en el barrio de Ikegami, donde murió el fundador de la escuela, Nichiren (1222-1282). | Se percibe una nueva muestra de un paisaje visto a través de diversos elementos en primer plano, uno de los principales sellos de identidad del artista en esta serie. En esta ocasión se trata de varios estandartes procesionales, de un grupo de peregrinos que avanza por el puente Kanasugi –en la desembocadura del río Furukawa–, que por sus inscripciones se revelan como miembros de la secta budista Nichiren, cuyo símbolo era una flor de naranjo dentro de un pozo cuadrado (izutsu tachibana). El grupo, bastante apretado, se denota por las sombrillas en la esquina inferior izquierda, sobre las que aparecen una serie de telas blancas y marrones con la inscripción Uoei, relativa al editor, Uoya Eikichi –otro nombre de Sakanaya Eikichi–. En el estandarte rojo se puede leer Namu Myōhō Rengekyō («la salvación está en ti, maravillosa ley sutra del loto»). La procesión se dirige al templo de Honmonji, en el barrio de Ikegami, donde murió el fundador de la escuela, Nichiren (1222-1282). | Se percibe una nueva muestra de un paisaje visto a través de diversos elementos en primer plano, uno de los principales sellos de identidad del artista en esta serie. En esta ocasión se trata de varios estandartes procesionales, de un grupo de peregrinos que avanza por el puente Kanasugi –en la desembocadura del río Furukawa–, que por sus inscripciones se revelan como miembros de la secta budista Nichiren, cuyo símbolo era una flor de naranjo dentro de un pozo cuadrado (izutsu tachibana). El grupo, bastante apretado, se denota por las sombrillas en la esquina inferior izquierda, sobre las que aparecen una serie de telas blancas y marrones con la inscripción Uoei, relativa al editor, Uoya Eikichi –otro nombre de Sakanaya Eikichi–. En el estandarte rojo se puede leer Namu Myōhō Rengekyō («la salvación está en ti, maravillosa ley sutra del loto»). La procesión se dirige al templo de Honmonji, en el barrio de Ikegami, donde murió el fundador de la escuela, Nichiren (1222-1282). | Se percibe una nueva muestra de un paisaje visto a través de diversos elementos en primer plano, uno de los principales sellos de identidad del artista en esta serie. En esta ocasión se trata de varios estandartes procesionales, de un grupo de peregrinos que avanza por el puente Kanasugi –en la desembocadura del río Furukawa–, que por sus inscripciones se revelan como miembros de la secta budista Nichiren, cuyo símbolo era una flor de naranjo dentro de un pozo cuadrado (izutsu tachibana). El grupo, bastante apretado, se denota por las sombrillas en la esquina inferior izquierda, sobre las que aparecen una serie de telas blancas y marrones con la inscripción Uoei, relativa al editor, Uoya Eikichi –otro nombre de Sakanaya Eikichi–. En el estandarte rojo se puede leer Namu Myōhō Rengekyō («la salvación está en ti, maravillosa ley sutra del loto»). La procesión se dirige al templo de Honmonji, en el barrio de Ikegami, donde murió el fundador de la escuela, Nichiren (1222-1282). |
|       | 81. Ushimachi en Takanawa (高輪うしまち Takanawa Ushimachi?) (4-1857)                                                                               | 81. Ushimachi en Takanawa (高輪うしまち Takanawa Ushimachi?) (4-1857)                                                                               | 81. Ushimachi en Takanawa (高輪うしまち Takanawa Ushimachi?) (4-1857)                                                                               | Siguiendo el modelo compositivo por planos contrastados, se ve en primera línea a la derecha media rueda y el timón de un carro, en alusión al barrio de Ushimachi («barrio del buey»). El nombre proviene de 1634, año en que se trajeron a Edo numerosos bueyes para participar en los trabajos de construcción del templo familiar de los Tokugawa, el Zōjōji. Takanawa era la puerta sur de Edo, que a través de la vía del Tōkaidō conducía a Kyōto. A través de la rueda se ve la bahía de Edo, plagada de veleros, donde se aprecian los terraplenes daiba construidos como medida defensiva entre 1853 y 1855, tras la llegada de la flota estadounidense del almirante Perry. A los pies de la rueda se encuentran dos perros, entre algunos desperdicios como rodajas de sandía y una sandalia de paja, que mordisquea uno de los perros. En el cielo aparece un arco iris, que se entrecruza con el timón del carro. Así, tanto la rueda como el arco iris aluden a Takanawa, que significa «rueda alta». | Siguiendo el modelo compositivo por planos contrastados, se ve en primera línea a la derecha media rueda y el timón de un carro, en alusión al barrio de Ushimachi («barrio del buey»). El nombre proviene de 1634, año en que se trajeron a Edo numerosos bueyes para participar en los trabajos de construcción del templo familiar de los Tokugawa, el Zōjōji. Takanawa era la puerta sur de Edo, que a través de la vía del Tōkaidō conducía a Kyōto. A través de la rueda se ve la bahía de Edo, plagada de veleros, donde se aprecian los terraplenes daiba construidos como medida defensiva entre 1853 y 1855, tras la llegada de la flota estadounidense del almirante Perry. A los pies de la rueda se encuentran dos perros, entre algunos desperdicios como rodajas de sandía y una sandalia de paja, que mordisquea uno de los perros. En el cielo aparece un arco iris, que se entrecruza con el timón del carro. Así, tanto la rueda como el arco iris aluden a Takanawa, que significa «rueda alta». | Siguiendo el modelo compositivo por planos contrastados, se ve en primera línea a la derecha media rueda y el timón de un carro, en alusión al barrio de Ushimachi («barrio del buey»). El nombre proviene de 1634, año en que se trajeron a Edo numerosos bueyes para participar en los trabajos de construcción del templo familiar de los Tokugawa, el Zōjōji. Takanawa era la puerta sur de Edo, que a través de la vía del Tōkaidō conducía a Kyōto. A través de la rueda se ve la bahía de Edo, plagada de veleros, donde se aprecian los terraplenes daiba construidos como medida defensiva entre 1853 y 1855, tras la llegada de la flota estadounidense del almirante Perry. A los pies de la rueda se encuentran dos perros, entre algunos desperdicios como rodajas de sandía y una sandalia de paja, que mordisquea uno de los perros. En el cielo aparece un arco iris, que se entrecruza con el timón del carro. Así, tanto la rueda como el arco iris aluden a Takanawa, que significa «rueda alta». | Siguiendo el modelo compositivo por planos contrastados, se ve en primera línea a la derecha media rueda y el timón de un carro, en alusión al barrio de Ushimachi («barrio del buey»). El nombre proviene de 1634, año en que se trajeron a Edo numerosos bueyes para participar en los trabajos de construcción del templo familiar de los Tokugawa, el Zōjōji. Takanawa era la puerta sur de Edo, que a través de la vía del Tōkaidō conducía a Kyōto. A través de la rueda se ve la bahía de Edo, plagada de veleros, donde se aprecian los terraplenes daiba construidos como medida defensiva entre 1853 y 1855, tras la llegada de la flota estadounidense del almirante Perry. A los pies de la rueda se encuentran dos perros, entre algunos desperdicios como rodajas de sandía y una sandalia de paja, que mordisquea uno de los perros. En el cielo aparece un arco iris, que se entrecruza con el timón del carro. Así, tanto la rueda como el arco iris aluden a Takanawa, que significa «rueda alta». | Siguiendo el modelo compositivo por planos contrastados, se ve en primera línea a la derecha media rueda y el timón de un carro, en alusión al barrio de Ushimachi («barrio del buey»). El nombre proviene de 1634, año en que se trajeron a Edo numerosos bueyes para participar en los trabajos de construcción del templo familiar de los Tokugawa, el Zōjōji. Takanawa era la puerta sur de Edo, que a través de la vía del Tōkaidō conducía a Kyōto. A través de la rueda se ve la bahía de Edo, plagada de veleros, donde se aprecian los terraplenes daiba construidos como medida defensiva entre 1853 y 1855, tras la llegada de la flota estadounidense del almirante Perry. A los pies de la rueda se encuentran dos perros, entre algunos desperdicios como rodajas de sandía y una sandalia de paja, que mordisquea uno de los perros. En el cielo aparece un arco iris, que se entrecruza con el timón del carro. Así, tanto la rueda como el arco iris aluden a Takanawa, que significa «rueda alta». | Siguiendo el modelo compositivo por planos contrastados, se ve en primera línea a la derecha media rueda y el timón de un carro, en alusión al barrio de Ushimachi («barrio del buey»). El nombre proviene de 1634, año en que se trajeron a Edo numerosos bueyes para participar en los trabajos de construcción del templo familiar de los Tokugawa, el Zōjōji. Takanawa era la puerta sur de Edo, que a través de la vía del Tōkaidō conducía a Kyōto. A través de la rueda se ve la bahía de Edo, plagada de veleros, donde se aprecian los terraplenes daiba construidos como medida defensiva entre 1853 y 1855, tras la llegada de la flota estadounidense del almirante Perry. A los pies de la rueda se encuentran dos perros, entre algunos desperdicios como rodajas de sandía y una sandalia de paja, que mordisquea uno de los perros. En el cielo aparece un arco iris, que se entrecruza con el timón del carro. Así, tanto la rueda como el arco iris aluden a Takanawa, que significa «rueda alta». |
|       | 82. Contemplación de la luna (月の岬 Tsuki no misaki?) (8-1857)                                                                                     | 82. Contemplación de la luna (月の岬 Tsuki no misaki?) (8-1857)                                                                                     | 82. Contemplación de la luna (月の岬 Tsuki no misaki?) (8-1857)                                                                                     | De nuevo una estampa nocturna a la suave luz de la luna, que aparece entrecortada por el mirador y cruzada por una bandada de pájaros. Se trata del barrio de Shinagawa, que también aparece en la lámina siguiente. A través de unas puertas correderas fusuma se ve una habitación que da acceso a una magnífica vista de la bahía de Edo, plagada de veleros anclados. Al fondo, sobre el tatami verde, se encuentran los restos de una cena: wasabi y sashimi sobre una bandeja de laca roja, vasos de sake, servilletas, una lámpara y un abanico. A ambos costados aparecen figuras entrecortadas: a la derecha, una geisha que acaba de dejar el shamisen en el suelo; a la izquierda, una cortesana que se está desvistiendo para irse a dormir. La imagen presenta pues una sucesión cronológica: de derecha a izquierda –como se lee en japonés– la cena es pasado, la luna presente y la figura que va a dormir futuro. Todo ello evoca un ambiente lírico y sereno, cuya aparente cotidianeidad trasciende su valor mundano para ser una metáfora de placidez y felicidad. | De nuevo una estampa nocturna a la suave luz de la luna, que aparece entrecortada por el mirador y cruzada por una bandada de pájaros. Se trata del barrio de Shinagawa, que también aparece en la lámina siguiente. A través de unas puertas correderas fusuma se ve una habitación que da acceso a una magnífica vista de la bahía de Edo, plagada de veleros anclados. Al fondo, sobre el tatami verde, se encuentran los restos de una cena: wasabi y sashimi sobre una bandeja de laca roja, vasos de sake, servilletas, una lámpara y un abanico. A ambos costados aparecen figuras entrecortadas: a la derecha, una geisha que acaba de dejar el shamisen en el suelo; a la izquierda, una cortesana que se está desvistiendo para irse a dormir. La imagen presenta pues una sucesión cronológica: de derecha a izquierda –como se lee en japonés– la cena es pasado, la luna presente y la figura que va a dormir futuro. Todo ello evoca un ambiente lírico y sereno, cuya aparente cotidianeidad trasciende su valor mundano para ser una metáfora de placidez y felicidad. | De nuevo una estampa nocturna a la suave luz de la luna, que aparece entrecortada por el mirador y cruzada por una bandada de pájaros. Se trata del barrio de Shinagawa, que también aparece en la lámina siguiente. A través de unas puertas correderas fusuma se ve una habitación que da acceso a una magnífica vista de la bahía de Edo, plagada de veleros anclados. Al fondo, sobre el tatami verde, se encuentran los restos de una cena: wasabi y sashimi sobre una bandeja de laca roja, vasos de sake, servilletas, una lámpara y un abanico. A ambos costados aparecen figuras entrecortadas: a la derecha, una geisha que acaba de dejar el shamisen en el suelo; a la izquierda, una cortesana que se está desvistiendo para irse a dormir. La imagen presenta pues una sucesión cronológica: de derecha a izquierda –como se lee en japonés– la cena es pasado, la luna presente y la figura que va a dormir futuro. Todo ello evoca un ambiente lírico y sereno, cuya aparente cotidianeidad trasciende su valor mundano para ser una metáfora de placidez y felicidad. | De nuevo una estampa nocturna a la suave luz de la luna, que aparece entrecortada por el mirador y cruzada por una bandada de pájaros. Se trata del barrio de Shinagawa, que también aparece en la lámina siguiente. A través de unas puertas correderas fusuma se ve una habitación que da acceso a una magnífica vista de la bahía de Edo, plagada de veleros anclados. Al fondo, sobre el tatami verde, se encuentran los restos de una cena: wasabi y sashimi sobre una bandeja de laca roja, vasos de sake, servilletas, una lámpara y un abanico. A ambos costados aparecen figuras entrecortadas: a la derecha, una geisha que acaba de dejar el shamisen en el suelo; a la izquierda, una cortesana que se está desvistiendo para irse a dormir. La imagen presenta pues una sucesión cronológica: de derecha a izquierda –como se lee en japonés– la cena es pasado, la luna presente y la figura que va a dormir futuro. Todo ello evoca un ambiente lírico y sereno, cuya aparente cotidianeidad trasciende su valor mundano para ser una metáfora de placidez y felicidad. | De nuevo una estampa nocturna a la suave luz de la luna, que aparece entrecortada por el mirador y cruzada por una bandada de pájaros. Se trata del barrio de Shinagawa, que también aparece en la lámina siguiente. A través de unas puertas correderas fusuma se ve una habitación que da acceso a una magnífica vista de la bahía de Edo, plagada de veleros anclados. Al fondo, sobre el tatami verde, se encuentran los restos de una cena: wasabi y sashimi sobre una bandeja de laca roja, vasos de sake, servilletas, una lámpara y un abanico. A ambos costados aparecen figuras entrecortadas: a la derecha, una geisha que acaba de dejar el shamisen en el suelo; a la izquierda, una cortesana que se está desvistiendo para irse a dormir. La imagen presenta pues una sucesión cronológica: de derecha a izquierda –como se lee en japonés– la cena es pasado, la luna presente y la figura que va a dormir futuro. Todo ello evoca un ambiente lírico y sereno, cuya aparente cotidianeidad trasciende su valor mundano para ser una metáfora de placidez y felicidad. | De nuevo una estampa nocturna a la suave luz de la luna, que aparece entrecortada por el mirador y cruzada por una bandada de pájaros. Se trata del barrio de Shinagawa, que también aparece en la lámina siguiente. A través de unas puertas correderas fusuma se ve una habitación que da acceso a una magnífica vista de la bahía de Edo, plagada de veleros anclados. Al fondo, sobre el tatami verde, se encuentran los restos de una cena: wasabi y sashimi sobre una bandeja de laca roja, vasos de sake, servilletas, una lámpara y un abanico. A ambos costados aparecen figuras entrecortadas: a la derecha, una geisha que acaba de dejar el shamisen en el suelo; a la izquierda, una cortesana que se está desvistiendo para irse a dormir. La imagen presenta pues una sucesión cronológica: de derecha a izquierda –como se lee en japonés– la cena es pasado, la luna presente y la figura que va a dormir futuro. Todo ello evoca un ambiente lírico y sereno, cuya aparente cotidianeidad trasciende su valor mundano para ser una metáfora de placidez y felicidad. |
|       | 83. Lengua de tierra en Shinagawa (品川すさき Shinagawa Susaki?) (4-1856)                                                                           | 83. Lengua de tierra en Shinagawa (品川すさき Shinagawa Susaki?) (4-1856)                                                                           | 83. Lengua de tierra en Shinagawa (品川すさき Shinagawa Susaki?) (4-1856)                                                                           | Se muestra una amplia panorámica aérea de la bahía de Edo desde el barrio de Shinagawa, el mismo de la lámina anterior –probablemente, el local que aparecía a la luz de la luna sea el de la esquina inferior izquierda–. En la parte inferior aparece el río Meguro, cruzado por un puente que da acceso a la lengua de tierra del título, donde se sitúa el santuario de Benten, cuyo edificio principal se ve claramente iluminado, y al que se accede por una puerta torii de color rojo. Benten es diminutivo de Benzaiten (Sarasvati en sánscrito), una deidad budista patrona de ríos y lagos, así como de la suerte en los negocios. Otros santuarios de Benten aparecen en las láminas 72, 87, 88 y 117. Sobre la pequeña península se aprecian las claras aguas de la bahía, donde se distinguen las vetas de la madera utilizada para la xilografía, y diversas embarcaciones transitan por la pacífica bahía. El cielo sugiere la puesta de sol, surcado nuevamente por bandadas de pájaros. | Se muestra una amplia panorámica aérea de la bahía de Edo desde el barrio de Shinagawa, el mismo de la lámina anterior –probablemente, el local que aparecía a la luz de la luna sea el de la esquina inferior izquierda–. En la parte inferior aparece el río Meguro, cruzado por un puente que da acceso a la lengua de tierra del título, donde se sitúa el santuario de Benten, cuyo edificio principal se ve claramente iluminado, y al que se accede por una puerta torii de color rojo. Benten es diminutivo de Benzaiten (Sarasvati en sánscrito), una deidad budista patrona de ríos y lagos, así como de la suerte en los negocios. Otros santuarios de Benten aparecen en las láminas 72, 87, 88 y 117. Sobre la pequeña península se aprecian las claras aguas de la bahía, donde se distinguen las vetas de la madera utilizada para la xilografía, y diversas embarcaciones transitan por la pacífica bahía. El cielo sugiere la puesta de sol, surcado nuevamente por bandadas de pájaros. | Se muestra una amplia panorámica aérea de la bahía de Edo desde el barrio de Shinagawa, el mismo de la lámina anterior –probablemente, el local que aparecía a la luz de la luna sea el de la esquina inferior izquierda–. En la parte inferior aparece el río Meguro, cruzado por un puente que da acceso a la lengua de tierra del título, donde se sitúa el santuario de Benten, cuyo edificio principal se ve claramente iluminado, y al que se accede por una puerta torii de color rojo. Benten es diminutivo de Benzaiten (Sarasvati en sánscrito), una deidad budista patrona de ríos y lagos, así como de la suerte en los negocios. Otros santuarios de Benten aparecen en las láminas 72, 87, 88 y 117. Sobre la pequeña península se aprecian las claras aguas de la bahía, donde se distinguen las vetas de la madera utilizada para la xilografía, y diversas embarcaciones transitan por la pacífica bahía. El cielo sugiere la puesta de sol, surcado nuevamente por bandadas de pájaros. | Se muestra una amplia panorámica aérea de la bahía de Edo desde el barrio de Shinagawa, el mismo de la lámina anterior –probablemente, el local que aparecía a la luz de la luna sea el de la esquina inferior izquierda–. En la parte inferior aparece el río Meguro, cruzado por un puente que da acceso a la lengua de tierra del título, donde se sitúa el santuario de Benten, cuyo edificio principal se ve claramente iluminado, y al que se accede por una puerta torii de color rojo. Benten es diminutivo de Benzaiten (Sarasvati en sánscrito), una deidad budista patrona de ríos y lagos, así como de la suerte en los negocios. Otros santuarios de Benten aparecen en las láminas 72, 87, 88 y 117. Sobre la pequeña península se aprecian las claras aguas de la bahía, donde se distinguen las vetas de la madera utilizada para la xilografía, y diversas embarcaciones transitan por la pacífica bahía. El cielo sugiere la puesta de sol, surcado nuevamente por bandadas de pájaros. | Se muestra una amplia panorámica aérea de la bahía de Edo desde el barrio de Shinagawa, el mismo de la lámina anterior –probablemente, el local que aparecía a la luz de la luna sea el de la esquina inferior izquierda–. En la parte inferior aparece el río Meguro, cruzado por un puente que da acceso a la lengua de tierra del título, donde se sitúa el santuario de Benten, cuyo edificio principal se ve claramente iluminado, y al que se accede por una puerta torii de color rojo. Benten es diminutivo de Benzaiten (Sarasvati en sánscrito), una deidad budista patrona de ríos y lagos, así como de la suerte en los negocios. Otros santuarios de Benten aparecen en las láminas 72, 87, 88 y 117. Sobre la pequeña península se aprecian las claras aguas de la bahía, donde se distinguen las vetas de la madera utilizada para la xilografía, y diversas embarcaciones transitan por la pacífica bahía. El cielo sugiere la puesta de sol, surcado nuevamente por bandadas de pájaros. | Se muestra una amplia panorámica aérea de la bahía de Edo desde el barrio de Shinagawa, el mismo de la lámina anterior –probablemente, el local que aparecía a la luz de la luna sea el de la esquina inferior izquierda–. En la parte inferior aparece el río Meguro, cruzado por un puente que da acceso a la lengua de tierra del título, donde se sitúa el santuario de Benten, cuyo edificio principal se ve claramente iluminado, y al que se accede por una puerta torii de color rojo. Benten es diminutivo de Benzaiten (Sarasvati en sánscrito), una deidad budista patrona de ríos y lagos, así como de la suerte en los negocios. Otros santuarios de Benten aparecen en las láminas 72, 87, 88 y 117. Sobre la pequeña península se aprecian las claras aguas de la bahía, donde se distinguen las vetas de la madera utilizada para la xilografía, y diversas embarcaciones transitan por la pacífica bahía. El cielo sugiere la puesta de sol, surcado nuevamente por bandadas de pájaros. |
|       | 84. La casa de té «El abuelo» en Meguro (目黒爺々が茶屋 Meguro jijigachaya?) (4-1857)                                                               | 84. La casa de té «El abuelo» en Meguro (目黒爺々が茶屋 Meguro jijigachaya?) (4-1857)                                                               | 84. La casa de té «El abuelo» en Meguro (目黒爺々が茶屋 Meguro jijigachaya?) (4-1857)                                                               | Entre dos colinas de pinos circula el camino que recorría la región de Meguro, en uno de cuyos recodos se encontraba el local citado en el título, donde los viajeros hacían un alto en el camino. En plano medio se abre un amplio valle, que antiguamente servía de terreno para la cetrería reservado al shōgun; actualmente, Meguro es un barrio acomodado al sur de Tōkyō. Al fondo se yergue el monte Fuji, entre otras montañas que se alzan sobre la niebla, mientras en el cielo destacan las siluetas de los pinos de la izquierda. Este paisaje era muy estimado por los artistas japoneses, apareciendo en las calcografías que Shiba Kōkan realizó a finales del siglo XVIII utilizando la perspectiva occidental. | Entre dos colinas de pinos circula el camino que recorría la región de Meguro, en uno de cuyos recodos se encontraba el local citado en el título, donde los viajeros hacían un alto en el camino. En plano medio se abre un amplio valle, que antiguamente servía de terreno para la cetrería reservado al shōgun; actualmente, Meguro es un barrio acomodado al sur de Tōkyō. Al fondo se yergue el monte Fuji, entre otras montañas que se alzan sobre la niebla, mientras en el cielo destacan las siluetas de los pinos de la izquierda. Este paisaje era muy estimado por los artistas japoneses, apareciendo en las calcografías que Shiba Kōkan realizó a finales del siglo XVIII utilizando la perspectiva occidental. | Entre dos colinas de pinos circula el camino que recorría la región de Meguro, en uno de cuyos recodos se encontraba el local citado en el título, donde los viajeros hacían un alto en el camino. En plano medio se abre un amplio valle, que antiguamente servía de terreno para la cetrería reservado al shōgun; actualmente, Meguro es un barrio acomodado al sur de Tōkyō. Al fondo se yergue el monte Fuji, entre otras montañas que se alzan sobre la niebla, mientras en el cielo destacan las siluetas de los pinos de la izquierda. Este paisaje era muy estimado por los artistas japoneses, apareciendo en las calcografías que Shiba Kōkan realizó a finales del siglo XVIII utilizando la perspectiva occidental. | Entre dos colinas de pinos circula el camino que recorría la región de Meguro, en uno de cuyos recodos se encontraba el local citado en el título, donde los viajeros hacían un alto en el camino. En plano medio se abre un amplio valle, que antiguamente servía de terreno para la cetrería reservado al shōgun; actualmente, Meguro es un barrio acomodado al sur de Tōkyō. Al fondo se yergue el monte Fuji, entre otras montañas que se alzan sobre la niebla, mientras en el cielo destacan las siluetas de los pinos de la izquierda. Este paisaje era muy estimado por los artistas japoneses, apareciendo en las calcografías que Shiba Kōkan realizó a finales del siglo XVIII utilizando la perspectiva occidental. | Entre dos colinas de pinos circula el camino que recorría la región de Meguro, en uno de cuyos recodos se encontraba el local citado en el título, donde los viajeros hacían un alto en el camino. En plano medio se abre un amplio valle, que antiguamente servía de terreno para la cetrería reservado al shōgun; actualmente, Meguro es un barrio acomodado al sur de Tōkyō. Al fondo se yergue el monte Fuji, entre otras montañas que se alzan sobre la niebla, mientras en el cielo destacan las siluetas de los pinos de la izquierda. Este paisaje era muy estimado por los artistas japoneses, apareciendo en las calcografías que Shiba Kōkan realizó a finales del siglo XVIII utilizando la perspectiva occidental. | Entre dos colinas de pinos circula el camino que recorría la región de Meguro, en uno de cuyos recodos se encontraba el local citado en el título, donde los viajeros hacían un alto en el camino. En plano medio se abre un amplio valle, que antiguamente servía de terreno para la cetrería reservado al shōgun; actualmente, Meguro es un barrio acomodado al sur de Tōkyō. Al fondo se yergue el monte Fuji, entre otras montañas que se alzan sobre la niebla, mientras en el cielo destacan las siluetas de los pinos de la izquierda. Este paisaje era muy estimado por los artistas japoneses, apareciendo en las calcografías que Shiba Kōkan realizó a finales del siglo XVIII utilizando la perspectiva occidental. |
|       | 85. La colina Kinokunizaka y Akasaka con el estanque Tameike en la lejanía (紀ノ国坂赤坂溜池遠景 Kinokunizaka Akasakaike Tameike enkei?) (9-1857)   | 85. La colina Kinokunizaka y Akasaka con el estanque Tameike en la lejanía (紀ノ国坂赤坂溜池遠景 Kinokunizaka Akasakaike Tameike enkei?) (9-1857)   | 85. La colina Kinokunizaka y Akasaka con el estanque Tameike en la lejanía (紀ノ国坂赤坂溜池遠景 Kinokunizaka Akasakaike Tameike enkei?) (9-1857)   | El motivo principal está constituido por una procesión de samuráis que asciende la colina Kinokunizaka, bordeando el foso de agua de Benkeibori, que rodeaba el Palacio Imperial. En la chaqueta del cabecilla se ve el símbolo del lirio (shōbu), que también se leía como «respeto del espíritu guerrero». Las figuras están tratadas con fría marcialidad, mientras que sus gestos tienen un deje un tanto caricaturesco. Al fondo aparece un barrio densamente poblado perteneciente a la clase urbana proletaria (chōnin), compuesta de artesanos, obreros y comerciantes. El contraste entre estos dos estamentos sociales resulta paradigmático de la sociedad nipona de este tiempo: las clases bajas suponían más de la mitad de la población de Edo (entre 1,5 y 2 millones de habitantes), aunque solo tenían un 20 % de la superficie habitable. | El motivo principal está constituido por una procesión de samuráis que asciende la colina Kinokunizaka, bordeando el foso de agua de Benkeibori, que rodeaba el Palacio Imperial. En la chaqueta del cabecilla se ve el símbolo del lirio (shōbu), que también se leía como «respeto del espíritu guerrero». Las figuras están tratadas con fría marcialidad, mientras que sus gestos tienen un deje un tanto caricaturesco. Al fondo aparece un barrio densamente poblado perteneciente a la clase urbana proletaria (chōnin), compuesta de artesanos, obreros y comerciantes. El contraste entre estos dos estamentos sociales resulta paradigmático de la sociedad nipona de este tiempo: las clases bajas suponían más de la mitad de la población de Edo (entre 1,5 y 2 millones de habitantes), aunque solo tenían un 20 % de la superficie habitable. | El motivo principal está constituido por una procesión de samuráis que asciende la colina Kinokunizaka, bordeando el foso de agua de Benkeibori, que rodeaba el Palacio Imperial. En la chaqueta del cabecilla se ve el símbolo del lirio (shōbu), que también se leía como «respeto del espíritu guerrero». Las figuras están tratadas con fría marcialidad, mientras que sus gestos tienen un deje un tanto caricaturesco. Al fondo aparece un barrio densamente poblado perteneciente a la clase urbana proletaria (chōnin), compuesta de artesanos, obreros y comerciantes. El contraste entre estos dos estamentos sociales resulta paradigmático de la sociedad nipona de este tiempo: las clases bajas suponían más de la mitad de la población de Edo (entre 1,5 y 2 millones de habitantes), aunque solo tenían un 20 % de la superficie habitable. | El motivo principal está constituido por una procesión de samuráis que asciende la colina Kinokunizaka, bordeando el foso de agua de Benkeibori, que rodeaba el Palacio Imperial. En la chaqueta del cabecilla se ve el símbolo del lirio (shōbu), que también se leía como «respeto del espíritu guerrero». Las figuras están tratadas con fría marcialidad, mientras que sus gestos tienen un deje un tanto caricaturesco. Al fondo aparece un barrio densamente poblado perteneciente a la clase urbana proletaria (chōnin), compuesta de artesanos, obreros y comerciantes. El contraste entre estos dos estamentos sociales resulta paradigmático de la sociedad nipona de este tiempo: las clases bajas suponían más de la mitad de la población de Edo (entre 1,5 y 2 millones de habitantes), aunque solo tenían un 20 % de la superficie habitable. | El motivo principal está constituido por una procesión de samuráis que asciende la colina Kinokunizaka, bordeando el foso de agua de Benkeibori, que rodeaba el Palacio Imperial. En la chaqueta del cabecilla se ve el símbolo del lirio (shōbu), que también se leía como «respeto del espíritu guerrero». Las figuras están tratadas con fría marcialidad, mientras que sus gestos tienen un deje un tanto caricaturesco. Al fondo aparece un barrio densamente poblado perteneciente a la clase urbana proletaria (chōnin), compuesta de artesanos, obreros y comerciantes. El contraste entre estos dos estamentos sociales resulta paradigmático de la sociedad nipona de este tiempo: las clases bajas suponían más de la mitad de la población de Edo (entre 1,5 y 2 millones de habitantes), aunque solo tenían un 20 % de la superficie habitable. | El motivo principal está constituido por una procesión de samuráis que asciende la colina Kinokunizaka, bordeando el foso de agua de Benkeibori, que rodeaba el Palacio Imperial. En la chaqueta del cabecilla se ve el símbolo del lirio (shōbu), que también se leía como «respeto del espíritu guerrero». Las figuras están tratadas con fría marcialidad, mientras que sus gestos tienen un deje un tanto caricaturesco. Al fondo aparece un barrio densamente poblado perteneciente a la clase urbana proletaria (chōnin), compuesta de artesanos, obreros y comerciantes. El contraste entre estos dos estamentos sociales resulta paradigmático de la sociedad nipona de este tiempo: las clases bajas suponían más de la mitad de la población de Edo (entre 1,5 y 2 millones de habitantes), aunque solo tenían un 20 % de la superficie habitable. |
|       | 86. Naitō Shinjuku en Yotsuya (四ッ谷内藤新宿 Yotsuya Naitō Shinjuku?) (11-1857)                                                                    | 86. Naitō Shinjuku en Yotsuya (四ッ谷内藤新宿 Yotsuya Naitō Shinjuku?) (11-1857)                                                                    | 86. Naitō Shinjuku en Yotsuya (四ッ谷内藤新宿 Yotsuya Naitō Shinjuku?) (11-1857)                                                                    | Nueva muestra de la originalidad compositiva del autor, que muestra la estampa a través de las patas de unos caballos, cuyos excrementos aparecen en el suelo, imagen sin duda bastante irreverente en su época. Al fondo se ve una transitada calle comercial de Shinjuku («nueva estación postal»), primera etapa de la vía Kōshūkaidō, que dirigía a Shimo-Suwa (prefectura de Nagano), y era un lugar habitual de prostitución. La imagen probablemente alude a una cita del libro El maravilloso sueño del maestro Orooro (Kinkin sensei eiga no yume, 1775), donde se describe a las prostitutas como «flores que crecen sobre el estiércol de caballo». | Nueva muestra de la originalidad compositiva del autor, que muestra la estampa a través de las patas de unos caballos, cuyos excrementos aparecen en el suelo, imagen sin duda bastante irreverente en su época. Al fondo se ve una transitada calle comercial de Shinjuku («nueva estación postal»), primera etapa de la vía Kōshūkaidō, que dirigía a Shimo-Suwa (prefectura de Nagano), y era un lugar habitual de prostitución. La imagen probablemente alude a una cita del libro El maravilloso sueño del maestro Orooro (Kinkin sensei eiga no yume, 1775), donde se describe a las prostitutas como «flores que crecen sobre el estiércol de caballo». | Nueva muestra de la originalidad compositiva del autor, que muestra la estampa a través de las patas de unos caballos, cuyos excrementos aparecen en el suelo, imagen sin duda bastante irreverente en su época. Al fondo se ve una transitada calle comercial de Shinjuku («nueva estación postal»), primera etapa de la vía Kōshūkaidō, que dirigía a Shimo-Suwa (prefectura de Nagano), y era un lugar habitual de prostitución. La imagen probablemente alude a una cita del libro El maravilloso sueño del maestro Orooro (Kinkin sensei eiga no yume, 1775), donde se describe a las prostitutas como «flores que crecen sobre el estiércol de caballo». | Nueva muestra de la originalidad compositiva del autor, que muestra la estampa a través de las patas de unos caballos, cuyos excrementos aparecen en el suelo, imagen sin duda bastante irreverente en su época. Al fondo se ve una transitada calle comercial de Shinjuku («nueva estación postal»), primera etapa de la vía Kōshūkaidō, que dirigía a Shimo-Suwa (prefectura de Nagano), y era un lugar habitual de prostitución. La imagen probablemente alude a una cita del libro El maravilloso sueño del maestro Orooro (Kinkin sensei eiga no yume, 1775), donde se describe a las prostitutas como «flores que crecen sobre el estiércol de caballo». | Nueva muestra de la originalidad compositiva del autor, que muestra la estampa a través de las patas de unos caballos, cuyos excrementos aparecen en el suelo, imagen sin duda bastante irreverente en su época. Al fondo se ve una transitada calle comercial de Shinjuku («nueva estación postal»), primera etapa de la vía Kōshūkaidō, que dirigía a Shimo-Suwa (prefectura de Nagano), y era un lugar habitual de prostitución. La imagen probablemente alude a una cita del libro El maravilloso sueño del maestro Orooro (Kinkin sensei eiga no yume, 1775), donde se describe a las prostitutas como «flores que crecen sobre el estiércol de caballo». | Nueva muestra de la originalidad compositiva del autor, que muestra la estampa a través de las patas de unos caballos, cuyos excrementos aparecen en el suelo, imagen sin duda bastante irreverente en su época. Al fondo se ve una transitada calle comercial de Shinjuku («nueva estación postal»), primera etapa de la vía Kōshūkaidō, que dirigía a Shimo-Suwa (prefectura de Nagano), y era un lugar habitual de prostitución. La imagen probablemente alude a una cita del libro El maravilloso sueño del maestro Orooro (Kinkin sensei eiga no yume, 1775), donde se describe a las prostitutas como «flores que crecen sobre el estiércol de caballo». |
|       | 87. El santuario de Benten en el estanque de Inokashira no ike (井の頭の池弁天の社 Inokashira no ike Benten no yashiro?) (4-1856)                   | 87. El santuario de Benten en el estanque de Inokashira no ike (井の頭の池弁天の社 Inokashira no ike Benten no yashiro?) (4-1856)                   | 87. El santuario de Benten en el estanque de Inokashira no ike (井の頭の池弁天の社 Inokashira no ike Benten no yashiro?) (4-1856)                   | Una perspectiva aérea nos ofrece una amplia vista del estanque de Inokashira no ike, de donde partía el acueducto de Kanda que llevaba agua potable a la ciudad. En la parte inferior aparece en una isla el santuario de Benten, deidad protectora de las aguas, como se vio en las estampas 72 y 83. Este santuario fue fundado en 1197 por el caudillo militar Minamoto no Yoritomo, mientras su estatua principal era obra de Dengyō Daishi, fundador de la escuela budista Tendaishū. En plano medio se encuentra una isla plagada de cañaverales en las orillas, mientras al fondo aparecen un bosque y una cadena montañosa envuelta en la niebla. Por sobre el estanque vuelan varias garzas reales. Este lugar, situado al oeste de Edo, representa el punto más alejado de la ciudad de toda la serie. | Una perspectiva aérea nos ofrece una amplia vista del estanque de Inokashira no ike, de donde partía el acueducto de Kanda que llevaba agua potable a la ciudad. En la parte inferior aparece en una isla el santuario de Benten, deidad protectora de las aguas, como se vio en las estampas 72 y 83. Este santuario fue fundado en 1197 por el caudillo militar Minamoto no Yoritomo, mientras su estatua principal era obra de Dengyō Daishi, fundador de la escuela budista Tendaishū. En plano medio se encuentra una isla plagada de cañaverales en las orillas, mientras al fondo aparecen un bosque y una cadena montañosa envuelta en la niebla. Por sobre el estanque vuelan varias garzas reales. Este lugar, situado al oeste de Edo, representa el punto más alejado de la ciudad de toda la serie. | Una perspectiva aérea nos ofrece una amplia vista del estanque de Inokashira no ike, de donde partía el acueducto de Kanda que llevaba agua potable a la ciudad. En la parte inferior aparece en una isla el santuario de Benten, deidad protectora de las aguas, como se vio en las estampas 72 y 83. Este santuario fue fundado en 1197 por el caudillo militar Minamoto no Yoritomo, mientras su estatua principal era obra de Dengyō Daishi, fundador de la escuela budista Tendaishū. En plano medio se encuentra una isla plagada de cañaverales en las orillas, mientras al fondo aparecen un bosque y una cadena montañosa envuelta en la niebla. Por sobre el estanque vuelan varias garzas reales. Este lugar, situado al oeste de Edo, representa el punto más alejado de la ciudad de toda la serie. | Una perspectiva aérea nos ofrece una amplia vista del estanque de Inokashira no ike, de donde partía el acueducto de Kanda que llevaba agua potable a la ciudad. En la parte inferior aparece en una isla el santuario de Benten, deidad protectora de las aguas, como se vio en las estampas 72 y 83. Este santuario fue fundado en 1197 por el caudillo militar Minamoto no Yoritomo, mientras su estatua principal era obra de Dengyō Daishi, fundador de la escuela budista Tendaishū. En plano medio se encuentra una isla plagada de cañaverales en las orillas, mientras al fondo aparecen un bosque y una cadena montañosa envuelta en la niebla. Por sobre el estanque vuelan varias garzas reales. Este lugar, situado al oeste de Edo, representa el punto más alejado de la ciudad de toda la serie. | Una perspectiva aérea nos ofrece una amplia vista del estanque de Inokashira no ike, de donde partía el acueducto de Kanda que llevaba agua potable a la ciudad. En la parte inferior aparece en una isla el santuario de Benten, deidad protectora de las aguas, como se vio en las estampas 72 y 83. Este santuario fue fundado en 1197 por el caudillo militar Minamoto no Yoritomo, mientras su estatua principal era obra de Dengyō Daishi, fundador de la escuela budista Tendaishū. En plano medio se encuentra una isla plagada de cañaverales en las orillas, mientras al fondo aparecen un bosque y una cadena montañosa envuelta en la niebla. Por sobre el estanque vuelan varias garzas reales. Este lugar, situado al oeste de Edo, representa el punto más alejado de la ciudad de toda la serie. | Una perspectiva aérea nos ofrece una amplia vista del estanque de Inokashira no ike, de donde partía el acueducto de Kanda que llevaba agua potable a la ciudad. En la parte inferior aparece en una isla el santuario de Benten, deidad protectora de las aguas, como se vio en las estampas 72 y 83. Este santuario fue fundado en 1197 por el caudillo militar Minamoto no Yoritomo, mientras su estatua principal era obra de Dengyō Daishi, fundador de la escuela budista Tendaishū. En plano medio se encuentra una isla plagada de cañaverales en las orillas, mientras al fondo aparecen un bosque y una cadena montañosa envuelta en la niebla. Por sobre el estanque vuelan varias garzas reales. Este lugar, situado al oeste de Edo, representa el punto más alejado de la ciudad de toda la serie. |
|       | 88. El río Takinogawa en Ōji (王子滝の川 Ōji Takinogawa?) (4-1856)                                                                                  | 88. El río Takinogawa en Ōji (王子滝の川 Ōji Takinogawa?) (4-1856)                                                                                  | 88. El río Takinogawa en Ōji (王子滝の川 Ōji Takinogawa?) (4-1856)                                                                                  | Esta es una típica estampa otoñal, marcada por las hojas rojas de los arces. Si en primavera la principal atracción paisajística era la contemplación de los cerezos en flor, en otoño eran los arces los que atraían gran número de visitantes, especialmente en la región de Ōji, donde habían sido plantados gran cantidad de estos árboles por el shōgun Tokugawa Yoshimune en la década de 1730. El color marrón rojizo de estos árboles se lograba con el pigmento tan, obtenido del plomo o de óxido férrico. De nuevo se percibe una vista aérea donde destaca una alta colina que es rodeada por el río Shakujiigawa, que era llamado en este tramo Takinogawa («río de cataratas») por sus numerosos saltos de agua, como el que se ve a la derecha. En la parte inferior aparece una pequeña isla con una pérgola, y varios bañistas realizan sus abluciones en el agua. Poco detrás se ve el arco torii de acceso a un recinto sagrado, situado en una gruta dedicada a Benzaiten, el dios de las aguas, perteneciente al santuario de Matsubashi-Benten, del que se perciben los tejados en la parte superior derecha, tras la colina coronada de pinos. El río se encuentra atravesado por un puente, que unía la ruta Nakasendō hacia Kyōto, y donde se encontraba el santuario Ōji Gongen y el templo de Kinrinji. Tras el puente, un camino dirige a unas casas de té entre los árboles.                                                                | Esta es una típica estampa otoñal, marcada por las hojas rojas de los arces. Si en primavera la principal atracción paisajística era la contemplación de los cerezos en flor, en otoño eran los arces los que atraían gran número de visitantes, especialmente en la región de Ōji, donde habían sido plantados gran cantidad de estos árboles por el shōgun Tokugawa Yoshimune en la década de 1730. El color marrón rojizo de estos árboles se lograba con el pigmento tan, obtenido del plomo o de óxido férrico. De nuevo se percibe una vista aérea donde destaca una alta colina que es rodeada por el río Shakujiigawa, que era llamado en este tramo Takinogawa («río de cataratas») por sus numerosos saltos de agua, como el que se ve a la derecha. En la parte inferior aparece una pequeña isla con una pérgola, y varios bañistas realizan sus abluciones en el agua. Poco detrás se ve el arco torii de acceso a un recinto sagrado, situado en una gruta dedicada a Benzaiten, el dios de las aguas, perteneciente al santuario de Matsubashi-Benten, del que se perciben los tejados en la parte superior derecha, tras la colina coronada de pinos. El río se encuentra atravesado por un puente, que unía la ruta Nakasendō hacia Kyōto, y donde se encontraba el santuario Ōji Gongen y el templo de Kinrinji. Tras el puente, un camino dirige a unas casas de té entre los árboles.                                                                | Esta es una típica estampa otoñal, marcada por las hojas rojas de los arces. Si en primavera la principal atracción paisajística era la contemplación de los cerezos en flor, en otoño eran los arces los que atraían gran número de visitantes, especialmente en la región de Ōji, donde habían sido plantados gran cantidad de estos árboles por el shōgun Tokugawa Yoshimune en la década de 1730. El color marrón rojizo de estos árboles se lograba con el pigmento tan, obtenido del plomo o de óxido férrico. De nuevo se percibe una vista aérea donde destaca una alta colina que es rodeada por el río Shakujiigawa, que era llamado en este tramo Takinogawa («río de cataratas») por sus numerosos saltos de agua, como el que se ve a la derecha. En la parte inferior aparece una pequeña isla con una pérgola, y varios bañistas realizan sus abluciones en el agua. Poco detrás se ve el arco torii de acceso a un recinto sagrado, situado en una gruta dedicada a Benzaiten, el dios de las aguas, perteneciente al santuario de Matsubashi-Benten, del que se perciben los tejados en la parte superior derecha, tras la colina coronada de pinos. El río se encuentra atravesado por un puente, que unía la ruta Nakasendō hacia Kyōto, y donde se encontraba el santuario Ōji Gongen y el templo de Kinrinji. Tras el puente, un camino dirige a unas casas de té entre los árboles.                                                                | Esta es una típica estampa otoñal, marcada por las hojas rojas de los arces. Si en primavera la principal atracción paisajística era la contemplación de los cerezos en flor, en otoño eran los arces los que atraían gran número de visitantes, especialmente en la región de Ōji, donde habían sido plantados gran cantidad de estos árboles por el shōgun Tokugawa Yoshimune en la década de 1730. El color marrón rojizo de estos árboles se lograba con el pigmento tan, obtenido del plomo o de óxido férrico. De nuevo se percibe una vista aérea donde destaca una alta colina que es rodeada por el río Shakujiigawa, que era llamado en este tramo Takinogawa («río de cataratas») por sus numerosos saltos de agua, como el que se ve a la derecha. En la parte inferior aparece una pequeña isla con una pérgola, y varios bañistas realizan sus abluciones en el agua. Poco detrás se ve el arco torii de acceso a un recinto sagrado, situado en una gruta dedicada a Benzaiten, el dios de las aguas, perteneciente al santuario de Matsubashi-Benten, del que se perciben los tejados en la parte superior derecha, tras la colina coronada de pinos. El río se encuentra atravesado por un puente, que unía la ruta Nakasendō hacia Kyōto, y donde se encontraba el santuario Ōji Gongen y el templo de Kinrinji. Tras el puente, un camino dirige a unas casas de té entre los árboles.                                                                | Esta es una típica estampa otoñal, marcada por las hojas rojas de los arces. Si en primavera la principal atracción paisajística era la contemplación de los cerezos en flor, en otoño eran los arces los que atraían gran número de visitantes, especialmente en la región de Ōji, donde habían sido plantados gran cantidad de estos árboles por el shōgun Tokugawa Yoshimune en la década de 1730. El color marrón rojizo de estos árboles se lograba con el pigmento tan, obtenido del plomo o de óxido férrico. De nuevo se percibe una vista aérea donde destaca una alta colina que es rodeada por el río Shakujiigawa, que era llamado en este tramo Takinogawa («río de cataratas») por sus numerosos saltos de agua, como el que se ve a la derecha. En la parte inferior aparece una pequeña isla con una pérgola, y varios bañistas realizan sus abluciones en el agua. Poco detrás se ve el arco torii de acceso a un recinto sagrado, situado en una gruta dedicada a Benzaiten, el dios de las aguas, perteneciente al santuario de Matsubashi-Benten, del que se perciben los tejados en la parte superior derecha, tras la colina coronada de pinos. El río se encuentra atravesado por un puente, que unía la ruta Nakasendō hacia Kyōto, y donde se encontraba el santuario Ōji Gongen y el templo de Kinrinji. Tras el puente, un camino dirige a unas casas de té entre los árboles.                                                                | Esta es una típica estampa otoñal, marcada por las hojas rojas de los arces. Si en primavera la principal atracción paisajística era la contemplación de los cerezos en flor, en otoño eran los arces los que atraían gran número de visitantes, especialmente en la región de Ōji, donde habían sido plantados gran cantidad de estos árboles por el shōgun Tokugawa Yoshimune en la década de 1730. El color marrón rojizo de estos árboles se lograba con el pigmento tan, obtenido del plomo o de óxido férrico. De nuevo se percibe una vista aérea donde destaca una alta colina que es rodeada por el río Shakujiigawa, que era llamado en este tramo Takinogawa («río de cataratas») por sus numerosos saltos de agua, como el que se ve a la derecha. En la parte inferior aparece una pequeña isla con una pérgola, y varios bañistas realizan sus abluciones en el agua. Poco detrás se ve el arco torii de acceso a un recinto sagrado, situado en una gruta dedicada a Benzaiten, el dios de las aguas, perteneciente al santuario de Matsubashi-Benten, del que se perciben los tejados en la parte superior derecha, tras la colina coronada de pinos. El río se encuentra atravesado por un puente, que unía la ruta Nakasendō hacia Kyōto, y donde se encontraba el santuario Ōji Gongen y el templo de Kinrinji. Tras el puente, un camino dirige a unas casas de té entre los árboles.                                                                |
|       | 89. El «pino de luna» en Ueno (上野山内月のまつ Ueno sannai tsuki no matsu?) (8-1857)                                                               | 89. El «pino de luna» en Ueno (上野山内月のまつ Ueno sannai tsuki no matsu?) (8-1857)                                                               | 89. El «pino de luna» en Ueno (上野山内月のまつ Ueno sannai tsuki no matsu?) (8-1857)                                                               | Este pino –que ya aparecía en la lámina 11– recibió su nombre por la forma inusual de una de sus ramas, curvada en un círculo casi perfecto. A los japoneses les gustaba poner nombres a árboles singulares o de especial significación, como se aprecia en las estampas 26, 61 y 110. De nuevo la composición se estructura desde un primer plano que da acceso a la vista del fondo, donde tras el estanque de Shinobazu no ike se encuentran unos terrenos que pertenecían al poderoso daimyō Maeda, señor de Kaga (prefectura de Ishikawa), y que actualmente están ocupados por la Universidad de Tokio. Más cerca del espectador, en el ángulo inferior derecho, se encuentran varias edificaciones situadas en una isla construida como imitación de la isla Chikubushima del lago Biwako, al noreste de Kyōto, y donde destaca en color rojo un santuario dedicado nuevamente a Benten. | Este pino –que ya aparecía en la lámina 11– recibió su nombre por la forma inusual de una de sus ramas, curvada en un círculo casi perfecto. A los japoneses les gustaba poner nombres a árboles singulares o de especial significación, como se aprecia en las estampas 26, 61 y 110. De nuevo la composición se estructura desde un primer plano que da acceso a la vista del fondo, donde tras el estanque de Shinobazu no ike se encuentran unos terrenos que pertenecían al poderoso daimyō Maeda, señor de Kaga (prefectura de Ishikawa), y que actualmente están ocupados por la Universidad de Tokio. Más cerca del espectador, en el ángulo inferior derecho, se encuentran varias edificaciones situadas en una isla construida como imitación de la isla Chikubushima del lago Biwako, al noreste de Kyōto, y donde destaca en color rojo un santuario dedicado nuevamente a Benten. | Este pino –que ya aparecía en la lámina 11– recibió su nombre por la forma inusual de una de sus ramas, curvada en un círculo casi perfecto. A los japoneses les gustaba poner nombres a árboles singulares o de especial significación, como se aprecia en las estampas 26, 61 y 110. De nuevo la composición se estructura desde un primer plano que da acceso a la vista del fondo, donde tras el estanque de Shinobazu no ike se encuentran unos terrenos que pertenecían al poderoso daimyō Maeda, señor de Kaga (prefectura de Ishikawa), y que actualmente están ocupados por la Universidad de Tokio. Más cerca del espectador, en el ángulo inferior derecho, se encuentran varias edificaciones situadas en una isla construida como imitación de la isla Chikubushima del lago Biwako, al noreste de Kyōto, y donde destaca en color rojo un santuario dedicado nuevamente a Benten. | Este pino –que ya aparecía en la lámina 11– recibió su nombre por la forma inusual de una de sus ramas, curvada en un círculo casi perfecto. A los japoneses les gustaba poner nombres a árboles singulares o de especial significación, como se aprecia en las estampas 26, 61 y 110. De nuevo la composición se estructura desde un primer plano que da acceso a la vista del fondo, donde tras el estanque de Shinobazu no ike se encuentran unos terrenos que pertenecían al poderoso daimyō Maeda, señor de Kaga (prefectura de Ishikawa), y que actualmente están ocupados por la Universidad de Tokio. Más cerca del espectador, en el ángulo inferior derecho, se encuentran varias edificaciones situadas en una isla construida como imitación de la isla Chikubushima del lago Biwako, al noreste de Kyōto, y donde destaca en color rojo un santuario dedicado nuevamente a Benten. | Este pino –que ya aparecía en la lámina 11– recibió su nombre por la forma inusual de una de sus ramas, curvada en un círculo casi perfecto. A los japoneses les gustaba poner nombres a árboles singulares o de especial significación, como se aprecia en las estampas 26, 61 y 110. De nuevo la composición se estructura desde un primer plano que da acceso a la vista del fondo, donde tras el estanque de Shinobazu no ike se encuentran unos terrenos que pertenecían al poderoso daimyō Maeda, señor de Kaga (prefectura de Ishikawa), y que actualmente están ocupados por la Universidad de Tokio. Más cerca del espectador, en el ángulo inferior derecho, se encuentran varias edificaciones situadas en una isla construida como imitación de la isla Chikubushima del lago Biwako, al noreste de Kyōto, y donde destaca en color rojo un santuario dedicado nuevamente a Benten. | Este pino –que ya aparecía en la lámina 11– recibió su nombre por la forma inusual de una de sus ramas, curvada en un círculo casi perfecto. A los japoneses les gustaba poner nombres a árboles singulares o de especial significación, como se aprecia en las estampas 26, 61 y 110. De nuevo la composición se estructura desde un primer plano que da acceso a la vista del fondo, donde tras el estanque de Shinobazu no ike se encuentran unos terrenos que pertenecían al poderoso daimyō Maeda, señor de Kaga (prefectura de Ishikawa), y que actualmente están ocupados por la Universidad de Tokio. Más cerca del espectador, en el ángulo inferior derecho, se encuentran varias edificaciones situadas en una isla construida como imitación de la isla Chikubushima del lago Biwako, al noreste de Kyōto, y donde destaca en color rojo un santuario dedicado nuevamente a Benten. |
|       | 90. Vista vespertina del barrio Saruwaka-machi (猿わか町よるの景 Saruwaka-machi yoru no kei?) (9-1856)                                              | 90. Vista vespertina del barrio Saruwaka-machi (猿わか町よるの景 Saruwaka-machi yoru no kei?) (9-1856)                                              | 90. Vista vespertina del barrio Saruwaka-machi (猿わか町よるの景 Saruwaka-machi yoru no kei?) (9-1856)                                              | En una nueva vista nocturna el autor emplea una vez más la perspectiva occidental para sugerir la profundidad de la calle representada, con un punto de fuga ladeado a la izquierda y un poco bajo respecto al centro de la imagen. La calle está ocupada principalmente por teatros de marionetas y de representación kabuki, transitada por numerosos viandantes cuya sombra refleja la luz de la luna. Tras el incendio de 1841 los teatros se situaron en el barrio Saruwaka-machi. Los teatros oficiales se denotan por su yagura, la estructura que aparece en algunos tejados. A estas horas la mayoría están cerrados, excepto el teatro Morita, que se ve iluminado a la izquierda, que acababa de abrir tras el incendio de 1855. Desde 1830 Hiroshige investigó ampliamente los efectos lumínicos y atmosféricos de las imágenes nocturnas, como en su serie Siluetas improvisadas y el tríptico Noche de verano con claro de luna, de la serie Nieve, luna y flores. | En una nueva vista nocturna el autor emplea una vez más la perspectiva occidental para sugerir la profundidad de la calle representada, con un punto de fuga ladeado a la izquierda y un poco bajo respecto al centro de la imagen. La calle está ocupada principalmente por teatros de marionetas y de representación kabuki, transitada por numerosos viandantes cuya sombra refleja la luz de la luna. Tras el incendio de 1841 los teatros se situaron en el barrio Saruwaka-machi. Los teatros oficiales se denotan por su yagura, la estructura que aparece en algunos tejados. A estas horas la mayoría están cerrados, excepto el teatro Morita, que se ve iluminado a la izquierda, que acababa de abrir tras el incendio de 1855. Desde 1830 Hiroshige investigó ampliamente los efectos lumínicos y atmosféricos de las imágenes nocturnas, como en su serie Siluetas improvisadas y el tríptico Noche de verano con claro de luna, de la serie Nieve, luna y flores. | En una nueva vista nocturna el autor emplea una vez más la perspectiva occidental para sugerir la profundidad de la calle representada, con un punto de fuga ladeado a la izquierda y un poco bajo respecto al centro de la imagen. La calle está ocupada principalmente por teatros de marionetas y de representación kabuki, transitada por numerosos viandantes cuya sombra refleja la luz de la luna. Tras el incendio de 1841 los teatros se situaron en el barrio Saruwaka-machi. Los teatros oficiales se denotan por su yagura, la estructura que aparece en algunos tejados. A estas horas la mayoría están cerrados, excepto el teatro Morita, que se ve iluminado a la izquierda, que acababa de abrir tras el incendio de 1855. Desde 1830 Hiroshige investigó ampliamente los efectos lumínicos y atmosféricos de las imágenes nocturnas, como en su serie Siluetas improvisadas y el tríptico Noche de verano con claro de luna, de la serie Nieve, luna y flores. | En una nueva vista nocturna el autor emplea una vez más la perspectiva occidental para sugerir la profundidad de la calle representada, con un punto de fuga ladeado a la izquierda y un poco bajo respecto al centro de la imagen. La calle está ocupada principalmente por teatros de marionetas y de representación kabuki, transitada por numerosos viandantes cuya sombra refleja la luz de la luna. Tras el incendio de 1841 los teatros se situaron en el barrio Saruwaka-machi. Los teatros oficiales se denotan por su yagura, la estructura que aparece en algunos tejados. A estas horas la mayoría están cerrados, excepto el teatro Morita, que se ve iluminado a la izquierda, que acababa de abrir tras el incendio de 1855. Desde 1830 Hiroshige investigó ampliamente los efectos lumínicos y atmosféricos de las imágenes nocturnas, como en su serie Siluetas improvisadas y el tríptico Noche de verano con claro de luna, de la serie Nieve, luna y flores. | En una nueva vista nocturna el autor emplea una vez más la perspectiva occidental para sugerir la profundidad de la calle representada, con un punto de fuga ladeado a la izquierda y un poco bajo respecto al centro de la imagen. La calle está ocupada principalmente por teatros de marionetas y de representación kabuki, transitada por numerosos viandantes cuya sombra refleja la luz de la luna. Tras el incendio de 1841 los teatros se situaron en el barrio Saruwaka-machi. Los teatros oficiales se denotan por su yagura, la estructura que aparece en algunos tejados. A estas horas la mayoría están cerrados, excepto el teatro Morita, que se ve iluminado a la izquierda, que acababa de abrir tras el incendio de 1855. Desde 1830 Hiroshige investigó ampliamente los efectos lumínicos y atmosféricos de las imágenes nocturnas, como en su serie Siluetas improvisadas y el tríptico Noche de verano con claro de luna, de la serie Nieve, luna y flores. | En una nueva vista nocturna el autor emplea una vez más la perspectiva occidental para sugerir la profundidad de la calle representada, con un punto de fuga ladeado a la izquierda y un poco bajo respecto al centro de la imagen. La calle está ocupada principalmente por teatros de marionetas y de representación kabuki, transitada por numerosos viandantes cuya sombra refleja la luz de la luna. Tras el incendio de 1841 los teatros se situaron en el barrio Saruwaka-machi. Los teatros oficiales se denotan por su yagura, la estructura que aparece en algunos tejados. A estas horas la mayoría están cerrados, excepto el teatro Morita, que se ve iluminado a la izquierda, que acababa de abrir tras el incendio de 1855. Desde 1830 Hiroshige investigó ampliamente los efectos lumínicos y atmosféricos de las imágenes nocturnas, como en su serie Siluetas improvisadas y el tríptico Noche de verano con claro de luna, de la serie Nieve, luna y flores. |
|       | 91. En el santuario de Akiba en Ukeji (請地秋葉の境内 Ukeji Akiba no keidai?) (8-1857)                                                              | 91. En el santuario de Akiba en Ukeji (請地秋葉の境内 Ukeji Akiba no keidai?) (8-1857)                                                              | 91. En el santuario de Akiba en Ukeji (請地秋葉の境内 Ukeji Akiba no keidai?) (8-1857)                                                              | Se percibe nuevamente a vista de pájaro una composición que enfrenta en torno al estanque el plano medio de la derecha con uno superior y otro inferior a la izquierda. Se trata del bello jardín del santuario de Akiba, cuyas divinidades protegían contra los incendios. Destaca el colorido entre naranja y ocre de las hojas de arce, cuya sombra se refleja en las aguas. En la esquina inferior izquierda se ve un pabellón de té, donde un monje está pintando el paisaje que tiene enfrente, posible autorretrato de Hiroshige, según el estudioso Henry D. Smith. En ese caso, la mujer y la niña que tiene al lado podrían ser su mujer, Yasu, y su hija Tatsu. Un hecho que corroboraría esta hipótesis es la especial relación de la familia con el santuario de Akiba, donde Hiroshige III, el último discípulo del autor de la serie y marido de su hija Tatsu, colocó una lápida conmemorativa en el 25 aniversario de la muerte del artista. | Se percibe nuevamente a vista de pájaro una composición que enfrenta en torno al estanque el plano medio de la derecha con uno superior y otro inferior a la izquierda. Se trata del bello jardín del santuario de Akiba, cuyas divinidades protegían contra los incendios. Destaca el colorido entre naranja y ocre de las hojas de arce, cuya sombra se refleja en las aguas. En la esquina inferior izquierda se ve un pabellón de té, donde un monje está pintando el paisaje que tiene enfrente, posible autorretrato de Hiroshige, según el estudioso Henry D. Smith. En ese caso, la mujer y la niña que tiene al lado podrían ser su mujer, Yasu, y su hija Tatsu. Un hecho que corroboraría esta hipótesis es la especial relación de la familia con el santuario de Akiba, donde Hiroshige III, el último discípulo del autor de la serie y marido de su hija Tatsu, colocó una lápida conmemorativa en el 25 aniversario de la muerte del artista. | Se percibe nuevamente a vista de pájaro una composición que enfrenta en torno al estanque el plano medio de la derecha con uno superior y otro inferior a la izquierda. Se trata del bello jardín del santuario de Akiba, cuyas divinidades protegían contra los incendios. Destaca el colorido entre naranja y ocre de las hojas de arce, cuya sombra se refleja en las aguas. En la esquina inferior izquierda se ve un pabellón de té, donde un monje está pintando el paisaje que tiene enfrente, posible autorretrato de Hiroshige, según el estudioso Henry D. Smith. En ese caso, la mujer y la niña que tiene al lado podrían ser su mujer, Yasu, y su hija Tatsu. Un hecho que corroboraría esta hipótesis es la especial relación de la familia con el santuario de Akiba, donde Hiroshige III, el último discípulo del autor de la serie y marido de su hija Tatsu, colocó una lápida conmemorativa en el 25 aniversario de la muerte del artista. | Se percibe nuevamente a vista de pájaro una composición que enfrenta en torno al estanque el plano medio de la derecha con uno superior y otro inferior a la izquierda. Se trata del bello jardín del santuario de Akiba, cuyas divinidades protegían contra los incendios. Destaca el colorido entre naranja y ocre de las hojas de arce, cuya sombra se refleja en las aguas. En la esquina inferior izquierda se ve un pabellón de té, donde un monje está pintando el paisaje que tiene enfrente, posible autorretrato de Hiroshige, según el estudioso Henry D. Smith. En ese caso, la mujer y la niña que tiene al lado podrían ser su mujer, Yasu, y su hija Tatsu. Un hecho que corroboraría esta hipótesis es la especial relación de la familia con el santuario de Akiba, donde Hiroshige III, el último discípulo del autor de la serie y marido de su hija Tatsu, colocó una lápida conmemorativa en el 25 aniversario de la muerte del artista. | Se percibe nuevamente a vista de pájaro una composición que enfrenta en torno al estanque el plano medio de la derecha con uno superior y otro inferior a la izquierda. Se trata del bello jardín del santuario de Akiba, cuyas divinidades protegían contra los incendios. Destaca el colorido entre naranja y ocre de las hojas de arce, cuya sombra se refleja en las aguas. En la esquina inferior izquierda se ve un pabellón de té, donde un monje está pintando el paisaje que tiene enfrente, posible autorretrato de Hiroshige, según el estudioso Henry D. Smith. En ese caso, la mujer y la niña que tiene al lado podrían ser su mujer, Yasu, y su hija Tatsu. Un hecho que corroboraría esta hipótesis es la especial relación de la familia con el santuario de Akiba, donde Hiroshige III, el último discípulo del autor de la serie y marido de su hija Tatsu, colocó una lápida conmemorativa en el 25 aniversario de la muerte del artista. | Se percibe nuevamente a vista de pájaro una composición que enfrenta en torno al estanque el plano medio de la derecha con uno superior y otro inferior a la izquierda. Se trata del bello jardín del santuario de Akiba, cuyas divinidades protegían contra los incendios. Destaca el colorido entre naranja y ocre de las hojas de arce, cuya sombra se refleja en las aguas. En la esquina inferior izquierda se ve un pabellón de té, donde un monje está pintando el paisaje que tiene enfrente, posible autorretrato de Hiroshige, según el estudioso Henry D. Smith. En ese caso, la mujer y la niña que tiene al lado podrían ser su mujer, Yasu, y su hija Tatsu. Un hecho que corroboraría esta hipótesis es la especial relación de la familia con el santuario de Akiba, donde Hiroshige III, el último discípulo del autor de la serie y marido de su hija Tatsu, colocó una lápida conmemorativa en el 25 aniversario de la muerte del artista. |
|       | 92. El templo de Mokuboji y campos de verdura en la bahía de Uchigawa (木母寺内川御前栽畑 Mokuboji Uchigawa Gozensaihata?) (12-1857)                | 92. El templo de Mokuboji y campos de verdura en la bahía de Uchigawa (木母寺内川御前栽畑 Mokuboji Uchigawa Gozensaihata?) (12-1857)                | 92. El templo de Mokuboji y campos de verdura en la bahía de Uchigawa (木母寺内川御前栽畑 Mokuboji Uchigawa Gozensaihata?) (12-1857)                | La bahía de Uchigawa pertenecía al río Sumida, el principal cauce fluvial de la ciudad. En sus terrenos se hallaba el templo de Mokuboji, fundado en el siglo X como túmulo funerario de un joven de la nobleza llamado Umewaka, protagonista de una tragedia que fue plasmada en una obra de teatro nō titulado Sumidagawa: habiéndose perdido, el muchacho cayó en manos de un tratante de esclavos, para acabar muriendo enfermo y agotado a orillas del río Sumida, mientras su madre lo buscaba desesperadamente. Sin embargo, el templo no aparece en esta imagen, pues el edificio que aparece entrecortado a la derecha es el restaurante Uehan (acrónimo de su propietario, Uekiya Han'emon), especializado en pescado y marisco. El conjunto de templo, restaurante y jardines era un destino turístico bastante frecuentado, como se aprecia por las dos elegantes damas que bajan de una barca y se dirigen al restaurante. El huerto de Gozensaihata que aparece en el título era cultivado por los pescadores del entorno, con 36 especies de verduras que estaban destinadas al shōgun. El propio Tokugawa Iesada había estado en la zona un mes antes, motivo por el que quizá Hiroshige hizo esta composición, ya que uno de los objetivos de la serie era mostrar las novedades al público. | La bahía de Uchigawa pertenecía al río Sumida, el principal cauce fluvial de la ciudad. En sus terrenos se hallaba el templo de Mokuboji, fundado en el siglo X como túmulo funerario de un joven de la nobleza llamado Umewaka, protagonista de una tragedia que fue plasmada en una obra de teatro nō titulado Sumidagawa: habiéndose perdido, el muchacho cayó en manos de un tratante de esclavos, para acabar muriendo enfermo y agotado a orillas del río Sumida, mientras su madre lo buscaba desesperadamente. Sin embargo, el templo no aparece en esta imagen, pues el edificio que aparece entrecortado a la derecha es el restaurante Uehan (acrónimo de su propietario, Uekiya Han'emon), especializado en pescado y marisco. El conjunto de templo, restaurante y jardines era un destino turístico bastante frecuentado, como se aprecia por las dos elegantes damas que bajan de una barca y se dirigen al restaurante. El huerto de Gozensaihata que aparece en el título era cultivado por los pescadores del entorno, con 36 especies de verduras que estaban destinadas al shōgun. El propio Tokugawa Iesada había estado en la zona un mes antes, motivo por el que quizá Hiroshige hizo esta composición, ya que uno de los objetivos de la serie era mostrar las novedades al público. | La bahía de Uchigawa pertenecía al río Sumida, el principal cauce fluvial de la ciudad. En sus terrenos se hallaba el templo de Mokuboji, fundado en el siglo X como túmulo funerario de un joven de la nobleza llamado Umewaka, protagonista de una tragedia que fue plasmada en una obra de teatro nō titulado Sumidagawa: habiéndose perdido, el muchacho cayó en manos de un tratante de esclavos, para acabar muriendo enfermo y agotado a orillas del río Sumida, mientras su madre lo buscaba desesperadamente. Sin embargo, el templo no aparece en esta imagen, pues el edificio que aparece entrecortado a la derecha es el restaurante Uehan (acrónimo de su propietario, Uekiya Han'emon), especializado en pescado y marisco. El conjunto de templo, restaurante y jardines era un destino turístico bastante frecuentado, como se aprecia por las dos elegantes damas que bajan de una barca y se dirigen al restaurante. El huerto de Gozensaihata que aparece en el título era cultivado por los pescadores del entorno, con 36 especies de verduras que estaban destinadas al shōgun. El propio Tokugawa Iesada había estado en la zona un mes antes, motivo por el que quizá Hiroshige hizo esta composición, ya que uno de los objetivos de la serie era mostrar las novedades al público. | La bahía de Uchigawa pertenecía al río Sumida, el principal cauce fluvial de la ciudad. En sus terrenos se hallaba el templo de Mokuboji, fundado en el siglo X como túmulo funerario de un joven de la nobleza llamado Umewaka, protagonista de una tragedia que fue plasmada en una obra de teatro nō titulado Sumidagawa: habiéndose perdido, el muchacho cayó en manos de un tratante de esclavos, para acabar muriendo enfermo y agotado a orillas del río Sumida, mientras su madre lo buscaba desesperadamente. Sin embargo, el templo no aparece en esta imagen, pues el edificio que aparece entrecortado a la derecha es el restaurante Uehan (acrónimo de su propietario, Uekiya Han'emon), especializado en pescado y marisco. El conjunto de templo, restaurante y jardines era un destino turístico bastante frecuentado, como se aprecia por las dos elegantes damas que bajan de una barca y se dirigen al restaurante. El huerto de Gozensaihata que aparece en el título era cultivado por los pescadores del entorno, con 36 especies de verduras que estaban destinadas al shōgun. El propio Tokugawa Iesada había estado en la zona un mes antes, motivo por el que quizá Hiroshige hizo esta composición, ya que uno de los objetivos de la serie era mostrar las novedades al público. | La bahía de Uchigawa pertenecía al río Sumida, el principal cauce fluvial de la ciudad. En sus terrenos se hallaba el templo de Mokuboji, fundado en el siglo X como túmulo funerario de un joven de la nobleza llamado Umewaka, protagonista de una tragedia que fue plasmada en una obra de teatro nō titulado Sumidagawa: habiéndose perdido, el muchacho cayó en manos de un tratante de esclavos, para acabar muriendo enfermo y agotado a orillas del río Sumida, mientras su madre lo buscaba desesperadamente. Sin embargo, el templo no aparece en esta imagen, pues el edificio que aparece entrecortado a la derecha es el restaurante Uehan (acrónimo de su propietario, Uekiya Han'emon), especializado en pescado y marisco. El conjunto de templo, restaurante y jardines era un destino turístico bastante frecuentado, como se aprecia por las dos elegantes damas que bajan de una barca y se dirigen al restaurante. El huerto de Gozensaihata que aparece en el título era cultivado por los pescadores del entorno, con 36 especies de verduras que estaban destinadas al shōgun. El propio Tokugawa Iesada había estado en la zona un mes antes, motivo por el que quizá Hiroshige hizo esta composición, ya que uno de los objetivos de la serie era mostrar las novedades al público. | La bahía de Uchigawa pertenecía al río Sumida, el principal cauce fluvial de la ciudad. En sus terrenos se hallaba el templo de Mokuboji, fundado en el siglo X como túmulo funerario de un joven de la nobleza llamado Umewaka, protagonista de una tragedia que fue plasmada en una obra de teatro nō titulado Sumidagawa: habiéndose perdido, el muchacho cayó en manos de un tratante de esclavos, para acabar muriendo enfermo y agotado a orillas del río Sumida, mientras su madre lo buscaba desesperadamente. Sin embargo, el templo no aparece en esta imagen, pues el edificio que aparece entrecortado a la derecha es el restaurante Uehan (acrónimo de su propietario, Uekiya Han'emon), especializado en pescado y marisco. El conjunto de templo, restaurante y jardines era un destino turístico bastante frecuentado, como se aprecia por las dos elegantes damas que bajan de una barca y se dirigen al restaurante. El huerto de Gozensaihata que aparece en el título era cultivado por los pescadores del entorno, con 36 especies de verduras que estaban destinadas al shōgun. El propio Tokugawa Iesada había estado en la zona un mes antes, motivo por el que quizá Hiroshige hizo esta composición, ya que uno de los objetivos de la serie era mostrar las novedades al público. |
|       | 93. El transbordador de Niijuku (にい宿のわたし Niijuku no watashi?) (2-1857)                                                                       | 93. El transbordador de Niijuku (にい宿のわたし Niijuku no watashi?) (2-1857)                                                                       | 93. El transbordador de Niijuku (にい宿のわたし Niijuku no watashi?) (2-1857)                                                                       | El transbordador de Niijuku servía para cruzar el río Nakagawa –que era la frontera noreste de Edo–, aunque aquí se encuentra entrecortado en la esquina inferior derecha, por lo que su alusión solo es un pretexto para presentar una amplia panorámica del paisaje del entorno. Aparece en la parte inferior un restaurante claramente iluminado, a donde se dirigen varias figuras, mientras otras se encuentran en el embarcadero, una con un caballo al que limpia las pezuñas en el agua. Entre los altos pinos de la orilla se ve a un hombre pescando, y por el río transitan varias gabarras de mercancías. El fondo aparece desdibujado por la niebla, de un color rojizo que señala la hora vespertina, y el cielo se nos presenta con la habitual gradación de color bokashi. | El transbordador de Niijuku servía para cruzar el río Nakagawa –que era la frontera noreste de Edo–, aunque aquí se encuentra entrecortado en la esquina inferior derecha, por lo que su alusión solo es un pretexto para presentar una amplia panorámica del paisaje del entorno. Aparece en la parte inferior un restaurante claramente iluminado, a donde se dirigen varias figuras, mientras otras se encuentran en el embarcadero, una con un caballo al que limpia las pezuñas en el agua. Entre los altos pinos de la orilla se ve a un hombre pescando, y por el río transitan varias gabarras de mercancías. El fondo aparece desdibujado por la niebla, de un color rojizo que señala la hora vespertina, y el cielo se nos presenta con la habitual gradación de color bokashi. | El transbordador de Niijuku servía para cruzar el río Nakagawa –que era la frontera noreste de Edo–, aunque aquí se encuentra entrecortado en la esquina inferior derecha, por lo que su alusión solo es un pretexto para presentar una amplia panorámica del paisaje del entorno. Aparece en la parte inferior un restaurante claramente iluminado, a donde se dirigen varias figuras, mientras otras se encuentran en el embarcadero, una con un caballo al que limpia las pezuñas en el agua. Entre los altos pinos de la orilla se ve a un hombre pescando, y por el río transitan varias gabarras de mercancías. El fondo aparece desdibujado por la niebla, de un color rojizo que señala la hora vespertina, y el cielo se nos presenta con la habitual gradación de color bokashi. | El transbordador de Niijuku servía para cruzar el río Nakagawa –que era la frontera noreste de Edo–, aunque aquí se encuentra entrecortado en la esquina inferior derecha, por lo que su alusión solo es un pretexto para presentar una amplia panorámica del paisaje del entorno. Aparece en la parte inferior un restaurante claramente iluminado, a donde se dirigen varias figuras, mientras otras se encuentran en el embarcadero, una con un caballo al que limpia las pezuñas en el agua. Entre los altos pinos de la orilla se ve a un hombre pescando, y por el río transitan varias gabarras de mercancías. El fondo aparece desdibujado por la niebla, de un color rojizo que señala la hora vespertina, y el cielo se nos presenta con la habitual gradación de color bokashi. | El transbordador de Niijuku servía para cruzar el río Nakagawa –que era la frontera noreste de Edo–, aunque aquí se encuentra entrecortado en la esquina inferior derecha, por lo que su alusión solo es un pretexto para presentar una amplia panorámica del paisaje del entorno. Aparece en la parte inferior un restaurante claramente iluminado, a donde se dirigen varias figuras, mientras otras se encuentran en el embarcadero, una con un caballo al que limpia las pezuñas en el agua. Entre los altos pinos de la orilla se ve a un hombre pescando, y por el río transitan varias gabarras de mercancías. El fondo aparece desdibujado por la niebla, de un color rojizo que señala la hora vespertina, y el cielo se nos presenta con la habitual gradación de color bokashi. | El transbordador de Niijuku servía para cruzar el río Nakagawa –que era la frontera noreste de Edo–, aunque aquí se encuentra entrecortado en la esquina inferior derecha, por lo que su alusión solo es un pretexto para presentar una amplia panorámica del paisaje del entorno. Aparece en la parte inferior un restaurante claramente iluminado, a donde se dirigen varias figuras, mientras otras se encuentran en el embarcadero, una con un caballo al que limpia las pezuñas en el agua. Entre los altos pinos de la orilla se ve a un hombre pescando, y por el río transitan varias gabarras de mercancías. El fondo aparece desdibujado por la niebla, de un color rojizo que señala la hora vespertina, y el cielo se nos presenta con la habitual gradación de color bokashi. |
|       | 94. Arces de Mama, el santuario de Tekona y el puente Tsugihashi (真間の紅葉手古那の社継はし Mama no momiji Tekona no yashiro Tsuguhashi?) (1-1857) | 94. Arces de Mama, el santuario de Tekona y el puente Tsugihashi (真間の紅葉手古那の社継はし Mama no momiji Tekona no yashiro Tsuguhashi?) (1-1857) | 94. Arces de Mama, el santuario de Tekona y el puente Tsugihashi (真間の紅葉手古那の社継はし Mama no momiji Tekona no yashiro Tsuguhashi?) (1-1857) | Se muestran a ambos lados dos arces cuyas ramas se entrecruzan, cuyas hojas otoñales presentan un color pardo negruzco algo distinto del rojizo de estampas anteriores, debido a una variación química del color tan empleado. El pueblo de Mama se encontraba al este de Edo, a orillas del río Edogawa, y era muy visitado en otoño para admirar sus arces. En esta localidad se hallaba el templo budista de Guhōji, que contaba con un altar dedicado a Tekona, una muchacha campesina de gran belleza, que para escapar de sus múltiples pretendientes que le hacían la vida imposible se arrojó al río. Su leyenda está plasmada en la famosa obra Man'yōshū (Colección de diez mil hojas), antología de poemas que se remonta al siglo VIII. En 1501 se creó su culto en el templo mencionado, donde se pedía ayuda para un buen parto y protección contra la varicela. Aparece en el paisaje del fondo a la izquierda, con su estructura elevada del suelo y tejado a dos aguas, y precedido de un arco torii. El puente Tsugihashi («puente prolongado») –que se ve en el centro del paisaje de fondo– también estaba relacionado con esta leyenda: en otra poesía de la antología mencionada, un pretendiente de Tekona se lamentaba sobre el puente de no poder cruzarlo cada noche para ver a su amada. La composición reticular entre las hojas y la suave luz vespertina otorgan un aire lírico a esta escena, en consonancia con la leyenda representada. | Se muestran a ambos lados dos arces cuyas ramas se entrecruzan, cuyas hojas otoñales presentan un color pardo negruzco algo distinto del rojizo de estampas anteriores, debido a una variación química del color tan empleado. El pueblo de Mama se encontraba al este de Edo, a orillas del río Edogawa, y era muy visitado en otoño para admirar sus arces. En esta localidad se hallaba el templo budista de Guhōji, que contaba con un altar dedicado a Tekona, una muchacha campesina de gran belleza, que para escapar de sus múltiples pretendientes que le hacían la vida imposible se arrojó al río. Su leyenda está plasmada en la famosa obra Man'yōshū (Colección de diez mil hojas), antología de poemas que se remonta al siglo VIII. En 1501 se creó su culto en el templo mencionado, donde se pedía ayuda para un buen parto y protección contra la varicela. Aparece en el paisaje del fondo a la izquierda, con su estructura elevada del suelo y tejado a dos aguas, y precedido de un arco torii. El puente Tsugihashi («puente prolongado») –que se ve en el centro del paisaje de fondo– también estaba relacionado con esta leyenda: en otra poesía de la antología mencionada, un pretendiente de Tekona se lamentaba sobre el puente de no poder cruzarlo cada noche para ver a su amada. La composición reticular entre las hojas y la suave luz vespertina otorgan un aire lírico a esta escena, en consonancia con la leyenda representada. | Se muestran a ambos lados dos arces cuyas ramas se entrecruzan, cuyas hojas otoñales presentan un color pardo negruzco algo distinto del rojizo de estampas anteriores, debido a una variación química del color tan empleado. El pueblo de Mama se encontraba al este de Edo, a orillas del río Edogawa, y era muy visitado en otoño para admirar sus arces. En esta localidad se hallaba el templo budista de Guhōji, que contaba con un altar dedicado a Tekona, una muchacha campesina de gran belleza, que para escapar de sus múltiples pretendientes que le hacían la vida imposible se arrojó al río. Su leyenda está plasmada en la famosa obra Man'yōshū (Colección de diez mil hojas), antología de poemas que se remonta al siglo VIII. En 1501 se creó su culto en el templo mencionado, donde se pedía ayuda para un buen parto y protección contra la varicela. Aparece en el paisaje del fondo a la izquierda, con su estructura elevada del suelo y tejado a dos aguas, y precedido de un arco torii. El puente Tsugihashi («puente prolongado») –que se ve en el centro del paisaje de fondo– también estaba relacionado con esta leyenda: en otra poesía de la antología mencionada, un pretendiente de Tekona se lamentaba sobre el puente de no poder cruzarlo cada noche para ver a su amada. La composición reticular entre las hojas y la suave luz vespertina otorgan un aire lírico a esta escena, en consonancia con la leyenda representada. | Se muestran a ambos lados dos arces cuyas ramas se entrecruzan, cuyas hojas otoñales presentan un color pardo negruzco algo distinto del rojizo de estampas anteriores, debido a una variación química del color tan empleado. El pueblo de Mama se encontraba al este de Edo, a orillas del río Edogawa, y era muy visitado en otoño para admirar sus arces. En esta localidad se hallaba el templo budista de Guhōji, que contaba con un altar dedicado a Tekona, una muchacha campesina de gran belleza, que para escapar de sus múltiples pretendientes que le hacían la vida imposible se arrojó al río. Su leyenda está plasmada en la famosa obra Man'yōshū (Colección de diez mil hojas), antología de poemas que se remonta al siglo VIII. En 1501 se creó su culto en el templo mencionado, donde se pedía ayuda para un buen parto y protección contra la varicela. Aparece en el paisaje del fondo a la izquierda, con su estructura elevada del suelo y tejado a dos aguas, y precedido de un arco torii. El puente Tsugihashi («puente prolongado») –que se ve en el centro del paisaje de fondo– también estaba relacionado con esta leyenda: en otra poesía de la antología mencionada, un pretendiente de Tekona se lamentaba sobre el puente de no poder cruzarlo cada noche para ver a su amada. La composición reticular entre las hojas y la suave luz vespertina otorgan un aire lírico a esta escena, en consonancia con la leyenda representada. | Se muestran a ambos lados dos arces cuyas ramas se entrecruzan, cuyas hojas otoñales presentan un color pardo negruzco algo distinto del rojizo de estampas anteriores, debido a una variación química del color tan empleado. El pueblo de Mama se encontraba al este de Edo, a orillas del río Edogawa, y era muy visitado en otoño para admirar sus arces. En esta localidad se hallaba el templo budista de Guhōji, que contaba con un altar dedicado a Tekona, una muchacha campesina de gran belleza, que para escapar de sus múltiples pretendientes que le hacían la vida imposible se arrojó al río. Su leyenda está plasmada en la famosa obra Man'yōshū (Colección de diez mil hojas), antología de poemas que se remonta al siglo VIII. En 1501 se creó su culto en el templo mencionado, donde se pedía ayuda para un buen parto y protección contra la varicela. Aparece en el paisaje del fondo a la izquierda, con su estructura elevada del suelo y tejado a dos aguas, y precedido de un arco torii. El puente Tsugihashi («puente prolongado») –que se ve en el centro del paisaje de fondo– también estaba relacionado con esta leyenda: en otra poesía de la antología mencionada, un pretendiente de Tekona se lamentaba sobre el puente de no poder cruzarlo cada noche para ver a su amada. La composición reticular entre las hojas y la suave luz vespertina otorgan un aire lírico a esta escena, en consonancia con la leyenda representada. | Se muestran a ambos lados dos arces cuyas ramas se entrecruzan, cuyas hojas otoñales presentan un color pardo negruzco algo distinto del rojizo de estampas anteriores, debido a una variación química del color tan empleado. El pueblo de Mama se encontraba al este de Edo, a orillas del río Edogawa, y era muy visitado en otoño para admirar sus arces. En esta localidad se hallaba el templo budista de Guhōji, que contaba con un altar dedicado a Tekona, una muchacha campesina de gran belleza, que para escapar de sus múltiples pretendientes que le hacían la vida imposible se arrojó al río. Su leyenda está plasmada en la famosa obra Man'yōshū (Colección de diez mil hojas), antología de poemas que se remonta al siglo VIII. En 1501 se creó su culto en el templo mencionado, donde se pedía ayuda para un buen parto y protección contra la varicela. Aparece en el paisaje del fondo a la izquierda, con su estructura elevada del suelo y tejado a dos aguas, y precedido de un arco torii. El puente Tsugihashi («puente prolongado») –que se ve en el centro del paisaje de fondo– también estaba relacionado con esta leyenda: en otra poesía de la antología mencionada, un pretendiente de Tekona se lamentaba sobre el puente de no poder cruzarlo cada noche para ver a su amada. La composición reticular entre las hojas y la suave luz vespertina otorgan un aire lírico a esta escena, en consonancia con la leyenda representada. |
|       | 95. Vista de Kōnodai y del río Tonegawa (鴻の台とね川風景 Kōnodai Tonegawa fūkei?) (5-1856)                                                         | 95. Vista de Kōnodai y del río Tonegawa (鴻の台とね川風景 Kōnodai Tonegawa fūkei?) (5-1856)                                                         | 95. Vista de Kōnodai y del río Tonegawa (鴻の台とね川風景 Kōnodai Tonegawa fūkei?) (5-1856)                                                         | La escarpada colina de Kōnodai se hallaba a orillas del río Tonegawa –llamado actualmente Edogawa– y era un importante bastión de defensa. En esta imagen domina el lado izquierdo de la composición, entrando el saliente rocoso de forma lateral, al estilo chino. Está coronada de altos pinos, y tres pequeñas figuras conversan animadamente en lo alto de la loma, otorgando con su tamaño una clara proporción de la altura de la colina. Este lugar era conocido especialmente por una obra literaria, Biografías de los ocho perros (Nansō Satomi hakkenden), de Kyokutei Bakin. El río está surcado por gabarras de mercancías que se dirigen a la ciudad, mientras en el nublado horizonte se alza la figura del monte Fuji, en un cielo amarillento que señala una límpida mañana. El color azul de la parte superior del cielo está nuevamente marcado por las vetas de la madera usada para la impresión. | La escarpada colina de Kōnodai se hallaba a orillas del río Tonegawa –llamado actualmente Edogawa– y era un importante bastión de defensa. En esta imagen domina el lado izquierdo de la composición, entrando el saliente rocoso de forma lateral, al estilo chino. Está coronada de altos pinos, y tres pequeñas figuras conversan animadamente en lo alto de la loma, otorgando con su tamaño una clara proporción de la altura de la colina. Este lugar era conocido especialmente por una obra literaria, Biografías de los ocho perros (Nansō Satomi hakkenden), de Kyokutei Bakin. El río está surcado por gabarras de mercancías que se dirigen a la ciudad, mientras en el nublado horizonte se alza la figura del monte Fuji, en un cielo amarillento que señala una límpida mañana. El color azul de la parte superior del cielo está nuevamente marcado por las vetas de la madera usada para la impresión. | La escarpada colina de Kōnodai se hallaba a orillas del río Tonegawa –llamado actualmente Edogawa– y era un importante bastión de defensa. En esta imagen domina el lado izquierdo de la composición, entrando el saliente rocoso de forma lateral, al estilo chino. Está coronada de altos pinos, y tres pequeñas figuras conversan animadamente en lo alto de la loma, otorgando con su tamaño una clara proporción de la altura de la colina. Este lugar era conocido especialmente por una obra literaria, Biografías de los ocho perros (Nansō Satomi hakkenden), de Kyokutei Bakin. El río está surcado por gabarras de mercancías que se dirigen a la ciudad, mientras en el nublado horizonte se alza la figura del monte Fuji, en un cielo amarillento que señala una límpida mañana. El color azul de la parte superior del cielo está nuevamente marcado por las vetas de la madera usada para la impresión. | La escarpada colina de Kōnodai se hallaba a orillas del río Tonegawa –llamado actualmente Edogawa– y era un importante bastión de defensa. En esta imagen domina el lado izquierdo de la composición, entrando el saliente rocoso de forma lateral, al estilo chino. Está coronada de altos pinos, y tres pequeñas figuras conversan animadamente en lo alto de la loma, otorgando con su tamaño una clara proporción de la altura de la colina. Este lugar era conocido especialmente por una obra literaria, Biografías de los ocho perros (Nansō Satomi hakkenden), de Kyokutei Bakin. El río está surcado por gabarras de mercancías que se dirigen a la ciudad, mientras en el nublado horizonte se alza la figura del monte Fuji, en un cielo amarillento que señala una límpida mañana. El color azul de la parte superior del cielo está nuevamente marcado por las vetas de la madera usada para la impresión. | La escarpada colina de Kōnodai se hallaba a orillas del río Tonegawa –llamado actualmente Edogawa– y era un importante bastión de defensa. En esta imagen domina el lado izquierdo de la composición, entrando el saliente rocoso de forma lateral, al estilo chino. Está coronada de altos pinos, y tres pequeñas figuras conversan animadamente en lo alto de la loma, otorgando con su tamaño una clara proporción de la altura de la colina. Este lugar era conocido especialmente por una obra literaria, Biografías de los ocho perros (Nansō Satomi hakkenden), de Kyokutei Bakin. El río está surcado por gabarras de mercancías que se dirigen a la ciudad, mientras en el nublado horizonte se alza la figura del monte Fuji, en un cielo amarillento que señala una límpida mañana. El color azul de la parte superior del cielo está nuevamente marcado por las vetas de la madera usada para la impresión. | La escarpada colina de Kōnodai se hallaba a orillas del río Tonegawa –llamado actualmente Edogawa– y era un importante bastión de defensa. En esta imagen domina el lado izquierdo de la composición, entrando el saliente rocoso de forma lateral, al estilo chino. Está coronada de altos pinos, y tres pequeñas figuras conversan animadamente en lo alto de la loma, otorgando con su tamaño una clara proporción de la altura de la colina. Este lugar era conocido especialmente por una obra literaria, Biografías de los ocho perros (Nansō Satomi hakkenden), de Kyokutei Bakin. El río está surcado por gabarras de mercancías que se dirigen a la ciudad, mientras en el nublado horizonte se alza la figura del monte Fuji, en un cielo amarillento que señala una límpida mañana. El color azul de la parte superior del cielo está nuevamente marcado por las vetas de la madera usada para la impresión. |
|       | 96. Horie y Nekozane (堀江ねこざね Horie Nekozane?) (2-1856)                                                                                        | 96. Horie y Nekozane (堀江ねこざね Horie Nekozane?) (2-1856)                                                                                        | 96. Horie y Nekozane (堀江ねこざね Horie Nekozane?) (2-1856)                                                                                        | Horie y Nekozane eran dos pueblos situados en orillas opuestas del río Kyūedo («Edo Viejo») –un afluente del Edogawa–, conocidos por su excelente marisco. El río vertebra zigzagueando toda la composición, fugando hacia el fondo, donde se hallaba la bahía de Edo. En la parte inferior destaca una lengua de tierra donde aparecen dos personajes cazando pájaros, mediante una red que han enterrado en la arena. La parte central está ocupada por los dos pueblos, unidos por dos puentes que cruzan el río, plagado de barcas. A la derecha, medio oculto por el bosque de pinos, se ve un pequeño santuario con un arco torii. El fondo está sumido en la niebla, de donde emerge nuevamente la imponente silueta del monte Fuji, bañado en una luz crepuscular de tono rojizo. El sello del censor lleva la marca del segundo mes de Ansei 3 (1856), por lo que ésta fue una de las primeras estampas de la serie realizadas por el autor. | Horie y Nekozane eran dos pueblos situados en orillas opuestas del río Kyūedo («Edo Viejo») –un afluente del Edogawa–, conocidos por su excelente marisco. El río vertebra zigzagueando toda la composición, fugando hacia el fondo, donde se hallaba la bahía de Edo. En la parte inferior destaca una lengua de tierra donde aparecen dos personajes cazando pájaros, mediante una red que han enterrado en la arena. La parte central está ocupada por los dos pueblos, unidos por dos puentes que cruzan el río, plagado de barcas. A la derecha, medio oculto por el bosque de pinos, se ve un pequeño santuario con un arco torii. El fondo está sumido en la niebla, de donde emerge nuevamente la imponente silueta del monte Fuji, bañado en una luz crepuscular de tono rojizo. El sello del censor lleva la marca del segundo mes de Ansei 3 (1856), por lo que ésta fue una de las primeras estampas de la serie realizadas por el autor. | Horie y Nekozane eran dos pueblos situados en orillas opuestas del río Kyūedo («Edo Viejo») –un afluente del Edogawa–, conocidos por su excelente marisco. El río vertebra zigzagueando toda la composición, fugando hacia el fondo, donde se hallaba la bahía de Edo. En la parte inferior destaca una lengua de tierra donde aparecen dos personajes cazando pájaros, mediante una red que han enterrado en la arena. La parte central está ocupada por los dos pueblos, unidos por dos puentes que cruzan el río, plagado de barcas. A la derecha, medio oculto por el bosque de pinos, se ve un pequeño santuario con un arco torii. El fondo está sumido en la niebla, de donde emerge nuevamente la imponente silueta del monte Fuji, bañado en una luz crepuscular de tono rojizo. El sello del censor lleva la marca del segundo mes de Ansei 3 (1856), por lo que ésta fue una de las primeras estampas de la serie realizadas por el autor. | Horie y Nekozane eran dos pueblos situados en orillas opuestas del río Kyūedo («Edo Viejo») –un afluente del Edogawa–, conocidos por su excelente marisco. El río vertebra zigzagueando toda la composición, fugando hacia el fondo, donde se hallaba la bahía de Edo. En la parte inferior destaca una lengua de tierra donde aparecen dos personajes cazando pájaros, mediante una red que han enterrado en la arena. La parte central está ocupada por los dos pueblos, unidos por dos puentes que cruzan el río, plagado de barcas. A la derecha, medio oculto por el bosque de pinos, se ve un pequeño santuario con un arco torii. El fondo está sumido en la niebla, de donde emerge nuevamente la imponente silueta del monte Fuji, bañado en una luz crepuscular de tono rojizo. El sello del censor lleva la marca del segundo mes de Ansei 3 (1856), por lo que ésta fue una de las primeras estampas de la serie realizadas por el autor. | Horie y Nekozane eran dos pueblos situados en orillas opuestas del río Kyūedo («Edo Viejo») –un afluente del Edogawa–, conocidos por su excelente marisco. El río vertebra zigzagueando toda la composición, fugando hacia el fondo, donde se hallaba la bahía de Edo. En la parte inferior destaca una lengua de tierra donde aparecen dos personajes cazando pájaros, mediante una red que han enterrado en la arena. La parte central está ocupada por los dos pueblos, unidos por dos puentes que cruzan el río, plagado de barcas. A la derecha, medio oculto por el bosque de pinos, se ve un pequeño santuario con un arco torii. El fondo está sumido en la niebla, de donde emerge nuevamente la imponente silueta del monte Fuji, bañado en una luz crepuscular de tono rojizo. El sello del censor lleva la marca del segundo mes de Ansei 3 (1856), por lo que ésta fue una de las primeras estampas de la serie realizadas por el autor. | Horie y Nekozane eran dos pueblos situados en orillas opuestas del río Kyūedo («Edo Viejo») –un afluente del Edogawa–, conocidos por su excelente marisco. El río vertebra zigzagueando toda la composición, fugando hacia el fondo, donde se hallaba la bahía de Edo. En la parte inferior destaca una lengua de tierra donde aparecen dos personajes cazando pájaros, mediante una red que han enterrado en la arena. La parte central está ocupada por los dos pueblos, unidos por dos puentes que cruzan el río, plagado de barcas. A la derecha, medio oculto por el bosque de pinos, se ve un pequeño santuario con un arco torii. El fondo está sumido en la niebla, de donde emerge nuevamente la imponente silueta del monte Fuji, bañado en una luz crepuscular de tono rojizo. El sello del censor lleva la marca del segundo mes de Ansei 3 (1856), por lo que ésta fue una de las primeras estampas de la serie realizadas por el autor. |
|       | 97. Los «cinco pinos» y el canal Onagigawa (小奈木川五本まつ Onagigawa Gohonmatsu?) (7-1856)                                                        | 97. Los «cinco pinos» y el canal Onagigawa (小奈木川五本まつ Onagigawa Gohonmatsu?) (7-1856)                                                        | 97. Los «cinco pinos» y el canal Onagigawa (小奈木川五本まつ Onagigawa Gohonmatsu?) (7-1856)                                                        | Siguiendo el principal sello estilístico de la serie, la composición se articula a través de un primer plano ocupado por las ramas de un viejo pino que tiene que ser sostenido por vigas de madera, entre cuyas retículas se aprecia el paisaje del fondo. El toponímico Gohonmatsu («cinco pinos») daba nombre a un barrio de Edo, y se remontaba a cinco ancestrales pinos que se hallaban a orillas del canal Onagigawa, según una referencia de 1732, aunque en época de Hiroshige solo quedaba uno, el de la imagen. El terreno donde se encontraba pertenecía al señor feudal de Ayabe. En esta ocasión el autor deforma la realidad para conseguir un mayor efecto escenográfico, puesto que el canal era totalmente recto y no describía la curva que aquí se aprecia. La barca del centro, con dos remeros y varios pasajeros, la tomó Hiroshige de una obra de Katsushika Hokusai, Puesta de sol por el puente Ryōgoku, donde se reproduce el mismo detalle del pasajero que introduce un pañuelo en el agua. | Siguiendo el principal sello estilístico de la serie, la composición se articula a través de un primer plano ocupado por las ramas de un viejo pino que tiene que ser sostenido por vigas de madera, entre cuyas retículas se aprecia el paisaje del fondo. El toponímico Gohonmatsu («cinco pinos») daba nombre a un barrio de Edo, y se remontaba a cinco ancestrales pinos que se hallaban a orillas del canal Onagigawa, según una referencia de 1732, aunque en época de Hiroshige solo quedaba uno, el de la imagen. El terreno donde se encontraba pertenecía al señor feudal de Ayabe. En esta ocasión el autor deforma la realidad para conseguir un mayor efecto escenográfico, puesto que el canal era totalmente recto y no describía la curva que aquí se aprecia. La barca del centro, con dos remeros y varios pasajeros, la tomó Hiroshige de una obra de Katsushika Hokusai, Puesta de sol por el puente Ryōgoku, donde se reproduce el mismo detalle del pasajero que introduce un pañuelo en el agua. | Siguiendo el principal sello estilístico de la serie, la composición se articula a través de un primer plano ocupado por las ramas de un viejo pino que tiene que ser sostenido por vigas de madera, entre cuyas retículas se aprecia el paisaje del fondo. El toponímico Gohonmatsu («cinco pinos») daba nombre a un barrio de Edo, y se remontaba a cinco ancestrales pinos que se hallaban a orillas del canal Onagigawa, según una referencia de 1732, aunque en época de Hiroshige solo quedaba uno, el de la imagen. El terreno donde se encontraba pertenecía al señor feudal de Ayabe. En esta ocasión el autor deforma la realidad para conseguir un mayor efecto escenográfico, puesto que el canal era totalmente recto y no describía la curva que aquí se aprecia. La barca del centro, con dos remeros y varios pasajeros, la tomó Hiroshige de una obra de Katsushika Hokusai, Puesta de sol por el puente Ryōgoku, donde se reproduce el mismo detalle del pasajero que introduce un pañuelo en el agua. | Siguiendo el principal sello estilístico de la serie, la composición se articula a través de un primer plano ocupado por las ramas de un viejo pino que tiene que ser sostenido por vigas de madera, entre cuyas retículas se aprecia el paisaje del fondo. El toponímico Gohonmatsu («cinco pinos») daba nombre a un barrio de Edo, y se remontaba a cinco ancestrales pinos que se hallaban a orillas del canal Onagigawa, según una referencia de 1732, aunque en época de Hiroshige solo quedaba uno, el de la imagen. El terreno donde se encontraba pertenecía al señor feudal de Ayabe. En esta ocasión el autor deforma la realidad para conseguir un mayor efecto escenográfico, puesto que el canal era totalmente recto y no describía la curva que aquí se aprecia. La barca del centro, con dos remeros y varios pasajeros, la tomó Hiroshige de una obra de Katsushika Hokusai, Puesta de sol por el puente Ryōgoku, donde se reproduce el mismo detalle del pasajero que introduce un pañuelo en el agua. | Siguiendo el principal sello estilístico de la serie, la composición se articula a través de un primer plano ocupado por las ramas de un viejo pino que tiene que ser sostenido por vigas de madera, entre cuyas retículas se aprecia el paisaje del fondo. El toponímico Gohonmatsu («cinco pinos») daba nombre a un barrio de Edo, y se remontaba a cinco ancestrales pinos que se hallaban a orillas del canal Onagigawa, según una referencia de 1732, aunque en época de Hiroshige solo quedaba uno, el de la imagen. El terreno donde se encontraba pertenecía al señor feudal de Ayabe. En esta ocasión el autor deforma la realidad para conseguir un mayor efecto escenográfico, puesto que el canal era totalmente recto y no describía la curva que aquí se aprecia. La barca del centro, con dos remeros y varios pasajeros, la tomó Hiroshige de una obra de Katsushika Hokusai, Puesta de sol por el puente Ryōgoku, donde se reproduce el mismo detalle del pasajero que introduce un pañuelo en el agua. | Siguiendo el principal sello estilístico de la serie, la composición se articula a través de un primer plano ocupado por las ramas de un viejo pino que tiene que ser sostenido por vigas de madera, entre cuyas retículas se aprecia el paisaje del fondo. El toponímico Gohonmatsu («cinco pinos») daba nombre a un barrio de Edo, y se remontaba a cinco ancestrales pinos que se hallaban a orillas del canal Onagigawa, según una referencia de 1732, aunque en época de Hiroshige solo quedaba uno, el de la imagen. El terreno donde se encontraba pertenecía al señor feudal de Ayabe. En esta ocasión el autor deforma la realidad para conseguir un mayor efecto escenográfico, puesto que el canal era totalmente recto y no describía la curva que aquí se aprecia. La barca del centro, con dos remeros y varios pasajeros, la tomó Hiroshige de una obra de Katsushika Hokusai, Puesta de sol por el puente Ryōgoku, donde se reproduce el mismo detalle del pasajero que introduce un pañuelo en el agua. |
|       | 98. Fuegos artificiales en el puente Ryōgoku (両国花火 Ryōgoku hanabi?) (8-1858)                                                                    | 98. Fuegos artificiales en el puente Ryōgoku (両国花火 Ryōgoku hanabi?) (8-1858)                                                                    | 98. Fuegos artificiales en el puente Ryōgoku (両国花火 Ryōgoku hanabi?) (8-1858)                                                                    | Esta es una de las estampas más conocidas de la serie, y una nueva muestra de la genial habilidad del autor para los ambientes nocturnos y las perspectivas aéreas y de gran verticalidad. El puente Ryōgoku cruzaba el río Sumida, y era uno de los más grandes de la ciudad. El día 28 del quinto mes se celebraba la fiesta del kawabiraki («apertura del río»), donde se hacía un ritual de abluciones para alejar los malos espíritus. Los primeros fuegos artificiales datan de 1733, promovidos por el shōgun Tokugawa Yoshimune, aunque con el tiempo se extendieron a numerosas ocasiones aparte de la ceremonia oficial anual, sobre todo en las noches estivales. Solían estar patrocinados por empresas de alquiler de barcas y restaurantes, que eran los principales negocios beneficiados con el espectáculo. Así, se ve el río plagado de embarcaciones, desde las pequeñas yanebune (barcas cubiertas) hasta las grandes yakatabune («barcas-palacio»), así como urourobune, embarcaciones que vendían comida y bebida. Los fuegos artificiales resaltan en la esquina superior derecha en forma de estrellas brillantemente iluminadas, mientras en la zona central una alta bengala describe una pronunciada curva en el cielo, de un color oscuro de formas veteadas por la madera. | Esta es una de las estampas más conocidas de la serie, y una nueva muestra de la genial habilidad del autor para los ambientes nocturnos y las perspectivas aéreas y de gran verticalidad. El puente Ryōgoku cruzaba el río Sumida, y era uno de los más grandes de la ciudad. El día 28 del quinto mes se celebraba la fiesta del kawabiraki («apertura del río»), donde se hacía un ritual de abluciones para alejar los malos espíritus. Los primeros fuegos artificiales datan de 1733, promovidos por el shōgun Tokugawa Yoshimune, aunque con el tiempo se extendieron a numerosas ocasiones aparte de la ceremonia oficial anual, sobre todo en las noches estivales. Solían estar patrocinados por empresas de alquiler de barcas y restaurantes, que eran los principales negocios beneficiados con el espectáculo. Así, se ve el río plagado de embarcaciones, desde las pequeñas yanebune (barcas cubiertas) hasta las grandes yakatabune («barcas-palacio»), así como urourobune, embarcaciones que vendían comida y bebida. Los fuegos artificiales resaltan en la esquina superior derecha en forma de estrellas brillantemente iluminadas, mientras en la zona central una alta bengala describe una pronunciada curva en el cielo, de un color oscuro de formas veteadas por la madera. | Esta es una de las estampas más conocidas de la serie, y una nueva muestra de la genial habilidad del autor para los ambientes nocturnos y las perspectivas aéreas y de gran verticalidad. El puente Ryōgoku cruzaba el río Sumida, y era uno de los más grandes de la ciudad. El día 28 del quinto mes se celebraba la fiesta del kawabiraki («apertura del río»), donde se hacía un ritual de abluciones para alejar los malos espíritus. Los primeros fuegos artificiales datan de 1733, promovidos por el shōgun Tokugawa Yoshimune, aunque con el tiempo se extendieron a numerosas ocasiones aparte de la ceremonia oficial anual, sobre todo en las noches estivales. Solían estar patrocinados por empresas de alquiler de barcas y restaurantes, que eran los principales negocios beneficiados con el espectáculo. Así, se ve el río plagado de embarcaciones, desde las pequeñas yanebune (barcas cubiertas) hasta las grandes yakatabune («barcas-palacio»), así como urourobune, embarcaciones que vendían comida y bebida. Los fuegos artificiales resaltan en la esquina superior derecha en forma de estrellas brillantemente iluminadas, mientras en la zona central una alta bengala describe una pronunciada curva en el cielo, de un color oscuro de formas veteadas por la madera. | Esta es una de las estampas más conocidas de la serie, y una nueva muestra de la genial habilidad del autor para los ambientes nocturnos y las perspectivas aéreas y de gran verticalidad. El puente Ryōgoku cruzaba el río Sumida, y era uno de los más grandes de la ciudad. El día 28 del quinto mes se celebraba la fiesta del kawabiraki («apertura del río»), donde se hacía un ritual de abluciones para alejar los malos espíritus. Los primeros fuegos artificiales datan de 1733, promovidos por el shōgun Tokugawa Yoshimune, aunque con el tiempo se extendieron a numerosas ocasiones aparte de la ceremonia oficial anual, sobre todo en las noches estivales. Solían estar patrocinados por empresas de alquiler de barcas y restaurantes, que eran los principales negocios beneficiados con el espectáculo. Así, se ve el río plagado de embarcaciones, desde las pequeñas yanebune (barcas cubiertas) hasta las grandes yakatabune («barcas-palacio»), así como urourobune, embarcaciones que vendían comida y bebida. Los fuegos artificiales resaltan en la esquina superior derecha en forma de estrellas brillantemente iluminadas, mientras en la zona central una alta bengala describe una pronunciada curva en el cielo, de un color oscuro de formas veteadas por la madera. | Esta es una de las estampas más conocidas de la serie, y una nueva muestra de la genial habilidad del autor para los ambientes nocturnos y las perspectivas aéreas y de gran verticalidad. El puente Ryōgoku cruzaba el río Sumida, y era uno de los más grandes de la ciudad. El día 28 del quinto mes se celebraba la fiesta del kawabiraki («apertura del río»), donde se hacía un ritual de abluciones para alejar los malos espíritus. Los primeros fuegos artificiales datan de 1733, promovidos por el shōgun Tokugawa Yoshimune, aunque con el tiempo se extendieron a numerosas ocasiones aparte de la ceremonia oficial anual, sobre todo en las noches estivales. Solían estar patrocinados por empresas de alquiler de barcas y restaurantes, que eran los principales negocios beneficiados con el espectáculo. Así, se ve el río plagado de embarcaciones, desde las pequeñas yanebune (barcas cubiertas) hasta las grandes yakatabune («barcas-palacio»), así como urourobune, embarcaciones que vendían comida y bebida. Los fuegos artificiales resaltan en la esquina superior derecha en forma de estrellas brillantemente iluminadas, mientras en la zona central una alta bengala describe una pronunciada curva en el cielo, de un color oscuro de formas veteadas por la madera. | Esta es una de las estampas más conocidas de la serie, y una nueva muestra de la genial habilidad del autor para los ambientes nocturnos y las perspectivas aéreas y de gran verticalidad. El puente Ryōgoku cruzaba el río Sumida, y era uno de los más grandes de la ciudad. El día 28 del quinto mes se celebraba la fiesta del kawabiraki («apertura del río»), donde se hacía un ritual de abluciones para alejar los malos espíritus. Los primeros fuegos artificiales datan de 1733, promovidos por el shōgun Tokugawa Yoshimune, aunque con el tiempo se extendieron a numerosas ocasiones aparte de la ceremonia oficial anual, sobre todo en las noches estivales. Solían estar patrocinados por empresas de alquiler de barcas y restaurantes, que eran los principales negocios beneficiados con el espectáculo. Así, se ve el río plagado de embarcaciones, desde las pequeñas yanebune (barcas cubiertas) hasta las grandes yakatabune («barcas-palacio»), así como urourobune, embarcaciones que vendían comida y bebida. Los fuegos artificiales resaltan en la esquina superior derecha en forma de estrellas brillantemente iluminadas, mientras en la zona central una alta bengala describe una pronunciada curva en el cielo, de un color oscuro de formas veteadas por la madera. |

### Invierno
| Invierno | | | | | | | | | |
|          | 99. El templo de Kinryūzan en Asakusa (浅草金龍山 Asakusa Kinryūzan?) (7-1856)                                                                       | 99. El templo de Kinryūzan en Asakusa (浅草金龍山 Asakusa Kinryūzan?) (7-1856)                                                                       | 99. El templo de Kinryūzan en Asakusa (浅草金龍山 Asakusa Kinryūzan?) (7-1856)                                                                       | Con esta estampa empieza la serie del invierno. El templo de Kinryūzan estaba dedicado al bodhisattva Kannon, y se encontraba en el barrio de Asakusa. Como es habitual en la serie, se muestra el fondo a través de diversos elementos en primer plano, en este caso unos batientes de color rojo y verde de la puerta Kaminarimon («puerta del trueno»), en el costado izquierdo, y una gran linterna votiva que ocupa la parte superior, donde se aprecia el signo Shinbashi de los donantes. Esta perspectiva dirige la mirada hacia un paisaje nevado donde un grupo de personas se dirige hacia el interior del templo, del que se perciben una pagoda a la derecha y el Niōmon («puerta de los dos reyes vigilantes») en la parte central, en un intenso color rojo que contrasta con el blanco de la nieve. La pagoda acababa de ser reconstruida dos meses antes, tras el terremoto de 1855. El cielo, graduado del blanco al negro pasando por varias tonalidades de gris, está cubierto de copos de nieve. | Con esta estampa empieza la serie del invierno. El templo de Kinryūzan estaba dedicado al bodhisattva Kannon, y se encontraba en el barrio de Asakusa. Como es habitual en la serie, se muestra el fondo a través de diversos elementos en primer plano, en este caso unos batientes de color rojo y verde de la puerta Kaminarimon («puerta del trueno»), en el costado izquierdo, y una gran linterna votiva que ocupa la parte superior, donde se aprecia el signo Shinbashi de los donantes. Esta perspectiva dirige la mirada hacia un paisaje nevado donde un grupo de personas se dirige hacia el interior del templo, del que se perciben una pagoda a la derecha y el Niōmon («puerta de los dos reyes vigilantes») en la parte central, en un intenso color rojo que contrasta con el blanco de la nieve. La pagoda acababa de ser reconstruida dos meses antes, tras el terremoto de 1855. El cielo, graduado del blanco al negro pasando por varias tonalidades de gris, está cubierto de copos de nieve. | Con esta estampa empieza la serie del invierno. El templo de Kinryūzan estaba dedicado al bodhisattva Kannon, y se encontraba en el barrio de Asakusa. Como es habitual en la serie, se muestra el fondo a través de diversos elementos en primer plano, en este caso unos batientes de color rojo y verde de la puerta Kaminarimon («puerta del trueno»), en el costado izquierdo, y una gran linterna votiva que ocupa la parte superior, donde se aprecia el signo Shinbashi de los donantes. Esta perspectiva dirige la mirada hacia un paisaje nevado donde un grupo de personas se dirige hacia el interior del templo, del que se perciben una pagoda a la derecha y el Niōmon («puerta de los dos reyes vigilantes») en la parte central, en un intenso color rojo que contrasta con el blanco de la nieve. La pagoda acababa de ser reconstruida dos meses antes, tras el terremoto de 1855. El cielo, graduado del blanco al negro pasando por varias tonalidades de gris, está cubierto de copos de nieve. | Con esta estampa empieza la serie del invierno. El templo de Kinryūzan estaba dedicado al bodhisattva Kannon, y se encontraba en el barrio de Asakusa. Como es habitual en la serie, se muestra el fondo a través de diversos elementos en primer plano, en este caso unos batientes de color rojo y verde de la puerta Kaminarimon («puerta del trueno»), en el costado izquierdo, y una gran linterna votiva que ocupa la parte superior, donde se aprecia el signo Shinbashi de los donantes. Esta perspectiva dirige la mirada hacia un paisaje nevado donde un grupo de personas se dirige hacia el interior del templo, del que se perciben una pagoda a la derecha y el Niōmon («puerta de los dos reyes vigilantes») en la parte central, en un intenso color rojo que contrasta con el blanco de la nieve. La pagoda acababa de ser reconstruida dos meses antes, tras el terremoto de 1855. El cielo, graduado del blanco al negro pasando por varias tonalidades de gris, está cubierto de copos de nieve. | Con esta estampa empieza la serie del invierno. El templo de Kinryūzan estaba dedicado al bodhisattva Kannon, y se encontraba en el barrio de Asakusa. Como es habitual en la serie, se muestra el fondo a través de diversos elementos en primer plano, en este caso unos batientes de color rojo y verde de la puerta Kaminarimon («puerta del trueno»), en el costado izquierdo, y una gran linterna votiva que ocupa la parte superior, donde se aprecia el signo Shinbashi de los donantes. Esta perspectiva dirige la mirada hacia un paisaje nevado donde un grupo de personas se dirige hacia el interior del templo, del que se perciben una pagoda a la derecha y el Niōmon («puerta de los dos reyes vigilantes») en la parte central, en un intenso color rojo que contrasta con el blanco de la nieve. La pagoda acababa de ser reconstruida dos meses antes, tras el terremoto de 1855. El cielo, graduado del blanco al negro pasando por varias tonalidades de gris, está cubierto de copos de nieve. | Con esta estampa empieza la serie del invierno. El templo de Kinryūzan estaba dedicado al bodhisattva Kannon, y se encontraba en el barrio de Asakusa. Como es habitual en la serie, se muestra el fondo a través de diversos elementos en primer plano, en este caso unos batientes de color rojo y verde de la puerta Kaminarimon («puerta del trueno»), en el costado izquierdo, y una gran linterna votiva que ocupa la parte superior, donde se aprecia el signo Shinbashi de los donantes. Esta perspectiva dirige la mirada hacia un paisaje nevado donde un grupo de personas se dirige hacia el interior del templo, del que se perciben una pagoda a la derecha y el Niōmon («puerta de los dos reyes vigilantes») en la parte central, en un intenso color rojo que contrasta con el blanco de la nieve. La pagoda acababa de ser reconstruida dos meses antes, tras el terremoto de 1855. El cielo, graduado del blanco al negro pasando por varias tonalidades de gris, está cubierto de copos de nieve. |
|          | 100. El dique Nihontsutsumi y Yoshiwara (よし原日本堤 Yoshiwara Nihontsutsumi?) (4-1857)                                                             | 100. El dique Nihontsutsumi y Yoshiwara (よし原日本堤 Yoshiwara Nihontsutsumi?) (4-1857)                                                             | 100. El dique Nihontsutsumi y Yoshiwara (よし原日本堤 Yoshiwara Nihontsutsumi?) (4-1857)                                                             | El dique Nihontsutsumi suponía el último tramo en el camino al barrio de diversión de Shin-Yoshiwara. Bajo la pálida luz de la luna creciente una multitud de gente deambula por el camino en ambos sentidos, algunos en palanquines llevados por porteadores. A ambos lados del camino se encuentran diversas casetas donde se servía el té. Al fondo a la derecha, tras la espesura del bosque, aparecen los tejados de los burdeles de Yoshiwara, envueltos en una niebla de tono violáceo. En el fin del camino y tocando estos tejados, como nexo de unión, se ve un sauce llorón, el famoso Mikaeri Yanagi («sauce de la vista atrás») donde los clientes de los burdeles echaban un último vistazo atrás antes de sumergirse en el ambiente disoluto del barrio de Yoshiwara. Este motivo, junto a la bandada de gansos silvestres que cruzan el cielo nocturno en diagonal, dan a la imagen un aire un tanto melancólico. | El dique Nihontsutsumi suponía el último tramo en el camino al barrio de diversión de Shin-Yoshiwara. Bajo la pálida luz de la luna creciente una multitud de gente deambula por el camino en ambos sentidos, algunos en palanquines llevados por porteadores. A ambos lados del camino se encuentran diversas casetas donde se servía el té. Al fondo a la derecha, tras la espesura del bosque, aparecen los tejados de los burdeles de Yoshiwara, envueltos en una niebla de tono violáceo. En el fin del camino y tocando estos tejados, como nexo de unión, se ve un sauce llorón, el famoso Mikaeri Yanagi («sauce de la vista atrás») donde los clientes de los burdeles echaban un último vistazo atrás antes de sumergirse en el ambiente disoluto del barrio de Yoshiwara. Este motivo, junto a la bandada de gansos silvestres que cruzan el cielo nocturno en diagonal, dan a la imagen un aire un tanto melancólico. | El dique Nihontsutsumi suponía el último tramo en el camino al barrio de diversión de Shin-Yoshiwara. Bajo la pálida luz de la luna creciente una multitud de gente deambula por el camino en ambos sentidos, algunos en palanquines llevados por porteadores. A ambos lados del camino se encuentran diversas casetas donde se servía el té. Al fondo a la derecha, tras la espesura del bosque, aparecen los tejados de los burdeles de Yoshiwara, envueltos en una niebla de tono violáceo. En el fin del camino y tocando estos tejados, como nexo de unión, se ve un sauce llorón, el famoso Mikaeri Yanagi («sauce de la vista atrás») donde los clientes de los burdeles echaban un último vistazo atrás antes de sumergirse en el ambiente disoluto del barrio de Yoshiwara. Este motivo, junto a la bandada de gansos silvestres que cruzan el cielo nocturno en diagonal, dan a la imagen un aire un tanto melancólico. | El dique Nihontsutsumi suponía el último tramo en el camino al barrio de diversión de Shin-Yoshiwara. Bajo la pálida luz de la luna creciente una multitud de gente deambula por el camino en ambos sentidos, algunos en palanquines llevados por porteadores. A ambos lados del camino se encuentran diversas casetas donde se servía el té. Al fondo a la derecha, tras la espesura del bosque, aparecen los tejados de los burdeles de Yoshiwara, envueltos en una niebla de tono violáceo. En el fin del camino y tocando estos tejados, como nexo de unión, se ve un sauce llorón, el famoso Mikaeri Yanagi («sauce de la vista atrás») donde los clientes de los burdeles echaban un último vistazo atrás antes de sumergirse en el ambiente disoluto del barrio de Yoshiwara. Este motivo, junto a la bandada de gansos silvestres que cruzan el cielo nocturno en diagonal, dan a la imagen un aire un tanto melancólico. | El dique Nihontsutsumi suponía el último tramo en el camino al barrio de diversión de Shin-Yoshiwara. Bajo la pálida luz de la luna creciente una multitud de gente deambula por el camino en ambos sentidos, algunos en palanquines llevados por porteadores. A ambos lados del camino se encuentran diversas casetas donde se servía el té. Al fondo a la derecha, tras la espesura del bosque, aparecen los tejados de los burdeles de Yoshiwara, envueltos en una niebla de tono violáceo. En el fin del camino y tocando estos tejados, como nexo de unión, se ve un sauce llorón, el famoso Mikaeri Yanagi («sauce de la vista atrás») donde los clientes de los burdeles echaban un último vistazo atrás antes de sumergirse en el ambiente disoluto del barrio de Yoshiwara. Este motivo, junto a la bandada de gansos silvestres que cruzan el cielo nocturno en diagonal, dan a la imagen un aire un tanto melancólico. | El dique Nihontsutsumi suponía el último tramo en el camino al barrio de diversión de Shin-Yoshiwara. Bajo la pálida luz de la luna creciente una multitud de gente deambula por el camino en ambos sentidos, algunos en palanquines llevados por porteadores. A ambos lados del camino se encuentran diversas casetas donde se servía el té. Al fondo a la derecha, tras la espesura del bosque, aparecen los tejados de los burdeles de Yoshiwara, envueltos en una niebla de tono violáceo. En el fin del camino y tocando estos tejados, como nexo de unión, se ve un sauce llorón, el famoso Mikaeri Yanagi («sauce de la vista atrás») donde los clientes de los burdeles echaban un último vistazo atrás antes de sumergirse en el ambiente disoluto del barrio de Yoshiwara. Este motivo, junto a la bandada de gansos silvestres que cruzan el cielo nocturno en diagonal, dan a la imagen un aire un tanto melancólico. |
|          | 101. Campos de arroz en Asakusa y la fiesta Torinomachi (浅草田甫酉の町詣 Asakusa tanbo Torinomachi mōde?) (11-1857)                                 | 101. Campos de arroz en Asakusa y la fiesta Torinomachi (浅草田甫酉の町詣 Asakusa tanbo Torinomachi mōde?) (11-1857)                                 | 101. Campos de arroz en Asakusa y la fiesta Torinomachi (浅草田甫酉の町詣 Asakusa tanbo Torinomachi mōde?) (11-1857)                                 | Nuevamente se percibe el paisaje desde una perspectiva en primer plano, en este caso en el interior de una habitación y a través de una ventana, que forma un enrejado que da paso al fondo. Probablemente se trata de un burdel del barrio de Yoshiwara, en el momento posterior al abandono de la estancia por parte de un cliente: se aprecia una toalla y un cuenco de agua en el alféizar de la ventana, así como unos onkotogami («servilletas para el acto honorable») que sobresalen del biombo, a la izquierda; al lado se encuentran unas kumate kanzashi («horquillas de zarpa de oso») que probablemente ha regalado el huésped a la cortesana. Este motivo alude simbólicamente a la festividad del título, que se celebraba el Día del Gallo del undécimo mes, donde era costumbre llevar rastrillos en forma de zarpa de oso, que simbolizaban la felicidad. En la parte central del paisaje del fondo se puede ver la procesión de esta fiesta, que se dirige al templo de Chōkokuji. Más al fondo se alza el monte Fuji, con su forma cónica cortada por la mitad de forma simétrica por un poste de la ventana. Uno de los elementos más singulares de esta estampa es el gato que mira el paisaje desde la ventana, y que representa –de nuevo simbólicamente– a la cortesana. Está realizado con la técnica kimedashi («gofrado»), en que una plancha se presiona sobre el papel, imprimiendo las líneas y contornos. Esta obra gustó mucho en Occidente, siendo usada para ilustrar un artículo sobre Hiroshige de William Anderson, que apareció en la revista Le Japon Artistique. | Nuevamente se percibe el paisaje desde una perspectiva en primer plano, en este caso en el interior de una habitación y a través de una ventana, que forma un enrejado que da paso al fondo. Probablemente se trata de un burdel del barrio de Yoshiwara, en el momento posterior al abandono de la estancia por parte de un cliente: se aprecia una toalla y un cuenco de agua en el alféizar de la ventana, así como unos onkotogami («servilletas para el acto honorable») que sobresalen del biombo, a la izquierda; al lado se encuentran unas kumate kanzashi («horquillas de zarpa de oso») que probablemente ha regalado el huésped a la cortesana. Este motivo alude simbólicamente a la festividad del título, que se celebraba el Día del Gallo del undécimo mes, donde era costumbre llevar rastrillos en forma de zarpa de oso, que simbolizaban la felicidad. En la parte central del paisaje del fondo se puede ver la procesión de esta fiesta, que se dirige al templo de Chōkokuji. Más al fondo se alza el monte Fuji, con su forma cónica cortada por la mitad de forma simétrica por un poste de la ventana. Uno de los elementos más singulares de esta estampa es el gato que mira el paisaje desde la ventana, y que representa –de nuevo simbólicamente– a la cortesana. Está realizado con la técnica kimedashi («gofrado»), en que una plancha se presiona sobre el papel, imprimiendo las líneas y contornos. Esta obra gustó mucho en Occidente, siendo usada para ilustrar un artículo sobre Hiroshige de William Anderson, que apareció en la revista Le Japon Artistique. | Nuevamente se percibe el paisaje desde una perspectiva en primer plano, en este caso en el interior de una habitación y a través de una ventana, que forma un enrejado que da paso al fondo. Probablemente se trata de un burdel del barrio de Yoshiwara, en el momento posterior al abandono de la estancia por parte de un cliente: se aprecia una toalla y un cuenco de agua en el alféizar de la ventana, así como unos onkotogami («servilletas para el acto honorable») que sobresalen del biombo, a la izquierda; al lado se encuentran unas kumate kanzashi («horquillas de zarpa de oso») que probablemente ha regalado el huésped a la cortesana. Este motivo alude simbólicamente a la festividad del título, que se celebraba el Día del Gallo del undécimo mes, donde era costumbre llevar rastrillos en forma de zarpa de oso, que simbolizaban la felicidad. En la parte central del paisaje del fondo se puede ver la procesión de esta fiesta, que se dirige al templo de Chōkokuji. Más al fondo se alza el monte Fuji, con su forma cónica cortada por la mitad de forma simétrica por un poste de la ventana. Uno de los elementos más singulares de esta estampa es el gato que mira el paisaje desde la ventana, y que representa –de nuevo simbólicamente– a la cortesana. Está realizado con la técnica kimedashi («gofrado»), en que una plancha se presiona sobre el papel, imprimiendo las líneas y contornos. Esta obra gustó mucho en Occidente, siendo usada para ilustrar un artículo sobre Hiroshige de William Anderson, que apareció en la revista Le Japon Artistique. | Nuevamente se percibe el paisaje desde una perspectiva en primer plano, en este caso en el interior de una habitación y a través de una ventana, que forma un enrejado que da paso al fondo. Probablemente se trata de un burdel del barrio de Yoshiwara, en el momento posterior al abandono de la estancia por parte de un cliente: se aprecia una toalla y un cuenco de agua en el alféizar de la ventana, así como unos onkotogami («servilletas para el acto honorable») que sobresalen del biombo, a la izquierda; al lado se encuentran unas kumate kanzashi («horquillas de zarpa de oso») que probablemente ha regalado el huésped a la cortesana. Este motivo alude simbólicamente a la festividad del título, que se celebraba el Día del Gallo del undécimo mes, donde era costumbre llevar rastrillos en forma de zarpa de oso, que simbolizaban la felicidad. En la parte central del paisaje del fondo se puede ver la procesión de esta fiesta, que se dirige al templo de Chōkokuji. Más al fondo se alza el monte Fuji, con su forma cónica cortada por la mitad de forma simétrica por un poste de la ventana. Uno de los elementos más singulares de esta estampa es el gato que mira el paisaje desde la ventana, y que representa –de nuevo simbólicamente– a la cortesana. Está realizado con la técnica kimedashi («gofrado»), en que una plancha se presiona sobre el papel, imprimiendo las líneas y contornos. Esta obra gustó mucho en Occidente, siendo usada para ilustrar un artículo sobre Hiroshige de William Anderson, que apareció en la revista Le Japon Artistique. | Nuevamente se percibe el paisaje desde una perspectiva en primer plano, en este caso en el interior de una habitación y a través de una ventana, que forma un enrejado que da paso al fondo. Probablemente se trata de un burdel del barrio de Yoshiwara, en el momento posterior al abandono de la estancia por parte de un cliente: se aprecia una toalla y un cuenco de agua en el alféizar de la ventana, así como unos onkotogami («servilletas para el acto honorable») que sobresalen del biombo, a la izquierda; al lado se encuentran unas kumate kanzashi («horquillas de zarpa de oso») que probablemente ha regalado el huésped a la cortesana. Este motivo alude simbólicamente a la festividad del título, que se celebraba el Día del Gallo del undécimo mes, donde era costumbre llevar rastrillos en forma de zarpa de oso, que simbolizaban la felicidad. En la parte central del paisaje del fondo se puede ver la procesión de esta fiesta, que se dirige al templo de Chōkokuji. Más al fondo se alza el monte Fuji, con su forma cónica cortada por la mitad de forma simétrica por un poste de la ventana. Uno de los elementos más singulares de esta estampa es el gato que mira el paisaje desde la ventana, y que representa –de nuevo simbólicamente– a la cortesana. Está realizado con la técnica kimedashi («gofrado»), en que una plancha se presiona sobre el papel, imprimiendo las líneas y contornos. Esta obra gustó mucho en Occidente, siendo usada para ilustrar un artículo sobre Hiroshige de William Anderson, que apareció en la revista Le Japon Artistique. | Nuevamente se percibe el paisaje desde una perspectiva en primer plano, en este caso en el interior de una habitación y a través de una ventana, que forma un enrejado que da paso al fondo. Probablemente se trata de un burdel del barrio de Yoshiwara, en el momento posterior al abandono de la estancia por parte de un cliente: se aprecia una toalla y un cuenco de agua en el alféizar de la ventana, así como unos onkotogami («servilletas para el acto honorable») que sobresalen del biombo, a la izquierda; al lado se encuentran unas kumate kanzashi («horquillas de zarpa de oso») que probablemente ha regalado el huésped a la cortesana. Este motivo alude simbólicamente a la festividad del título, que se celebraba el Día del Gallo del undécimo mes, donde era costumbre llevar rastrillos en forma de zarpa de oso, que simbolizaban la felicidad. En la parte central del paisaje del fondo se puede ver la procesión de esta fiesta, que se dirige al templo de Chōkokuji. Más al fondo se alza el monte Fuji, con su forma cónica cortada por la mitad de forma simétrica por un poste de la ventana. Uno de los elementos más singulares de esta estampa es el gato que mira el paisaje desde la ventana, y que representa –de nuevo simbólicamente– a la cortesana. Está realizado con la técnica kimedashi («gofrado»), en que una plancha se presiona sobre el papel, imprimiendo las líneas y contornos. Esta obra gustó mucho en Occidente, siendo usada para ilustrar un artículo sobre Hiroshige de William Anderson, que apareció en la revista Le Japon Artistique. |
|          | 102. Minowa, Kanasugi y Mikawashima (蓑輪金杉三河しま Minowa Kanasugi Mikawashima?) (i5-1857)                                                        | 102. Minowa, Kanasugi y Mikawashima (蓑輪金杉三河しま Minowa Kanasugi Mikawashima?) (i5-1857)                                                        | 102. Minowa, Kanasugi y Mikawashima (蓑輪金杉三河しま Minowa Kanasugi Mikawashima?) (i5-1857)                                                        | En esta imagen destacan dos garzas de Manchuria (tanchōzuru), una que chapotea en el humedal y otra que aparece sobrevolando la escena y ocupando toda la parte superior de la imagen. Los tres lugares mencionados en el título se encuentran mirando hacia el noroeste de los barrios del placer de Yoshiwara, cerca del camino Ōshūkaidō. En invierno, el shōgun acostumbraba cazar garzas (tsuru no onari, «excursión de garzas») en estos campos, usando halcones adiestrados. Para atraerlas, los campesinos les ponían comida como cebo, hecho al que probablemente alude la presencia del campesino que se aleja por la izquierda. El plumaje de las garzas está realizado con la técnica karazuri («impresión vacía»), un tipo de impresión en seco en que la plancha se prensa contra el papel con un tipo de tampón llamado baren. Las garzas simbolizaban longevidad, felicidad y fidelidad matrimonial, ya que su unión en pareja solía durar toda la vida. El motivo de una pareja de garzas era común en la pintura china, tradición que recoge Hiroshige. | En esta imagen destacan dos garzas de Manchuria (tanchōzuru), una que chapotea en el humedal y otra que aparece sobrevolando la escena y ocupando toda la parte superior de la imagen. Los tres lugares mencionados en el título se encuentran mirando hacia el noroeste de los barrios del placer de Yoshiwara, cerca del camino Ōshūkaidō. En invierno, el shōgun acostumbraba cazar garzas (tsuru no onari, «excursión de garzas») en estos campos, usando halcones adiestrados. Para atraerlas, los campesinos les ponían comida como cebo, hecho al que probablemente alude la presencia del campesino que se aleja por la izquierda. El plumaje de las garzas está realizado con la técnica karazuri («impresión vacía»), un tipo de impresión en seco en que la plancha se prensa contra el papel con un tipo de tampón llamado baren. Las garzas simbolizaban longevidad, felicidad y fidelidad matrimonial, ya que su unión en pareja solía durar toda la vida. El motivo de una pareja de garzas era común en la pintura china, tradición que recoge Hiroshige. | En esta imagen destacan dos garzas de Manchuria (tanchōzuru), una que chapotea en el humedal y otra que aparece sobrevolando la escena y ocupando toda la parte superior de la imagen. Los tres lugares mencionados en el título se encuentran mirando hacia el noroeste de los barrios del placer de Yoshiwara, cerca del camino Ōshūkaidō. En invierno, el shōgun acostumbraba cazar garzas (tsuru no onari, «excursión de garzas») en estos campos, usando halcones adiestrados. Para atraerlas, los campesinos les ponían comida como cebo, hecho al que probablemente alude la presencia del campesino que se aleja por la izquierda. El plumaje de las garzas está realizado con la técnica karazuri («impresión vacía»), un tipo de impresión en seco en que la plancha se prensa contra el papel con un tipo de tampón llamado baren. Las garzas simbolizaban longevidad, felicidad y fidelidad matrimonial, ya que su unión en pareja solía durar toda la vida. El motivo de una pareja de garzas era común en la pintura china, tradición que recoge Hiroshige. | En esta imagen destacan dos garzas de Manchuria (tanchōzuru), una que chapotea en el humedal y otra que aparece sobrevolando la escena y ocupando toda la parte superior de la imagen. Los tres lugares mencionados en el título se encuentran mirando hacia el noroeste de los barrios del placer de Yoshiwara, cerca del camino Ōshūkaidō. En invierno, el shōgun acostumbraba cazar garzas (tsuru no onari, «excursión de garzas») en estos campos, usando halcones adiestrados. Para atraerlas, los campesinos les ponían comida como cebo, hecho al que probablemente alude la presencia del campesino que se aleja por la izquierda. El plumaje de las garzas está realizado con la técnica karazuri («impresión vacía»), un tipo de impresión en seco en que la plancha se prensa contra el papel con un tipo de tampón llamado baren. Las garzas simbolizaban longevidad, felicidad y fidelidad matrimonial, ya que su unión en pareja solía durar toda la vida. El motivo de una pareja de garzas era común en la pintura china, tradición que recoge Hiroshige. | En esta imagen destacan dos garzas de Manchuria (tanchōzuru), una que chapotea en el humedal y otra que aparece sobrevolando la escena y ocupando toda la parte superior de la imagen. Los tres lugares mencionados en el título se encuentran mirando hacia el noroeste de los barrios del placer de Yoshiwara, cerca del camino Ōshūkaidō. En invierno, el shōgun acostumbraba cazar garzas (tsuru no onari, «excursión de garzas») en estos campos, usando halcones adiestrados. Para atraerlas, los campesinos les ponían comida como cebo, hecho al que probablemente alude la presencia del campesino que se aleja por la izquierda. El plumaje de las garzas está realizado con la técnica karazuri («impresión vacía»), un tipo de impresión en seco en que la plancha se prensa contra el papel con un tipo de tampón llamado baren. Las garzas simbolizaban longevidad, felicidad y fidelidad matrimonial, ya que su unión en pareja solía durar toda la vida. El motivo de una pareja de garzas era común en la pintura china, tradición que recoge Hiroshige. | En esta imagen destacan dos garzas de Manchuria (tanchōzuru), una que chapotea en el humedal y otra que aparece sobrevolando la escena y ocupando toda la parte superior de la imagen. Los tres lugares mencionados en el título se encuentran mirando hacia el noroeste de los barrios del placer de Yoshiwara, cerca del camino Ōshūkaidō. En invierno, el shōgun acostumbraba cazar garzas (tsuru no onari, «excursión de garzas») en estos campos, usando halcones adiestrados. Para atraerlas, los campesinos les ponían comida como cebo, hecho al que probablemente alude la presencia del campesino que se aleja por la izquierda. El plumaje de las garzas está realizado con la técnica karazuri («impresión vacía»), un tipo de impresión en seco en que la plancha se prensa contra el papel con un tipo de tampón llamado baren. Las garzas simbolizaban longevidad, felicidad y fidelidad matrimonial, ya que su unión en pareja solía durar toda la vida. El motivo de una pareja de garzas era común en la pintura china, tradición que recoge Hiroshige. |
|          | 103. El Gran Puente de Senju (千住の大はし Senju no ōhashi?) (2-1856)                                                                                | 103. El Gran Puente de Senju (千住の大はし Senju no ōhashi?) (2-1856)                                                                                | 103. El Gran Puente de Senju (千住の大はし Senju no ōhashi?) (2-1856)                                                                                | Esta es una de las primeras imágenes de la serie, por la fecha marcada por el censor, y supone el límite septentrional de Edo, por lo que el autor quizá quiso delimitar los límites geográficos en que iba a moverse. El Gran Puente de Senju cruzaba el río Arakawa en el camino Ōshūkaidō, y había sido construido en 1594 por Tokugawa Ieyasu. Era habitual que los shōgunes lo cruzasen en su peregrinación a Nikkō, donde se hallaba la tumba de Ieyasu, el fundador de la dinastía. En la imagen, su sólida estructura –este puente había sorteado numerosas catástrofes naturales– cruza de forma oblicua toda la parte inferior de la lámina, transitado por varios viajeros, uno de ellos a caballo y otro portado en palanquín. Detrás del puente se encuentra un poblado de pescadores, y aparecen en el río numerosas barcas y balsas de transporte de madera, así como algunos veleros que se alejan en el horizonte. El fondo es el casi prototípico de Hiroshige, unas montañas envueltas en la niebla, con la luz rojiza del atardecer. | Esta es una de las primeras imágenes de la serie, por la fecha marcada por el censor, y supone el límite septentrional de Edo, por lo que el autor quizá quiso delimitar los límites geográficos en que iba a moverse. El Gran Puente de Senju cruzaba el río Arakawa en el camino Ōshūkaidō, y había sido construido en 1594 por Tokugawa Ieyasu. Era habitual que los shōgunes lo cruzasen en su peregrinación a Nikkō, donde se hallaba la tumba de Ieyasu, el fundador de la dinastía. En la imagen, su sólida estructura –este puente había sorteado numerosas catástrofes naturales– cruza de forma oblicua toda la parte inferior de la lámina, transitado por varios viajeros, uno de ellos a caballo y otro portado en palanquín. Detrás del puente se encuentra un poblado de pescadores, y aparecen en el río numerosas barcas y balsas de transporte de madera, así como algunos veleros que se alejan en el horizonte. El fondo es el casi prototípico de Hiroshige, unas montañas envueltas en la niebla, con la luz rojiza del atardecer. | Esta es una de las primeras imágenes de la serie, por la fecha marcada por el censor, y supone el límite septentrional de Edo, por lo que el autor quizá quiso delimitar los límites geográficos en que iba a moverse. El Gran Puente de Senju cruzaba el río Arakawa en el camino Ōshūkaidō, y había sido construido en 1594 por Tokugawa Ieyasu. Era habitual que los shōgunes lo cruzasen en su peregrinación a Nikkō, donde se hallaba la tumba de Ieyasu, el fundador de la dinastía. En la imagen, su sólida estructura –este puente había sorteado numerosas catástrofes naturales– cruza de forma oblicua toda la parte inferior de la lámina, transitado por varios viajeros, uno de ellos a caballo y otro portado en palanquín. Detrás del puente se encuentra un poblado de pescadores, y aparecen en el río numerosas barcas y balsas de transporte de madera, así como algunos veleros que se alejan en el horizonte. El fondo es el casi prototípico de Hiroshige, unas montañas envueltas en la niebla, con la luz rojiza del atardecer. | Esta es una de las primeras imágenes de la serie, por la fecha marcada por el censor, y supone el límite septentrional de Edo, por lo que el autor quizá quiso delimitar los límites geográficos en que iba a moverse. El Gran Puente de Senju cruzaba el río Arakawa en el camino Ōshūkaidō, y había sido construido en 1594 por Tokugawa Ieyasu. Era habitual que los shōgunes lo cruzasen en su peregrinación a Nikkō, donde se hallaba la tumba de Ieyasu, el fundador de la dinastía. En la imagen, su sólida estructura –este puente había sorteado numerosas catástrofes naturales– cruza de forma oblicua toda la parte inferior de la lámina, transitado por varios viajeros, uno de ellos a caballo y otro portado en palanquín. Detrás del puente se encuentra un poblado de pescadores, y aparecen en el río numerosas barcas y balsas de transporte de madera, así como algunos veleros que se alejan en el horizonte. El fondo es el casi prototípico de Hiroshige, unas montañas envueltas en la niebla, con la luz rojiza del atardecer. | Esta es una de las primeras imágenes de la serie, por la fecha marcada por el censor, y supone el límite septentrional de Edo, por lo que el autor quizá quiso delimitar los límites geográficos en que iba a moverse. El Gran Puente de Senju cruzaba el río Arakawa en el camino Ōshūkaidō, y había sido construido en 1594 por Tokugawa Ieyasu. Era habitual que los shōgunes lo cruzasen en su peregrinación a Nikkō, donde se hallaba la tumba de Ieyasu, el fundador de la dinastía. En la imagen, su sólida estructura –este puente había sorteado numerosas catástrofes naturales– cruza de forma oblicua toda la parte inferior de la lámina, transitado por varios viajeros, uno de ellos a caballo y otro portado en palanquín. Detrás del puente se encuentra un poblado de pescadores, y aparecen en el río numerosas barcas y balsas de transporte de madera, así como algunos veleros que se alejan en el horizonte. El fondo es el casi prototípico de Hiroshige, unas montañas envueltas en la niebla, con la luz rojiza del atardecer. | Esta es una de las primeras imágenes de la serie, por la fecha marcada por el censor, y supone el límite septentrional de Edo, por lo que el autor quizá quiso delimitar los límites geográficos en que iba a moverse. El Gran Puente de Senju cruzaba el río Arakawa en el camino Ōshūkaidō, y había sido construido en 1594 por Tokugawa Ieyasu. Era habitual que los shōgunes lo cruzasen en su peregrinación a Nikkō, donde se hallaba la tumba de Ieyasu, el fundador de la dinastía. En la imagen, su sólida estructura –este puente había sorteado numerosas catástrofes naturales– cruza de forma oblicua toda la parte inferior de la lámina, transitado por varios viajeros, uno de ellos a caballo y otro portado en palanquín. Detrás del puente se encuentra un poblado de pescadores, y aparecen en el río numerosas barcas y balsas de transporte de madera, así como algunos veleros que se alejan en el horizonte. El fondo es el casi prototípico de Hiroshige, unas montañas envueltas en la niebla, con la luz rojiza del atardecer. |
|          | 104. Cerca del dique de Koumetsutsumi (小梅堤 Koumetsutsumi?) (2-1857)                                                                               | 104. Cerca del dique de Koumetsutsumi (小梅堤 Koumetsutsumi?) (2-1857)                                                                               | 104. Cerca del dique de Koumetsutsumi (小梅堤 Koumetsutsumi?) (2-1857)                                                                               | El canal Yotsugi dōri –que aparecía en la lámina 33– se utilizaba para el transporte, aunque en esta imagen no aparece ninguna barca, y se muestra de una forma casi idílica, cruzado por varios puentes. Este punto se hallaba en el lado oriental del río Sumida, al norte del barrio de Honjo, cerca del pequeño poblado de Koume. El canal cruza la imagen diagonalmente, perdiéndose en el fondo tras un brusco giro. La tonalidad más oscura del azul del centro denota la profundidad del canal. En el costado derecho se yerguen unos altos alisos (hannoki), a cuyos pies unos niños juegan con unos perros. Dos damas cruzan el puente, vestidas con haoris de invierno, mientras en el otro lado se ve una transitada calle con varios establecimientos comerciales. En el centro se puede apreciar un pescador solitario que introduce su caña en el río. El fondo está cubierto de una variada vegetación, mientras en el cielo el autor coloca nuevamente una bandada de pájaros para romper la monotonía de la parte superior de la imagen. | El canal Yotsugi dōri –que aparecía en la lámina 33– se utilizaba para el transporte, aunque en esta imagen no aparece ninguna barca, y se muestra de una forma casi idílica, cruzado por varios puentes. Este punto se hallaba en el lado oriental del río Sumida, al norte del barrio de Honjo, cerca del pequeño poblado de Koume. El canal cruza la imagen diagonalmente, perdiéndose en el fondo tras un brusco giro. La tonalidad más oscura del azul del centro denota la profundidad del canal. En el costado derecho se yerguen unos altos alisos (hannoki), a cuyos pies unos niños juegan con unos perros. Dos damas cruzan el puente, vestidas con haoris de invierno, mientras en el otro lado se ve una transitada calle con varios establecimientos comerciales. En el centro se puede apreciar un pescador solitario que introduce su caña en el río. El fondo está cubierto de una variada vegetación, mientras en el cielo el autor coloca nuevamente una bandada de pájaros para romper la monotonía de la parte superior de la imagen. | El canal Yotsugi dōri –que aparecía en la lámina 33– se utilizaba para el transporte, aunque en esta imagen no aparece ninguna barca, y se muestra de una forma casi idílica, cruzado por varios puentes. Este punto se hallaba en el lado oriental del río Sumida, al norte del barrio de Honjo, cerca del pequeño poblado de Koume. El canal cruza la imagen diagonalmente, perdiéndose en el fondo tras un brusco giro. La tonalidad más oscura del azul del centro denota la profundidad del canal. En el costado derecho se yerguen unos altos alisos (hannoki), a cuyos pies unos niños juegan con unos perros. Dos damas cruzan el puente, vestidas con haoris de invierno, mientras en el otro lado se ve una transitada calle con varios establecimientos comerciales. En el centro se puede apreciar un pescador solitario que introduce su caña en el río. El fondo está cubierto de una variada vegetación, mientras en el cielo el autor coloca nuevamente una bandada de pájaros para romper la monotonía de la parte superior de la imagen. | El canal Yotsugi dōri –que aparecía en la lámina 33– se utilizaba para el transporte, aunque en esta imagen no aparece ninguna barca, y se muestra de una forma casi idílica, cruzado por varios puentes. Este punto se hallaba en el lado oriental del río Sumida, al norte del barrio de Honjo, cerca del pequeño poblado de Koume. El canal cruza la imagen diagonalmente, perdiéndose en el fondo tras un brusco giro. La tonalidad más oscura del azul del centro denota la profundidad del canal. En el costado derecho se yerguen unos altos alisos (hannoki), a cuyos pies unos niños juegan con unos perros. Dos damas cruzan el puente, vestidas con haoris de invierno, mientras en el otro lado se ve una transitada calle con varios establecimientos comerciales. En el centro se puede apreciar un pescador solitario que introduce su caña en el río. El fondo está cubierto de una variada vegetación, mientras en el cielo el autor coloca nuevamente una bandada de pájaros para romper la monotonía de la parte superior de la imagen. | El canal Yotsugi dōri –que aparecía en la lámina 33– se utilizaba para el transporte, aunque en esta imagen no aparece ninguna barca, y se muestra de una forma casi idílica, cruzado por varios puentes. Este punto se hallaba en el lado oriental del río Sumida, al norte del barrio de Honjo, cerca del pequeño poblado de Koume. El canal cruza la imagen diagonalmente, perdiéndose en el fondo tras un brusco giro. La tonalidad más oscura del azul del centro denota la profundidad del canal. En el costado derecho se yerguen unos altos alisos (hannoki), a cuyos pies unos niños juegan con unos perros. Dos damas cruzan el puente, vestidas con haoris de invierno, mientras en el otro lado se ve una transitada calle con varios establecimientos comerciales. En el centro se puede apreciar un pescador solitario que introduce su caña en el río. El fondo está cubierto de una variada vegetación, mientras en el cielo el autor coloca nuevamente una bandada de pájaros para romper la monotonía de la parte superior de la imagen. | El canal Yotsugi dōri –que aparecía en la lámina 33– se utilizaba para el transporte, aunque en esta imagen no aparece ninguna barca, y se muestra de una forma casi idílica, cruzado por varios puentes. Este punto se hallaba en el lado oriental del río Sumida, al norte del barrio de Honjo, cerca del pequeño poblado de Koume. El canal cruza la imagen diagonalmente, perdiéndose en el fondo tras un brusco giro. La tonalidad más oscura del azul del centro denota la profundidad del canal. En el costado derecho se yerguen unos altos alisos (hannoki), a cuyos pies unos niños juegan con unos perros. Dos damas cruzan el puente, vestidas con haoris de invierno, mientras en el otro lado se ve una transitada calle con varios establecimientos comerciales. En el centro se puede apreciar un pescador solitario que introduce su caña en el río. El fondo está cubierto de una variada vegetación, mientras en el cielo el autor coloca nuevamente una bandada de pájaros para romper la monotonía de la parte superior de la imagen. |
|          | 105. Oumayagashi (御厩河岸 Oumayagashi?) (12-1857)                                                                                                   | 105. Oumayagashi (御厩河岸 Oumayagashi?) (12-1857)                                                                                                   | 105. Oumayagashi (御厩河岸 Oumayagashi?) (12-1857)                                                                                                   | De nuevo una imagen nocturna, en consonancia con el tema representado: las mujeres de la izquierda son las llamadas yotaka («halcones nocturnos»), una de las formas más bajas de prostitución. Solían ir acompañadas de su padre o un hermano, y llevaban una estera de paja para poder ofrecer sus servicios en cualquier sitio. A menudo sus rostros estaban desfigurados por alguna enfermedad, por lo que se ponían mucho maquillaje, como se ve en la imagen, en que sus caras casi parecen máscaras. El río está representado con un fuerte oleaje, y varias embarcaciones más transitan por sus aguas. El lado derecho está ocupado por las ramas de los árboles, y el fondo de color gris presenta nuevamente las vetas dejadas por la madera en la impresión. | De nuevo una imagen nocturna, en consonancia con el tema representado: las mujeres de la izquierda son las llamadas yotaka («halcones nocturnos»), una de las formas más bajas de prostitución. Solían ir acompañadas de su padre o un hermano, y llevaban una estera de paja para poder ofrecer sus servicios en cualquier sitio. A menudo sus rostros estaban desfigurados por alguna enfermedad, por lo que se ponían mucho maquillaje, como se ve en la imagen, en que sus caras casi parecen máscaras. El río está representado con un fuerte oleaje, y varias embarcaciones más transitan por sus aguas. El lado derecho está ocupado por las ramas de los árboles, y el fondo de color gris presenta nuevamente las vetas dejadas por la madera en la impresión. | De nuevo una imagen nocturna, en consonancia con el tema representado: las mujeres de la izquierda son las llamadas yotaka («halcones nocturnos»), una de las formas más bajas de prostitución. Solían ir acompañadas de su padre o un hermano, y llevaban una estera de paja para poder ofrecer sus servicios en cualquier sitio. A menudo sus rostros estaban desfigurados por alguna enfermedad, por lo que se ponían mucho maquillaje, como se ve en la imagen, en que sus caras casi parecen máscaras. El río está representado con un fuerte oleaje, y varias embarcaciones más transitan por sus aguas. El lado derecho está ocupado por las ramas de los árboles, y el fondo de color gris presenta nuevamente las vetas dejadas por la madera en la impresión. | De nuevo una imagen nocturna, en consonancia con el tema representado: las mujeres de la izquierda son las llamadas yotaka («halcones nocturnos»), una de las formas más bajas de prostitución. Solían ir acompañadas de su padre o un hermano, y llevaban una estera de paja para poder ofrecer sus servicios en cualquier sitio. A menudo sus rostros estaban desfigurados por alguna enfermedad, por lo que se ponían mucho maquillaje, como se ve en la imagen, en que sus caras casi parecen máscaras. El río está representado con un fuerte oleaje, y varias embarcaciones más transitan por sus aguas. El lado derecho está ocupado por las ramas de los árboles, y el fondo de color gris presenta nuevamente las vetas dejadas por la madera en la impresión. | De nuevo una imagen nocturna, en consonancia con el tema representado: las mujeres de la izquierda son las llamadas yotaka («halcones nocturnos»), una de las formas más bajas de prostitución. Solían ir acompañadas de su padre o un hermano, y llevaban una estera de paja para poder ofrecer sus servicios en cualquier sitio. A menudo sus rostros estaban desfigurados por alguna enfermedad, por lo que se ponían mucho maquillaje, como se ve en la imagen, en que sus caras casi parecen máscaras. El río está representado con un fuerte oleaje, y varias embarcaciones más transitan por sus aguas. El lado derecho está ocupado por las ramas de los árboles, y el fondo de color gris presenta nuevamente las vetas dejadas por la madera en la impresión. | De nuevo una imagen nocturna, en consonancia con el tema representado: las mujeres de la izquierda son las llamadas yotaka («halcones nocturnos»), una de las formas más bajas de prostitución. Solían ir acompañadas de su padre o un hermano, y llevaban una estera de paja para poder ofrecer sus servicios en cualquier sitio. A menudo sus rostros estaban desfigurados por alguna enfermedad, por lo que se ponían mucho maquillaje, como se ve en la imagen, en que sus caras casi parecen máscaras. El río está representado con un fuerte oleaje, y varias embarcaciones más transitan por sus aguas. El lado derecho está ocupado por las ramas de los árboles, y el fondo de color gris presenta nuevamente las vetas dejadas por la madera en la impresión. |
|          | 106. El almacén de madera de construcción en Fukagawa (深川木場 Fukagawa kiba?) (8-1856)                                                             | 106. El almacén de madera de construcción en Fukagawa (深川木場 Fukagawa kiba?) (8-1856)                                                             | 106. El almacén de madera de construcción en Fukagawa (深川木場 Fukagawa kiba?) (8-1856)                                                             | Esta estampa sorprende por el paisaje completamente cubierto de nieve, ofreciendo una imagen de fría desolación, hecho acentuado por el cielo gris surcado de copos y por el azul intenso del agua del río, que le da un aspecto glacial. Como es habitual, el autor introduce varios elementos anecdóticos, como dos gorriones sobrevolando la escena y dos perros en el ángulo inferior izquierdo, así como un paraguas amarillo en la parte inferior central, donde se lee nuevamente el signo sakana («pez») propio del editor, Sakanaya Eikichi. Los almacenes de madera se habían situado fuera de la ciudad para evitar incendios, concretamente en Fukagawa, al este del río Sumida. En la imagen se ven varias vigas de madera que atraviesan la escena diagonalmente, a derecha e izquierda, circunstancia que junto al movimiento zigzagueante del río otorgan a la imagen un aspecto dinámico que contrasta con la silenciosa inmovilidad del paisaje nevado. | Esta estampa sorprende por el paisaje completamente cubierto de nieve, ofreciendo una imagen de fría desolación, hecho acentuado por el cielo gris surcado de copos y por el azul intenso del agua del río, que le da un aspecto glacial. Como es habitual, el autor introduce varios elementos anecdóticos, como dos gorriones sobrevolando la escena y dos perros en el ángulo inferior izquierdo, así como un paraguas amarillo en la parte inferior central, donde se lee nuevamente el signo sakana («pez») propio del editor, Sakanaya Eikichi. Los almacenes de madera se habían situado fuera de la ciudad para evitar incendios, concretamente en Fukagawa, al este del río Sumida. En la imagen se ven varias vigas de madera que atraviesan la escena diagonalmente, a derecha e izquierda, circunstancia que junto al movimiento zigzagueante del río otorgan a la imagen un aspecto dinámico que contrasta con la silenciosa inmovilidad del paisaje nevado. | Esta estampa sorprende por el paisaje completamente cubierto de nieve, ofreciendo una imagen de fría desolación, hecho acentuado por el cielo gris surcado de copos y por el azul intenso del agua del río, que le da un aspecto glacial. Como es habitual, el autor introduce varios elementos anecdóticos, como dos gorriones sobrevolando la escena y dos perros en el ángulo inferior izquierdo, así como un paraguas amarillo en la parte inferior central, donde se lee nuevamente el signo sakana («pez») propio del editor, Sakanaya Eikichi. Los almacenes de madera se habían situado fuera de la ciudad para evitar incendios, concretamente en Fukagawa, al este del río Sumida. En la imagen se ven varias vigas de madera que atraviesan la escena diagonalmente, a derecha e izquierda, circunstancia que junto al movimiento zigzagueante del río otorgan a la imagen un aspecto dinámico que contrasta con la silenciosa inmovilidad del paisaje nevado. | Esta estampa sorprende por el paisaje completamente cubierto de nieve, ofreciendo una imagen de fría desolación, hecho acentuado por el cielo gris surcado de copos y por el azul intenso del agua del río, que le da un aspecto glacial. Como es habitual, el autor introduce varios elementos anecdóticos, como dos gorriones sobrevolando la escena y dos perros en el ángulo inferior izquierdo, así como un paraguas amarillo en la parte inferior central, donde se lee nuevamente el signo sakana («pez») propio del editor, Sakanaya Eikichi. Los almacenes de madera se habían situado fuera de la ciudad para evitar incendios, concretamente en Fukagawa, al este del río Sumida. En la imagen se ven varias vigas de madera que atraviesan la escena diagonalmente, a derecha e izquierda, circunstancia que junto al movimiento zigzagueante del río otorgan a la imagen un aspecto dinámico que contrasta con la silenciosa inmovilidad del paisaje nevado. | Esta estampa sorprende por el paisaje completamente cubierto de nieve, ofreciendo una imagen de fría desolación, hecho acentuado por el cielo gris surcado de copos y por el azul intenso del agua del río, que le da un aspecto glacial. Como es habitual, el autor introduce varios elementos anecdóticos, como dos gorriones sobrevolando la escena y dos perros en el ángulo inferior izquierdo, así como un paraguas amarillo en la parte inferior central, donde se lee nuevamente el signo sakana («pez») propio del editor, Sakanaya Eikichi. Los almacenes de madera se habían situado fuera de la ciudad para evitar incendios, concretamente en Fukagawa, al este del río Sumida. En la imagen se ven varias vigas de madera que atraviesan la escena diagonalmente, a derecha e izquierda, circunstancia que junto al movimiento zigzagueante del río otorgan a la imagen un aspecto dinámico que contrasta con la silenciosa inmovilidad del paisaje nevado. | Esta estampa sorprende por el paisaje completamente cubierto de nieve, ofreciendo una imagen de fría desolación, hecho acentuado por el cielo gris surcado de copos y por el azul intenso del agua del río, que le da un aspecto glacial. Como es habitual, el autor introduce varios elementos anecdóticos, como dos gorriones sobrevolando la escena y dos perros en el ángulo inferior izquierdo, así como un paraguas amarillo en la parte inferior central, donde se lee nuevamente el signo sakana («pez») propio del editor, Sakanaya Eikichi. Los almacenes de madera se habían situado fuera de la ciudad para evitar incendios, concretamente en Fukagawa, al este del río Sumida. En la imagen se ven varias vigas de madera que atraviesan la escena diagonalmente, a derecha e izquierda, circunstancia que junto al movimiento zigzagueante del río otorgan a la imagen un aspecto dinámico que contrasta con la silenciosa inmovilidad del paisaje nevado. |
|          | 107. Fukagawa Susaki y Jūmantsubo (深川州崎十万坪 Fukagawa Susaki Jūmantsubo?) (i5-1857)                                                             | 107. Fukagawa Susaki y Jūmantsubo (深川州崎十万坪 Fukagawa Susaki Jūmantsubo?) (i5-1857)                                                             | 107. Fukagawa Susaki y Jūmantsubo (深川州崎十万坪 Fukagawa Susaki Jūmantsubo?) (i5-1857)                                                             | Como en la lámina 102, la parte superior de la imagen la ocupa un ave, en este caso un águila, perfectamente trazada en sus diversos plumajes y su variada tonalidad de grises, conseguidos con impresión de mica, mientras que las uñas de la garra están impresas con cola animal (nikawa), que proporcionaba sensación de brillo. Sobrevuela un campo nevado, surcado por un río en su parte inferior, destacándose al fondo la silueta del monte Tsukubasan. Fukagawa Susaki se hallaba al este del río Sumida, mientras que Jūmantsubo era una zona terraplenada en 1720 al noreste de Susaki, perteneciente a un daimyō. Su nombre indica el tamaño de la finca: jūman tsubo, 100.000 tsubo (un tsubo es una unidad japonesa de medida, igual a 3.306 m²; en este caso, 100.000 tsubo son 0,3 km²). Esta lámina fue una de las más exitosas de la serie, junto a la 58 y la 118. | Como en la lámina 102, la parte superior de la imagen la ocupa un ave, en este caso un águila, perfectamente trazada en sus diversos plumajes y su variada tonalidad de grises, conseguidos con impresión de mica, mientras que las uñas de la garra están impresas con cola animal (nikawa), que proporcionaba sensación de brillo. Sobrevuela un campo nevado, surcado por un río en su parte inferior, destacándose al fondo la silueta del monte Tsukubasan. Fukagawa Susaki se hallaba al este del río Sumida, mientras que Jūmantsubo era una zona terraplenada en 1720 al noreste de Susaki, perteneciente a un daimyō. Su nombre indica el tamaño de la finca: jūman tsubo, 100.000 tsubo (un tsubo es una unidad japonesa de medida, igual a 3.306 m²; en este caso, 100.000 tsubo son 0,3 km²). Esta lámina fue una de las más exitosas de la serie, junto a la 58 y la 118. | Como en la lámina 102, la parte superior de la imagen la ocupa un ave, en este caso un águila, perfectamente trazada en sus diversos plumajes y su variada tonalidad de grises, conseguidos con impresión de mica, mientras que las uñas de la garra están impresas con cola animal (nikawa), que proporcionaba sensación de brillo. Sobrevuela un campo nevado, surcado por un río en su parte inferior, destacándose al fondo la silueta del monte Tsukubasan. Fukagawa Susaki se hallaba al este del río Sumida, mientras que Jūmantsubo era una zona terraplenada en 1720 al noreste de Susaki, perteneciente a un daimyō. Su nombre indica el tamaño de la finca: jūman tsubo, 100.000 tsubo (un tsubo es una unidad japonesa de medida, igual a 3.306 m²; en este caso, 100.000 tsubo son 0,3 km²). Esta lámina fue una de las más exitosas de la serie, junto a la 58 y la 118. | Como en la lámina 102, la parte superior de la imagen la ocupa un ave, en este caso un águila, perfectamente trazada en sus diversos plumajes y su variada tonalidad de grises, conseguidos con impresión de mica, mientras que las uñas de la garra están impresas con cola animal (nikawa), que proporcionaba sensación de brillo. Sobrevuela un campo nevado, surcado por un río en su parte inferior, destacándose al fondo la silueta del monte Tsukubasan. Fukagawa Susaki se hallaba al este del río Sumida, mientras que Jūmantsubo era una zona terraplenada en 1720 al noreste de Susaki, perteneciente a un daimyō. Su nombre indica el tamaño de la finca: jūman tsubo, 100.000 tsubo (un tsubo es una unidad japonesa de medida, igual a 3.306 m²; en este caso, 100.000 tsubo son 0,3 km²). Esta lámina fue una de las más exitosas de la serie, junto a la 58 y la 118. | Como en la lámina 102, la parte superior de la imagen la ocupa un ave, en este caso un águila, perfectamente trazada en sus diversos plumajes y su variada tonalidad de grises, conseguidos con impresión de mica, mientras que las uñas de la garra están impresas con cola animal (nikawa), que proporcionaba sensación de brillo. Sobrevuela un campo nevado, surcado por un río en su parte inferior, destacándose al fondo la silueta del monte Tsukubasan. Fukagawa Susaki se hallaba al este del río Sumida, mientras que Jūmantsubo era una zona terraplenada en 1720 al noreste de Susaki, perteneciente a un daimyō. Su nombre indica el tamaño de la finca: jūman tsubo, 100.000 tsubo (un tsubo es una unidad japonesa de medida, igual a 3.306 m²; en este caso, 100.000 tsubo son 0,3 km²). Esta lámina fue una de las más exitosas de la serie, junto a la 58 y la 118. | Como en la lámina 102, la parte superior de la imagen la ocupa un ave, en este caso un águila, perfectamente trazada en sus diversos plumajes y su variada tonalidad de grises, conseguidos con impresión de mica, mientras que las uñas de la garra están impresas con cola animal (nikawa), que proporcionaba sensación de brillo. Sobrevuela un campo nevado, surcado por un río en su parte inferior, destacándose al fondo la silueta del monte Tsukubasan. Fukagawa Susaki se hallaba al este del río Sumida, mientras que Jūmantsubo era una zona terraplenada en 1720 al noreste de Susaki, perteneciente a un daimyō. Su nombre indica el tamaño de la finca: jūman tsubo, 100.000 tsubo (un tsubo es una unidad japonesa de medida, igual a 3.306 m²; en este caso, 100.000 tsubo son 0,3 km²). Esta lámina fue una de las más exitosas de la serie, junto a la 58 y la 118. |
|          | 108. El paisaje de la costa de Shibaura (芝うらの風景 Shibaura no fūkei?) (2-1856)                                                                   | 108. El paisaje de la costa de Shibaura (芝うらの風景 Shibaura no fūkei?) (2-1856)                                                                   | 108. El paisaje de la costa de Shibaura (芝うらの風景 Shibaura no fūkei?) (2-1856)                                                                   | Esta imagen portuaria presenta diversos elementos que sugieren profundidad: en primer lugar, aparecen dos bandadas de gaviotas, una más cercana en la parte inferior, sobrevolando el mar en primer plano, y otra más lejana en segundo término, cruzando la línea del horizonte sobre el cielo; otro elemento que denota perspectiva son las estructuras de madera en forma de A que señalan un canal marítimo, una en primer plano en el lado izquierdo de la imagen, y otra un poco más lejos, detrás de ella; por último, un conjunto de cuatro barcas que se van empequeñeciendo en la lejanía otorgan igualmente sensación de profundidad. En el horizonte, en el lado izquierdo, aparecen varios terraplenes daiba construidos como defensa tras la llegada de los Barcos Negros estadounidenses. La península que se introduce en la escena desde el costado derecho es la Villa Hama del shōgun, construida en unos terrenos ganados al mar. En la cartela amarilla de la esquina inferior izquierda aparece el sello del grabador, Horisen (Hori Sennosuke), de forma inusual dentro de la imagen, quizá por ser una de las primeras estampas de la serie (en otras ocasiones aparece al margen, como en las láminas 17, 28 y 83). | Esta imagen portuaria presenta diversos elementos que sugieren profundidad: en primer lugar, aparecen dos bandadas de gaviotas, una más cercana en la parte inferior, sobrevolando el mar en primer plano, y otra más lejana en segundo término, cruzando la línea del horizonte sobre el cielo; otro elemento que denota perspectiva son las estructuras de madera en forma de A que señalan un canal marítimo, una en primer plano en el lado izquierdo de la imagen, y otra un poco más lejos, detrás de ella; por último, un conjunto de cuatro barcas que se van empequeñeciendo en la lejanía otorgan igualmente sensación de profundidad. En el horizonte, en el lado izquierdo, aparecen varios terraplenes daiba construidos como defensa tras la llegada de los Barcos Negros estadounidenses. La península que se introduce en la escena desde el costado derecho es la Villa Hama del shōgun, construida en unos terrenos ganados al mar. En la cartela amarilla de la esquina inferior izquierda aparece el sello del grabador, Horisen (Hori Sennosuke), de forma inusual dentro de la imagen, quizá por ser una de las primeras estampas de la serie (en otras ocasiones aparece al margen, como en las láminas 17, 28 y 83). | Esta imagen portuaria presenta diversos elementos que sugieren profundidad: en primer lugar, aparecen dos bandadas de gaviotas, una más cercana en la parte inferior, sobrevolando el mar en primer plano, y otra más lejana en segundo término, cruzando la línea del horizonte sobre el cielo; otro elemento que denota perspectiva son las estructuras de madera en forma de A que señalan un canal marítimo, una en primer plano en el lado izquierdo de la imagen, y otra un poco más lejos, detrás de ella; por último, un conjunto de cuatro barcas que se van empequeñeciendo en la lejanía otorgan igualmente sensación de profundidad. En el horizonte, en el lado izquierdo, aparecen varios terraplenes daiba construidos como defensa tras la llegada de los Barcos Negros estadounidenses. La península que se introduce en la escena desde el costado derecho es la Villa Hama del shōgun, construida en unos terrenos ganados al mar. En la cartela amarilla de la esquina inferior izquierda aparece el sello del grabador, Horisen (Hori Sennosuke), de forma inusual dentro de la imagen, quizá por ser una de las primeras estampas de la serie (en otras ocasiones aparece al margen, como en las láminas 17, 28 y 83). | Esta imagen portuaria presenta diversos elementos que sugieren profundidad: en primer lugar, aparecen dos bandadas de gaviotas, una más cercana en la parte inferior, sobrevolando el mar en primer plano, y otra más lejana en segundo término, cruzando la línea del horizonte sobre el cielo; otro elemento que denota perspectiva son las estructuras de madera en forma de A que señalan un canal marítimo, una en primer plano en el lado izquierdo de la imagen, y otra un poco más lejos, detrás de ella; por último, un conjunto de cuatro barcas que se van empequeñeciendo en la lejanía otorgan igualmente sensación de profundidad. En el horizonte, en el lado izquierdo, aparecen varios terraplenes daiba construidos como defensa tras la llegada de los Barcos Negros estadounidenses. La península que se introduce en la escena desde el costado derecho es la Villa Hama del shōgun, construida en unos terrenos ganados al mar. En la cartela amarilla de la esquina inferior izquierda aparece el sello del grabador, Horisen (Hori Sennosuke), de forma inusual dentro de la imagen, quizá por ser una de las primeras estampas de la serie (en otras ocasiones aparece al margen, como en las láminas 17, 28 y 83). | Esta imagen portuaria presenta diversos elementos que sugieren profundidad: en primer lugar, aparecen dos bandadas de gaviotas, una más cercana en la parte inferior, sobrevolando el mar en primer plano, y otra más lejana en segundo término, cruzando la línea del horizonte sobre el cielo; otro elemento que denota perspectiva son las estructuras de madera en forma de A que señalan un canal marítimo, una en primer plano en el lado izquierdo de la imagen, y otra un poco más lejos, detrás de ella; por último, un conjunto de cuatro barcas que se van empequeñeciendo en la lejanía otorgan igualmente sensación de profundidad. En el horizonte, en el lado izquierdo, aparecen varios terraplenes daiba construidos como defensa tras la llegada de los Barcos Negros estadounidenses. La península que se introduce en la escena desde el costado derecho es la Villa Hama del shōgun, construida en unos terrenos ganados al mar. En la cartela amarilla de la esquina inferior izquierda aparece el sello del grabador, Horisen (Hori Sennosuke), de forma inusual dentro de la imagen, quizá por ser una de las primeras estampas de la serie (en otras ocasiones aparece al margen, como en las láminas 17, 28 y 83). | Esta imagen portuaria presenta diversos elementos que sugieren profundidad: en primer lugar, aparecen dos bandadas de gaviotas, una más cercana en la parte inferior, sobrevolando el mar en primer plano, y otra más lejana en segundo término, cruzando la línea del horizonte sobre el cielo; otro elemento que denota perspectiva son las estructuras de madera en forma de A que señalan un canal marítimo, una en primer plano en el lado izquierdo de la imagen, y otra un poco más lejos, detrás de ella; por último, un conjunto de cuatro barcas que se van empequeñeciendo en la lejanía otorgan igualmente sensación de profundidad. En el horizonte, en el lado izquierdo, aparecen varios terraplenes daiba construidos como defensa tras la llegada de los Barcos Negros estadounidenses. La península que se introduce en la escena desde el costado derecho es la Villa Hama del shōgun, construida en unos terrenos ganados al mar. En la cartela amarilla de la esquina inferior izquierda aparece el sello del grabador, Horisen (Hori Sennosuke), de forma inusual dentro de la imagen, quizá por ser una de las primeras estampas de la serie (en otras ocasiones aparece al margen, como en las láminas 17, 28 y 83). |
|          | 109. Minami Shinagawa y la costa cerca de Samezu (南品川鮫洲海岸 Minami Shinagawa Samezu kaigan?) (2-1857)                                           | 109. Minami Shinagawa y la costa cerca de Samezu (南品川鮫洲海岸 Minami Shinagawa Samezu kaigan?) (2-1857)                                           | 109. Minami Shinagawa y la costa cerca de Samezu (南品川鮫洲海岸 Minami Shinagawa Samezu kaigan?) (2-1857)                                           | Se muestra una elevada panorámica de la bahía de Edo, en la zona conocida como Shinagawa. En esta zona se cultivaban unas excelentes algas, que crecían en árboles y ramas enterrados por los pescadores en aguas poco profundas en otoño, y que recogían en invierno para convertirlas en nori, unas finas hojas de alga que servían para condimento o para hacer sushi. Se aprecian así en la parte inferior varias barcas que recolectan las algas aprovechando la marea baja. Al fondo de la bahía se aprecia el sector de Samezu («banco de arena de tiburones»), donde según la leyenda un tiburón llegó a la costa, encontrándose en su interior una estatua del bodhisattva Kannon, para la que se construyó el templo zen Kaianji en el siglo XIII, cuya puerta de entrada se distingue a la izquierda de la población. Al fondo aparece la doble silueta del monte Tsukubasan, que se alza entre las nubes, sobrevolado por una bandada de pájaros. | Se muestra una elevada panorámica de la bahía de Edo, en la zona conocida como Shinagawa. En esta zona se cultivaban unas excelentes algas, que crecían en árboles y ramas enterrados por los pescadores en aguas poco profundas en otoño, y que recogían en invierno para convertirlas en nori, unas finas hojas de alga que servían para condimento o para hacer sushi. Se aprecian así en la parte inferior varias barcas que recolectan las algas aprovechando la marea baja. Al fondo de la bahía se aprecia el sector de Samezu («banco de arena de tiburones»), donde según la leyenda un tiburón llegó a la costa, encontrándose en su interior una estatua del bodhisattva Kannon, para la que se construyó el templo zen Kaianji en el siglo XIII, cuya puerta de entrada se distingue a la izquierda de la población. Al fondo aparece la doble silueta del monte Tsukubasan, que se alza entre las nubes, sobrevolado por una bandada de pájaros. | Se muestra una elevada panorámica de la bahía de Edo, en la zona conocida como Shinagawa. En esta zona se cultivaban unas excelentes algas, que crecían en árboles y ramas enterrados por los pescadores en aguas poco profundas en otoño, y que recogían en invierno para convertirlas en nori, unas finas hojas de alga que servían para condimento o para hacer sushi. Se aprecian así en la parte inferior varias barcas que recolectan las algas aprovechando la marea baja. Al fondo de la bahía se aprecia el sector de Samezu («banco de arena de tiburones»), donde según la leyenda un tiburón llegó a la costa, encontrándose en su interior una estatua del bodhisattva Kannon, para la que se construyó el templo zen Kaianji en el siglo XIII, cuya puerta de entrada se distingue a la izquierda de la población. Al fondo aparece la doble silueta del monte Tsukubasan, que se alza entre las nubes, sobrevolado por una bandada de pájaros. | Se muestra una elevada panorámica de la bahía de Edo, en la zona conocida como Shinagawa. En esta zona se cultivaban unas excelentes algas, que crecían en árboles y ramas enterrados por los pescadores en aguas poco profundas en otoño, y que recogían en invierno para convertirlas en nori, unas finas hojas de alga que servían para condimento o para hacer sushi. Se aprecian así en la parte inferior varias barcas que recolectan las algas aprovechando la marea baja. Al fondo de la bahía se aprecia el sector de Samezu («banco de arena de tiburones»), donde según la leyenda un tiburón llegó a la costa, encontrándose en su interior una estatua del bodhisattva Kannon, para la que se construyó el templo zen Kaianji en el siglo XIII, cuya puerta de entrada se distingue a la izquierda de la población. Al fondo aparece la doble silueta del monte Tsukubasan, que se alza entre las nubes, sobrevolado por una bandada de pájaros. | Se muestra una elevada panorámica de la bahía de Edo, en la zona conocida como Shinagawa. En esta zona se cultivaban unas excelentes algas, que crecían en árboles y ramas enterrados por los pescadores en aguas poco profundas en otoño, y que recogían en invierno para convertirlas en nori, unas finas hojas de alga que servían para condimento o para hacer sushi. Se aprecian así en la parte inferior varias barcas que recolectan las algas aprovechando la marea baja. Al fondo de la bahía se aprecia el sector de Samezu («banco de arena de tiburones»), donde según la leyenda un tiburón llegó a la costa, encontrándose en su interior una estatua del bodhisattva Kannon, para la que se construyó el templo zen Kaianji en el siglo XIII, cuya puerta de entrada se distingue a la izquierda de la población. Al fondo aparece la doble silueta del monte Tsukubasan, que se alza entre las nubes, sobrevolado por una bandada de pájaros. | Se muestra una elevada panorámica de la bahía de Edo, en la zona conocida como Shinagawa. En esta zona se cultivaban unas excelentes algas, que crecían en árboles y ramas enterrados por los pescadores en aguas poco profundas en otoño, y que recogían en invierno para convertirlas en nori, unas finas hojas de alga que servían para condimento o para hacer sushi. Se aprecian así en la parte inferior varias barcas que recolectan las algas aprovechando la marea baja. Al fondo de la bahía se aprecia el sector de Samezu («banco de arena de tiburones»), donde según la leyenda un tiburón llegó a la costa, encontrándose en su interior una estatua del bodhisattva Kannon, para la que se construyó el templo zen Kaianji en el siglo XIII, cuya puerta de entrada se distingue a la izquierda de la población. Al fondo aparece la doble silueta del monte Tsukubasan, que se alza entre las nubes, sobrevolado por una bandada de pájaros. |
|          | 110. El «pino para colgar la capa del monje» en el lago Senzoku no ike (千束の池袈裟懸松 Senzoku no ike Kesakakematsu?) (2-1856)                     | 110. El «pino para colgar la capa del monje» en el lago Senzoku no ike (千束の池袈裟懸松 Senzoku no ike Kesakakematsu?) (2-1856)                     | 110. El «pino para colgar la capa del monje» en el lago Senzoku no ike (千束の池袈裟懸松 Senzoku no ike Kesakakematsu?) (2-1856)                     | El «pino para colgar la capa del monje» (Kesakakematsu) recibió este nombre porque en este lugar el monje Nichiren hizo un alto en el camino, colgando su capa en este famoso árbol. Aparece en una lengua de tierra que se adentra en el lago, en la parte central del costado derecho de la imagen, con su retorcida forma y rodeado de una cerca, a cuyo pie se agrupan varios visitantes. En la parte inferior se aprecia una caseta de comidas y bebidas, en el camino que bordeaba el lago, por donde circulan varios viajeros. En el lago destaca la zona de color azul más oscuro, que forma una media luna, por donde vuelan tres garzas reales. Al otro lado de la orilla puede verse entre la espesura del bosque el santuario de Hachiman de Senzoku, y el fondo montañoso aparece como es habitual en los paisajes de Hiroshige envuelto en la niebla. El color rojizo del horizonte sugiere la hora vespertina. | El «pino para colgar la capa del monje» (Kesakakematsu) recibió este nombre porque en este lugar el monje Nichiren hizo un alto en el camino, colgando su capa en este famoso árbol. Aparece en una lengua de tierra que se adentra en el lago, en la parte central del costado derecho de la imagen, con su retorcida forma y rodeado de una cerca, a cuyo pie se agrupan varios visitantes. En la parte inferior se aprecia una caseta de comidas y bebidas, en el camino que bordeaba el lago, por donde circulan varios viajeros. En el lago destaca la zona de color azul más oscuro, que forma una media luna, por donde vuelan tres garzas reales. Al otro lado de la orilla puede verse entre la espesura del bosque el santuario de Hachiman de Senzoku, y el fondo montañoso aparece como es habitual en los paisajes de Hiroshige envuelto en la niebla. El color rojizo del horizonte sugiere la hora vespertina. | El «pino para colgar la capa del monje» (Kesakakematsu) recibió este nombre porque en este lugar el monje Nichiren hizo un alto en el camino, colgando su capa en este famoso árbol. Aparece en una lengua de tierra que se adentra en el lago, en la parte central del costado derecho de la imagen, con su retorcida forma y rodeado de una cerca, a cuyo pie se agrupan varios visitantes. En la parte inferior se aprecia una caseta de comidas y bebidas, en el camino que bordeaba el lago, por donde circulan varios viajeros. En el lago destaca la zona de color azul más oscuro, que forma una media luna, por donde vuelan tres garzas reales. Al otro lado de la orilla puede verse entre la espesura del bosque el santuario de Hachiman de Senzoku, y el fondo montañoso aparece como es habitual en los paisajes de Hiroshige envuelto en la niebla. El color rojizo del horizonte sugiere la hora vespertina. | El «pino para colgar la capa del monje» (Kesakakematsu) recibió este nombre porque en este lugar el monje Nichiren hizo un alto en el camino, colgando su capa en este famoso árbol. Aparece en una lengua de tierra que se adentra en el lago, en la parte central del costado derecho de la imagen, con su retorcida forma y rodeado de una cerca, a cuyo pie se agrupan varios visitantes. En la parte inferior se aprecia una caseta de comidas y bebidas, en el camino que bordeaba el lago, por donde circulan varios viajeros. En el lago destaca la zona de color azul más oscuro, que forma una media luna, por donde vuelan tres garzas reales. Al otro lado de la orilla puede verse entre la espesura del bosque el santuario de Hachiman de Senzoku, y el fondo montañoso aparece como es habitual en los paisajes de Hiroshige envuelto en la niebla. El color rojizo del horizonte sugiere la hora vespertina. | El «pino para colgar la capa del monje» (Kesakakematsu) recibió este nombre porque en este lugar el monje Nichiren hizo un alto en el camino, colgando su capa en este famoso árbol. Aparece en una lengua de tierra que se adentra en el lago, en la parte central del costado derecho de la imagen, con su retorcida forma y rodeado de una cerca, a cuyo pie se agrupan varios visitantes. En la parte inferior se aprecia una caseta de comidas y bebidas, en el camino que bordeaba el lago, por donde circulan varios viajeros. En el lago destaca la zona de color azul más oscuro, que forma una media luna, por donde vuelan tres garzas reales. Al otro lado de la orilla puede verse entre la espesura del bosque el santuario de Hachiman de Senzoku, y el fondo montañoso aparece como es habitual en los paisajes de Hiroshige envuelto en la niebla. El color rojizo del horizonte sugiere la hora vespertina. | El «pino para colgar la capa del monje» (Kesakakematsu) recibió este nombre porque en este lugar el monje Nichiren hizo un alto en el camino, colgando su capa en este famoso árbol. Aparece en una lengua de tierra que se adentra en el lago, en la parte central del costado derecho de la imagen, con su retorcida forma y rodeado de una cerca, a cuyo pie se agrupan varios visitantes. En la parte inferior se aprecia una caseta de comidas y bebidas, en el camino que bordeaba el lago, por donde circulan varios viajeros. En el lago destaca la zona de color azul más oscuro, que forma una media luna, por donde vuelan tres garzas reales. Al otro lado de la orilla puede verse entre la espesura del bosque el santuario de Hachiman de Senzoku, y el fondo montañoso aparece como es habitual en los paisajes de Hiroshige envuelto en la niebla. El color rojizo del horizonte sugiere la hora vespertina. |
|          | 111. El puente-tambor de Meguro y la «colina de la puesta del sol» (目黒太鼓橋夕日の岡 Meguro Taikobashi Yūhi no oka?) (4-1857)                      | 111. El puente-tambor de Meguro y la «colina de la puesta del sol» (目黒太鼓橋夕日の岡 Meguro Taikobashi Yūhi no oka?) (4-1857)                      | 111. El puente-tambor de Meguro y la «colina de la puesta del sol» (目黒太鼓橋夕日の岡 Meguro Taikobashi Yūhi no oka?) (4-1857)                      | En este nuevo paisaje nevado destaca el puente-tambor de Meguro, en la parte inferior, un puente excepcional por ser de piedra y no de madera. El taikobashi («puente tambor») era un tipo de puente de influencia china, cuya forma semicircular, en conjunción con su reflejo en el agua, otorgaban la forma de un tambor, como se pudo ver en la lámina 65. Este camino llevaba a un famoso templo de Meguro dedicado al rey del conocimiento esotérico, Fudō Myōō. Antes de cruzar el puente, en la esquina inferior derecha, se ve el tejado de la casa de té Shōgatsuya, famosa por su sopa de judías dulces (shiruko mochi). Varios viajeros se afanan por el puente entre la nieve, cubriéndose con paraguas o sombreros, o con una capa de paja el caminante al otro lado del puente. En el costado izquierdo se eleva la conocida como Yūhi no oka («colina de la puesta del sol»), que ofrecía una hermosa vista del valle de Meguro. En el aspecto cromático, el blanco de la nieve contrasta con el azul de Prusia del río Megurogawa, mientras el gris del cielo está veteado de copos de nieve confeccionados sencillamente dejando el papel en blanco. | En este nuevo paisaje nevado destaca el puente-tambor de Meguro, en la parte inferior, un puente excepcional por ser de piedra y no de madera. El taikobashi («puente tambor») era un tipo de puente de influencia china, cuya forma semicircular, en conjunción con su reflejo en el agua, otorgaban la forma de un tambor, como se pudo ver en la lámina 65. Este camino llevaba a un famoso templo de Meguro dedicado al rey del conocimiento esotérico, Fudō Myōō. Antes de cruzar el puente, en la esquina inferior derecha, se ve el tejado de la casa de té Shōgatsuya, famosa por su sopa de judías dulces (shiruko mochi). Varios viajeros se afanan por el puente entre la nieve, cubriéndose con paraguas o sombreros, o con una capa de paja el caminante al otro lado del puente. En el costado izquierdo se eleva la conocida como Yūhi no oka («colina de la puesta del sol»), que ofrecía una hermosa vista del valle de Meguro. En el aspecto cromático, el blanco de la nieve contrasta con el azul de Prusia del río Megurogawa, mientras el gris del cielo está veteado de copos de nieve confeccionados sencillamente dejando el papel en blanco. | En este nuevo paisaje nevado destaca el puente-tambor de Meguro, en la parte inferior, un puente excepcional por ser de piedra y no de madera. El taikobashi («puente tambor») era un tipo de puente de influencia china, cuya forma semicircular, en conjunción con su reflejo en el agua, otorgaban la forma de un tambor, como se pudo ver en la lámina 65. Este camino llevaba a un famoso templo de Meguro dedicado al rey del conocimiento esotérico, Fudō Myōō. Antes de cruzar el puente, en la esquina inferior derecha, se ve el tejado de la casa de té Shōgatsuya, famosa por su sopa de judías dulces (shiruko mochi). Varios viajeros se afanan por el puente entre la nieve, cubriéndose con paraguas o sombreros, o con una capa de paja el caminante al otro lado del puente. En el costado izquierdo se eleva la conocida como Yūhi no oka («colina de la puesta del sol»), que ofrecía una hermosa vista del valle de Meguro. En el aspecto cromático, el blanco de la nieve contrasta con el azul de Prusia del río Megurogawa, mientras el gris del cielo está veteado de copos de nieve confeccionados sencillamente dejando el papel en blanco. | En este nuevo paisaje nevado destaca el puente-tambor de Meguro, en la parte inferior, un puente excepcional por ser de piedra y no de madera. El taikobashi («puente tambor») era un tipo de puente de influencia china, cuya forma semicircular, en conjunción con su reflejo en el agua, otorgaban la forma de un tambor, como se pudo ver en la lámina 65. Este camino llevaba a un famoso templo de Meguro dedicado al rey del conocimiento esotérico, Fudō Myōō. Antes de cruzar el puente, en la esquina inferior derecha, se ve el tejado de la casa de té Shōgatsuya, famosa por su sopa de judías dulces (shiruko mochi). Varios viajeros se afanan por el puente entre la nieve, cubriéndose con paraguas o sombreros, o con una capa de paja el caminante al otro lado del puente. En el costado izquierdo se eleva la conocida como Yūhi no oka («colina de la puesta del sol»), que ofrecía una hermosa vista del valle de Meguro. En el aspecto cromático, el blanco de la nieve contrasta con el azul de Prusia del río Megurogawa, mientras el gris del cielo está veteado de copos de nieve confeccionados sencillamente dejando el papel en blanco. | En este nuevo paisaje nevado destaca el puente-tambor de Meguro, en la parte inferior, un puente excepcional por ser de piedra y no de madera. El taikobashi («puente tambor») era un tipo de puente de influencia china, cuya forma semicircular, en conjunción con su reflejo en el agua, otorgaban la forma de un tambor, como se pudo ver en la lámina 65. Este camino llevaba a un famoso templo de Meguro dedicado al rey del conocimiento esotérico, Fudō Myōō. Antes de cruzar el puente, en la esquina inferior derecha, se ve el tejado de la casa de té Shōgatsuya, famosa por su sopa de judías dulces (shiruko mochi). Varios viajeros se afanan por el puente entre la nieve, cubriéndose con paraguas o sombreros, o con una capa de paja el caminante al otro lado del puente. En el costado izquierdo se eleva la conocida como Yūhi no oka («colina de la puesta del sol»), que ofrecía una hermosa vista del valle de Meguro. En el aspecto cromático, el blanco de la nieve contrasta con el azul de Prusia del río Megurogawa, mientras el gris del cielo está veteado de copos de nieve confeccionados sencillamente dejando el papel en blanco. | En este nuevo paisaje nevado destaca el puente-tambor de Meguro, en la parte inferior, un puente excepcional por ser de piedra y no de madera. El taikobashi («puente tambor») era un tipo de puente de influencia china, cuya forma semicircular, en conjunción con su reflejo en el agua, otorgaban la forma de un tambor, como se pudo ver en la lámina 65. Este camino llevaba a un famoso templo de Meguro dedicado al rey del conocimiento esotérico, Fudō Myōō. Antes de cruzar el puente, en la esquina inferior derecha, se ve el tejado de la casa de té Shōgatsuya, famosa por su sopa de judías dulces (shiruko mochi). Varios viajeros se afanan por el puente entre la nieve, cubriéndose con paraguas o sombreros, o con una capa de paja el caminante al otro lado del puente. En el costado izquierdo se eleva la conocida como Yūhi no oka («colina de la puesta del sol»), que ofrecía una hermosa vista del valle de Meguro. En el aspecto cromático, el blanco de la nieve contrasta con el azul de Prusia del río Megurogawa, mientras el gris del cielo está veteado de copos de nieve confeccionados sencillamente dejando el papel en blanco. |
|          | 112. Atagoshita y la calle Yabukōji (愛宕下薮小路 Atagoshita Yabukōji?) (12-1857)                                                                    | 112. Atagoshita y la calle Yabukōji (愛宕下薮小路 Atagoshita Yabukōji?) (12-1857)                                                                    | 112. Atagoshita y la calle Yabukōji (愛宕下薮小路 Atagoshita Yabukōji?) (12-1857)                                                                    | Una nueva estampa invernal donde la protagonista es la nieve, que cubre toda la escena. El barrio de Atagoshita («debajo del Atago») recibía su nombre por estar situado debajo del monte Atagoyama, y contenía numerosas residencias de señores feudales (daimyō), como la del clan Katō de Minakuchi, que aparece al fondo delante de la puerta roja del santuario de Atagosha, o la del clan Hijikata de Komono (prefectura de Mie), que es el largo edificio de la izquierda. De la calle Yabukōji, situada a la derecha del canal de agua que circula por el ángulo inferior derecho, solo se ve una alta caña de bambú (yabu), cuyas ramas se comban con el peso de la nieve, ocupando el espacio de la parte derecha del cielo, por donde vuelan unos gorriones. El bambú, como los gorriones, eran símbolo de amistad y mansedumbre, y presagiaban felicidad. En esta composición, el rigor del frío invernal queda diluido por el contraste acentuado de colores, donde junto al azul oscuro del canal y el verde del bambú destacan los tonos rojizos, blancos y azul claro del cielo. | Una nueva estampa invernal donde la protagonista es la nieve, que cubre toda la escena. El barrio de Atagoshita («debajo del Atago») recibía su nombre por estar situado debajo del monte Atagoyama, y contenía numerosas residencias de señores feudales (daimyō), como la del clan Katō de Minakuchi, que aparece al fondo delante de la puerta roja del santuario de Atagosha, o la del clan Hijikata de Komono (prefectura de Mie), que es el largo edificio de la izquierda. De la calle Yabukōji, situada a la derecha del canal de agua que circula por el ángulo inferior derecho, solo se ve una alta caña de bambú (yabu), cuyas ramas se comban con el peso de la nieve, ocupando el espacio de la parte derecha del cielo, por donde vuelan unos gorriones. El bambú, como los gorriones, eran símbolo de amistad y mansedumbre, y presagiaban felicidad. En esta composición, el rigor del frío invernal queda diluido por el contraste acentuado de colores, donde junto al azul oscuro del canal y el verde del bambú destacan los tonos rojizos, blancos y azul claro del cielo. | Una nueva estampa invernal donde la protagonista es la nieve, que cubre toda la escena. El barrio de Atagoshita («debajo del Atago») recibía su nombre por estar situado debajo del monte Atagoyama, y contenía numerosas residencias de señores feudales (daimyō), como la del clan Katō de Minakuchi, que aparece al fondo delante de la puerta roja del santuario de Atagosha, o la del clan Hijikata de Komono (prefectura de Mie), que es el largo edificio de la izquierda. De la calle Yabukōji, situada a la derecha del canal de agua que circula por el ángulo inferior derecho, solo se ve una alta caña de bambú (yabu), cuyas ramas se comban con el peso de la nieve, ocupando el espacio de la parte derecha del cielo, por donde vuelan unos gorriones. El bambú, como los gorriones, eran símbolo de amistad y mansedumbre, y presagiaban felicidad. En esta composición, el rigor del frío invernal queda diluido por el contraste acentuado de colores, donde junto al azul oscuro del canal y el verde del bambú destacan los tonos rojizos, blancos y azul claro del cielo. | Una nueva estampa invernal donde la protagonista es la nieve, que cubre toda la escena. El barrio de Atagoshita («debajo del Atago») recibía su nombre por estar situado debajo del monte Atagoyama, y contenía numerosas residencias de señores feudales (daimyō), como la del clan Katō de Minakuchi, que aparece al fondo delante de la puerta roja del santuario de Atagosha, o la del clan Hijikata de Komono (prefectura de Mie), que es el largo edificio de la izquierda. De la calle Yabukōji, situada a la derecha del canal de agua que circula por el ángulo inferior derecho, solo se ve una alta caña de bambú (yabu), cuyas ramas se comban con el peso de la nieve, ocupando el espacio de la parte derecha del cielo, por donde vuelan unos gorriones. El bambú, como los gorriones, eran símbolo de amistad y mansedumbre, y presagiaban felicidad. En esta composición, el rigor del frío invernal queda diluido por el contraste acentuado de colores, donde junto al azul oscuro del canal y el verde del bambú destacan los tonos rojizos, blancos y azul claro del cielo. | Una nueva estampa invernal donde la protagonista es la nieve, que cubre toda la escena. El barrio de Atagoshita («debajo del Atago») recibía su nombre por estar situado debajo del monte Atagoyama, y contenía numerosas residencias de señores feudales (daimyō), como la del clan Katō de Minakuchi, que aparece al fondo delante de la puerta roja del santuario de Atagosha, o la del clan Hijikata de Komono (prefectura de Mie), que es el largo edificio de la izquierda. De la calle Yabukōji, situada a la derecha del canal de agua que circula por el ángulo inferior derecho, solo se ve una alta caña de bambú (yabu), cuyas ramas se comban con el peso de la nieve, ocupando el espacio de la parte derecha del cielo, por donde vuelan unos gorriones. El bambú, como los gorriones, eran símbolo de amistad y mansedumbre, y presagiaban felicidad. En esta composición, el rigor del frío invernal queda diluido por el contraste acentuado de colores, donde junto al azul oscuro del canal y el verde del bambú destacan los tonos rojizos, blancos y azul claro del cielo. | Una nueva estampa invernal donde la protagonista es la nieve, que cubre toda la escena. El barrio de Atagoshita («debajo del Atago») recibía su nombre por estar situado debajo del monte Atagoyama, y contenía numerosas residencias de señores feudales (daimyō), como la del clan Katō de Minakuchi, que aparece al fondo delante de la puerta roja del santuario de Atagosha, o la del clan Hijikata de Komono (prefectura de Mie), que es el largo edificio de la izquierda. De la calle Yabukōji, situada a la derecha del canal de agua que circula por el ángulo inferior derecho, solo se ve una alta caña de bambú (yabu), cuyas ramas se comban con el peso de la nieve, ocupando el espacio de la parte derecha del cielo, por donde vuelan unos gorriones. El bambú, como los gorriones, eran símbolo de amistad y mansedumbre, y presagiaban felicidad. En esta composición, el rigor del frío invernal queda diluido por el contraste acentuado de colores, donde junto al azul oscuro del canal y el verde del bambú destacan los tonos rojizos, blancos y azul claro del cielo. |
|          | 113. La pendiente de Aoizaka fuera de la puerta de Toranomon (虎の門外あふひ坂 Toranomon-soto Aoizaka?) (11-1857)                                    | 113. La pendiente de Aoizaka fuera de la puerta de Toranomon (虎の門外あふひ坂 Toranomon-soto Aoizaka?) (11-1857)                                    | 113. La pendiente de Aoizaka fuera de la puerta de Toranomon (虎の門外あふひ坂 Toranomon-soto Aoizaka?) (11-1857)                                    | Se aprecia una nueva estampa nocturna iluminada por la suave luz de una media luna inscrita entre una nube de color gris oscuro y una bandada de pájaros, en una composición en forma de X. En el horizonte, entre pinos y almecinas (enoki), se ven los edificios del santuario de Konpira, situado en la finca del daimyō Kyōgoku (de la ciudad de Marugame en la isla de Shikoku), que se abría al público el día 13 de cada mes. En el centro del costado derecho de la imagen se aprecia un salto de agua del foso exterior del palacio, mientras que a la izquierda se eleva la pendiente de Aoizaka, por donde transitan varios peregrinos con farolas y dos cantinas portátiles de vendedores ambulantes: uno lleva la inscripción nihachi («dos por ocho»), ofreciendo fideos de alforfón por 16 mon; el otro vende ōhira shippoku (pasta con huevo frito, setas, castañas de agua o pastel de pescado). En la parte inferior se sitúan dos gatos y, como principal elemento anecdótico, dos aprendices de artesano que realizan ejercicios ascéticos tras salir del agua después de un baño purificador, tapados con taparrabos y llevando unas linternas. | Se aprecia una nueva estampa nocturna iluminada por la suave luz de una media luna inscrita entre una nube de color gris oscuro y una bandada de pájaros, en una composición en forma de X. En el horizonte, entre pinos y almecinas (enoki), se ven los edificios del santuario de Konpira, situado en la finca del daimyō Kyōgoku (de la ciudad de Marugame en la isla de Shikoku), que se abría al público el día 13 de cada mes. En el centro del costado derecho de la imagen se aprecia un salto de agua del foso exterior del palacio, mientras que a la izquierda se eleva la pendiente de Aoizaka, por donde transitan varios peregrinos con farolas y dos cantinas portátiles de vendedores ambulantes: uno lleva la inscripción nihachi («dos por ocho»), ofreciendo fideos de alforfón por 16 mon; el otro vende ōhira shippoku (pasta con huevo frito, setas, castañas de agua o pastel de pescado). En la parte inferior se sitúan dos gatos y, como principal elemento anecdótico, dos aprendices de artesano que realizan ejercicios ascéticos tras salir del agua después de un baño purificador, tapados con taparrabos y llevando unas linternas. | Se aprecia una nueva estampa nocturna iluminada por la suave luz de una media luna inscrita entre una nube de color gris oscuro y una bandada de pájaros, en una composición en forma de X. En el horizonte, entre pinos y almecinas (enoki), se ven los edificios del santuario de Konpira, situado en la finca del daimyō Kyōgoku (de la ciudad de Marugame en la isla de Shikoku), que se abría al público el día 13 de cada mes. En el centro del costado derecho de la imagen se aprecia un salto de agua del foso exterior del palacio, mientras que a la izquierda se eleva la pendiente de Aoizaka, por donde transitan varios peregrinos con farolas y dos cantinas portátiles de vendedores ambulantes: uno lleva la inscripción nihachi («dos por ocho»), ofreciendo fideos de alforfón por 16 mon; el otro vende ōhira shippoku (pasta con huevo frito, setas, castañas de agua o pastel de pescado). En la parte inferior se sitúan dos gatos y, como principal elemento anecdótico, dos aprendices de artesano que realizan ejercicios ascéticos tras salir del agua después de un baño purificador, tapados con taparrabos y llevando unas linternas. | Se aprecia una nueva estampa nocturna iluminada por la suave luz de una media luna inscrita entre una nube de color gris oscuro y una bandada de pájaros, en una composición en forma de X. En el horizonte, entre pinos y almecinas (enoki), se ven los edificios del santuario de Konpira, situado en la finca del daimyō Kyōgoku (de la ciudad de Marugame en la isla de Shikoku), que se abría al público el día 13 de cada mes. En el centro del costado derecho de la imagen se aprecia un salto de agua del foso exterior del palacio, mientras que a la izquierda se eleva la pendiente de Aoizaka, por donde transitan varios peregrinos con farolas y dos cantinas portátiles de vendedores ambulantes: uno lleva la inscripción nihachi («dos por ocho»), ofreciendo fideos de alforfón por 16 mon; el otro vende ōhira shippoku (pasta con huevo frito, setas, castañas de agua o pastel de pescado). En la parte inferior se sitúan dos gatos y, como principal elemento anecdótico, dos aprendices de artesano que realizan ejercicios ascéticos tras salir del agua después de un baño purificador, tapados con taparrabos y llevando unas linternas. | Se aprecia una nueva estampa nocturna iluminada por la suave luz de una media luna inscrita entre una nube de color gris oscuro y una bandada de pájaros, en una composición en forma de X. En el horizonte, entre pinos y almecinas (enoki), se ven los edificios del santuario de Konpira, situado en la finca del daimyō Kyōgoku (de la ciudad de Marugame en la isla de Shikoku), que se abría al público el día 13 de cada mes. En el centro del costado derecho de la imagen se aprecia un salto de agua del foso exterior del palacio, mientras que a la izquierda se eleva la pendiente de Aoizaka, por donde transitan varios peregrinos con farolas y dos cantinas portátiles de vendedores ambulantes: uno lleva la inscripción nihachi («dos por ocho»), ofreciendo fideos de alforfón por 16 mon; el otro vende ōhira shippoku (pasta con huevo frito, setas, castañas de agua o pastel de pescado). En la parte inferior se sitúan dos gatos y, como principal elemento anecdótico, dos aprendices de artesano que realizan ejercicios ascéticos tras salir del agua después de un baño purificador, tapados con taparrabos y llevando unas linternas. | Se aprecia una nueva estampa nocturna iluminada por la suave luz de una media luna inscrita entre una nube de color gris oscuro y una bandada de pájaros, en una composición en forma de X. En el horizonte, entre pinos y almecinas (enoki), se ven los edificios del santuario de Konpira, situado en la finca del daimyō Kyōgoku (de la ciudad de Marugame en la isla de Shikoku), que se abría al público el día 13 de cada mes. En el centro del costado derecho de la imagen se aprecia un salto de agua del foso exterior del palacio, mientras que a la izquierda se eleva la pendiente de Aoizaka, por donde transitan varios peregrinos con farolas y dos cantinas portátiles de vendedores ambulantes: uno lleva la inscripción nihachi («dos por ocho»), ofreciendo fideos de alforfón por 16 mon; el otro vende ōhira shippoku (pasta con huevo frito, setas, castañas de agua o pastel de pescado). En la parte inferior se sitúan dos gatos y, como principal elemento anecdótico, dos aprendices de artesano que realizan ejercicios ascéticos tras salir del agua después de un baño purificador, tapados con taparrabos y llevando unas linternas. |
|          | 114. El puente Bikunihashi bajo la nieve (びくにはし雪中 Bikunihashi setchū?) (11-1857)                                                              | 114. El puente Bikunihashi bajo la nieve (びくにはし雪中 Bikunihashi setchū?) (11-1857)                                                              | 114. El puente Bikunihashi bajo la nieve (びくにはし雪中 Bikunihashi setchū?) (11-1857)                                                              | En un cielo nocturno y nevoso donde se aprecian claramente en la parte central las vetas de la madera, se extiende un paisaje cubierto de nieve, con un cartel en primer plano en el margen izquierdo que ofrece yama kujira («ballenas de las montañas»), un eufemismo que indicaba carne de animales salvajes, cuyo consumo estaba prohibido por el budismo, aunque se solía hacer la vista gorda. El puente Bikunihashi se hallaba próximo al foso exterior del Palacio del Shōgun, cuyo muro fortificado se aprecia a la derecha, y su zona circundante estaba repleta de burdeles y locales de comida barata. El término bikuni designaba a una monja itinerante, aunque también aludía a las prostitutas que se disfrazaban de monja para ejercer su oficio fuera de los lugares permitidos. De los locales de comidas, además del de la izquierda aparecen a la derecha varios cestos de patatas, que se vendían como yakiimo, patatas dulces asadas que se vendían en la calle; la inscripción alude a que las patatas (imo) se asaban enteras, y sabían mejor que las castañas. También se ve la figura de un vendedor ambulante que cruza el puente. Esta estampa se cree realizada por Hiroshige II (igual que la 12, 41 y 119). | En un cielo nocturno y nevoso donde se aprecian claramente en la parte central las vetas de la madera, se extiende un paisaje cubierto de nieve, con un cartel en primer plano en el margen izquierdo que ofrece yama kujira («ballenas de las montañas»), un eufemismo que indicaba carne de animales salvajes, cuyo consumo estaba prohibido por el budismo, aunque se solía hacer la vista gorda. El puente Bikunihashi se hallaba próximo al foso exterior del Palacio del Shōgun, cuyo muro fortificado se aprecia a la derecha, y su zona circundante estaba repleta de burdeles y locales de comida barata. El término bikuni designaba a una monja itinerante, aunque también aludía a las prostitutas que se disfrazaban de monja para ejercer su oficio fuera de los lugares permitidos. De los locales de comidas, además del de la izquierda aparecen a la derecha varios cestos de patatas, que se vendían como yakiimo, patatas dulces asadas que se vendían en la calle; la inscripción alude a que las patatas (imo) se asaban enteras, y sabían mejor que las castañas. También se ve la figura de un vendedor ambulante que cruza el puente. Esta estampa se cree realizada por Hiroshige II (igual que la 12, 41 y 119). | En un cielo nocturno y nevoso donde se aprecian claramente en la parte central las vetas de la madera, se extiende un paisaje cubierto de nieve, con un cartel en primer plano en el margen izquierdo que ofrece yama kujira («ballenas de las montañas»), un eufemismo que indicaba carne de animales salvajes, cuyo consumo estaba prohibido por el budismo, aunque se solía hacer la vista gorda. El puente Bikunihashi se hallaba próximo al foso exterior del Palacio del Shōgun, cuyo muro fortificado se aprecia a la derecha, y su zona circundante estaba repleta de burdeles y locales de comida barata. El término bikuni designaba a una monja itinerante, aunque también aludía a las prostitutas que se disfrazaban de monja para ejercer su oficio fuera de los lugares permitidos. De los locales de comidas, además del de la izquierda aparecen a la derecha varios cestos de patatas, que se vendían como yakiimo, patatas dulces asadas que se vendían en la calle; la inscripción alude a que las patatas (imo) se asaban enteras, y sabían mejor que las castañas. También se ve la figura de un vendedor ambulante que cruza el puente. Esta estampa se cree realizada por Hiroshige II (igual que la 12, 41 y 119). | En un cielo nocturno y nevoso donde se aprecian claramente en la parte central las vetas de la madera, se extiende un paisaje cubierto de nieve, con un cartel en primer plano en el margen izquierdo que ofrece yama kujira («ballenas de las montañas»), un eufemismo que indicaba carne de animales salvajes, cuyo consumo estaba prohibido por el budismo, aunque se solía hacer la vista gorda. El puente Bikunihashi se hallaba próximo al foso exterior del Palacio del Shōgun, cuyo muro fortificado se aprecia a la derecha, y su zona circundante estaba repleta de burdeles y locales de comida barata. El término bikuni designaba a una monja itinerante, aunque también aludía a las prostitutas que se disfrazaban de monja para ejercer su oficio fuera de los lugares permitidos. De los locales de comidas, además del de la izquierda aparecen a la derecha varios cestos de patatas, que se vendían como yakiimo, patatas dulces asadas que se vendían en la calle; la inscripción alude a que las patatas (imo) se asaban enteras, y sabían mejor que las castañas. También se ve la figura de un vendedor ambulante que cruza el puente. Esta estampa se cree realizada por Hiroshige II (igual que la 12, 41 y 119). | En un cielo nocturno y nevoso donde se aprecian claramente en la parte central las vetas de la madera, se extiende un paisaje cubierto de nieve, con un cartel en primer plano en el margen izquierdo que ofrece yama kujira («ballenas de las montañas»), un eufemismo que indicaba carne de animales salvajes, cuyo consumo estaba prohibido por el budismo, aunque se solía hacer la vista gorda. El puente Bikunihashi se hallaba próximo al foso exterior del Palacio del Shōgun, cuyo muro fortificado se aprecia a la derecha, y su zona circundante estaba repleta de burdeles y locales de comida barata. El término bikuni designaba a una monja itinerante, aunque también aludía a las prostitutas que se disfrazaban de monja para ejercer su oficio fuera de los lugares permitidos. De los locales de comidas, además del de la izquierda aparecen a la derecha varios cestos de patatas, que se vendían como yakiimo, patatas dulces asadas que se vendían en la calle; la inscripción alude a que las patatas (imo) se asaban enteras, y sabían mejor que las castañas. También se ve la figura de un vendedor ambulante que cruza el puente. Esta estampa se cree realizada por Hiroshige II (igual que la 12, 41 y 119). | En un cielo nocturno y nevoso donde se aprecian claramente en la parte central las vetas de la madera, se extiende un paisaje cubierto de nieve, con un cartel en primer plano en el margen izquierdo que ofrece yama kujira («ballenas de las montañas»), un eufemismo que indicaba carne de animales salvajes, cuyo consumo estaba prohibido por el budismo, aunque se solía hacer la vista gorda. El puente Bikunihashi se hallaba próximo al foso exterior del Palacio del Shōgun, cuyo muro fortificado se aprecia a la derecha, y su zona circundante estaba repleta de burdeles y locales de comida barata. El término bikuni designaba a una monja itinerante, aunque también aludía a las prostitutas que se disfrazaban de monja para ejercer su oficio fuera de los lugares permitidos. De los locales de comidas, además del de la izquierda aparecen a la derecha varios cestos de patatas, que se vendían como yakiimo, patatas dulces asadas que se vendían en la calle; la inscripción alude a que las patatas (imo) se asaban enteras, y sabían mejor que las castañas. También se ve la figura de un vendedor ambulante que cruza el puente. Esta estampa se cree realizada por Hiroshige II (igual que la 12, 41 y 119). |
|          | 115. El picadero de Takata no baba (高田の馬場 Takata no baba?) (2-1857)                                                                             | 115. El picadero de Takata no baba (高田の馬場 Takata no baba?) (2-1857)                                                                             | 115. El picadero de Takata no baba (高田の馬場 Takata no baba?) (2-1857)                                                                             | El picadero de Takata no baba se encontraba al noroeste de Edo, fundado en 1636 como campo de equitación y tiro con arco para la nobleza. El margen izquierdo lo ocupa un pino, tras el cual aparece entrecortada una diana de cuero blanco, sujeta con cuerdas a unos maderos y con varias flechas al suelo. La diana está realizada con la técnica de impresión en seco nunomezuri, y es una nueva muestra de la originalidad compositiva del autor, siempre en busca de perspectivas insólitas para asombrar al espectador. Más al fondo se ven varios jinetes montando a caballo, mientras que varios tiradores prueban su puntería con el arco, mientras a la distancia se alza algo desdibujado el monte Fuji. El contraste entre la naturaleza y una actividad humana conseguida con destreza capta de forma armoniosa las virtudes del samurai propugnadas por el confucianismo, cuyas aptitudes dependían por igual de sus habilidades innatas y de su pericia cultivada con la práctica. | El picadero de Takata no baba se encontraba al noroeste de Edo, fundado en 1636 como campo de equitación y tiro con arco para la nobleza. El margen izquierdo lo ocupa un pino, tras el cual aparece entrecortada una diana de cuero blanco, sujeta con cuerdas a unos maderos y con varias flechas al suelo. La diana está realizada con la técnica de impresión en seco nunomezuri, y es una nueva muestra de la originalidad compositiva del autor, siempre en busca de perspectivas insólitas para asombrar al espectador. Más al fondo se ven varios jinetes montando a caballo, mientras que varios tiradores prueban su puntería con el arco, mientras a la distancia se alza algo desdibujado el monte Fuji. El contraste entre la naturaleza y una actividad humana conseguida con destreza capta de forma armoniosa las virtudes del samurai propugnadas por el confucianismo, cuyas aptitudes dependían por igual de sus habilidades innatas y de su pericia cultivada con la práctica. | El picadero de Takata no baba se encontraba al noroeste de Edo, fundado en 1636 como campo de equitación y tiro con arco para la nobleza. El margen izquierdo lo ocupa un pino, tras el cual aparece entrecortada una diana de cuero blanco, sujeta con cuerdas a unos maderos y con varias flechas al suelo. La diana está realizada con la técnica de impresión en seco nunomezuri, y es una nueva muestra de la originalidad compositiva del autor, siempre en busca de perspectivas insólitas para asombrar al espectador. Más al fondo se ven varios jinetes montando a caballo, mientras que varios tiradores prueban su puntería con el arco, mientras a la distancia se alza algo desdibujado el monte Fuji. El contraste entre la naturaleza y una actividad humana conseguida con destreza capta de forma armoniosa las virtudes del samurai propugnadas por el confucianismo, cuyas aptitudes dependían por igual de sus habilidades innatas y de su pericia cultivada con la práctica. | El picadero de Takata no baba se encontraba al noroeste de Edo, fundado en 1636 como campo de equitación y tiro con arco para la nobleza. El margen izquierdo lo ocupa un pino, tras el cual aparece entrecortada una diana de cuero blanco, sujeta con cuerdas a unos maderos y con varias flechas al suelo. La diana está realizada con la técnica de impresión en seco nunomezuri, y es una nueva muestra de la originalidad compositiva del autor, siempre en busca de perspectivas insólitas para asombrar al espectador. Más al fondo se ven varios jinetes montando a caballo, mientras que varios tiradores prueban su puntería con el arco, mientras a la distancia se alza algo desdibujado el monte Fuji. El contraste entre la naturaleza y una actividad humana conseguida con destreza capta de forma armoniosa las virtudes del samurai propugnadas por el confucianismo, cuyas aptitudes dependían por igual de sus habilidades innatas y de su pericia cultivada con la práctica. | El picadero de Takata no baba se encontraba al noroeste de Edo, fundado en 1636 como campo de equitación y tiro con arco para la nobleza. El margen izquierdo lo ocupa un pino, tras el cual aparece entrecortada una diana de cuero blanco, sujeta con cuerdas a unos maderos y con varias flechas al suelo. La diana está realizada con la técnica de impresión en seco nunomezuri, y es una nueva muestra de la originalidad compositiva del autor, siempre en busca de perspectivas insólitas para asombrar al espectador. Más al fondo se ven varios jinetes montando a caballo, mientras que varios tiradores prueban su puntería con el arco, mientras a la distancia se alza algo desdibujado el monte Fuji. El contraste entre la naturaleza y una actividad humana conseguida con destreza capta de forma armoniosa las virtudes del samurai propugnadas por el confucianismo, cuyas aptitudes dependían por igual de sus habilidades innatas y de su pericia cultivada con la práctica. | El picadero de Takata no baba se encontraba al noroeste de Edo, fundado en 1636 como campo de equitación y tiro con arco para la nobleza. El margen izquierdo lo ocupa un pino, tras el cual aparece entrecortada una diana de cuero blanco, sujeta con cuerdas a unos maderos y con varias flechas al suelo. La diana está realizada con la técnica de impresión en seco nunomezuri, y es una nueva muestra de la originalidad compositiva del autor, siempre en busca de perspectivas insólitas para asombrar al espectador. Más al fondo se ven varios jinetes montando a caballo, mientras que varios tiradores prueban su puntería con el arco, mientras a la distancia se alza algo desdibujado el monte Fuji. El contraste entre la naturaleza y una actividad humana conseguida con destreza capta de forma armoniosa las virtudes del samurai propugnadas por el confucianismo, cuyas aptitudes dependían por igual de sus habilidades innatas y de su pericia cultivada con la práctica. |
|          | 116. Los puentes Sugatami y Omokage y Jariba cerca de Takata (高田姿見のはし俤の橋砂利場 Takata Sugatami no hashi Omokage no hashi Jariba?) (1-1857) | 116. Los puentes Sugatami y Omokage y Jariba cerca de Takata (高田姿見のはし俤の橋砂利場 Takata Sugatami no hashi Omokage no hashi Jariba?) (1-1857) | 116. Los puentes Sugatami y Omokage y Jariba cerca de Takata (高田姿見のはし俤の橋砂利場 Takata Sugatami no hashi Omokage no hashi Jariba?) (1-1857) | En una zona próxima al picadero de la lámina anterior se muestran los campos de arroz de Hikawa, cubiertos de rastrojos de color amarillo. Por detrás de este campo se ve a la derecha el santuario de Hikawa, al que se accedía por el puente de Sugatami. En la parte inferior destaca en primer plano el puente Omokage, que describe una pronunciada curva sobre el acueducto de Kanda. Era un puente de planchas de madera cubierto con una capa de tierra y musgo, con lo que se integraba armónicamente en el paisaje. Recientemente había pasado por aquí el shōgun Tokugawa Iesada de vuelta de una excursión a Ōji, con lo que esta estampa evidencia una vez más el interés casi periodístico que artista y editor impregnaron a esta serie. El fondo está nuevamente cubierto de una niebla rojiza y violácea que, junto al naranja del horizonte, otorgan a esta estampa un variado cromatismo. | En una zona próxima al picadero de la lámina anterior se muestran los campos de arroz de Hikawa, cubiertos de rastrojos de color amarillo. Por detrás de este campo se ve a la derecha el santuario de Hikawa, al que se accedía por el puente de Sugatami. En la parte inferior destaca en primer plano el puente Omokage, que describe una pronunciada curva sobre el acueducto de Kanda. Era un puente de planchas de madera cubierto con una capa de tierra y musgo, con lo que se integraba armónicamente en el paisaje. Recientemente había pasado por aquí el shōgun Tokugawa Iesada de vuelta de una excursión a Ōji, con lo que esta estampa evidencia una vez más el interés casi periodístico que artista y editor impregnaron a esta serie. El fondo está nuevamente cubierto de una niebla rojiza y violácea que, junto al naranja del horizonte, otorgan a esta estampa un variado cromatismo. | En una zona próxima al picadero de la lámina anterior se muestran los campos de arroz de Hikawa, cubiertos de rastrojos de color amarillo. Por detrás de este campo se ve a la derecha el santuario de Hikawa, al que se accedía por el puente de Sugatami. En la parte inferior destaca en primer plano el puente Omokage, que describe una pronunciada curva sobre el acueducto de Kanda. Era un puente de planchas de madera cubierto con una capa de tierra y musgo, con lo que se integraba armónicamente en el paisaje. Recientemente había pasado por aquí el shōgun Tokugawa Iesada de vuelta de una excursión a Ōji, con lo que esta estampa evidencia una vez más el interés casi periodístico que artista y editor impregnaron a esta serie. El fondo está nuevamente cubierto de una niebla rojiza y violácea que, junto al naranja del horizonte, otorgan a esta estampa un variado cromatismo. | En una zona próxima al picadero de la lámina anterior se muestran los campos de arroz de Hikawa, cubiertos de rastrojos de color amarillo. Por detrás de este campo se ve a la derecha el santuario de Hikawa, al que se accedía por el puente de Sugatami. En la parte inferior destaca en primer plano el puente Omokage, que describe una pronunciada curva sobre el acueducto de Kanda. Era un puente de planchas de madera cubierto con una capa de tierra y musgo, con lo que se integraba armónicamente en el paisaje. Recientemente había pasado por aquí el shōgun Tokugawa Iesada de vuelta de una excursión a Ōji, con lo que esta estampa evidencia una vez más el interés casi periodístico que artista y editor impregnaron a esta serie. El fondo está nuevamente cubierto de una niebla rojiza y violácea que, junto al naranja del horizonte, otorgan a esta estampa un variado cromatismo. | En una zona próxima al picadero de la lámina anterior se muestran los campos de arroz de Hikawa, cubiertos de rastrojos de color amarillo. Por detrás de este campo se ve a la derecha el santuario de Hikawa, al que se accedía por el puente de Sugatami. En la parte inferior destaca en primer plano el puente Omokage, que describe una pronunciada curva sobre el acueducto de Kanda. Era un puente de planchas de madera cubierto con una capa de tierra y musgo, con lo que se integraba armónicamente en el paisaje. Recientemente había pasado por aquí el shōgun Tokugawa Iesada de vuelta de una excursión a Ōji, con lo que esta estampa evidencia una vez más el interés casi periodístico que artista y editor impregnaron a esta serie. El fondo está nuevamente cubierto de una niebla rojiza y violácea que, junto al naranja del horizonte, otorgan a esta estampa un variado cromatismo. | En una zona próxima al picadero de la lámina anterior se muestran los campos de arroz de Hikawa, cubiertos de rastrojos de color amarillo. Por detrás de este campo se ve a la derecha el santuario de Hikawa, al que se accedía por el puente de Sugatami. En la parte inferior destaca en primer plano el puente Omokage, que describe una pronunciada curva sobre el acueducto de Kanda. Era un puente de planchas de madera cubierto con una capa de tierra y musgo, con lo que se integraba armónicamente en el paisaje. Recientemente había pasado por aquí el shōgun Tokugawa Iesada de vuelta de una excursión a Ōji, con lo que esta estampa evidencia una vez más el interés casi periodístico que artista y editor impregnaron a esta serie. El fondo está nuevamente cubierto de una niebla rojiza y violácea que, junto al naranja del horizonte, otorgan a esta estampa un variado cromatismo. |
|          | 117. Vista desde la altura del santuario Yushima Tenjin (湯しま天神坂上眺望 Yushima Tenjin sakaue chōbō?) (4-1856)                                   | 117. Vista desde la altura del santuario Yushima Tenjin (湯しま天神坂上眺望 Yushima Tenjin sakaue chōbō?) (4-1856)                                   | 117. Vista desde la altura del santuario Yushima Tenjin (湯しま天神坂上眺望 Yushima Tenjin sakaue chōbō?) (4-1856)                                   | En una amplia panorámica desde la altura se ven a diferente distancia tres templos consecutivos: en primer plano a la izquierda el santuario Yushima Tenjin, del que solo se aprecia el arco torii; en una isla en medio del estanque Shinobazu no ike el santuario de Benten, que ya había aparecido en la lámina 89; y en la otra orilla, al fondo a la derecha, el templo de Kan'ei-ji. Los dos del fondo son en color rojo –según el sintoísmo, este color espantaba a los demonios–, que contrasta intensamente con el blanco de la nieve, y que junto al brillante azul del lago y el color rojizo del horizonte vespertino otorgan un variado cromatismo a la escena. Para llegar al santuario Yushima Tenjin se podía subir por dos distintos tramos de escaleras, una más empinada «para hombres» y otra más accesible «para mujeres», como se denota en la inscripción en piedra que se puede ver en la esquina inferior derecha, otokozaka («colina para hombres»). En el lado izquierdo detrás del arco torii se ve una casa de té, adornada con lámparas de color rojo. | En una amplia panorámica desde la altura se ven a diferente distancia tres templos consecutivos: en primer plano a la izquierda el santuario Yushima Tenjin, del que solo se aprecia el arco torii; en una isla en medio del estanque Shinobazu no ike el santuario de Benten, que ya había aparecido en la lámina 89; y en la otra orilla, al fondo a la derecha, el templo de Kan'ei-ji. Los dos del fondo son en color rojo –según el sintoísmo, este color espantaba a los demonios–, que contrasta intensamente con el blanco de la nieve, y que junto al brillante azul del lago y el color rojizo del horizonte vespertino otorgan un variado cromatismo a la escena. Para llegar al santuario Yushima Tenjin se podía subir por dos distintos tramos de escaleras, una más empinada «para hombres» y otra más accesible «para mujeres», como se denota en la inscripción en piedra que se puede ver en la esquina inferior derecha, otokozaka («colina para hombres»). En el lado izquierdo detrás del arco torii se ve una casa de té, adornada con lámparas de color rojo. | En una amplia panorámica desde la altura se ven a diferente distancia tres templos consecutivos: en primer plano a la izquierda el santuario Yushima Tenjin, del que solo se aprecia el arco torii; en una isla en medio del estanque Shinobazu no ike el santuario de Benten, que ya había aparecido en la lámina 89; y en la otra orilla, al fondo a la derecha, el templo de Kan'ei-ji. Los dos del fondo son en color rojo –según el sintoísmo, este color espantaba a los demonios–, que contrasta intensamente con el blanco de la nieve, y que junto al brillante azul del lago y el color rojizo del horizonte vespertino otorgan un variado cromatismo a la escena. Para llegar al santuario Yushima Tenjin se podía subir por dos distintos tramos de escaleras, una más empinada «para hombres» y otra más accesible «para mujeres», como se denota en la inscripción en piedra que se puede ver en la esquina inferior derecha, otokozaka («colina para hombres»). En el lado izquierdo detrás del arco torii se ve una casa de té, adornada con lámparas de color rojo. | En una amplia panorámica desde la altura se ven a diferente distancia tres templos consecutivos: en primer plano a la izquierda el santuario Yushima Tenjin, del que solo se aprecia el arco torii; en una isla en medio del estanque Shinobazu no ike el santuario de Benten, que ya había aparecido en la lámina 89; y en la otra orilla, al fondo a la derecha, el templo de Kan'ei-ji. Los dos del fondo son en color rojo –según el sintoísmo, este color espantaba a los demonios–, que contrasta intensamente con el blanco de la nieve, y que junto al brillante azul del lago y el color rojizo del horizonte vespertino otorgan un variado cromatismo a la escena. Para llegar al santuario Yushima Tenjin se podía subir por dos distintos tramos de escaleras, una más empinada «para hombres» y otra más accesible «para mujeres», como se denota en la inscripción en piedra que se puede ver en la esquina inferior derecha, otokozaka («colina para hombres»). En el lado izquierdo detrás del arco torii se ve una casa de té, adornada con lámparas de color rojo. | En una amplia panorámica desde la altura se ven a diferente distancia tres templos consecutivos: en primer plano a la izquierda el santuario Yushima Tenjin, del que solo se aprecia el arco torii; en una isla en medio del estanque Shinobazu no ike el santuario de Benten, que ya había aparecido en la lámina 89; y en la otra orilla, al fondo a la derecha, el templo de Kan'ei-ji. Los dos del fondo son en color rojo –según el sintoísmo, este color espantaba a los demonios–, que contrasta intensamente con el blanco de la nieve, y que junto al brillante azul del lago y el color rojizo del horizonte vespertino otorgan un variado cromatismo a la escena. Para llegar al santuario Yushima Tenjin se podía subir por dos distintos tramos de escaleras, una más empinada «para hombres» y otra más accesible «para mujeres», como se denota en la inscripción en piedra que se puede ver en la esquina inferior derecha, otokozaka («colina para hombres»). En el lado izquierdo detrás del arco torii se ve una casa de té, adornada con lámparas de color rojo. | En una amplia panorámica desde la altura se ven a diferente distancia tres templos consecutivos: en primer plano a la izquierda el santuario Yushima Tenjin, del que solo se aprecia el arco torii; en una isla en medio del estanque Shinobazu no ike el santuario de Benten, que ya había aparecido en la lámina 89; y en la otra orilla, al fondo a la derecha, el templo de Kan'ei-ji. Los dos del fondo son en color rojo –según el sintoísmo, este color espantaba a los demonios–, que contrasta intensamente con el blanco de la nieve, y que junto al brillante azul del lago y el color rojizo del horizonte vespertino otorgan un variado cromatismo a la escena. Para llegar al santuario Yushima Tenjin se podía subir por dos distintos tramos de escaleras, una más empinada «para hombres» y otra más accesible «para mujeres», como se denota en la inscripción en piedra que se puede ver en la esquina inferior derecha, otokozaka («colina para hombres»). En el lado izquierdo detrás del arco torii se ve una casa de té, adornada con lámparas de color rojo. |
|          | 118. Zorros de fuego en la Nochevieja bajo el árbol enoki cerca de Ōji (王子装束ゑの木大晦日の狐火 Ōji Shōzoku enoki Ōmisoka no kitsunebi?) (9-1857) | 118. Zorros de fuego en la Nochevieja bajo el árbol enoki cerca de Ōji (王子装束ゑの木大晦日の狐火 Ōji Shōzoku enoki Ōmisoka no kitsunebi?) (9-1857) | 118. Zorros de fuego en la Nochevieja bajo el árbol enoki cerca de Ōji (王子装束ゑの木大晦日の狐火 Ōji Shōzoku enoki Ōmisoka no kitsunebi?) (9-1857) | Esta es una de las estampas más famosas de la serie. En una composición nocturna se ve un cielo gris azulado plagado de estrellas, donde junto a una gran almecina (enoki) se han reunido una gran cantidad de zorros, cuyos halos al respirar parecen fuegos fatuos. Se aprecia un grupo de ellos en primer plano, junto al árbol, mientras en la distancia aparecen muchos más que se dirigen hacia aquí, apenas pequeños puntos de luz en el oscuro horizonte. La clara luminosidad de los zorros contrasta enormemente con la oscuridad nocturna, aportando un gran efectismo a la escena. Según una leyenda, en Nochevieja los zorros se reunían con las fuerzas mágicas bajo esta almecina para venerar al dios del arroz (Inari); luego, se dirigían al cercano santuario de Ōji Inari (también llamado Shōzoku Inari), donde el dios les encomendaba diversas tareas para el año nuevo. El número de zorros y las formas de sus fuegos fatuos permitían a los campesinos de la región predecir cómo sería la próxima cosecha. Hiroshige empleó una impresión a cuatro tintas, sacando el máximo provecho a esta escena, de gran efecto dramático y ambiente fantástico. | Esta es una de las estampas más famosas de la serie. En una composición nocturna se ve un cielo gris azulado plagado de estrellas, donde junto a una gran almecina (enoki) se han reunido una gran cantidad de zorros, cuyos halos al respirar parecen fuegos fatuos. Se aprecia un grupo de ellos en primer plano, junto al árbol, mientras en la distancia aparecen muchos más que se dirigen hacia aquí, apenas pequeños puntos de luz en el oscuro horizonte. La clara luminosidad de los zorros contrasta enormemente con la oscuridad nocturna, aportando un gran efectismo a la escena. Según una leyenda, en Nochevieja los zorros se reunían con las fuerzas mágicas bajo esta almecina para venerar al dios del arroz (Inari); luego, se dirigían al cercano santuario de Ōji Inari (también llamado Shōzoku Inari), donde el dios les encomendaba diversas tareas para el año nuevo. El número de zorros y las formas de sus fuegos fatuos permitían a los campesinos de la región predecir cómo sería la próxima cosecha. Hiroshige empleó una impresión a cuatro tintas, sacando el máximo provecho a esta escena, de gran efecto dramático y ambiente fantástico. | Esta es una de las estampas más famosas de la serie. En una composición nocturna se ve un cielo gris azulado plagado de estrellas, donde junto a una gran almecina (enoki) se han reunido una gran cantidad de zorros, cuyos halos al respirar parecen fuegos fatuos. Se aprecia un grupo de ellos en primer plano, junto al árbol, mientras en la distancia aparecen muchos más que se dirigen hacia aquí, apenas pequeños puntos de luz en el oscuro horizonte. La clara luminosidad de los zorros contrasta enormemente con la oscuridad nocturna, aportando un gran efectismo a la escena. Según una leyenda, en Nochevieja los zorros se reunían con las fuerzas mágicas bajo esta almecina para venerar al dios del arroz (Inari); luego, se dirigían al cercano santuario de Ōji Inari (también llamado Shōzoku Inari), donde el dios les encomendaba diversas tareas para el año nuevo. El número de zorros y las formas de sus fuegos fatuos permitían a los campesinos de la región predecir cómo sería la próxima cosecha. Hiroshige empleó una impresión a cuatro tintas, sacando el máximo provecho a esta escena, de gran efecto dramático y ambiente fantástico. | Esta es una de las estampas más famosas de la serie. En una composición nocturna se ve un cielo gris azulado plagado de estrellas, donde junto a una gran almecina (enoki) se han reunido una gran cantidad de zorros, cuyos halos al respirar parecen fuegos fatuos. Se aprecia un grupo de ellos en primer plano, junto al árbol, mientras en la distancia aparecen muchos más que se dirigen hacia aquí, apenas pequeños puntos de luz en el oscuro horizonte. La clara luminosidad de los zorros contrasta enormemente con la oscuridad nocturna, aportando un gran efectismo a la escena. Según una leyenda, en Nochevieja los zorros se reunían con las fuerzas mágicas bajo esta almecina para venerar al dios del arroz (Inari); luego, se dirigían al cercano santuario de Ōji Inari (también llamado Shōzoku Inari), donde el dios les encomendaba diversas tareas para el año nuevo. El número de zorros y las formas de sus fuegos fatuos permitían a los campesinos de la región predecir cómo sería la próxima cosecha. Hiroshige empleó una impresión a cuatro tintas, sacando el máximo provecho a esta escena, de gran efecto dramático y ambiente fantástico. | Esta es una de las estampas más famosas de la serie. En una composición nocturna se ve un cielo gris azulado plagado de estrellas, donde junto a una gran almecina (enoki) se han reunido una gran cantidad de zorros, cuyos halos al respirar parecen fuegos fatuos. Se aprecia un grupo de ellos en primer plano, junto al árbol, mientras en la distancia aparecen muchos más que se dirigen hacia aquí, apenas pequeños puntos de luz en el oscuro horizonte. La clara luminosidad de los zorros contrasta enormemente con la oscuridad nocturna, aportando un gran efectismo a la escena. Según una leyenda, en Nochevieja los zorros se reunían con las fuerzas mágicas bajo esta almecina para venerar al dios del arroz (Inari); luego, se dirigían al cercano santuario de Ōji Inari (también llamado Shōzoku Inari), donde el dios les encomendaba diversas tareas para el año nuevo. El número de zorros y las formas de sus fuegos fatuos permitían a los campesinos de la región predecir cómo sería la próxima cosecha. Hiroshige empleó una impresión a cuatro tintas, sacando el máximo provecho a esta escena, de gran efecto dramático y ambiente fantástico. | Esta es una de las estampas más famosas de la serie. En una composición nocturna se ve un cielo gris azulado plagado de estrellas, donde junto a una gran almecina (enoki) se han reunido una gran cantidad de zorros, cuyos halos al respirar parecen fuegos fatuos. Se aprecia un grupo de ellos en primer plano, junto al árbol, mientras en la distancia aparecen muchos más que se dirigen hacia aquí, apenas pequeños puntos de luz en el oscuro horizonte. La clara luminosidad de los zorros contrasta enormemente con la oscuridad nocturna, aportando un gran efectismo a la escena. Según una leyenda, en Nochevieja los zorros se reunían con las fuerzas mágicas bajo esta almecina para venerar al dios del arroz (Inari); luego, se dirigían al cercano santuario de Ōji Inari (también llamado Shōzoku Inari), donde el dios les encomendaba diversas tareas para el año nuevo. El número de zorros y las formas de sus fuegos fatuos permitían a los campesinos de la región predecir cómo sería la próxima cosecha. Hiroshige empleó una impresión a cuatro tintas, sacando el máximo provecho a esta escena, de gran efecto dramático y ambiente fantástico. |
|          | 119. Lluvia nocturna en el jardín de paulownias en Akasaka (赤坂桐畑雨中夕けい Akasaka kiribatake uchū yūkei?) (4-1859)                              | 119. Lluvia nocturna en el jardín de paulownias en Akasaka (赤坂桐畑雨中夕けい Akasaka kiribatake uchū yūkei?) (4-1859)                              | 119. Lluvia nocturna en el jardín de paulownias en Akasaka (赤坂桐畑雨中夕けい Akasaka kiribatake uchū yūkei?) (4-1859)                              | Esta estampa es obra de Hiroshige II, y fue incluida en la serie posteriormente, por lo que no aparece en el índice realizado por Baisotei Gengyo. Así, se ve el sello aratame («examinado») del censor fechado en el cuarto mes de 1859, y en la cartela roja de la signatura indica Nise Hiroshige (Hiroshige II). El discípulo había terminado al menos tres estampas de la serie (12, 41 y 114) inacabadas a la muerte del maestro, aunque partiendo de sus bocetos; esta composición sin embargo es enteramente suya, seguramente como encargo del editor, Sakanaya Eikichi, y para celebrar la adopción del nombre y sello de su maestro. En algunas reproducciones de la serie no aparece esta última estampa, pero al llevar el título de la serie en la cartela superior derecha, en conformidad con el editor, lo más lógico es incluirla. En la imagen se ve un jardín de paulownias en el estanque de Tameike, que ya aparecía en la lámina 52. Es una imagen nocturna, donde una pesada lluvia cae de un cielo plomizo color gris azulado, que destaca del gris verdoso de los árboles del fondo. La parte inferior, más clara y de un colorido más brillante, resalta de la parte oscura del fondo. La forma diagonal del estanque se corta con la otra diagonal formada por el camino de segundo plano, formando una forma de cuña. Se aprecian varios viajeros en la parte inferior, mientras en el camino del fondo se distinguen apenas varias figuras borrosas, que se dirigen a la puerta Akasakamon del Palacio de Edo.                                                              | Esta estampa es obra de Hiroshige II, y fue incluida en la serie posteriormente, por lo que no aparece en el índice realizado por Baisotei Gengyo. Así, se ve el sello aratame («examinado») del censor fechado en el cuarto mes de 1859, y en la cartela roja de la signatura indica Nise Hiroshige (Hiroshige II). El discípulo había terminado al menos tres estampas de la serie (12, 41 y 114) inacabadas a la muerte del maestro, aunque partiendo de sus bocetos; esta composición sin embargo es enteramente suya, seguramente como encargo del editor, Sakanaya Eikichi, y para celebrar la adopción del nombre y sello de su maestro. En algunas reproducciones de la serie no aparece esta última estampa, pero al llevar el título de la serie en la cartela superior derecha, en conformidad con el editor, lo más lógico es incluirla. En la imagen se ve un jardín de paulownias en el estanque de Tameike, que ya aparecía en la lámina 52. Es una imagen nocturna, donde una pesada lluvia cae de un cielo plomizo color gris azulado, que destaca del gris verdoso de los árboles del fondo. La parte inferior, más clara y de un colorido más brillante, resalta de la parte oscura del fondo. La forma diagonal del estanque se corta con la otra diagonal formada por el camino de segundo plano, formando una forma de cuña. Se aprecian varios viajeros en la parte inferior, mientras en el camino del fondo se distinguen apenas varias figuras borrosas, que se dirigen a la puerta Akasakamon del Palacio de Edo.                                                              | Esta estampa es obra de Hiroshige II, y fue incluida en la serie posteriormente, por lo que no aparece en el índice realizado por Baisotei Gengyo. Así, se ve el sello aratame («examinado») del censor fechado en el cuarto mes de 1859, y en la cartela roja de la signatura indica Nise Hiroshige (Hiroshige II). El discípulo había terminado al menos tres estampas de la serie (12, 41 y 114) inacabadas a la muerte del maestro, aunque partiendo de sus bocetos; esta composición sin embargo es enteramente suya, seguramente como encargo del editor, Sakanaya Eikichi, y para celebrar la adopción del nombre y sello de su maestro. En algunas reproducciones de la serie no aparece esta última estampa, pero al llevar el título de la serie en la cartela superior derecha, en conformidad con el editor, lo más lógico es incluirla. En la imagen se ve un jardín de paulownias en el estanque de Tameike, que ya aparecía en la lámina 52. Es una imagen nocturna, donde una pesada lluvia cae de un cielo plomizo color gris azulado, que destaca del gris verdoso de los árboles del fondo. La parte inferior, más clara y de un colorido más brillante, resalta de la parte oscura del fondo. La forma diagonal del estanque se corta con la otra diagonal formada por el camino de segundo plano, formando una forma de cuña. Se aprecian varios viajeros en la parte inferior, mientras en el camino del fondo se distinguen apenas varias figuras borrosas, que se dirigen a la puerta Akasakamon del Palacio de Edo.                                                              | Esta estampa es obra de Hiroshige II, y fue incluida en la serie posteriormente, por lo que no aparece en el índice realizado por Baisotei Gengyo. Así, se ve el sello aratame («examinado») del censor fechado en el cuarto mes de 1859, y en la cartela roja de la signatura indica Nise Hiroshige (Hiroshige II). El discípulo había terminado al menos tres estampas de la serie (12, 41 y 114) inacabadas a la muerte del maestro, aunque partiendo de sus bocetos; esta composición sin embargo es enteramente suya, seguramente como encargo del editor, Sakanaya Eikichi, y para celebrar la adopción del nombre y sello de su maestro. En algunas reproducciones de la serie no aparece esta última estampa, pero al llevar el título de la serie en la cartela superior derecha, en conformidad con el editor, lo más lógico es incluirla. En la imagen se ve un jardín de paulownias en el estanque de Tameike, que ya aparecía en la lámina 52. Es una imagen nocturna, donde una pesada lluvia cae de un cielo plomizo color gris azulado, que destaca del gris verdoso de los árboles del fondo. La parte inferior, más clara y de un colorido más brillante, resalta de la parte oscura del fondo. La forma diagonal del estanque se corta con la otra diagonal formada por el camino de segundo plano, formando una forma de cuña. Se aprecian varios viajeros en la parte inferior, mientras en el camino del fondo se distinguen apenas varias figuras borrosas, que se dirigen a la puerta Akasakamon del Palacio de Edo.                                                              | Esta estampa es obra de Hiroshige II, y fue incluida en la serie posteriormente, por lo que no aparece en el índice realizado por Baisotei Gengyo. Así, se ve el sello aratame («examinado») del censor fechado en el cuarto mes de 1859, y en la cartela roja de la signatura indica Nise Hiroshige (Hiroshige II). El discípulo había terminado al menos tres estampas de la serie (12, 41 y 114) inacabadas a la muerte del maestro, aunque partiendo de sus bocetos; esta composición sin embargo es enteramente suya, seguramente como encargo del editor, Sakanaya Eikichi, y para celebrar la adopción del nombre y sello de su maestro. En algunas reproducciones de la serie no aparece esta última estampa, pero al llevar el título de la serie en la cartela superior derecha, en conformidad con el editor, lo más lógico es incluirla. En la imagen se ve un jardín de paulownias en el estanque de Tameike, que ya aparecía en la lámina 52. Es una imagen nocturna, donde una pesada lluvia cae de un cielo plomizo color gris azulado, que destaca del gris verdoso de los árboles del fondo. La parte inferior, más clara y de un colorido más brillante, resalta de la parte oscura del fondo. La forma diagonal del estanque se corta con la otra diagonal formada por el camino de segundo plano, formando una forma de cuña. Se aprecian varios viajeros en la parte inferior, mientras en el camino del fondo se distinguen apenas varias figuras borrosas, que se dirigen a la puerta Akasakamon del Palacio de Edo.                                                              | Esta estampa es obra de Hiroshige II, y fue incluida en la serie posteriormente, por lo que no aparece en el índice realizado por Baisotei Gengyo. Así, se ve el sello aratame («examinado») del censor fechado en el cuarto mes de 1859, y en la cartela roja de la signatura indica Nise Hiroshige (Hiroshige II). El discípulo había terminado al menos tres estampas de la serie (12, 41 y 114) inacabadas a la muerte del maestro, aunque partiendo de sus bocetos; esta composición sin embargo es enteramente suya, seguramente como encargo del editor, Sakanaya Eikichi, y para celebrar la adopción del nombre y sello de su maestro. En algunas reproducciones de la serie no aparece esta última estampa, pero al llevar el título de la serie en la cartela superior derecha, en conformidad con el editor, lo más lógico es incluirla. En la imagen se ve un jardín de paulownias en el estanque de Tameike, que ya aparecía en la lámina 52. Es una imagen nocturna, donde una pesada lluvia cae de un cielo plomizo color gris azulado, que destaca del gris verdoso de los árboles del fondo. La parte inferior, más clara y de un colorido más brillante, resalta de la parte oscura del fondo. La forma diagonal del estanque se corta con la otra diagonal formada por el camino de segundo plano, formando una forma de cuña. Se aprecian varios viajeros en la parte inferior, mientras en el camino del fondo se distinguen apenas varias figuras borrosas, que se dirigen a la puerta Akasakamon del Palacio de Edo.                                                              |